# Brésil
Pour les articles homonymes, voir Brésil (homonymie).
République fédérative du Brésil
(pt) República Federativa do Brasil 
Le Brésil (en portugais : Brasil /bɾaˈziw/), en forme longue la république fédérative du Brésil (República Federativa do Brasil ), est le plus grand État d'Amérique latine. Désigné comme pays-continent, le Brésil est le cinquième plus grand pays de la planète, derrière la Russie, le Canada, les États-Unis et la Chine. Avec une superficie de 8 547 404 km2, le pays occupe la moitié de la superficie de l'Amérique du Sud, partageant des frontières avec l'Uruguay et l'Argentine au sud, le Paraguay au sud-sud-ouest, la Bolivie à l'ouest-sud-ouest, le Pérou à l'ouest, la Colombie à l'ouest-nord-ouest, le Venezuela au nord-ouest, le Guyana au nord-nord-ouest, le Suriname et la France au nord (par la Guyane), soit la plupart des pays du continent sauf le Chili et l'Équateur.
Le pays compte 212,6 millions d'habitants en 2024 selon l'estimation officielle. La capitale brésilienne est Brasilia, la ville la plus peuplée est São Paulo suivie par Rio de Janeiro, vitrine internationale du pays. Ancienne colonie portugaise, le Brésil a pour langue officielle le portugais, alors que la plupart des pays d'Amérique latine ont pour langue officielle l'espagnol.
En 2017, selon le FMI, le PIB du Brésil s'élève à 2 054 milliards de dollars américains, ce qui en fait la huitième puissance économique mondiale. Considéré comme une grande puissance émergente, le pays est notamment membre de l'Organisation des Nations unies, du Mercosul, du G20 et des BRICS. Sur le plan militaire, les forces armées brésiliennes sont classées parmi les vingt premières puissances militaires et demeurent les plus importantes du continent américain, derrière celle des États-Unis. En dépit de la taille de son économie, le Brésil reste l'un des pays où les inégalités sociales et économiques sont parmi les plus élevées du monde. En 2017, le Brésil est le troisième pays d'Amérique latine pour l'inégalité sociale après le Honduras et la Colombie.
La population brésilienne se caractérise par une importante diversité ethnique et culturelle : selon l'Institut brésilien de géographie et de statistique (IBGE), il y a au Brésil 47,7 % de Blancs, 43,1 % de Métis, 7,6 % de Noirs et environ 2 % d'Asiatiques et d'Amérindiens. Un grand nombre de Brésiliens ont des ancêtres issus de pays européens, principalement du Portugal, puis d'Italie, d'Allemagne ou d'Espagne. La majorité des Brésiliens noirs, quant à eux, sont originaires d'Afrique subsaharienne, principalement d'Angola. Il possède une culture riche et variée appuyée sur cette diversité. À l'instar de ses voisins, le Brésil est un pays à majorité chrétienne (89 %). Avec 123 millions de fidèles, il s'agit de la deuxième nation chrétienne du monde (derrière les États-Unis, dont la majorité de la population est protestante) et de la première nation catholique.
Riche en ressources naturelles, le Brésil a été identifié comme étant une nouvelle puissance pétrolière. D'immenses gisements pétroliers pré-salifères ont été découverts dans les bassins de Santos et de Campos, au large de Rio de Janeiro. Les réserves récupérables n'ont cessé d'être revues à la hausse : en 2013, elles sont évaluées à 106 milliards de barils selon l'AIE.

## Étymologie

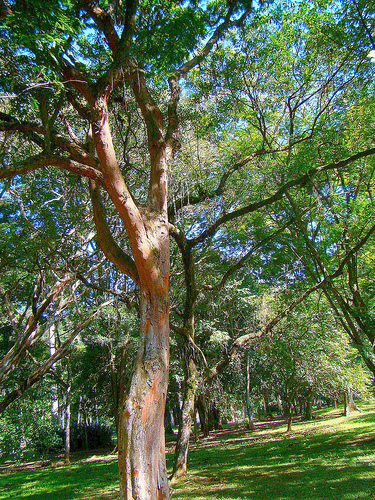
Bois de Pernambouc (pau-brasil) au jardin botanique de Rio de Janeiro.

Les racines étymologiques du nom Brésil remontent au Moyen Âge. Le nom commun « brésil » désigne, à partir du XIIe siècle, des espèces exotiques de bois qui, séchées et pulvérisées, donnent une matière tinctoriale rouge.
Le terme « brésil » est mentionné à plusieurs reprises dans la correspondance de Christophe Colomb avec les Rois Catholiques. Une première fois pour se plaindre d'un trafic de bois rouge qui serait organisé par Ojeda et qui échapperait à son contrôle, et une deuxième fois pour désigner un port sur l'île d'Hispaniola.
En 1500, le navigateur portugais Pedro Álvares Cabral découvre le Brésil et, pensant avoir découvert une île, le nomme « Ilha de Vera Cruz ». Cette terre se révélant faire partie d'un continent (l'Amérique du Sud), elle est plus tard baptisée « Terra de Santa Cruz », qui signifie « Terre de la Sainte Croix ». La théorie la plus communément admise est que le mot « Brésil » tire son origine du bois de Brésil ou pernambouc, très apprécié dès le Moyen Âge pour ses propriétés tinctoriales, dont les Portugais reconnurent la présence en quantité lors de leur première exploration du pays.
Avant d'arriver à la désignation actuelle, le Brésil a été désigné sous plusieurs formes : Monte Pascoal, l'Île de Vera Cruz, Terra de Santa Cruz, Nova Lusitânia, Cabralia, Empire du Brésil, États-Unis du Brésil et enfin, la dénomination actuelle officielle : république fédérative du Brésil. Les habitants du Brésil sont appelés Brésiliens depuis 1706 (à l'origine, le terme désignait uniquement les nobles qui commerçaient le pau-brasil).

## Histoire
Le blason de la république portait, à l'origine, le nom adopté par le pays après l'abolition de la monarchie : Estados Unidos do Brasil, soit « États-Unis du Brésil ». La version actuelle, établie par la loi no 5700, du 1er septembre 1971, reflète son changement en República Federativa do Brasil (« république fédérative du Brésil »),.
Le drapeau brésilien présente un losange jaune sur fond vert, ce qui symbolise l'union impériale à la naissance de la maison royale brésilienne : le vert de la maison royale de Bragance à laquelle appartenait Pierre Ier (Pedro I), premier empereur brésilien, le jaune de la maison royale autrichienne de Habsbourg, lignée de Marie-Léopoldine d'Autriche, son épouse.
Au centre du losange, où trônait le blason de l'empire du Brésil, un disque bleu représente le ciel de Rio de Janeiro le 15 novembre 1889 à 20 h 30, date du coup d'État qui installa la république. Les vingt-sept étoiles placées sur ce fond représentent les vingt-six États fédérés et la capitale. On retrouve au centre la bannière portant la devise nationale Ordem e Progresso (« ordre et progrès ») venue d’Auguste Comte.

### Période précoloniale
Certains des premiers restes humains trouvés dans les Amériques, comme Luzia, ont été trouvés dans la région de Pedro Leopoldo (Minas Gerais) et fournissent des preuves d'habitation humaine remontant à au moins 11 000 ans. La plus ancienne poterie jamais découverte dans l'hémisphère occidental a été découverte dans le bassin amazonien du Brésil et est datée au radiocarbone d'il y a 8 000 ans (6 000 av. J.-C.). La poterie a été trouvée près de Santarém et prouve que la région a soutenu une culture préhistorique complexe. Les premières preuves d'établissement humain sur la côte atlantique commencent entre ~ 8 700 et 7 000 ans AP.
La culture Marajoara s'est épanouie à Marajó dans le delta de l'Amazone de 400 à 1 400 après J.C., développant une poterie sophistiquée, une stratification sociale, de grandes populations, la construction de monticules et des formations sociales complexes telles que les chefferies.
Avant sa découverte par les Portugais en 1500, on estime que le territoire actuel du Brésil (la côte orientale de l'Amérique du Sud), a été habité par environ deux millions d'Amérindiens, répartis au nord et au sud. La population amérindienne a été divisée en grandes nations autochtones composées de différents groupes ethniques parmi lesquels se distinguent les principales familles linguistiques : tupi-guarani, macro-jê et arawak. Les Amérindiens étaient répartis dans d'innombrables tribus, dont les Tupiniquims, les Guaranis et les Tupinambas.
La tribu des Tupis fut la première en contact avec les Portugais, et celle dont l'héritage culturel est le plus important. En effet, en raison de l'assimilation des Tupis aux colons, des traces de l'ancienne culture amérindienne subsistent encore de nos jours, que ce soit dans la culture, la grammaire ou le vocabulaire. Divisés en sept « clans », les Tupis s'étendaient du Rio Grande do Sul au Rio Grande do Norte.
Les clans amérindiens établissaient leurs frontières respectives en faisant la guerre aux autres clans, soit pour protéger leur territoire ou pour en conquérir de nouveaux. Certaines de ces tribus étaient particulièrement bien organisées, même si aucune d'elles ne l'était autant que d'autres populations amérindiennes des pays voisins, comme les Mayas ou les Aztèques, qui eux avaient façonné de grands empires et bâti des civilisations très avancées.
Les guerres entre Amérindiens s'inscrivaient dans des campagnes militaires de grandes envergures à la fois sur terre et sur mer, et il arrivait qu'au cours de ces guerres, certaines tribus s'adonnent à des rituels cannibales sur les prisonniers de guerre.

### Colonisation portugaise
En 1500, Pedro Álvares Cabral découvre les côtes brésiliennes et, revenant au Portugal, annonça avoir découvert de nouveaux territoires. On estime qu'avant 1500, la côte orientale de l'Amérique du Sud était habitée par environ 2 millions d'Amérindiens. Selon le traité de Tordesillas, signé en 1494, sous l'égide du pape Alexandre VI, toutes les terres nouvellement découvertes situées à plus de 370 lieues à l'ouest du Cap Vert allaient à l'Espagne, les autres étaient attribuées au Portugal. La pointe orientale du continent sud-américain (le Brésil) revenait ainsi au Portugal.

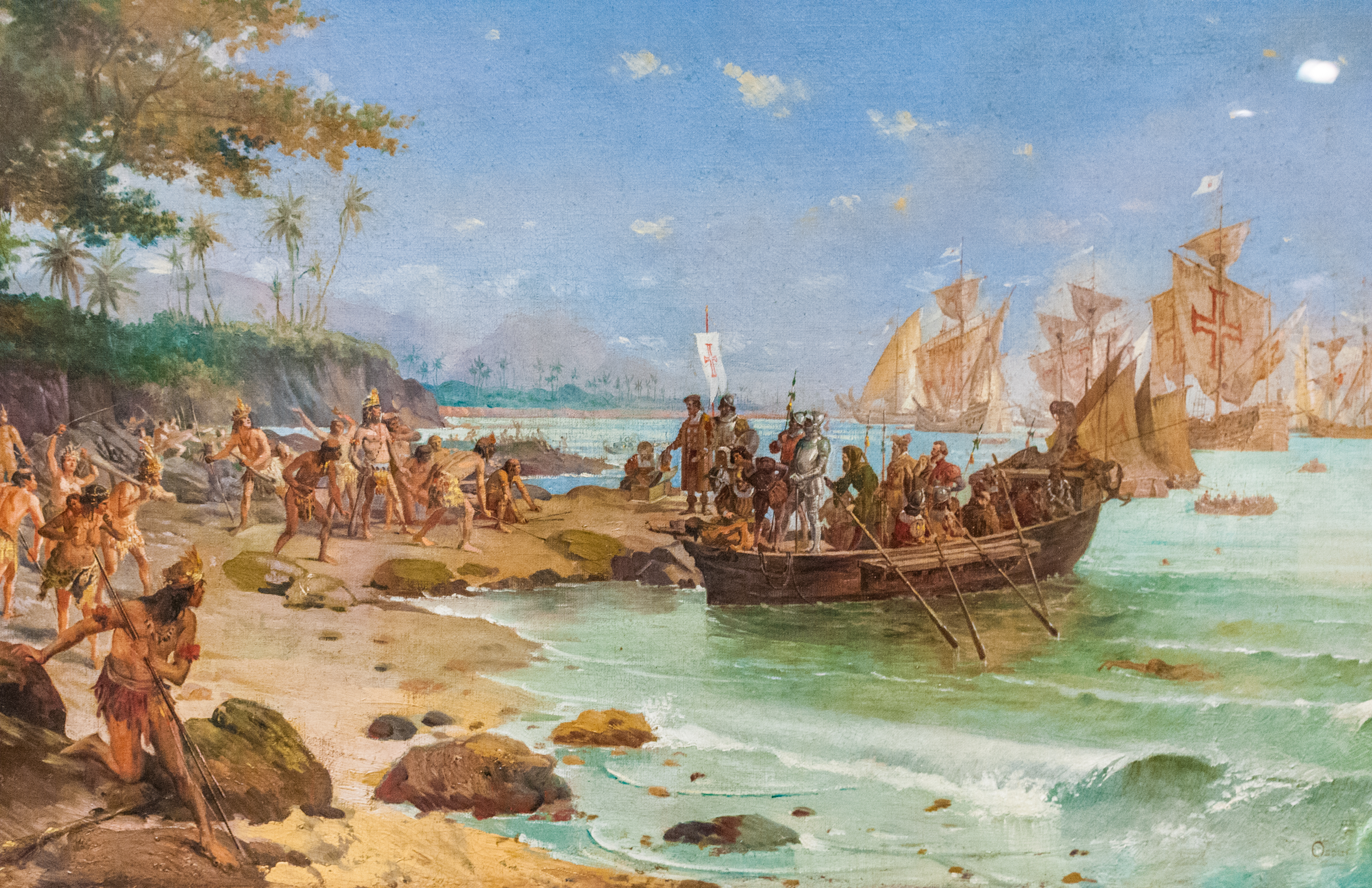
Arrivée de Pedro Álvares Cabral à Porto Seguro, Bahia, en 1500.

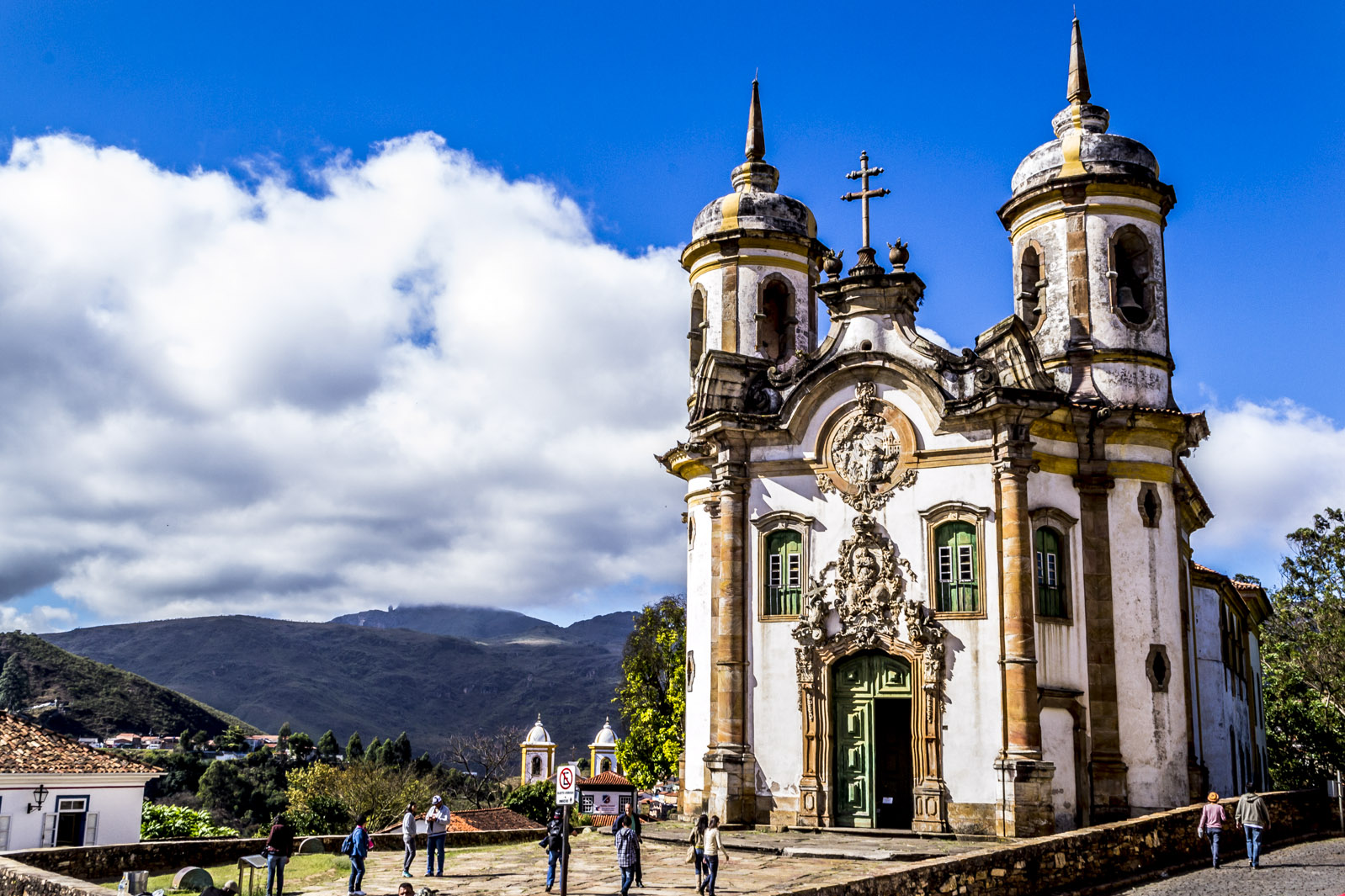
L'église de François d'Assise, l'œuvre d'Aleijadinho, un exemple de l'architecture coloniale baroque à Ouro Preto, dans l'État du Minas Gerais.

Des navigateurs retournèrent plus tard au Brésil et en rapportèrent le bois de Brésil, bois de couleur braise qu'ils achetaient aux Indiens, et auquel le Brésil doit son nom actuel. Toutefois, l'entreprise de colonisation ne débuta réellement que dans les années 1530, lorsque Jean III divisa le territoire en douze capitaineries héréditaires,. Cependant, à la suite de nombreux problèmes liés à ce système, le roi de Portugal, Jean III, décida de nommer le 7 janvier 1549 un gouverneur général, Tomé de Sousa, chargé d'administrer la colonie entière,. Vers le milieu du XVIe siècle, le sucre est devenu la principale richesse commerciale du Brésil, ce qui amena les Portugais à développer la traite des esclaves africains, afin d'augmenter la production et répondre à la demande internationale croissante.
À la suite d'expéditions secrètes menées par le Français Nicolas Durand de Villegagnon, la France parvint à récolter suffisamment d'informations en vue d'établir une colonie dans la baie de Guanabara. Ce fut le début de la « France antarctique », nom donné à l'éphémère colonie française qui occupa la baie de Rio de Janeiro, de 1555 à 1567, et fut finalement éliminée par l'arrivée de renforts portugais. Les Portugais parvinrent ainsi, à l'issue du conflit avec les Français, à élargir leur territoire au sud-est (prise de Rio en 1567) et au nord-ouest (prise de São Luís en 1615).
Le Brésil commença à se développer économiquement et l'exploitation de la population indienne locale n'étant plus suffisante pour la production sucrière, les premiers esclaves furent importés d'Afrique en 1550. La traite négrière dura jusqu'au milieu du XIXe siècle : le Brésil est le pays d'Amérique du Sud qui a reçu le plus d'esclaves noirs, avec environ 5,5 millions d'Africains (majoritairement de l'Afrique de l'Ouest) déportés du XVIe siècle aux années 1850, soit 40 % du total. Les esclaves furent principalement importés par des trafiquants britanniques et français, notamment bordelais et nantais. Les esclaves arrivaient sur le continent américain au moyen d'échanges intercontinentaux basés sur le système du commerce triangulaire,.
En 1630, les Néerlandais de la Compagnie néerlandaise des Indes occidentales enlèvent aux Portugais les villes de Recife, Natal et Salvador afin de s’assurer une partie de la production sucrière. Recife devient la capitale de la colonie sous le nom de Mauritsstaad. Les populations locales se révoltent (Insurreição Pernambucana ou « Insurrection du Pernambouc ») contre leur présence à la faveur de la Première guerre anglo-néerlandaise (1652-1654) et à l’issue de celle-ci le Portugal récupère ces territoires. En août 1661, avec la signature du traité de La Haye, les derniers territoires de Nouvelle-Hollande sont officiellement cédés aux Portugais.
À la fin du XVIIe siècle, les exportations de sucre commencèrent à baisser mais en 1693, la découverte de gisements d'or dans la région qui allait devenir le Minas Gerais sauva la colonie de l’effondrement économique imminent. Cette découverte a également permis l'essor de l'activité minière dans la région.

### Vice-royaume du Portugal

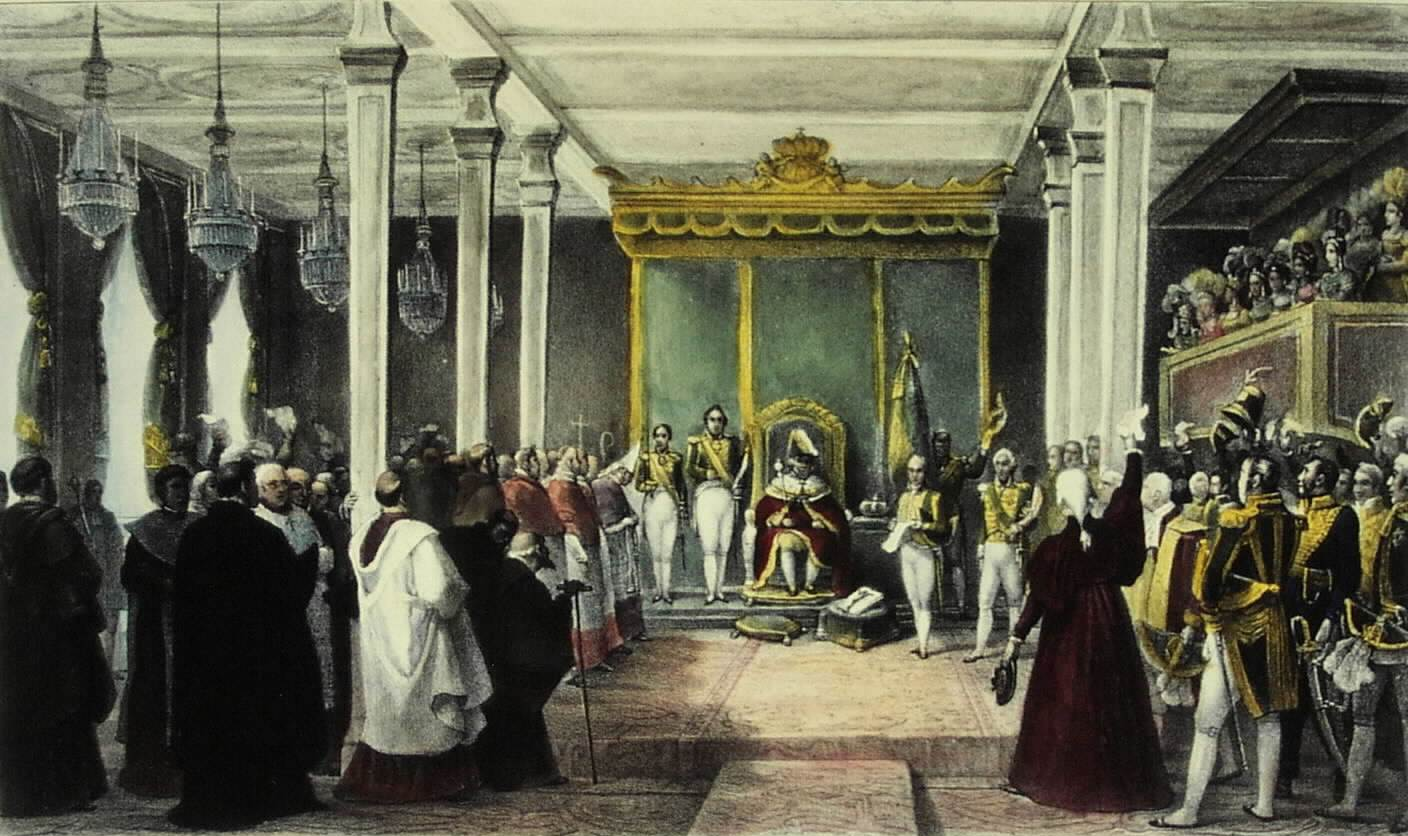
Acclamation du roi Jean VI (roi de Portugal) du Royaume-Uni de Portugal, du Brésil et des Algarves, à Rio de Janeiro.

À la fin de l'année 1807, après l'invasion du Portugal par les armées françaises de Napoléon, le prince régent Jean VI de Portugal est contraint, pour échapper à la menace des armées napoléoniennes, de transférer la cour royale de Lisbonne vers le Brésil. La famille royale entreprend alors de développer les institutions brésiliennes : cette période coïncide avec l'émergence des premières places financières locales, la création d'une banque nationale, la fin du monopole commercial que le Portugal avait sur le Brésil et l'ouverture du commerce à l'échelle internationale. En 1809, en guise de représailles contre la France qui l'a forcé à l'auto-exil, le prince régent ordonne l'invasion de la Guyane française par l'armée portugaise.
Avec la fin de la guerre espagnole en 1814, les tribunaux européens exigent le retour du prince régent et de sa mère, la reine Marie, car ils jugent inapproprié que les représentants d'une monarchie européenne résident dans une colonie. En 1815, désireux de retourner au Brésil, où la cour royale avait prospéré au cours des six dernières années, le Portugal élève le Brésil au rang de Vice-Royaume et en fait la capitale de son empire. Ainsi, la famille royale pouvait séjourner au Brésil sans avoir à fournir de justifications. Le Brésil devient alors une Vice-Royauté, sous le nom de royaume-Uni de Portugal, du Brésil et des Algarves.
Toutefois, cela ne suffit pas à calmer les exigences des instances européennes, qui réclament toujours le retour de la famille royale à Lisbonne. En 1821, les pressions deviennent de plus en plus fortes et Jean VI n'a pas d'autre choix que de retourner à Lisbonne, où il est contraint de prêter serment à la nouvelle constitution, laissant son fils, le jeune prince Pedro de Alcântara au Brésil en tant que régent du Vice-Royaume. Celui-ci deviendra plus tard le premier empereur du Brésil sous le nom de Pierre Ier.

### Indépendance à l'égard du Portugal et empire

Déclaration de l'indépendance du Brésil par le futur empereur Pierre Ier (empereur du Brésil), 7 septembre 1822.

En 1821, après le départ de son père le roi Jean VI pour le Portugal, Dom Pedro devient donc le nouveau prince régent du Brésil. Mais les Cortes portugaises désirent mettre un terme à l’autonomie du Brésil et veulent ramener le pays au rang de simple colonie,. Les Cortes décident de dissoudre le gouvernement central établi à Rio de Janeiro et ordonnent au prince régent de rentrer à Lisbonne,. Les proches des Cortes n'hésitent pas à provoquer le prince en se moquant ouvertement de lui ou en lui manquant publiquement de respect à plusieurs reprises.
La lutte entre le prince et les Cortes continue de s'intensifier. La population brésilienne soutient vivement Dom Pedro, si bien que le 9 janvier 1822, celui-ci reçoit une pétition contenant pas moins de 8 000 signatures le priant de ne pas repartir au Portugal,. Devant le soutien de la population, Pierre refuse les ordres des Cortes et déclare le même jour : « Si c'est pour le bien de tous et le bonheur général de la Nation, je suis prêt ! Dites au peuple que je reste ».
À partir de là, Pierre entre en conflit direct avec les Portugais. 2 000 soldats portugais, conduits par le général Jorge Avilez, se soulèvent alors pour punir le prince d’avoir défié les Cortes. Ils se rendent sur le mont Castelo, mais sont bientôt entourés par 10 000 Brésiliens armés, venus prêter main-forte à leur souverain,,,.

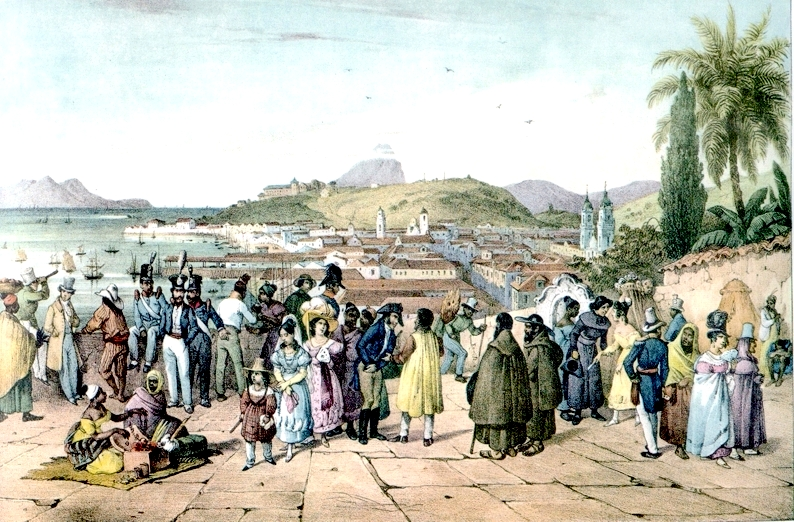
Vue de Rio de Janeiro prise devant l'église de Saint Benedicte, 1822, gravure de Rugendas.

Commence ainsi en 1821 une guerre d'indépendance qui voit la toute nouvelle armée brésilienne s'opposer aux troupes coloniales portugaises encore présentes dans certaines régions du pays. Le 25 août 1822, Pierre se tourne vers ses compagnons, jette son brassard aux couleurs du Portugal, et déclare : « Mes amis, les Cortes veulent nous rendre en esclavage et nous poursuivre. […] Plus aucun lien ne nous unit désormais. Retirez vos brassards, soldats. Saluez l’indépendance, la liberté et la sécession du Brésil ! » Il dégaine ensuite son épée et lance : « Par mon sang, par mon honneur et par Dieu, je jure de donner sa liberté au Brésil » et crie : « L’indépendance ou la mort ! »,,,.
Le conflit durera trois ans et se terminera en 1824 avec la victoire des troupes brésiliennes et la signature du traité de Rio de Janeiro en 1825. La première constitution brésilienne a été promulguée le 25 mars 1824. Le 12 octobre 1822, l'Empire du Brésil est officiellement proclamé. Dom Pedro est proclamé Empereur sous le nom de Pierre Ier.
Le 7 avril 1831, épuisé par les années d'exercice du pouvoir impérial, période au cours de laquelle il doit faire face à une tentative républicaine de sécession, mécontent de l’intransigeance de ses adversaires politiques, et devant l'usurpation par Miguel du trône portugais, Pierre Ier abdique finalement, et retourne en Europe, pour restaurer Marie II, sa fille et reine légitime, sur le trône.
De retour au Portugal, Pierre envahit le Portugal depuis les Açores avec une armée de partisans et déclare la guerre aux troupes de Miguel. Le 24 juillet 1833, Pierre et ses armées entrent dans Lisbonne et chassent Miguel du trône.
Après le départ de son père, Pierre II devient à cinq ans seulement le nouvel empereur du Brésil (bien qu'il ne puisse prendre officiellement ses fonctions qu'à sa majorité). Avant de quitter le Brésil, Pierre Ier avait laissé à son messager une lettre dans laquelle il écrivait : « Vous avez ici mon acte d’abdication, je retourne en Europe et je laisse un pays que j’ai beaucoup aimé et que j’aime toujours. »,

### Régence (1831-1840)
À la suite du départ puis de la mort de son père, Pierre II hérite d'un empire au bord de la désintégration. Tandis que les dernières années du règne de Pierre Ier avaient été très critiquées (l’empereur avait notamment été accusé par les médias et l'opposition de ne pas s’impliquer assez dans le gouvernement du Brésil, en plus de devoir faire face à un scandale conjugal et d’être régulièrement accusé par les journaux de vouloir rétablir l'ancien royaume luso-portugais), la situation de crise prend de l'ampleur durant les douze années suivantes. En effet, l’Empire est confronté à l'absence de véritable exécutif car, en vertu de la constitution, Pierre II ne peut pas gouverner avant sa majorité, le 2 décembre 1843. Dans l'attente de cette date, le pouvoir est confié à une régence élue mais celle-ci se révèle incapable de redresser la situation, allant même jusqu’à l'empirer.
Dans l'après-midi du 18 juillet 1841, Pierre II est finalement acclamé, couronné et sacré empereur à 16 ans (deux ans avant sa majorité),. Ce sacre avant l'heure s'explique par la volonté des politiques d'aider le jeune souverain à prendre ses fonctions au plus vite dans l'espoir qu'il puisse remédier à l’extrême situation de crise qui sévit alors au Brésil. L'historien Roderick J. Barman déclare qu'« ils avaient perdu toute confiance en leur capacité à gouverner eux-mêmes le pays. Ils ont accepté Pierre II comme une figure d'autorité dont la présence était indispensable à la survie du pays ».

### Âge d'or sousPierreII

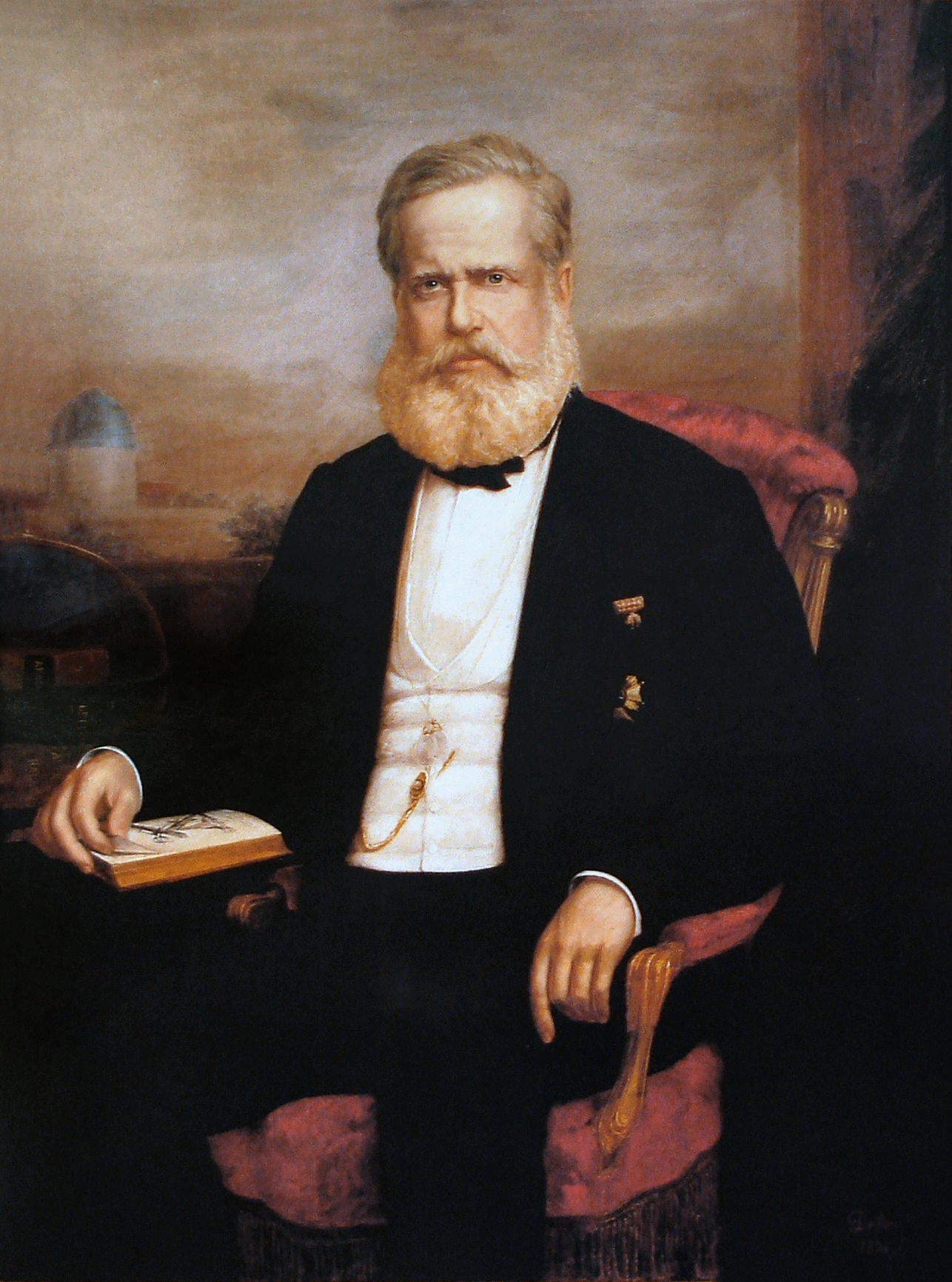
L'empereur Pierre II (empereur du Brésil) à l'âge de 49 ans. Il vient de sortir victorieux de plusieurs campagnes militaires, dont une guerre diplomatique contre l'Empire britannique.

D'abord influençable en raison de son jeune âge, Pierre II parvient à consolider le pouvoir et assoit petit à petit son autorité sur le gouvernement. Pierre doit faire face à plusieurs crises mineures ou majeures entre 1848 et 1852. Une révolte éclate dans la province du Pernambouc le 6 novembre 1848, mais l'empereur parvient à la réprimer. Plus tard, un conflit éclate avec la Confédération argentine. Pierre II conclut alors une alliance avec l'Uruguay et les opposants argentins au régime, ce qui conduit à la guerre de 1851, qui se termine avec la chute du régime argentin en février 1852,.
Sous Pierre II, le Brésil jouira d'une stabilité intérieure et d'une grande prospérité économique. Le commerce international du Brésil atteint les 472 000 000 $ entre 1886 et 1887, soit un taux de croissance annuel de 3,88 % depuis 1839. En 1850, les exportations placent le Brésil en tête de l'Amérique latine et représentent le triple de celles réalisées par sa rivale, l'Argentine. En 1858, le Brésil devient la huitième puissance économique mondiale. Sa croissance est alors comparable à celle des États-Unis et des puissances européennes.
Le Brésil connaît également un développement massif sous le règne de Pierre II,. En 1850, le pays ne possède qu'une cinquantaine d'usines dont la valeur cumulée est supérieure à sept milliards de reis. À la fin de l'empire, le Brésil comporte 636 usines (ce qui représente une croissance annuelle de 6,74 % depuis 1850) dont la valeur est estimée à plus de quatre cents milliards de reis (ce qui représente une croissance annuelle de 10,94 % entre 1850 et 1889.) Des constructions ferroviaires, des installations téléphoniques et des systèmes de traitement des eaux usées sont installés dans tout le pays. En termes de constructions ferroviaires, seuls huit pays au monde ont créé plus de voies que le Brésil au cours de la décennie 1880. La première ligne de chemin de fer est inaugurée à une époque où de nombreux pays européens n'ont encore aucun service ferroviaire. Le Brésil entre dans l'ère moderne, et devient un des pionniers dans l'installation du téléphone, en plus d'être le cinquième pays au monde à installer des égouts et le troisième à avoir un traitement des eaux usées. De même, l'armée du Brésil, et notamment la marine, est une des plus importantes et puissantes du monde. En 1889, le pays possède la sixième plus grande marine de guerre de la planète, ainsi que les navires les plus puissants de l'hémisphère ouest.
Pendant plusieurs décennies, les riches latifundiaires s’opposent avec succès à l’interdiction de la traite d’esclaves. Le Royaume-Uni émet certaines pressions pour son abolition. Le « commerce illicite » trouble les échanges commerciaux anglo-brésiliens et gêne la pénétration économique et politique de l’Europe en Afrique. Par la suite, les milieux financiers britanniques soutiennent les porte-parole des planteurs lorsque ceux-ci affirment que la libération des esclaves ruinerait l’économie brésilienne et rendrait insolvable l’État auquel des prêts considérables avaient été consentis. Le commerce européen limitait son contrôle aux magasins de café des ports brésiliens, sans se préoccuper des conditions de travail dans les plantations

### Années de guerres (1860-1870)
Pendant les premières années de la décennie 1860, le Brésil doit faire face à deux conflits d'envergure : le premier est militaire et commence avec une guerre civile qui éclate en Uruguay,, (alors une province du Brésil). Ce conflit interne s'accompagne de l'assassinat de plusieurs Brésiliens par les rebelles et du pillage de leurs biens dans tout le pays. Cependant, l'armée brésilienne est envoyée en Uruguay, ou elle réprime rapidement la rébellion, rétablit le calme et pacifie la région. La campagne militaire se termine par une victoire du Brésil en 1865,,.
Toutefois, le vrai danger survient quand l'armée paraguayenne, profitant de la situation en Uruguay, envahit la province brésilienne du Mato Grosso et, quatre mois plus tard, envahit l'Argentine avant d'attaquer à nouveau le Brésil, signant le début de la guerre du Paraguay,,. Ce qui s’annonce comme une guerre brève conduit en fait à un conflit à grande échelle qui embrase tout le sud de l'Amérique latine et mobilise plusieurs puissances militaires de la région : l'Argentine et le Brésil alliés avec l'Uruguay contre les troupes paraguayennes. Devant l'incapacité de ses généraux à repousser l'armée paraguayenne, Pierre II décide de monter au front en personne, accompagné par un petit groupe de Brésiliens volontaires, groupe qui est connu au Brésil comme les « Volontaires Patriotes ». La guerre se terminera finalement par une victoire totale du Brésil et de ses alliés,. Lopez, un des principaux commandants paraguayens, est tué au combat le 1er mars 1870,.

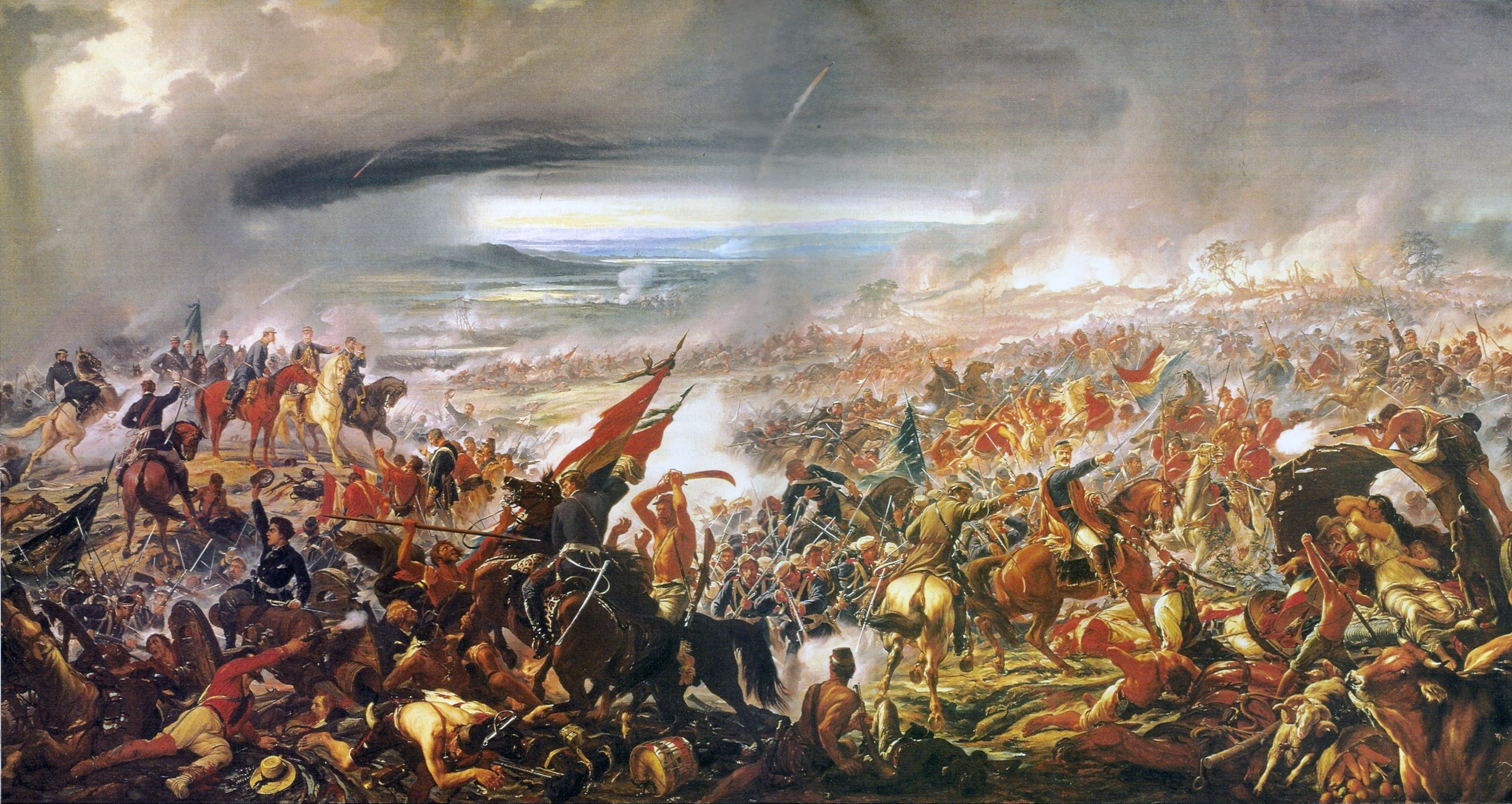
Bataille de l'Avaí, Guerre de la Triple-Alliance, 1868

La seconde crise a lieu entre l'Empire du Brésil et l'Empire britannique. William Christie Dougal, le consul britannique à Rio de Janeiro, envoie au Brésil un ultimatum abusif après deux incidents mineurs en 1861 et en 1862,. Le gouvernement brésilien refuse de céder : Christie ordonne alors aux navires britanniques de capturer des navires marchands brésiliens,,. Là encore, Pierre II refuse de se plier à la volonté des Britanniques et, au lieu de se soumettre comme l'espère Christie, il ordonne à la marine de guerre brésilienne de se déployer pour faire barrage aux Britanniques. Surpris par cette réponse, Christie change de comportement et préfère opter pour un règlement pacifique entre les deux nations,,. Plus tard, Pierre II reçoit l'ambassadeur britannique Edward Thornton, qui lui présente publiquement des excuses au nom de la reine Victoria et du gouvernement britannique,. L'empereur vient alors de remporter une victoire diplomatique sur la nation la plus puissante du monde. À son retour à Rio de Janeiro, fort de ses deux victoires face au Paraguay et au Royaume-Uni, Pierre II est reçu en héros.
Pierre II est aussi un abolitionniste : il déclare ainsi que l'esclavage est « une honte nationale ». Pierre est d'ailleurs un des rares nobles à ne posséder aucun esclave. Après avoir conduit le Brésil à son apogée, son règne prend fin le 15 novembre 1889 à la suite d'un coup d'État.

### Premières républiques oligarchiques et période nationaliste

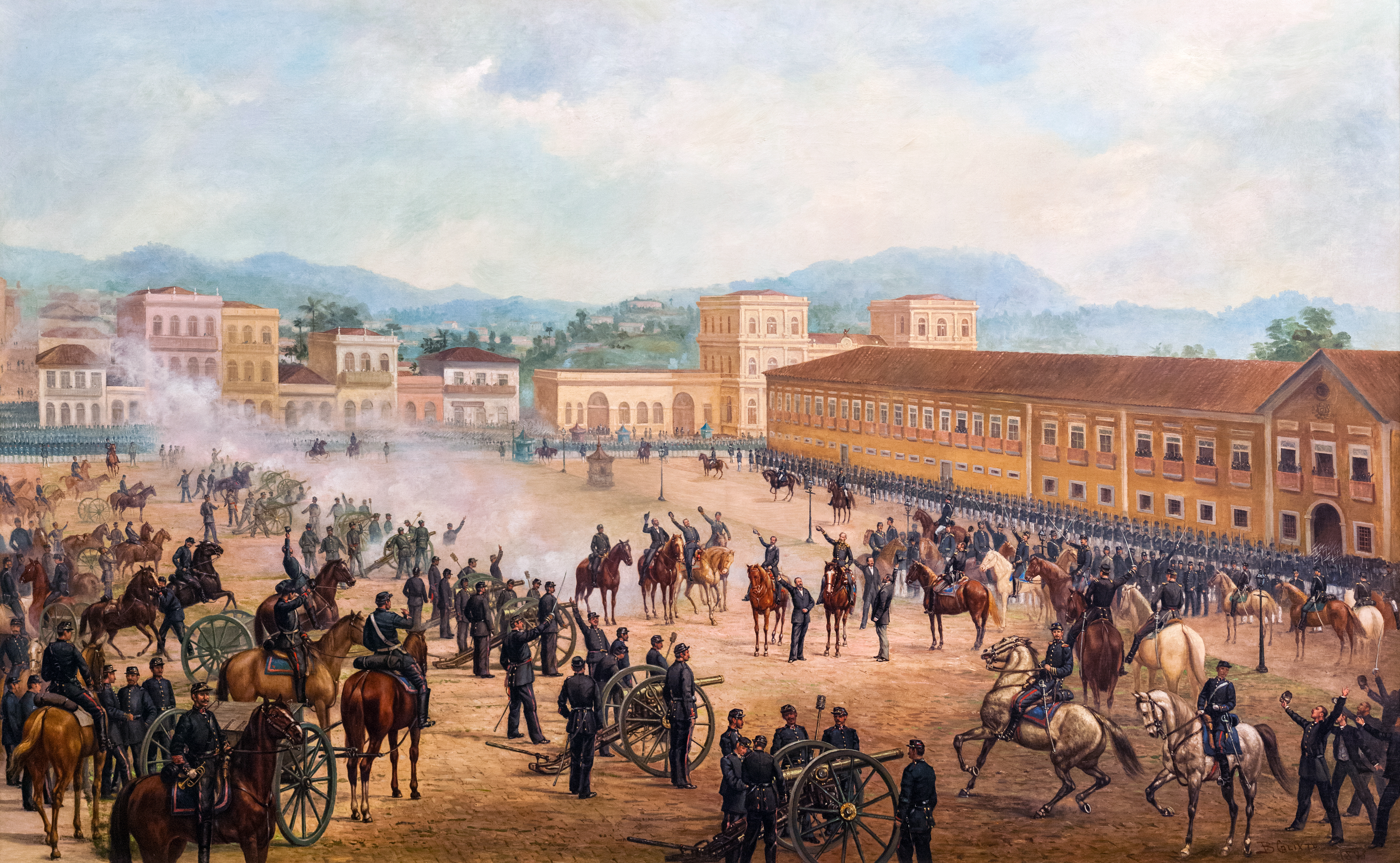
Proclamation de la république au Brésil, 15 novembre 1889.

En 1889, l'armée renverse l'empereur et la République est proclamée. Le pays ne devient pas une démocratie : il est dirigé par une oligarchie de riches propriétaires et d'élus locaux, les coronels, jusqu'à la crise de 1929.
Les hommes d'affaires (barons du café, magnats de la finance et du commerce, oligarchie industrielle urbaine, etc.) prennent en grande partie possession de l’État. Pour empêcher l'effondrement des prix du café en raison de la constante augmentation de la production, l’État achète le surplus et le met en stock. Il recourt pour ce faire à l'emprunt : 72,7 millions de livres sterling sont empruntés entre 1906 et 1930 pour cette politique de valorisation du café. Les garanties et conditions de ces emprunts sont souvent draconiennes ; l'emprunt Rothschild de 10 millions de livres sterling est assorti du contrôle des douanes comme gage et de la promesse qu'aucun nouvel emprunt ne serait sollicité par le Brésil sans l'assentiment de la banque Rothschild. Au niveau local, les coroneis contrôlent les élections afin de maintenir une législation favorable aux intérêts des hommes d'affaires. Au contraire, la classe ouvrière ne bénéficie que très peu des affaires réalisées par les entreprises
En 1922, de jeunes officiers issus des classes moyennes réagissent : c'est le mouvement tenentismo (du mot teniente qui signifie lieutenant). Le premier soulèvement a lieu le 5 juillet 1922 à la forteresse d'Igrejinha. Bien que réprimé après une solide résistance, le mouvement du 5 juillet est d'une grande importance politique. Il marque le début de l'assaut contre la « vieille république oligarchique » et de son affaiblissement jusqu'à sa disparition en 1930. Deux ans plus tard, en juillet 1924, une révolte de militaires éclate à São Paulo ; les insurgés parviennent même à occuper la ville pendant trois semaines. Une troisième révolte a lieu dans l’État de Rio Grande do Sul en 1925, et une dernière se produit en 1926.
Les objectifs des militaires rebelles sont essentiellement ceux des classes moyennes, insatisfaites par la situation économique et politique du Brésil, aucun changement démocratique n'étant envisageable du fait d'un système politique bouché par le « règne des gouverneurs » selon un système en vertu duquel les gros propriétaires et la grande bourgeoisie dictent les conditions dans les États. Les revendications formulées par le mouvement concernent notamment le vote secret, la liberté de presse et d'association, le respect des résultats électoraux, l'alphabétisation et la nationalisation de certains intérêts économiques étrangers.

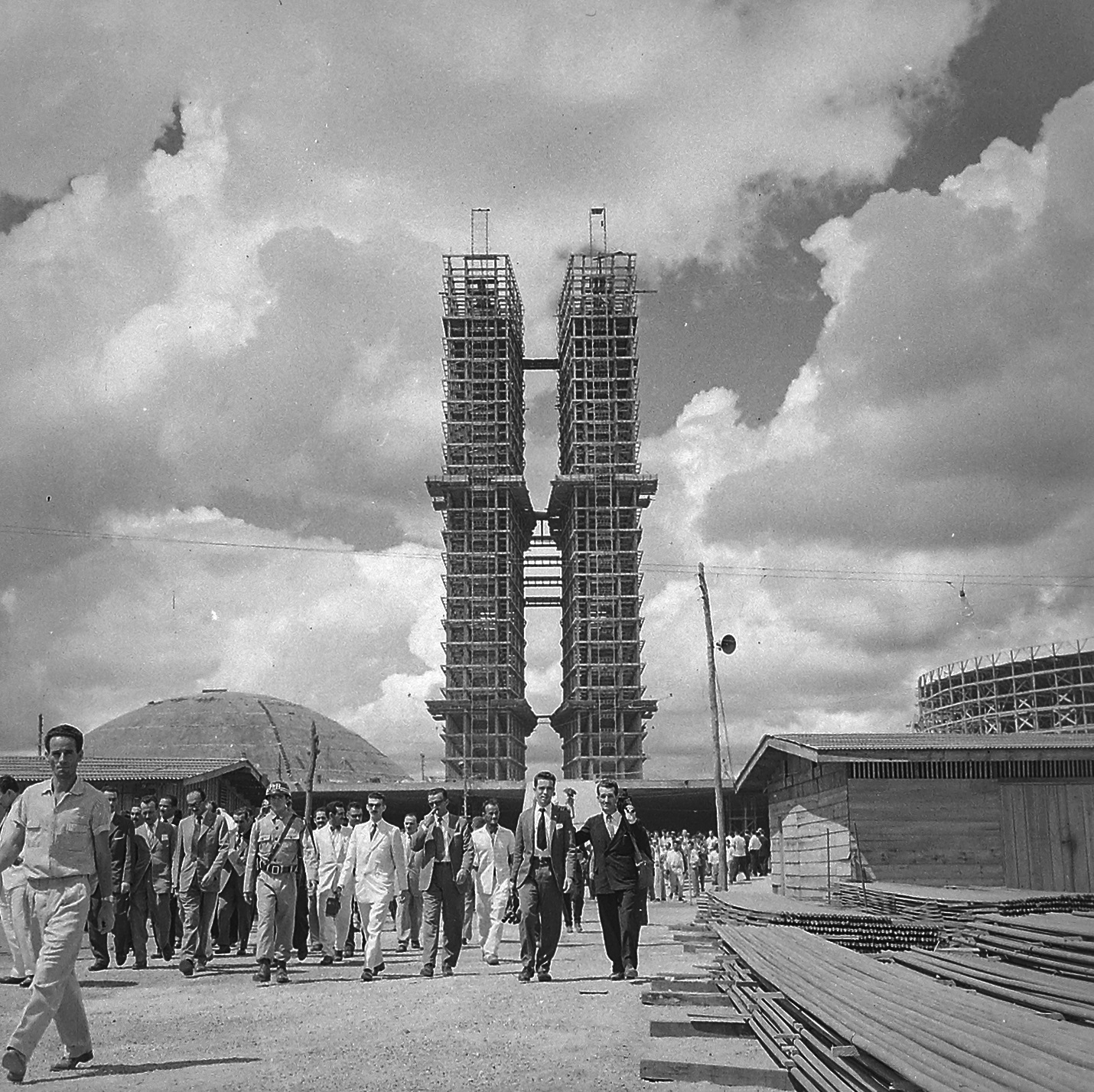
Siège du Congrès national du Brésil en 1959, lors de la construction de la nouvelle capitale fédérale.

C'est aussi dans ce contexte que se produit la marche de la colonne Prestes. Luís Carlos Prestes est un ingénieur militaire, futur secrétaire général du Parti communiste du Brésil et commandant de l'état-major du chef de la révolte de São Paulo, Miguel Costa. À la tête d'une colonne de quelques centaines de soldats, il entreprend de diffuser les idées révolutionnaires à travers tout le pays. Après une marche d'avril 1925 à février 1927, constamment poursuivie par l'armée fédérale sans jamais être vaincue, la colonne demande l'asile à la Bolivie.
Le 4 octobre 1930, Getúlio Vargas devient président après un coup d'État. En 1942, à la suite d'attaques par des sous-marins allemands, le pays s'engage dans la Seconde Guerre mondiale aux côtés des Alliés (cf. la Déclaration des Nations unies). Au lendemain de la guerre, en 1945, Vargas doit démissionner.
Le Brésil connaît alors une vingtaine d'années de relative démocratie pendant sa deuxième république, et le pays ne décolle pas encore économiquement. Cependant, la nouvelle capitale du pays, Brasília, est construite en moins de trois ans et les institutions fédérales, qui ne parvenaient pas à se décider entre les deux grandes métropoles de Rio de Janeiro et São Paulo, s'y installent en 1960. C'est le début de l'ère de conquête du territoire par les grands chantiers, mais il s'enfonce progressivement dans les problèmes politiques intérieurs et de conflits d'intérêts entre les régions, les grands propriétaires et surtout avec les forces de sécurité intérieure et l'armée pas encore fidélisées au régime républicain, dans un pays où les inégalités sociales sont encore exacerbées. Le contexte politique et sécuritaire (également troublé dans les pays voisins) et la corruption intérieure finiront par mettre en péril la stabilité des institutions.

### Dictature militaire (1964-1985)

Humberto de Alencar Castelo Branco fut le premier président du régime militaire instauré au Brésil, issu du coup d'État de 1964.

À partir de 1964, le Brésil connut, comme d'autres pays d'Amérique latine, une dictature militaire de droite. La junte militaire qui prit le pouvoir lors d'un coup d'État en 1964, et qui s'y maintint de manière parfois autoritaire, voire brutale, pendant deux décennies, força le pays à adopter un nouveau type d'économie.
Le régime renoua les relations du Brésil avec les institutions financières internationales, qui étaient gelées depuis la décision du président Juscelino Kubitschek, en 1958, de refuser les conditions imposées par les États-Unis et le Fonds monétaire international (FMI), pour l'obtention d'un prêt de 300 millions de dollars. Les mesures économiques critiquées par les États-Unis et le FMI sont supprimées. Les grèves sont interdites, les syndicats réprimés et les salaires réels chutent, le PIB baissant de 7 % en 1965. Au cours de cette même année, le Brésil signe un Stand-By Arrangement avec le FMI, reçoit de nouveaux crédits et voit sa dette extérieure restructurée par les États-Unis, plusieurs pays créanciers d’Europe et le Japon. Les prêts annuels passent, à partir du coup d’État, de zéro à une moyenne de 73 millions de dollars pour le reste des années 1960, puis à près de 500 millions de dollars par an au milieu des années 1970. La politique économique du régime militaire est saluée par les institutions financières internationales[source insuffisante].
Dans les années 1970, le gouvernement brésilien participa à l'opération Condor, vaste plan de coordination entre les dictatures militaires latino-américaines, piloté par la CIA, avec comme but de lutter dans tout le continent contre les opposants aux régimes. On compte un grand nombre de groupes révolutionnaires qui, dès 1964, ont organisé la résistance contre le pouvoir militaire. La plupart d'entre eux ont pris forme dans les milieux d'étudiants, dont le MR-8, plutôt basé à Rio de Janeiro, ou l'ALN (Action de libération nationale), basée à São Paulo.
C'est finalement la crise financière qui mine la plupart des pays d'Amérique du Sud, le développement de la pauvreté et de l'insécurité dans les immenses favelas, ainsi que la ruineuse corruption des militaires et les mouvements syndicaux qui feront perdre les derniers soutiens économiques du régime militaire.

### Restauration de la démocratie

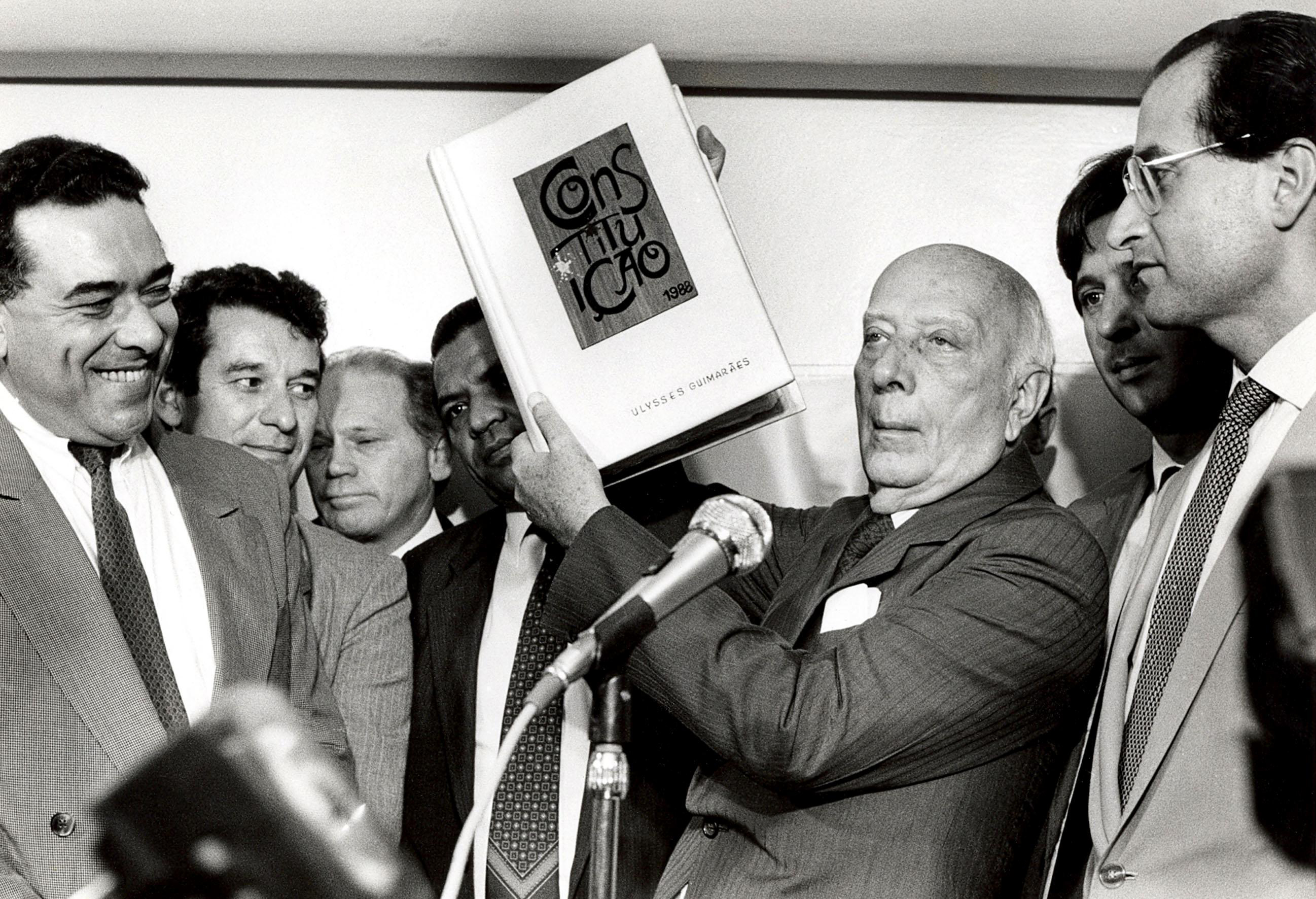
Ulysses Guimarães tenant la Constitution de 1988 dans les mains

En 1985, Tancredo Neves fut élu à la présidence, mais décéda avant son entrée en fonction. C'est alors le vice-président José Sarney qui devint président. La démocratie s'installa dans un contexte économique et financier difficile. Le Congrès national établit une nouvelle constitution adoptée le 5 octobre 1988.
Le 27 octobre 2002, l'ancien syndicaliste Luiz Inácio Lula da Silva remporta l'élection présidentielle. Il fut réélu le 28 octobre 2006. Il est le premier président du Brésil issu du Parti des travailleurs. Le pays sort du marasme économique, accède au statut de puissant pays émergent, grâce au développement accordé à la classe moyenne qui soutient massivement les réformes démocratiques du président, et la création d'un grand marché intérieur qui attire les capitaux étrangers et les industries d'exportation à la suite du retour de la confiance des banques et la stabilisation de la monnaie du pays. En réussissant en septembre 2010 la plus grande augmentation de capital de l'histoire, le géant pétrolier Petrobras devient le symbole de cette forte croissance.
De 2003 à 2010, près de 20 millions de Brésiliens (sur une population de 190 millions) sont sortis de la pauvreté. La malnutrition infantile a régressé de 46 %.
Dilma Rousseff, elle aussi membre du Parti des travailleurs, est élue le 31 octobre 2010 pour succéder à Luiz Inácio Lula da Silva et lui succède le 1er janvier 2011, devenant la première femme présidente du Brésil. Elle est réélue en 2014.
Le Brésil organise à l'été 2014 la 20e édition de la Coupe du Monde de football, gagnée par l'Allemagne. Rio de Janeiro accueille ensuite la 31e édition des Jeux Olympiques d'été en 2016.
En mars 2014 débute l'opération Lava Jato, une enquête judiciaire anti-corruption de grande ampleur visant de nombreuses personnalités politiques de droite comme de gauche liées à l'entreprise Petrobras puis à l'entreprise Odebrecht. Le discrédit de la classe politique et la crise économique que subit le Brésil de 2014 à 2018 provoquent des contestations populaires. Dilma Rousseff est visée par un impeachment pour avoir dissimulé l'ampleur du déficit public brésilien et elle est destituée par un vote du Sénat le 31 août 2016. Son vice-président Michel Temer, membre du Parti du mouvement démocratique brésilien, lui succède et adopte une politique libérale. Impopulaire dès le début de sa présidence, il est accusé de corruption dans le cadre de Lava Jato en 2017, de même que Luiz Inácio Lula da Silva qui est condamné à neuf ans de prison.
L'élection présidentielle de 2018 oppose le député d'extrême-droite Jair Bolsonaro au candidat du Parti des travailleurs Fernando Haddad, Luiz Inácio Lula da Silva ayant été empêché de se présenter par la justice. Jair Bolsonaro est élu le 28 octobre 2018 et devient président le 1er janvier 2019. L'année 2019 est marquée par une vague d'incendies en Amazonie, et l'année 2020 par la pandémie de Covid-19 lors de laquelle le Brésil est le deuxième pays le plus touché au monde après les États-Unis.
Luiz Inácio Lula da Silva remporte l'élection présidentielle de 2022 face à Jair Bolsonaro et revient au pouvoir après que sa condamnation a été annulée.

## Gouvernement et politique

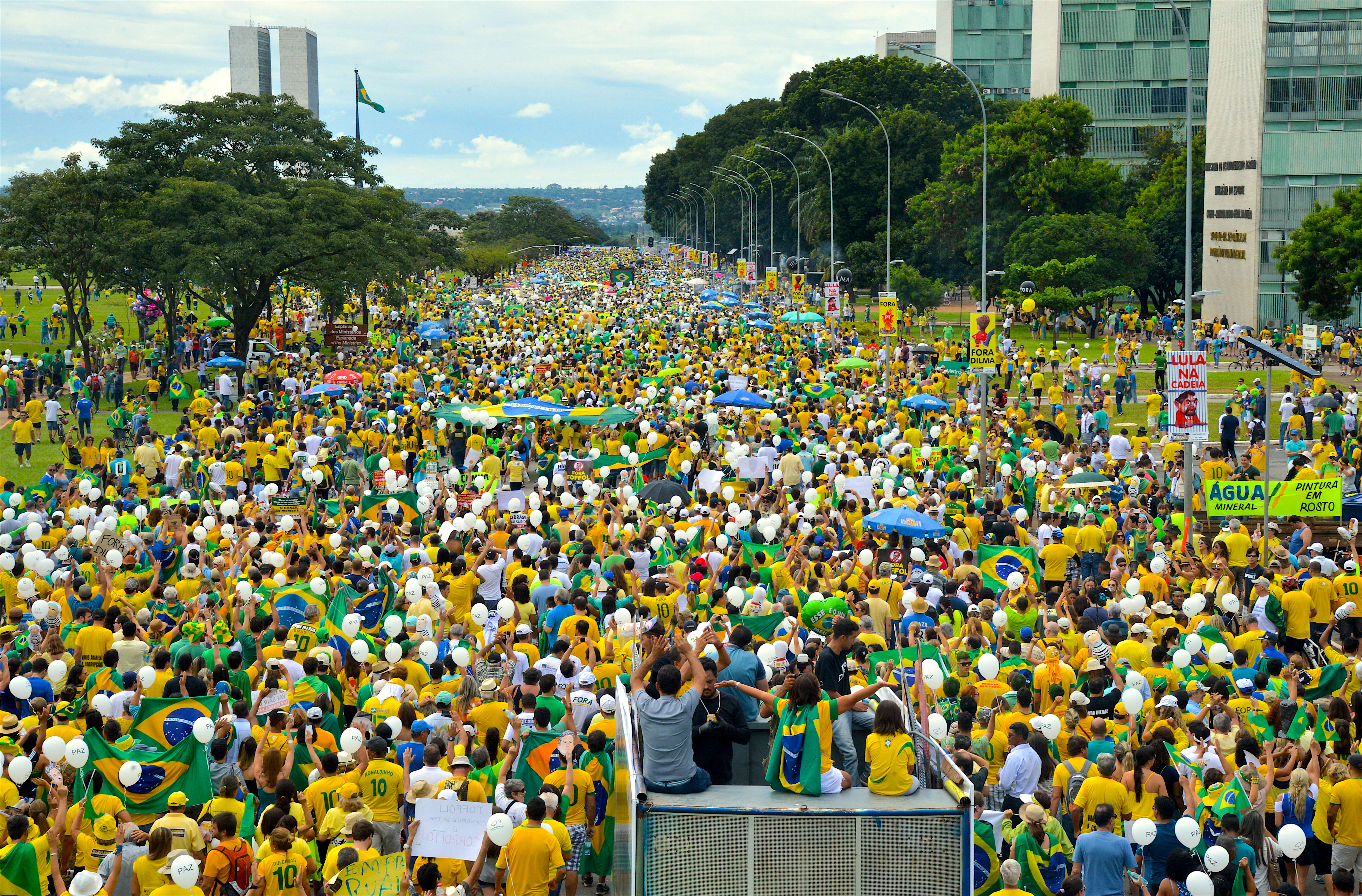
Manifestations antigouvernementales brésiliennes de 2015 et 2016

### Système politique
Le Brésil est une république fédérative présidentielle sans Premier Ministre, composée de vingt-six États et d'un district fédéral. Sa Constitution a été adoptée le 5 octobre 1988.
Le président est élu pour un mandat de quatre ans, et peut être réélu une fois. Le président actuel est Luiz Inácio Lula da Silva, né le 27 octobre 1945, officiellement investi le 1er janvier 2023. Il a succédé à Jair Bolsonaro.
Le vote est obligatoire pour les citoyens alphabétisés âgés de 18 à 70 ans ; il est facultatif pour les analphabètes et ceux âgés de 16 à 18 ans ainsi que pour les plus de 70 ans.
Le pouvoir législatif est exercé par la Chambre des députés, composée de 513 sièges, et le Sénat qui compte 81 membres.
Les Églises exercent une forte influence dans la politique brésilienne. Elles interviennent dans les débats des campagnes électorales. Plusieurs partis politiques ont un nom qui évoque une religion : Parti social-chrétien, Parti social-démocrate chrétien ou encore Parti travailliste chrétien. Au Parlement brésilien, le groupe évangélique (pt) (bancada evangélica, officiellement Frente Parlamentar Evangélica, Front parlementaire évangélique) comprend 195 députés en 2020, soit 38 % des sièges.
Deux autres groupes sont très puissants au parlement : le groupe ruraliste (pt) (bancada ruralista, officiellement Frente Parlamentar da Agropecuária, Front parlementaire agricole) et le lobby des armes à feu (bancada da bala, groupe de la balle), qui comprennent une centaine de députés chacun. Les trois groupes, appelés ensemble les « BBB » (Bible, Balle, Bœuf) ont en commun de soutenir le président Jair Bolsonaro. Au Brésil, il existe également le groupe des partis communistes, qui sont membres du Forum de São Paulo : PSB, PSOL, PT, PDT, PC do B, PCB, Cidadania et PPL.
Les campagnes électorales réclament généralement deux millions d'euros pour être élu député. En conséquence, environ 80 % des membres du Congrès sont des hommes d'affaires et représentent en particulier les intérêts des entreprises. Dix-neuf grandes entreprises ont fourni la moitié des sommes dépensées pour les élections générales de 2014. Ces investissements peuvent leur permettre d'obtenir des contrats publics. L’institut Kellogg Brasil a calculé que chaque réal investi en rapportait environ 8,5 en contrats publics. Au contraire des entreprises, les syndicats ne sont pas autorisés à financer les campagnes électorales.
Le pays compte plus de 40 partis politiques actifs. Sept partis se considèrent de gauche (le PSOL, le PCO, le PSTU, le PCB, le PC do B, le PT et l'UP) et cinq de centre-gauche (le PSB, le PV, le PDT, le PMN et Cidadania) ; Solidariedade se déclare « humaniste » et Rede (pt) « progressiste ». Dix partis se considèrent centristes (le MDB, le PL, le PSD, le PTC, la DC, le PROS, Avante, Patriota, Podemos et le PMB (pt)) et cinq se positionnent au centre-droit (le PTB, Progressistas, le PSC, le PRTB et les Républicains). Le PSDB, les Démocrates et Novo se déclarent libéraux. Le PSL de Jair Bolsonaro est le seul parti à se réclamer de droite.
|                                                                                                 |  |  |
| Le sceau du Brésil à gauche et le Congrès national du Brésil à droite. Il est situé à Brasilia. |  |  |

### Organisation des pouvoirs

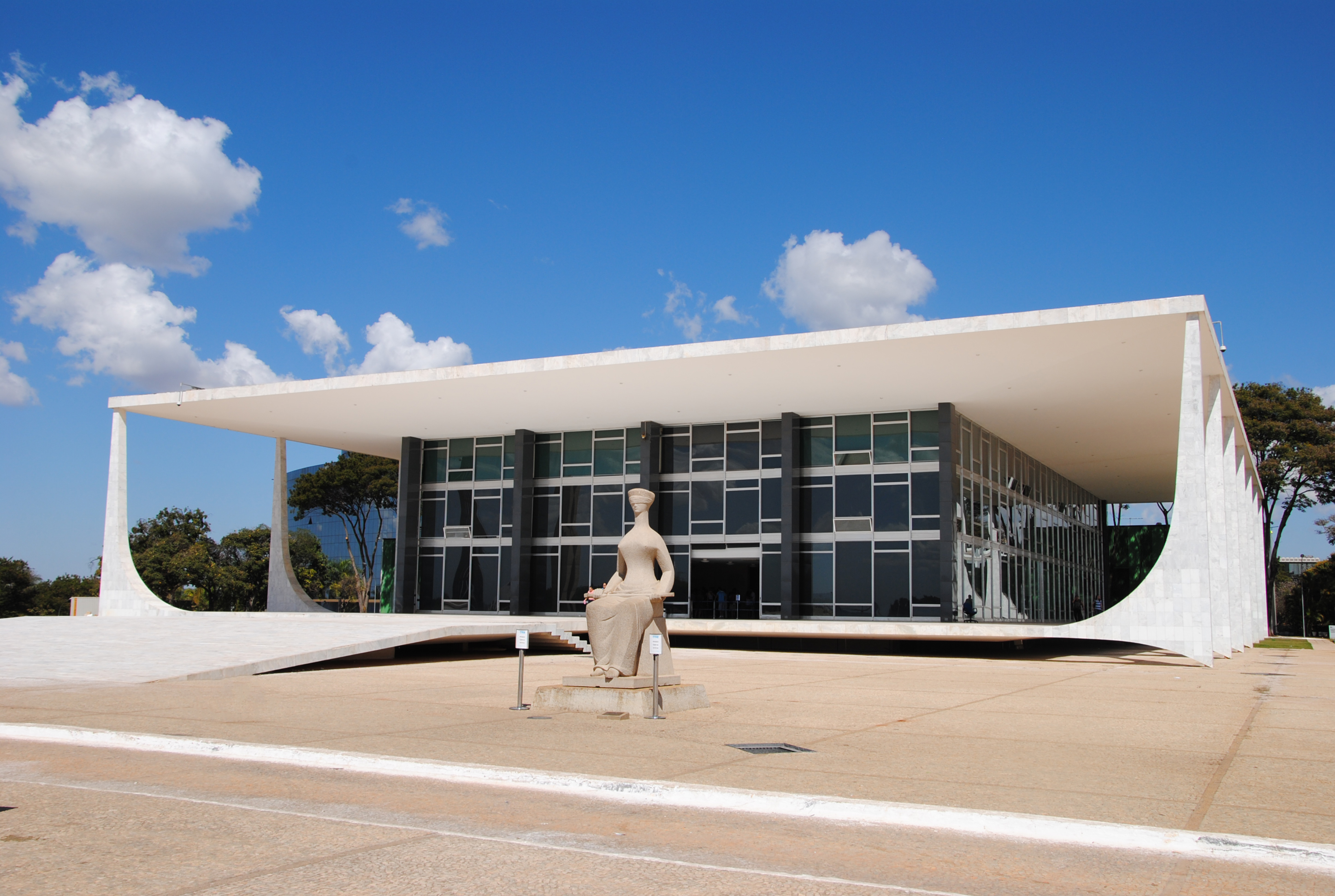
Le Tribunal suprême fédéral, à Brasília.

La République fédérative du Brésil est formée par l'union indissoluble de trois entités politiques distinctes : les États, les municipalités et le District fédéral. La Fédération est régie par cinq principes fondamentaux : souveraineté, citoyenneté, libre entreprise, pluralisme, valeurs sociales du travail et dignité de la personne. Les 26 États fédéraux sont autonomes pour élaborer leurs propres constitutions d’États et leurs propres lois, mais leur compétence législative est limitée par les principes de la Constitution fédérale. Les pouvoirs établis par la Constitution sont les suivants : exécutif, législatif, et judiciaire.
Le chef de l'exécutif est le président de la république, élu par suffrage universel, cumulant tant les attributions de chef de l’État que celles de chef du gouvernement. Le président est également chargé de nommer les ministres qui siégeront au gouvernement.
L'exécutif et le législatif sont organisés indépendamment dans les trois sphères de gouvernement, tandis que le pouvoir judiciaire fonctionne aux échelons fédéral et étatique.

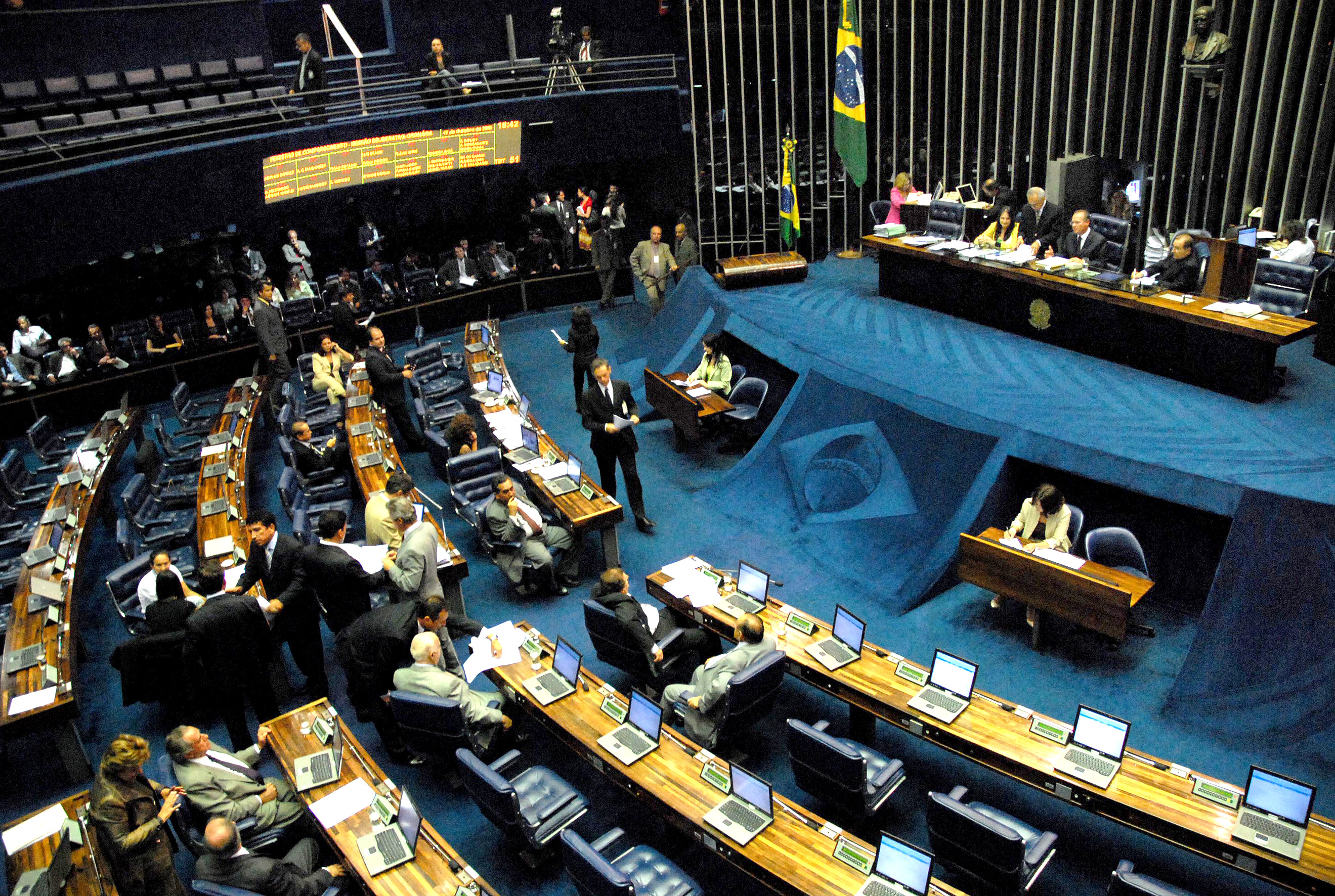
Le Sénat fédéral.

Le Congrès national est composé de la Chambre des députés et du Sénat fédéral, tous deux composés de représentants élus par vote populaire,,. Les juges et autres fonctionnaires de justice sont nommés après avoir passé un examen d'entrée. La composition du Pouvoir judiciaire fédéral est la suivante : le Tribunal suprême fédéral (STF), la Cour supérieure de justice (STJ), les Tribunaux régionaux fédéraux (TRF) et la justice fédérale. Il compte, en outre, des tribunaux spécialisés qui s'occupent des questions du travail, électorales et militaires.
Vingt-quatre partis politiques sont représentés au Congrès national. Dans la mesure où il arrive fréquemment qu'une personnalité politique change de parti, la proportion de sièges parlementaires occupés par un parti change régulièrement. En 2020, les principaux partis politiques en nombre de députés sont le PT, le PSL (parti de Jair Bolsonaro), le PL, les Progressistes, le MDB, le PSD, les Républicains, le PSDB, le PSB, les Démocrates et le PDT, avec chacun entre 28 et 53 sièges à la Chambre des députés.

### Relations internationales

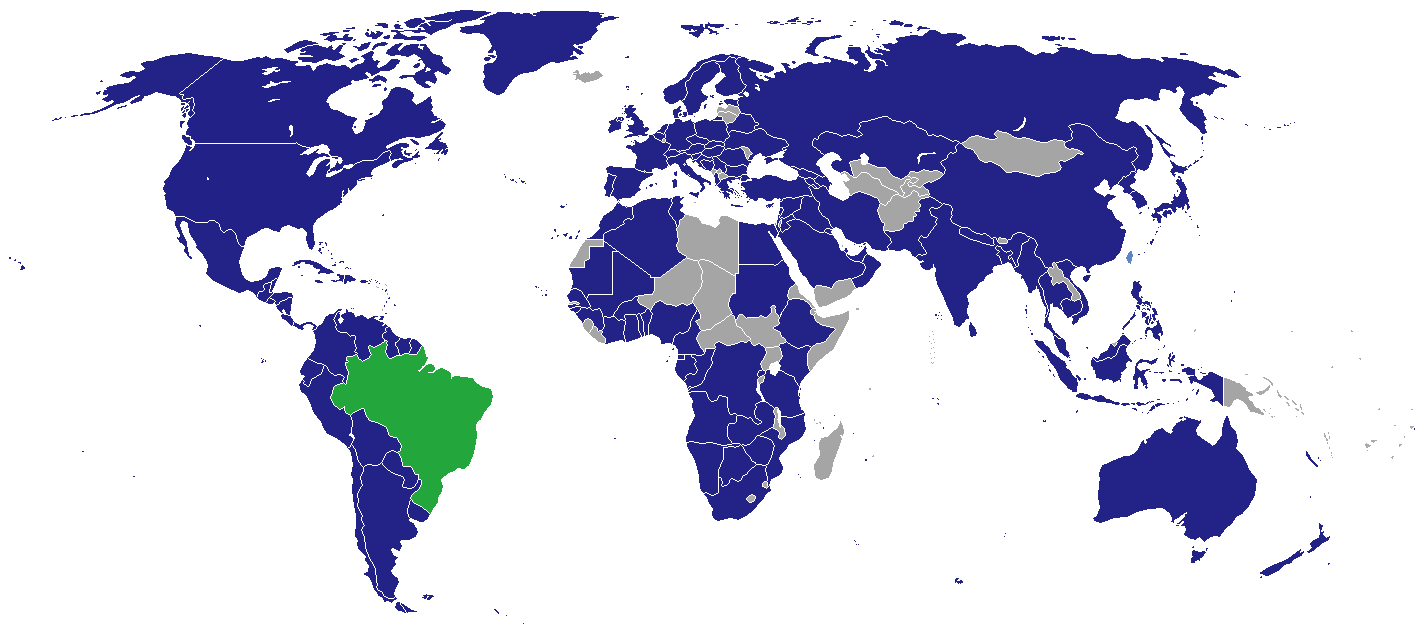
En vert le Brésil, en bleu les pays du monde où il possède une représentation diplomatique (via une ambassade, un consulat)

Sur le continent latino-américain, le Brésil est une puissance, voire une superpuissance régionale, : il exerce un leadership dans presque tous les domaines : économique, militaire, diplomatique, scientifique, culturel, démographique, etc. Le Brésil est à la fois le pays le plus riche, le plus grand et le mieux armé du continent sud-américain. Au niveau international, il s'agit de la 7e puissance économique mondiale et son armée est la 9e plus importante de la planète,.
Sur le plan économique, le Brésil est toutefois talonné par le Mexique : en effet, le Mexique est également une grande puissance économique (la 14e plus grande du monde), en plus d’être un pays à forte croissance. D'après une étude réalisée par la PricewaterhouseCoopers, le Brésil deviendra en 2050 le 4e pays le plus riche du monde sur la base du PIB à parité de pouvoir d'achat. À cette date, le Mexique aura atteint la 7e place. Le rapport de force entre les deux géants latino-américains sera alors moins déséquilibré.
Les deux rivaux majeurs du Brésil (l'Argentine et le Mexique) se sont déclarés opposés à l'idée que le Brésil obtienne une place permanente au Conseil de sécurité des Nations unies en tant que représentant de la région. La politique étrangère brésilienne actuelle est basée sur la position dominante du Brésil en Amérique latine, sa position en tant que meneur des pays émergents et son statut de grande puissance émergente à l'échelle mondiale. Le Brésil adopte une politique de résolution pacifique des conflits et de non-intervention dans les affaires d'autres pays.
Le Brésil n'est en conflit militaire ou frontalier avec aucun pays voisin. C'est une puissance diplomatique représentée à travers tous les continents : en effet, le Brésil possède une ambassade ou un consulat dans 125 pays à travers le monde.
À travers son appartenance au BRICS, le Brésil entretient également des relations étroites avec la Russie, l'Inde et la Chine, trois pays qui, comme lui, sont appelés à devenir (ou sont déjà pour certains) des puissances de premier plan dans les décennies à venir.
L'aide étrangère est devenue un outil de plus en plus important pour la politique étrangère du Brésil. Plus de la moitié de l'aide brésilienne est fournie en Afrique, alors que l'Amérique latine reçoit environ 20 % de l'aide brésilienne. La part de l'aide allouée au continent asiatique est faible. En Afrique, plus de 80 % de l'aide brésilienne est reçue par les pays de langue portugaise. Le Brésil concentre son aide pour les pays de langue portugaise dans le secteur de l'éducation, spécialement dans l'enseignement secondaire et postsecondaire, mais il est plus engagé dans le développement agricole dans d'autres pays. L'aide tend à consister en une aide technique et une expertise, parallèlement à une diplomatie pacifique et non conflictuelle avec les résultats du développement. Certaines études ont suggéré que, en aidant, le Brésil pourrait essayer d'avoir accès aux ressources minérales et énergétiques.

## Géographie

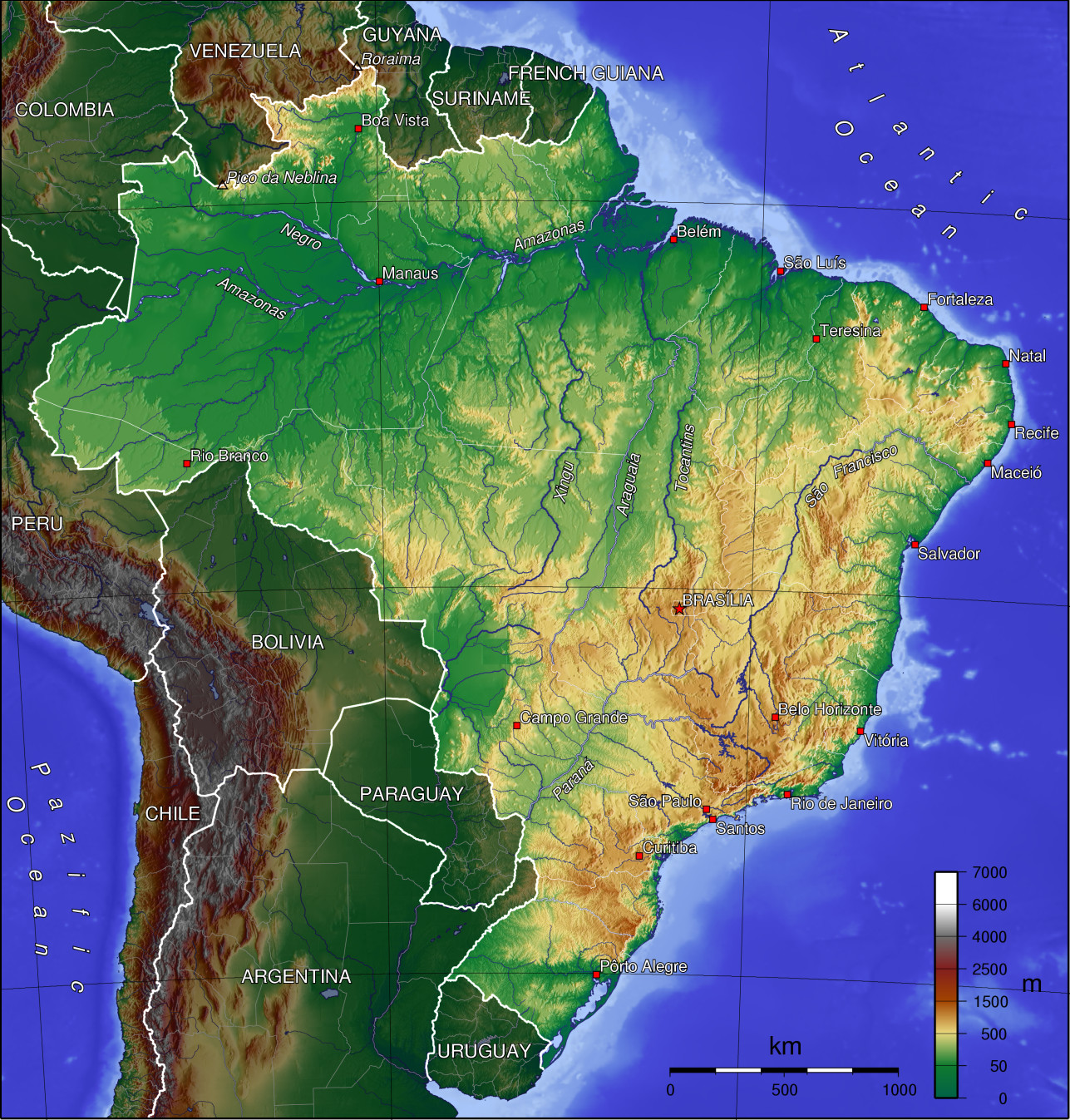
Carte topographique du Brésil.

Le Brésil a une superficie totale de 8 547 877 km2, il s'étend de l'équateur au tropique du Capricorne. Le pays occupe une vaste zone le long de la côte orientale de l'Amérique du Sud et comprend une grande partie de l'intérieur du continent. Le pays est de loin le plus grand d'Amérique latine, couvrant près de la moitié de la surface du continent sud-américain.
Il partage des frontières terrestres avec l'Uruguay et l'Argentine au sud, le Paraguay au sud-sud-ouest, la Bolivie à l'ouest-sud-ouest, le Pérou à l'ouest, la Colombie à l'ouest-nord-ouest, le Venezuela au nord-ouest, le Guyana au nord-nord-ouest, enfin le Suriname et la Guyane au nord. Par sa taille, le Brésil partage une frontière commune avec tous les pays d'Amérique du Sud, à l'exception de l'Équateur et du Chili. Le territoire brésilien comprend également un certain nombre d'îles ou d’îlots, comme Fernando de Noronha, Atoll das Rocas, les îles de Saint Pierre et Saint Paul ainsi que l'archipel de Trindade et Martin Vaz,. Sa taille, son relief, son climat et ses ressources naturelles font du Brésil un pays géographiquement diversifié.
Le Brésil est le cinquième pays du monde en superficie, après la Russie, le Canada, les États-Unis et la Chine, ainsi que le troisième d'Amérique, derrière le Canada et les États-Unis,. Sa superficie totale s'étend sur 8 511 965 km2, dont 55 455 km2 d'eau,.

### Grandes régions
On distingue cinq grandes régions :

#### Sud
États : Paraná, Santa Catarina et Rio Grande do Sul.

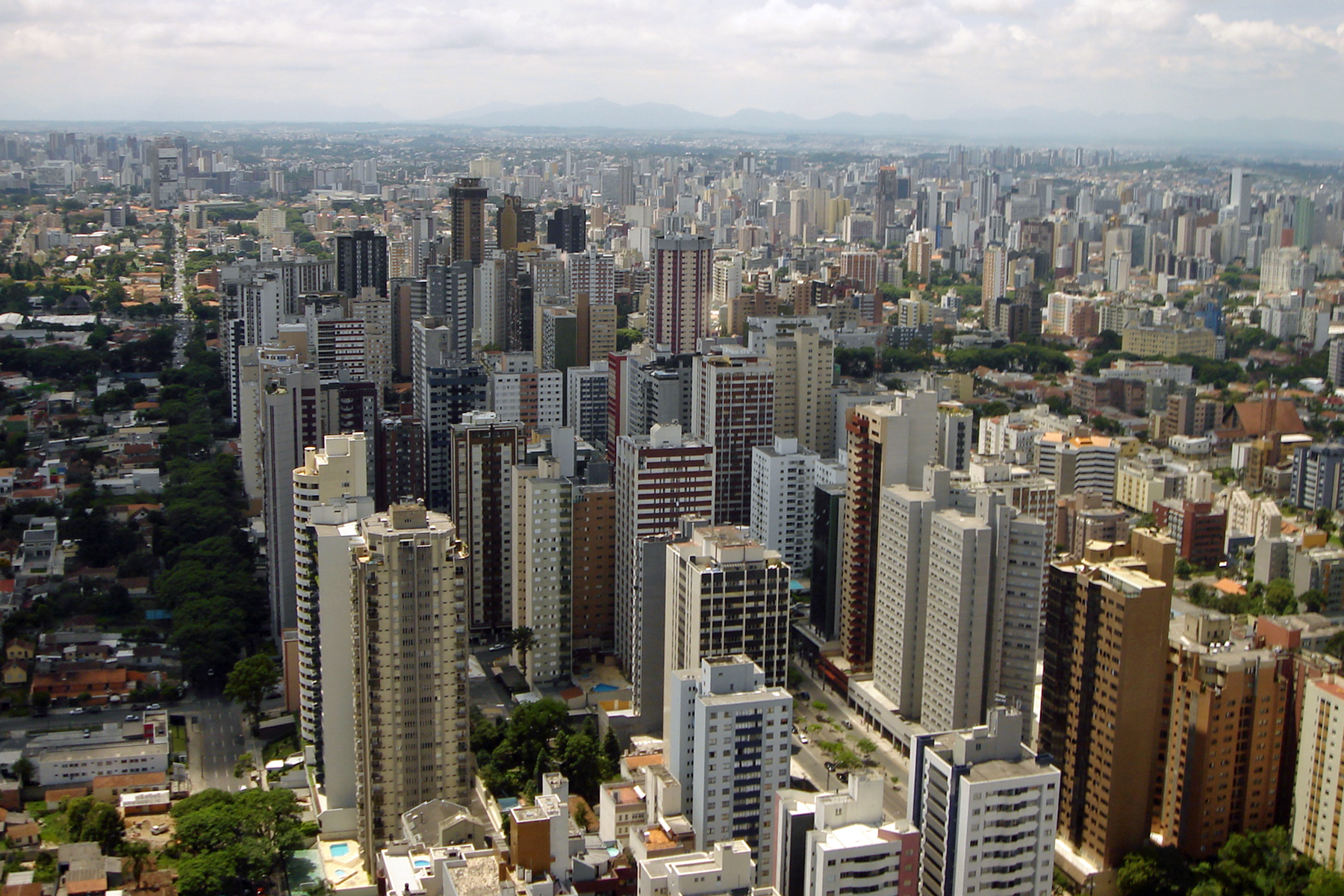
Curitiba, Paraná

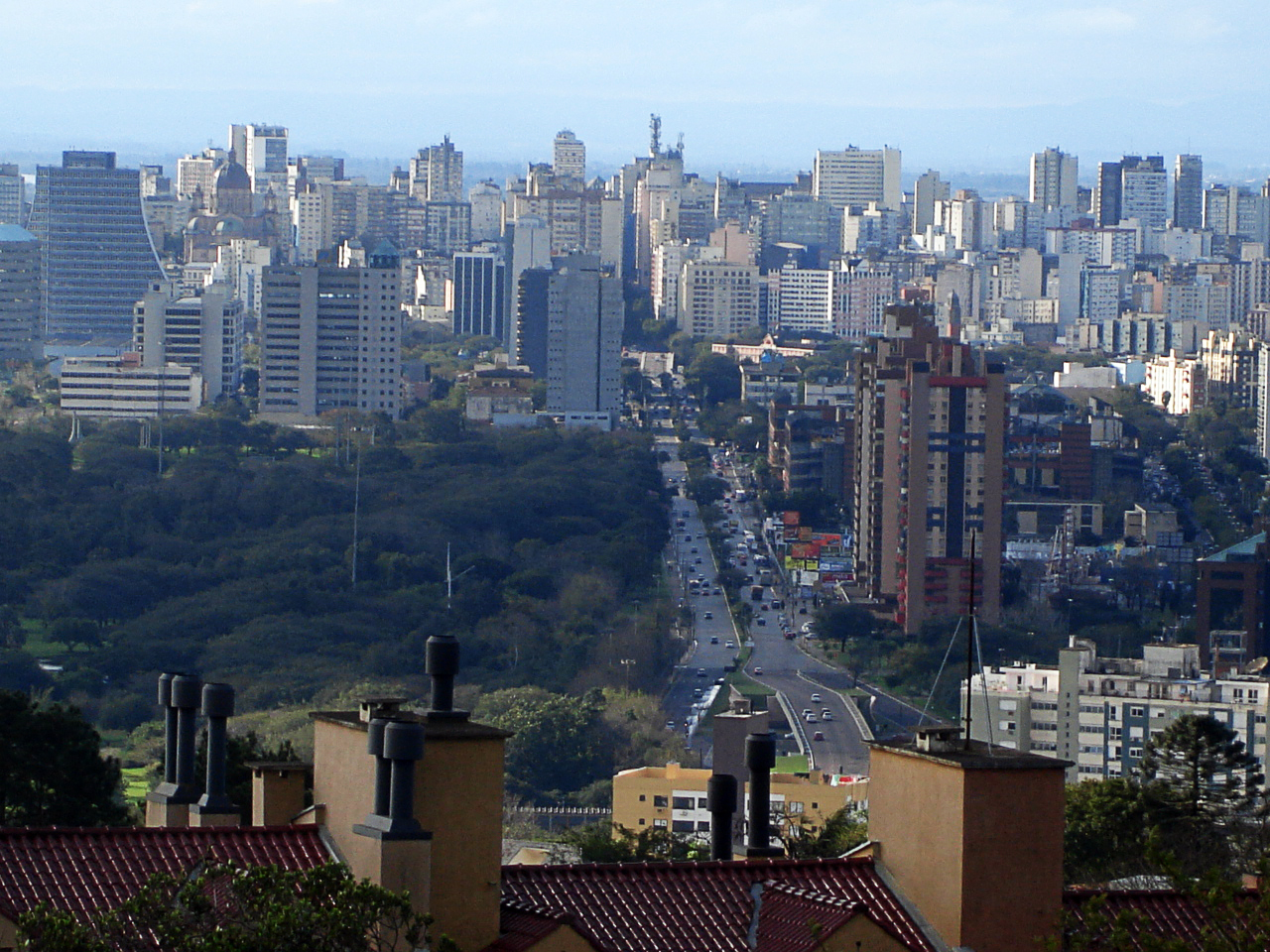
Porto Alegre.

Bien qu'il s'agisse de la plus petite des cinq régions du Brésil, sa superficie s'étend sur 576 409,6 km2 (6,76 % du territoire brésilien), ce qui correspond à la moitié de la surface de la Bolivie et presque à l'ensemble de la surface de l'Uruguay et du Paraguay réunis,. Sa population est de 27 384 815 habitants.
La région Sud possède de bons indicateurs sociaux : elle est la première région du Brésil en termes d'IDH, celle qui dispose du deuxième plus important PIB par habitant (derrière la région Sud-Est) et celle qui possède le plus haut taux d'alphabétisation du Brésil (94,8 %). En outre, le Sud jouit du plus faible taux de mortalité infantile et du meilleur taux de longévité.
La région du Sud est celle qui est la plus marquée par la présence culturelle européenne. En effet, c'est dans le sud que la plupart des migrants européens ont décidé de s'installer, et ce, dès le XIXe siècle. On estime que les principales origines ethniques de la population dans le Sud du Brésil sont : italienne, portugaise, allemande et polonaise. À partir de 1824 et jusque dans les années 1960, plus de 350 000 Allemands sont venus s’installer dans cette partie du Brésil. En 1898, 300 000 personnes d'origine italienne s'installèrent dans le Rio Grande Do Sul, 50 000 à Santa Catarina et 30 000 à Paraná.
D'un point de vue climatique, la région Sud est la seule du Brésil à ne pas être chaude toute l'année (climat subtropical humide aux hivers doux et aux étés moites). En 2013, il a neigé pour la première fois depuis 58 ans à Florianópolis, capitale de l'État de Santa Catarina. Le Sud est la région où la neige est la plus fréquente, il neige chaque année dans les hautes régions montagneuses de Santa Catarina, aux villes comme São Joaquim.

#### Sud-Est
États : Espírito Santo, Minas Gerais, Rio de Janeiro et São Paulo

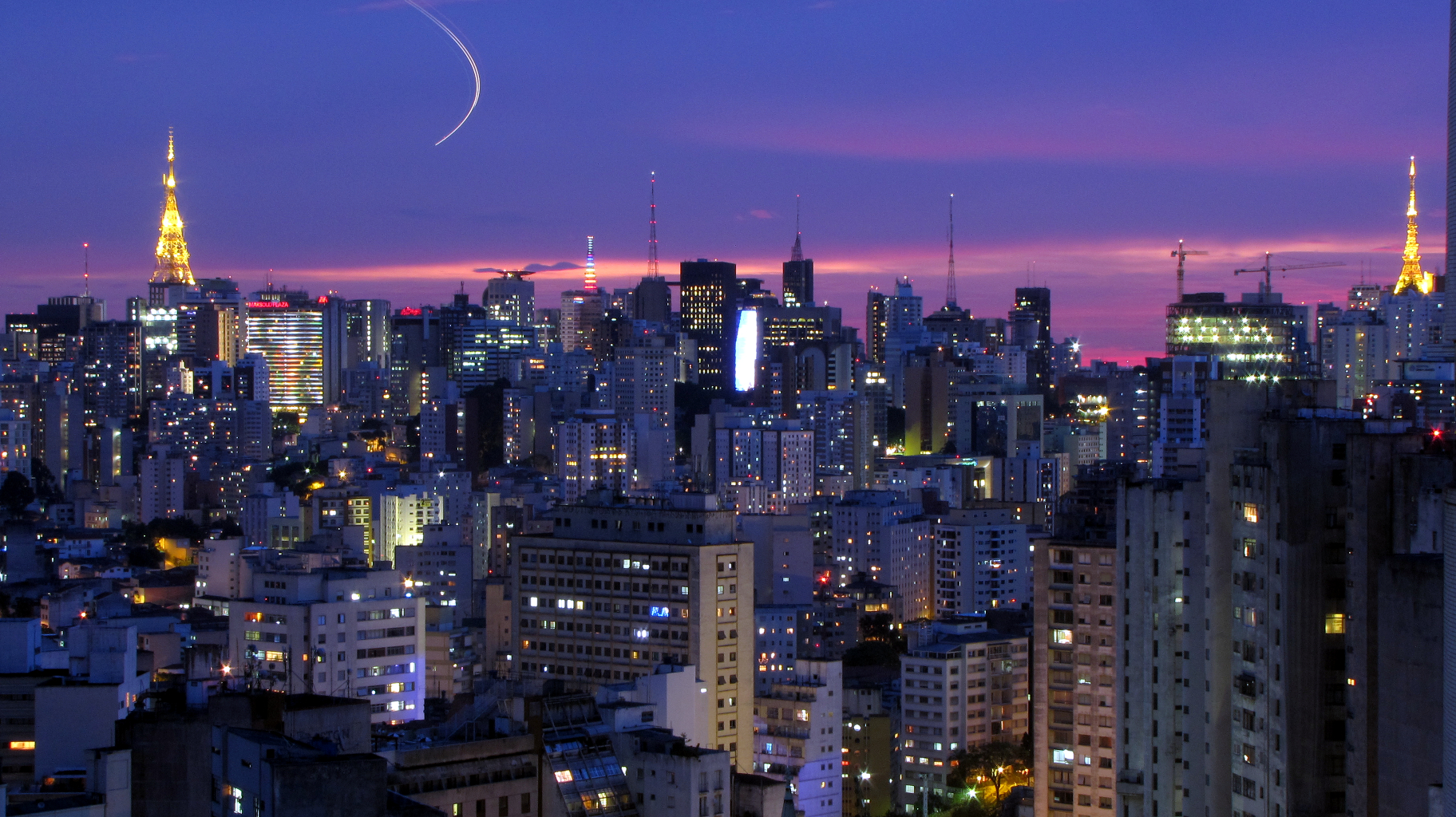
São Paulo.

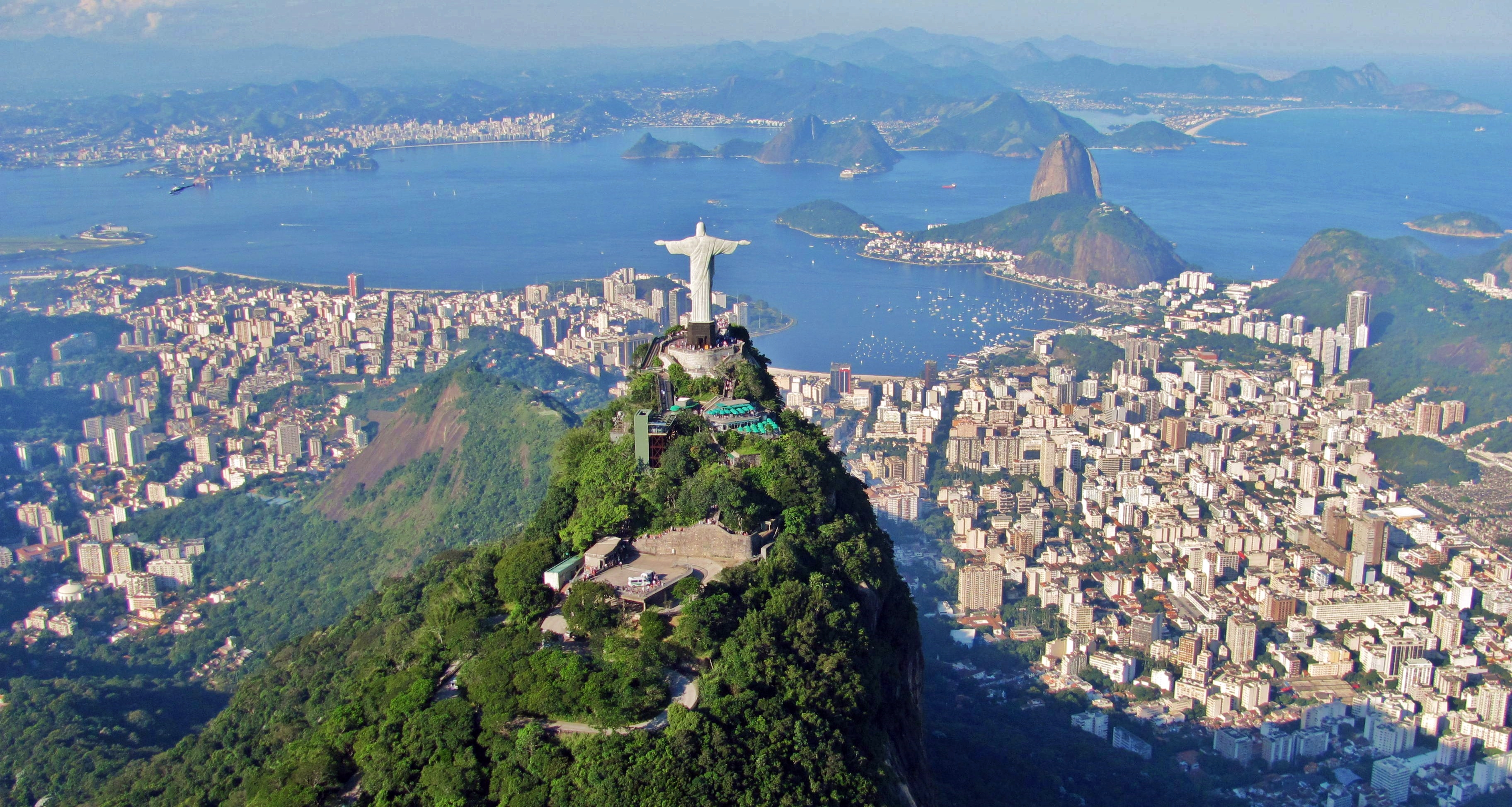
Rio de Janeiro.

C’est la région la plus urbanisée et la plus industrialisée, avec trois villes très importantes : Rio de Janeiro, Belo Horizonte et São Paulo.
Rio de Janeiro est l’ancienne capitale fédérale, et la capitale de l'État de Rio de Janeiro. Elle est située dans une des plus belles baies du monde, dominée par le Pain de Sucre, et la statue du Cristo Redentor (Corcovado), perchée à une altitude de sept cents mètres. Son carnaval et ses écoles de samba l’ont rendue célèbre, ainsi que ses plages, comme Copacabana, Ipanema, Leblon et Barra da Tijuca. Capitale culturelle du pays, elle est la ville la plus importante sur le plan artistique, avec l'Academia Brasileira de Letras, la plus grande bibliothèque du pays, le Museu Nacional, le Museu de Arte Moderna et le Théâtre Municipal, bâtiment inspiré de l'opéra de Paris. Le Maracanã, le troisième stade du monde par les dimensions, est aussi à Rio.
Il y a aussi de magnifiques plages autour de Rio : Angra dos Reis, Cabo Frio et Búzios. Dans le sud de l'État se trouve la petite ville de Paraty qui offre de splendides façades baroques, de couleur bleue, ocre ou vert, qui se reflètent dans les eaux calmes de sa rade. Dans la Serra do Mar se trouve la ville de Petrópolis, fondée par l'empereur Pierre II, et l'on peut encore y voir son palace d'été, une très grande attraction touristique.
Située au carrefour des routes de l'État du Minas Gerais, « mines générales » en français, où eut lieu, au XVIIe siècle, l'une des plus grandes ruées vers l'or, Belo Horizonte s’étend sur plus de vingt kilomètres.
São Paulo, fondée par les Jésuites en 1554, est en 2016 la ville la plus peuplée du Brésil. On y croise une population d'origine européenne ou japonaise qui a fait de cette ville la capitale mondiale du café, culture dont l'histoire a été dominée par le Brésil, un des plus grands centres d'affaires de la planète, et la première ville économique du Brésil. São Paulo est aussi la ville la plus riche du pays.

#### Nord-Est

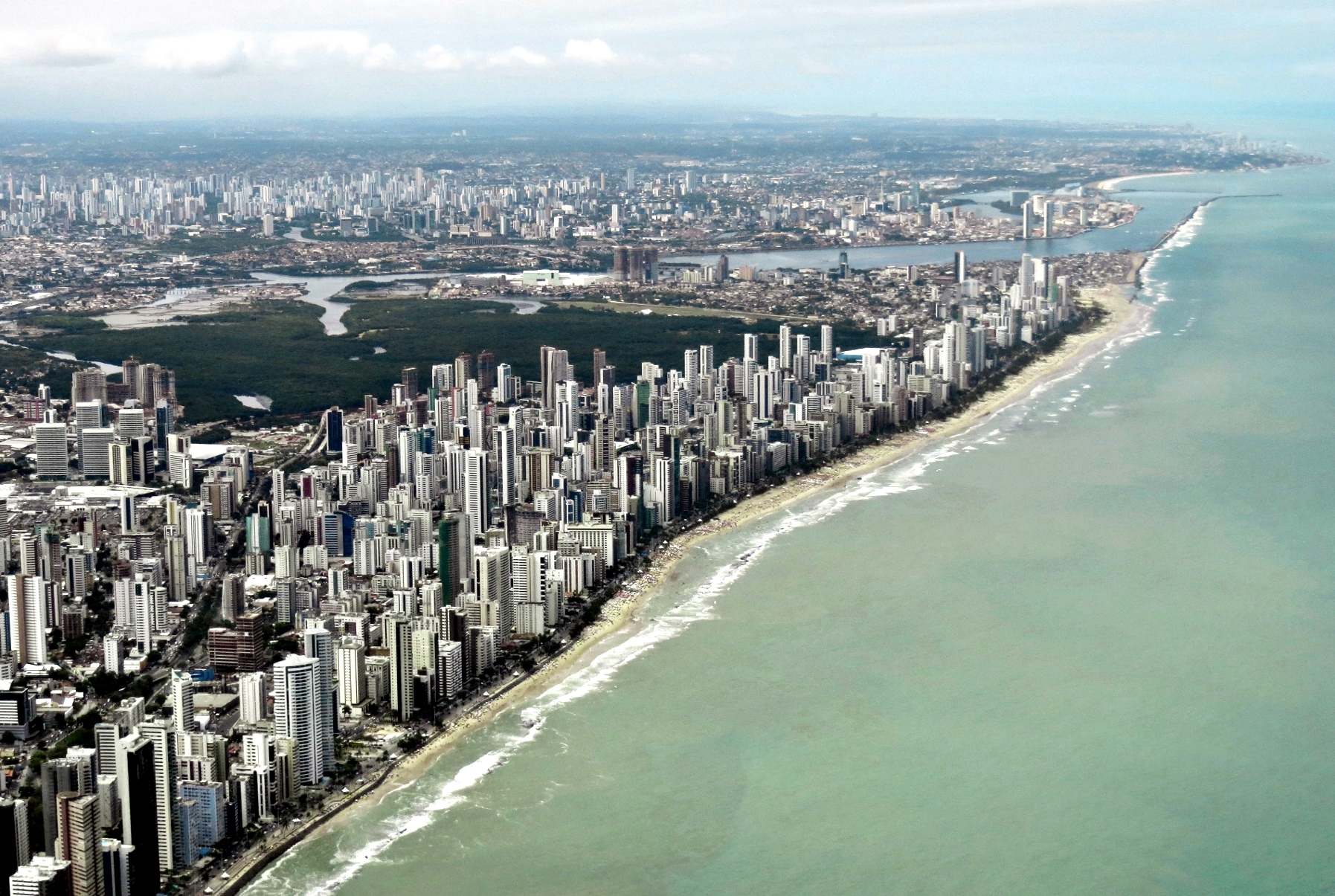
Recife, Pernambouc.

États : Alagoas, Bahia, Ceará, Maranhão, Paraíba, Pernambouc, Piauí, Rio Grande do Norte et Sergipe.
Englobant neuf États, le Nord-Est, ou « Nordeste », a connu, au XVIIe siècle, son heure de gloire avec la culture de la canne à sucre. Par leur précieux héritage d’architecture coloniale et la beauté de leurs façades décorées d’azulejos (faïences bleues), les villes de Salvador, la plus « africaine », São Luís do Maranhão, fondée par des Français en 1612 sous le nom de « Saint-Louis de Maragnan », Recife, « la Venise du Nordeste », ou Olinda, « la hollandaise », témoignent de ce passé fastueux.
En 2010, la région comptait 51 millions d'habitants. Elle est celle dont l'héritage africain est le plus marqué au Brésil et qui compte le nombre le plus élevé d'Afro-Brésiliens. Elle connaît d'importantes difficultés socio-économiques dues à l'immobilisme des structures économiques et sociales et est la région la plus pauvre du Brésil. Les sécheresses qui frappent le sertão, zone soumise à des précipitations irrégulières de l'intérieur du Nordeste, participent à l'émigration de la population du Nord-Est vers les villes du littoral.

#### Centre-Ouest

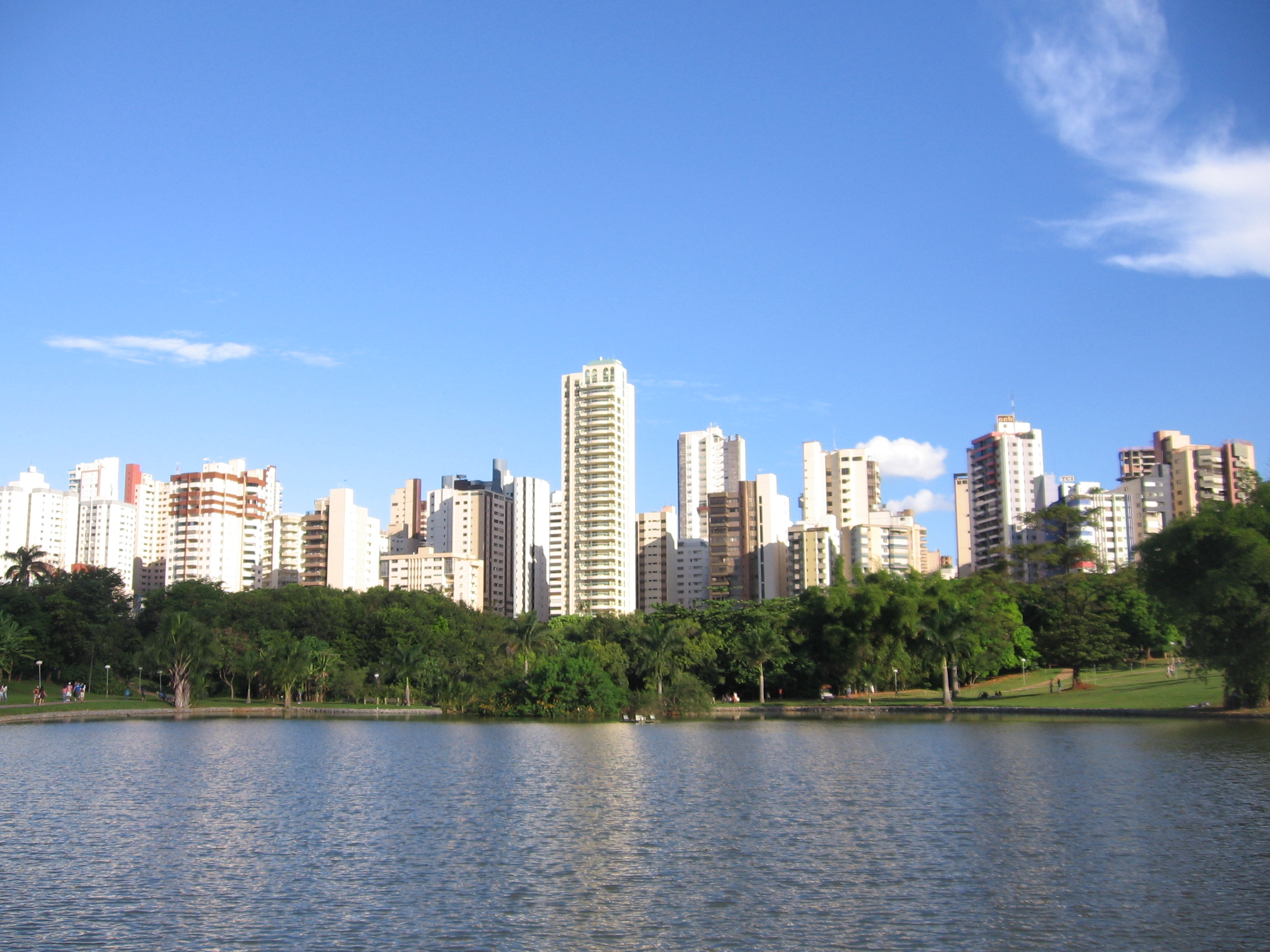
Goiânia, Goiás.

États : Mato Grosso, Mato Grosso do Sul, Goiás et Brasília.
Cette région reste peu peuplée, et comprend, à l'extrême est, Brasília, la capitale du pays depuis 1960, et à l'ouest, l'État du Mato Grosso couvrant la majorité de sa superficie. L'activité agricole y est en expansion et cause une importante déforestation. C'est dans cette région que se trouve la partie brésilienne du Pantanal, la plus grande terre inondée de la planète, et l'une des régions du monde présentant la plus grande biodiversité.

#### Nord
États : Acre, Amapá, Amazonas, Pará, Rondônia, Roraima et Tocantins. 

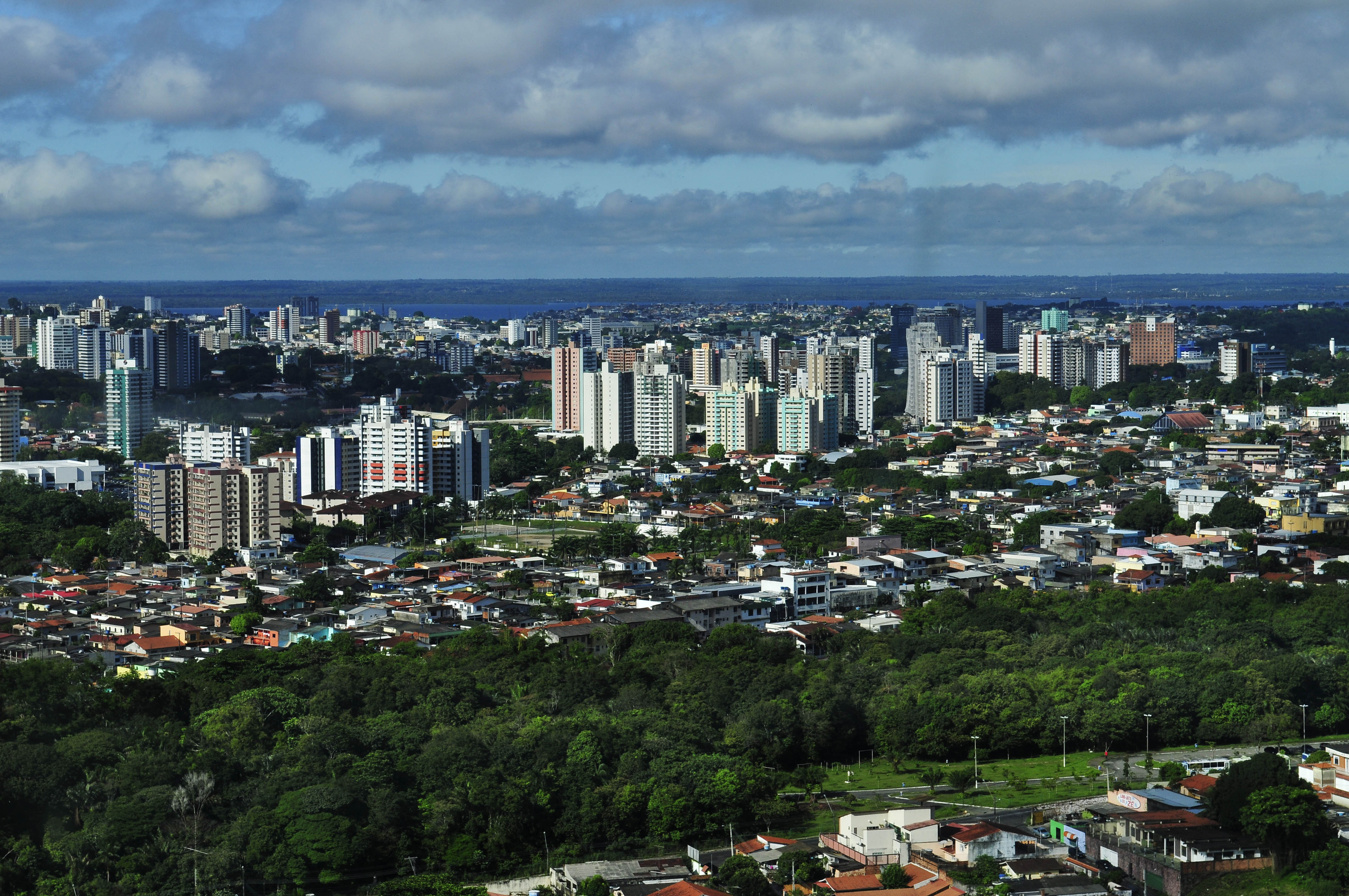
Manaus, Amazonas.

Le Nord est en grande partie couvert par la forêt amazonienne. La densité humaine y est très faible : un peu plus de 4 hab./km2 dans l'État du Pará, dans l'ouest, et deux fois plus dans celui d'Amazonas. Les deux principales villes de la région Nord, Manaus dans l'Amazonas et Belém dans le Pará, se sont développées sur des affluents du fleuve : le long du rio Negro pour Manaus et sur les rives de la baie du Guajara (pt) pour Belém.
L'Amazonie qui constitue la plus grande réserve biologique, compte environ un dixième des espèces vivantes mondiales. Au cours des années 1970-1980, les différents projets de développement et les migrations intérieures ont entraîné un déboisement préoccupant, et des conflits entre les posseiros, propriétaires des terres, souvent illégitimement, et les Amérindiens. Actuellement, la protection de la forêt, ainsi que le respect des terres amérindiennes, sont négligées par le gouvernement brésilien, comme le prouve la construction du barrage de Belo Monte.
Le poids de la richesse de l'Amazonie dans la biodiversité mondiale est variable suivant les groupes zoologiques : 2 % des arachnides mondiaux se trouvent en Amérique, 3 % des myriapodes, 28 % des ricinules, 9 % des schizomides et des scolopendromorphes, 7 % des pauropodes. Ces chiffres peuvent être délicats à interpréter car les inventaires sont encore très incomplets. Une autre façon de comprendre la richesse de cette zone (similaire à l’ensemble des forêts tropicales humides) est de signaler que des inventaires ont découvert 95 espèces de fourmis différentes sur un seul arbre alors que 105 espèces vivent dans l’ensemble de l'Allemagne.

### Découpage administratif
| État | Capitale       |                        | État           | Capitale | \| Océan · Atlantique Océan · Pacifique Région Nord Région Nord-Est Région Centre-Ouest Région Sud-Est Région Sud Acre Amazonas Pará Roraima Amapá Rondônia Tocantins Maranhão Bahia Piauí Ceará Rio Grande · do Norte Paraïba Pernambouc Alagoas Sergipe Mato Grosso · do Sul District · fédéral Goiás Minas Gerais São Paulo Rio de Janeiro Espírito Santo Paraná Santa Catarina Rio Grande · do Sul Argentine Bolivie Chili Colombie Guyane Guyana Paraguay Pérou Suriname Uruguay Venezuela \|Carte politique du Brésil, présentant les divisions administratives entre les États et les régions. |
| Acre | Rio Branco     | Paraíba                | João Pessoa    |          | \| Océan · Atlantique Océan · Pacifique Région Nord Région Nord-Est Région Centre-Ouest Région Sud-Est Région Sud Acre Amazonas Pará Roraima Amapá Rondônia Tocantins Maranhão Bahia Piauí Ceará Rio Grande · do Norte Paraïba Pernambouc Alagoas Sergipe Mato Grosso · do Sul District · fédéral Goiás Minas Gerais São Paulo Rio de Janeiro Espírito Santo Paraná Santa Catarina Rio Grande · do Sul Argentine Bolivie Chili Colombie Guyane Guyana Paraguay Pérou Suriname Uruguay Venezuela \|Carte politique du Brésil, présentant les divisions administratives entre les États et les régions. |
| Alagoas | Maceió         | Paraná                 | Curitiba       |          | \| Océan · Atlantique Océan · Pacifique Région Nord Région Nord-Est Région Centre-Ouest Région Sud-Est Région Sud Acre Amazonas Pará Roraima Amapá Rondônia Tocantins Maranhão Bahia Piauí Ceará Rio Grande · do Norte Paraïba Pernambouc Alagoas Sergipe Mato Grosso · do Sul District · fédéral Goiás Minas Gerais São Paulo Rio de Janeiro Espírito Santo Paraná Santa Catarina Rio Grande · do Sul Argentine Bolivie Chili Colombie Guyane Guyana Paraguay Pérou Suriname Uruguay Venezuela \|Carte politique du Brésil, présentant les divisions administratives entre les États et les régions. |
| Amapá | Macapá         | Pernambouc             | Recife         |          | \| Océan · Atlantique Océan · Pacifique Région Nord Région Nord-Est Région Centre-Ouest Région Sud-Est Région Sud Acre Amazonas Pará Roraima Amapá Rondônia Tocantins Maranhão Bahia Piauí Ceará Rio Grande · do Norte Paraïba Pernambouc Alagoas Sergipe Mato Grosso · do Sul District · fédéral Goiás Minas Gerais São Paulo Rio de Janeiro Espírito Santo Paraná Santa Catarina Rio Grande · do Sul Argentine Bolivie Chili Colombie Guyane Guyana Paraguay Pérou Suriname Uruguay Venezuela \|Carte politique du Brésil, présentant les divisions administratives entre les États et les régions. |
| Amazonas | Manaus         | Piauí                  | Teresina       |          | \| Océan · Atlantique Océan · Pacifique Région Nord Région Nord-Est Région Centre-Ouest Région Sud-Est Région Sud Acre Amazonas Pará Roraima Amapá Rondônia Tocantins Maranhão Bahia Piauí Ceará Rio Grande · do Norte Paraïba Pernambouc Alagoas Sergipe Mato Grosso · do Sul District · fédéral Goiás Minas Gerais São Paulo Rio de Janeiro Espírito Santo Paraná Santa Catarina Rio Grande · do Sul Argentine Bolivie Chili Colombie Guyane Guyana Paraguay Pérou Suriname Uruguay Venezuela \|Carte politique du Brésil, présentant les divisions administratives entre les États et les régions. |
| Bahia | Salvador       | État de Rio de Janeiro | Rio de Janeiro |          | \| Océan · Atlantique Océan · Pacifique Région Nord Région Nord-Est Région Centre-Ouest Région Sud-Est Région Sud Acre Amazonas Pará Roraima Amapá Rondônia Tocantins Maranhão Bahia Piauí Ceará Rio Grande · do Norte Paraïba Pernambouc Alagoas Sergipe Mato Grosso · do Sul District · fédéral Goiás Minas Gerais São Paulo Rio de Janeiro Espírito Santo Paraná Santa Catarina Rio Grande · do Sul Argentine Bolivie Chili Colombie Guyane Guyana Paraguay Pérou Suriname Uruguay Venezuela \|Carte politique du Brésil, présentant les divisions administratives entre les États et les régions. |
| Ceará | Fortaleza      | Rio Grande do Norte    | Natal          |          | \| Océan · Atlantique Océan · Pacifique Région Nord Région Nord-Est Région Centre-Ouest Région Sud-Est Région Sud Acre Amazonas Pará Roraima Amapá Rondônia Tocantins Maranhão Bahia Piauí Ceará Rio Grande · do Norte Paraïba Pernambouc Alagoas Sergipe Mato Grosso · do Sul District · fédéral Goiás Minas Gerais São Paulo Rio de Janeiro Espírito Santo Paraná Santa Catarina Rio Grande · do Sul Argentine Bolivie Chili Colombie Guyane Guyana Paraguay Pérou Suriname Uruguay Venezuela \|Carte politique du Brésil, présentant les divisions administratives entre les États et les régions. |
| Espírito Santo | Vitória        | Rio Grande do Sul      | Porto Alegre   |          | \| Océan · Atlantique Océan · Pacifique Région Nord Région Nord-Est Région Centre-Ouest Région Sud-Est Région Sud Acre Amazonas Pará Roraima Amapá Rondônia Tocantins Maranhão Bahia Piauí Ceará Rio Grande · do Norte Paraïba Pernambouc Alagoas Sergipe Mato Grosso · do Sul District · fédéral Goiás Minas Gerais São Paulo Rio de Janeiro Espírito Santo Paraná Santa Catarina Rio Grande · do Sul Argentine Bolivie Chili Colombie Guyane Guyana Paraguay Pérou Suriname Uruguay Venezuela \|Carte politique du Brésil, présentant les divisions administratives entre les États et les régions. |
| Goiás | Goiânia        | Rondônia               | Porto Velho    |          | \| Océan · Atlantique Océan · Pacifique Région Nord Région Nord-Est Région Centre-Ouest Région Sud-Est Région Sud Acre Amazonas Pará Roraima Amapá Rondônia Tocantins Maranhão Bahia Piauí Ceará Rio Grande · do Norte Paraïba Pernambouc Alagoas Sergipe Mato Grosso · do Sul District · fédéral Goiás Minas Gerais São Paulo Rio de Janeiro Espírito Santo Paraná Santa Catarina Rio Grande · do Sul Argentine Bolivie Chili Colombie Guyane Guyana Paraguay Pérou Suriname Uruguay Venezuela \|Carte politique du Brésil, présentant les divisions administratives entre les États et les régions. |
| Maranhão | São Luís       | Roraima                | Boa Vista      |          | \| Océan · Atlantique Océan · Pacifique Région Nord Région Nord-Est Région Centre-Ouest Région Sud-Est Région Sud Acre Amazonas Pará Roraima Amapá Rondônia Tocantins Maranhão Bahia Piauí Ceará Rio Grande · do Norte Paraïba Pernambouc Alagoas Sergipe Mato Grosso · do Sul District · fédéral Goiás Minas Gerais São Paulo Rio de Janeiro Espírito Santo Paraná Santa Catarina Rio Grande · do Sul Argentine Bolivie Chili Colombie Guyane Guyana Paraguay Pérou Suriname Uruguay Venezuela \|Carte politique du Brésil, présentant les divisions administratives entre les États et les régions. |
| Mato Grosso | Cuiabá         | Santa Catarina         | Florianópolis  |          | \| Océan · Atlantique Océan · Pacifique Région Nord Région Nord-Est Région Centre-Ouest Région Sud-Est Région Sud Acre Amazonas Pará Roraima Amapá Rondônia Tocantins Maranhão Bahia Piauí Ceará Rio Grande · do Norte Paraïba Pernambouc Alagoas Sergipe Mato Grosso · do Sul District · fédéral Goiás Minas Gerais São Paulo Rio de Janeiro Espírito Santo Paraná Santa Catarina Rio Grande · do Sul Argentine Bolivie Chili Colombie Guyane Guyana Paraguay Pérou Suriname Uruguay Venezuela \|Carte politique du Brésil, présentant les divisions administratives entre les États et les régions. |
| Mato Grosso do Sul | Campo Grande   | São Paulo              | São Paulo      |          | \| Océan · Atlantique Océan · Pacifique Région Nord Région Nord-Est Région Centre-Ouest Région Sud-Est Région Sud Acre Amazonas Pará Roraima Amapá Rondônia Tocantins Maranhão Bahia Piauí Ceará Rio Grande · do Norte Paraïba Pernambouc Alagoas Sergipe Mato Grosso · do Sul District · fédéral Goiás Minas Gerais São Paulo Rio de Janeiro Espírito Santo Paraná Santa Catarina Rio Grande · do Sul Argentine Bolivie Chili Colombie Guyane Guyana Paraguay Pérou Suriname Uruguay Venezuela \|Carte politique du Brésil, présentant les divisions administratives entre les États et les régions. |
| Minas Gerais | Belo Horizonte | Sergipe                | Aracaju        |          | \| Océan · Atlantique Océan · Pacifique Région Nord Région Nord-Est Région Centre-Ouest Région Sud-Est Région Sud Acre Amazonas Pará Roraima Amapá Rondônia Tocantins Maranhão Bahia Piauí Ceará Rio Grande · do Norte Paraïba Pernambouc Alagoas Sergipe Mato Grosso · do Sul District · fédéral Goiás Minas Gerais São Paulo Rio de Janeiro Espírito Santo Paraná Santa Catarina Rio Grande · do Sul Argentine Bolivie Chili Colombie Guyane Guyana Paraguay Pérou Suriname Uruguay Venezuela \|Carte politique du Brésil, présentant les divisions administratives entre les États et les régions. |
| Pará | Belém          | Tocantins              | Palmas         |          | \| Océan · Atlantique Océan · Pacifique Région Nord Région Nord-Est Région Centre-Ouest Région Sud-Est Région Sud Acre Amazonas Pará Roraima Amapá Rondônia Tocantins Maranhão Bahia Piauí Ceará Rio Grande · do Norte Paraïba Pernambouc Alagoas Sergipe Mato Grosso · do Sul District · fédéral Goiás Minas Gerais São Paulo Rio de Janeiro Espírito Santo Paraná Santa Catarina Rio Grande · do Sul Argentine Bolivie Chili Colombie Guyane Guyana Paraguay Pérou Suriname Uruguay Venezuela \|Carte politique du Brésil, présentant les divisions administratives entre les États et les régions. |
| Océan · Atlantique Océan · Pacifique Région Nord Région Nord-Est Région Centre-Ouest Région Sud-Est Région Sud Acre Amazonas Pará Roraima Amapá Rondônia Tocantins Maranhão Bahia Piauí Ceará Rio Grande · do Norte Paraïba Pernambouc Alagoas Sergipe Mato Grosso · do Sul District · fédéral Goiás Minas Gerais São Paulo Rio de Janeiro Espírito Santo Paraná Santa Catarina Rio Grande · do Sul Argentine Bolivie Chili Colombie Guyane Guyana Paraguay Pérou Suriname Uruguay Venezuela |                |                        |                |          | |

### Capitale
Le Brésil a connu trois capitales : Salvador de 1549 à 1763, Rio de Janeiro de 1763 à 1960 puis Brasilia depuis 1960.

### Frontières terrestres
Les frontières terrestres du Brésil s'étendent sur un total de 14 691 km :
- 3 400 km avec la Bolivie ;
- 2 200 km avec le Venezuela ;
- 1 643 km avec la Colombie ;
- 1 560 km avec le Pérou ;
- 1 290 km avec le Paraguay ;
- 1 224 km avec l'Argentine ;
- 1 119 km avec le Guyana ;
- 985 km avec l'Uruguay ;
- 673 km avec la France (Guyane française) ;
- 597 km avec le Suriname.

Seuls deux pays d'Amérique du Sud n'ont pas de frontière avec le Brésil : le Chili et l'Équateur. Les frontières du Brésil sont le résultat d'une active conquête de l'ouest, entamée dès le XVIIe siècle par les bandeirantes mais non terminée.
La frontière franco-brésilienne (entre la Guyane française et l'État de l'Amapá) est la plus grande frontière terrestre française.

### Géologie

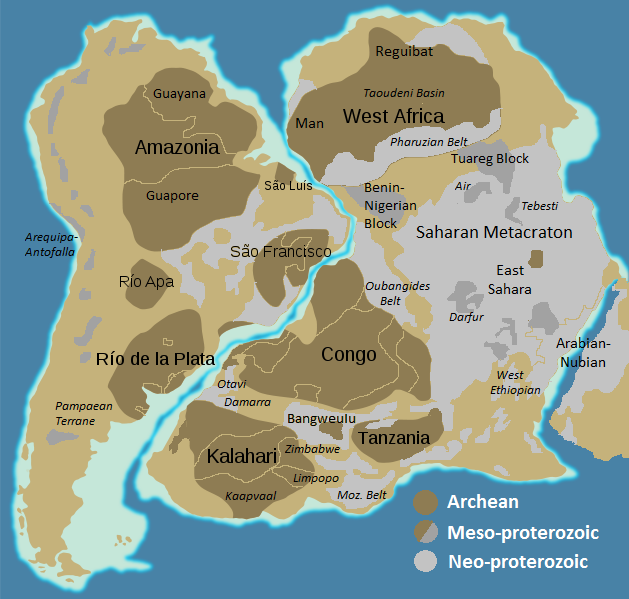
Carte montrant les cratons (brun foncé) de l'Amérique du Sud et de l'Afrique, qui formaient l'ancien continent du Gondwana occidental.

La géologie du Brésil (en) s'inscrit dans la plaque tectonique sud-américaine qui comprend deux grands domaines continentaux, la région andine et la plateforme sud-américaine. Le Brésil est une partie de cette plate-forme dont le socle métamorphique et granitique se compose de boucliers archéens soudés (craton amazonien formé du bouclier guyanais, du craton du Guaporé, du craton de São Luís et du craton de Río Apa ; bouclier Atlantique (en) formé du craton de Rio de la Plata, du craton de São Francisco et du craton de Luis Alves) séparés par des bassins sédimentaires (bassin amazonien, bassin du Paraíba et bassin du Paraná),.

### Paysages et environnement

#### Climat

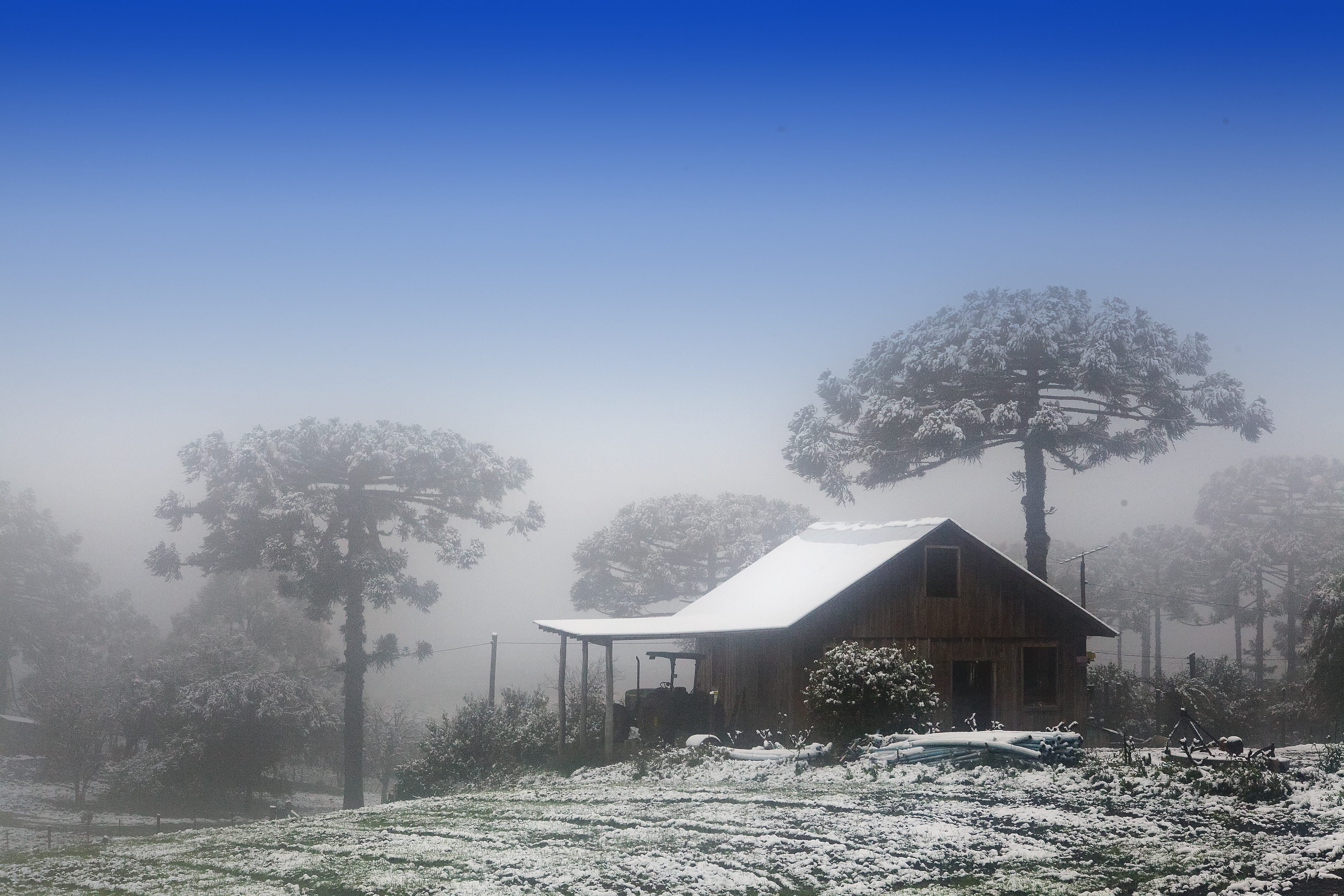
Neige à Caxias do Sul en hiver.
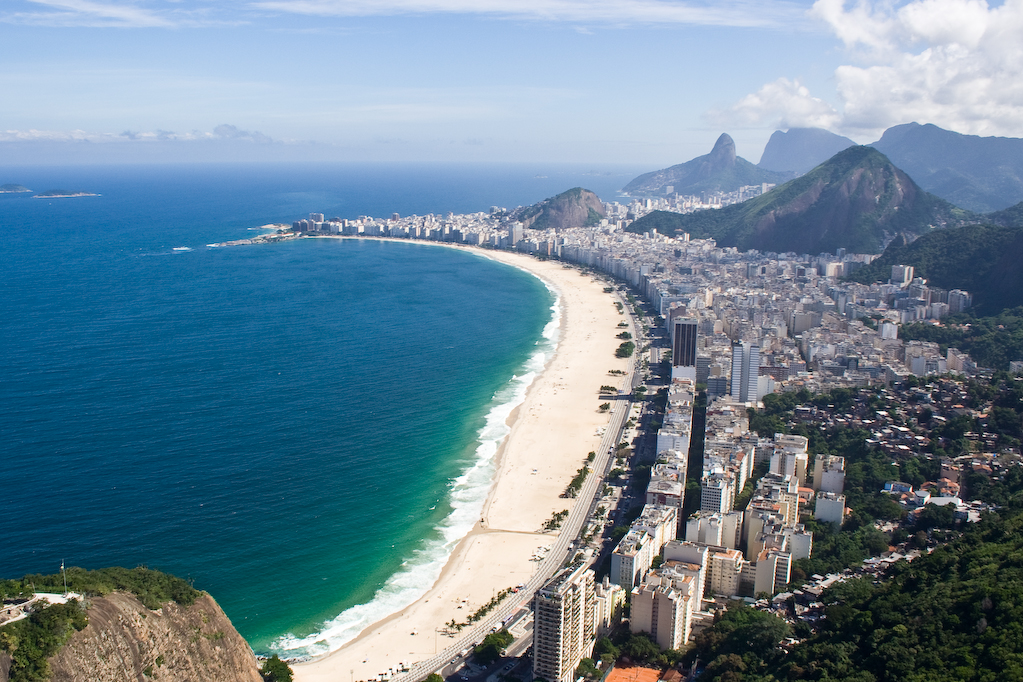
Vue de Copacabana, où le climat est ensoleillé.
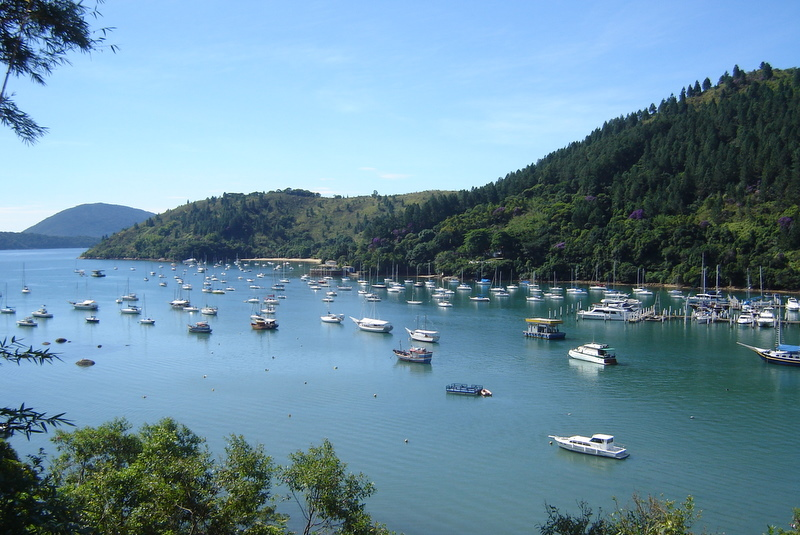
Ubatuba, située au sud-est du Brésil.
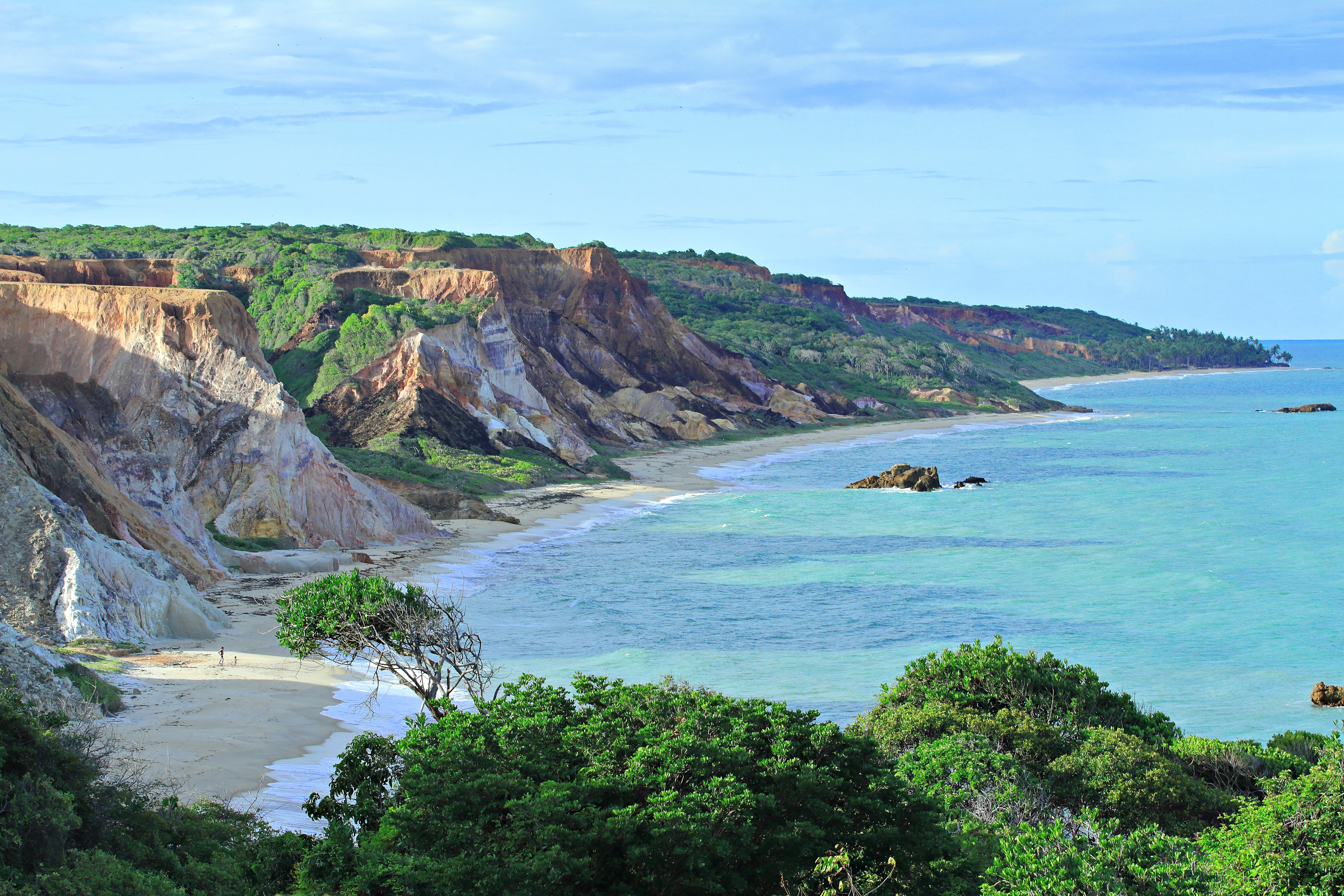
Plage de Tambaba, où le climat est tropical.
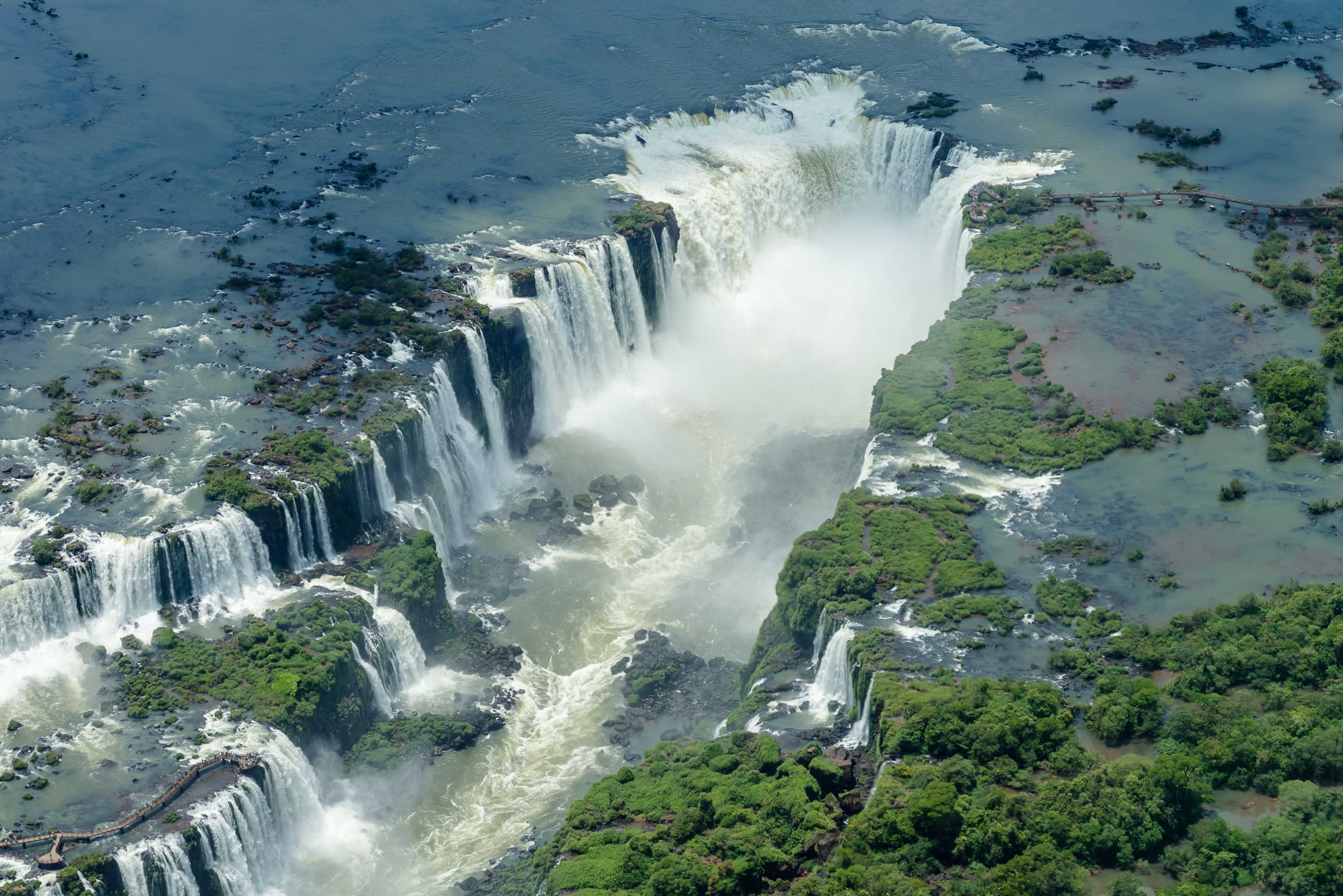
Vue des chutes d'Iguazú, au milieu de la forêt tropicale.
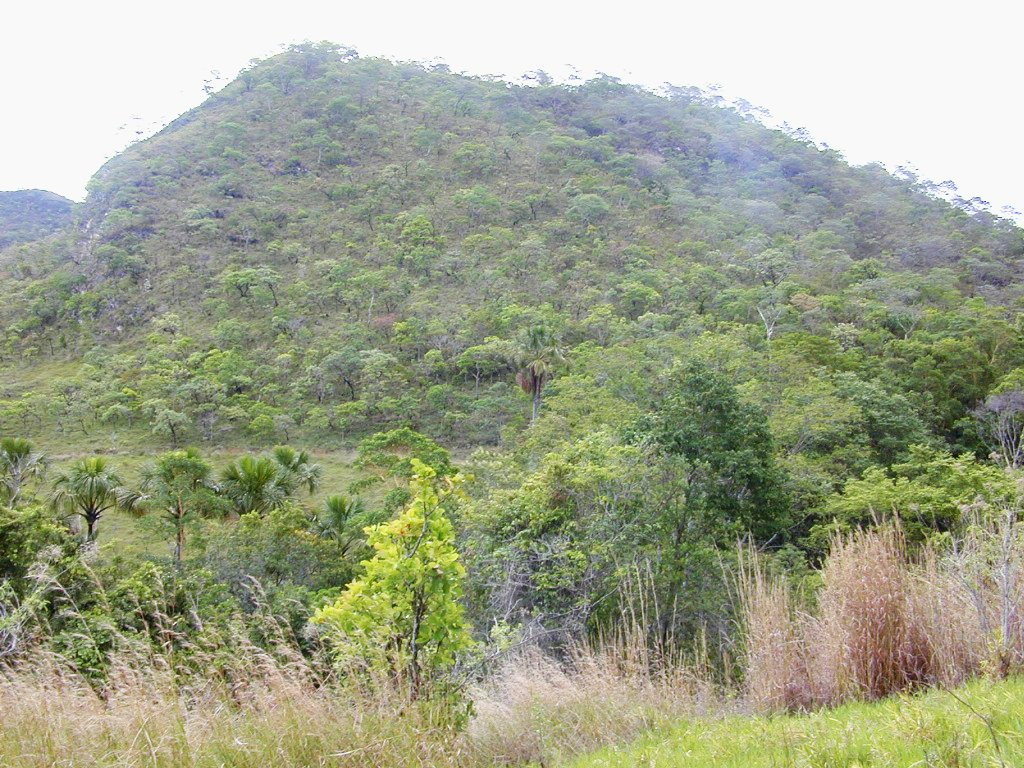
Vue de la savane du Cerrado, à Goiás, au centre-ouest du Brésil.

Le climat du Brésil comprend un large éventail de conditions météorologiques diverses, pouvant varier radicalement d'un État à un autre. Néanmoins, la plupart du pays est considéré comme tropical. Selon la classification de Köppen, le Brésil possède cinq principales catégories de climat : tropical, équatorial, semi-aride, tempéré et subtropical. La grande variété des conditions climatiques produit des environnements sensiblement différents en fonction des régions, : ces environnements vont des forêts équatoriales situées dans le nord aux déserts semi-arides du nord-est, en passant par les savanes tropicales au centre et les forêts à climat tempéré au sud :
- au nord du Brésil, où se trouve l'Amazonie, le climat est de type équatorial[118]. Dans ces régions, et notamment dans la jungle amazonienne, la plus vaste forêt du monde, les saisons sont généralement pluvieuses[119]. Les températures oscillent entre 26 °C et 27 °C[120]. Quand arrive la saison des grandes pluies, période de l'année allant de novembre à mars, les pluies tombent de manière torrentielle sur la forêt presque sans interruption. À la saison sèche[121], qui dure de juillet à septembre/novembre, les températures s'échelonnent plutôt entre 26 et 40 °C[122]. Les averses subsistent mais durent en général moins longtemps[123] ;
- le centre et l'est du Brésil bénéficient d'un climat tropical de savane. Cette région est aussi vaste que le bassin amazonien, mais possède un climat très différent étant donné qu'elle se situe plus au sud et à une altitude plus élevée. Les températures subissent peu de variations au cours des saisons ; ainsi, les températures se situent entre 27 °C en septembre et 25,1 °C en juillet[124] ;
- dans la région du Pantanal, située entre le Mato Grosso et le Mato Grosso do Sul, la diversité géographique et son étendue font que le climat varie considérablement. Au Nord, à Cuiabá, où le climat est chaud et humide toute l'année, la ville est connue pour être une des plus chaudes du Brésil[125]. Dans le Mato Grosso do Sul, de brusques chutes de température peuvent survenir en hiver. De décembre à mai, l'ensemble du Pantanal connaît une forte saison des pluies[126]. Pendant cette période, les rivières débordent et inondent les grandes plaines du Pantanal avec, dans certains cas, jusqu'à près de 3 mètres d'eau[127]. Les animaux se réfugient alors dans les îlots de terre sèche (cordilheiras). Au mois de mars, les jaguars sortent et se regroupent pour chercher de nouveaux territoires non inondés ;
- dans le nord-est du Brésil, le climat varie de 22 à 30 °C sur l'année. Le climat est semi-aride, chaud et sec à tendance continentale ou océanique, avec de courtes saisons pluvieuses[128] ;
- plus on descend vers le sud, plus le climat se fait tempéré. Au sud du tropique du Capricorne, les quatre saisons sont plus marquées et, alors que la côte a un climat de type subtropical (avec des hivers doux et des étés chauds), l'extrême sud se distingue par des hivers froids avec des températures parfois inférieures à 0 °C. Au cœur de l'hiver, en juillet-août, les températures varient entre 13 et 18 °C dans les États du Rio Grande do Sul, de Santa Catarina, du Paraná et de São Paulo. Dans certaines villes, il peut même y avoir des chutes de neige, cependant celles-ci sont rares. À São Joaquim, considérée comme la ville la plus froide du Brésil, cinq à sept jours de neige sont courants chaque année, notamment aux mois de juillet et août. Le long du littoral, l'été est très chaud.

#### Faune et flore

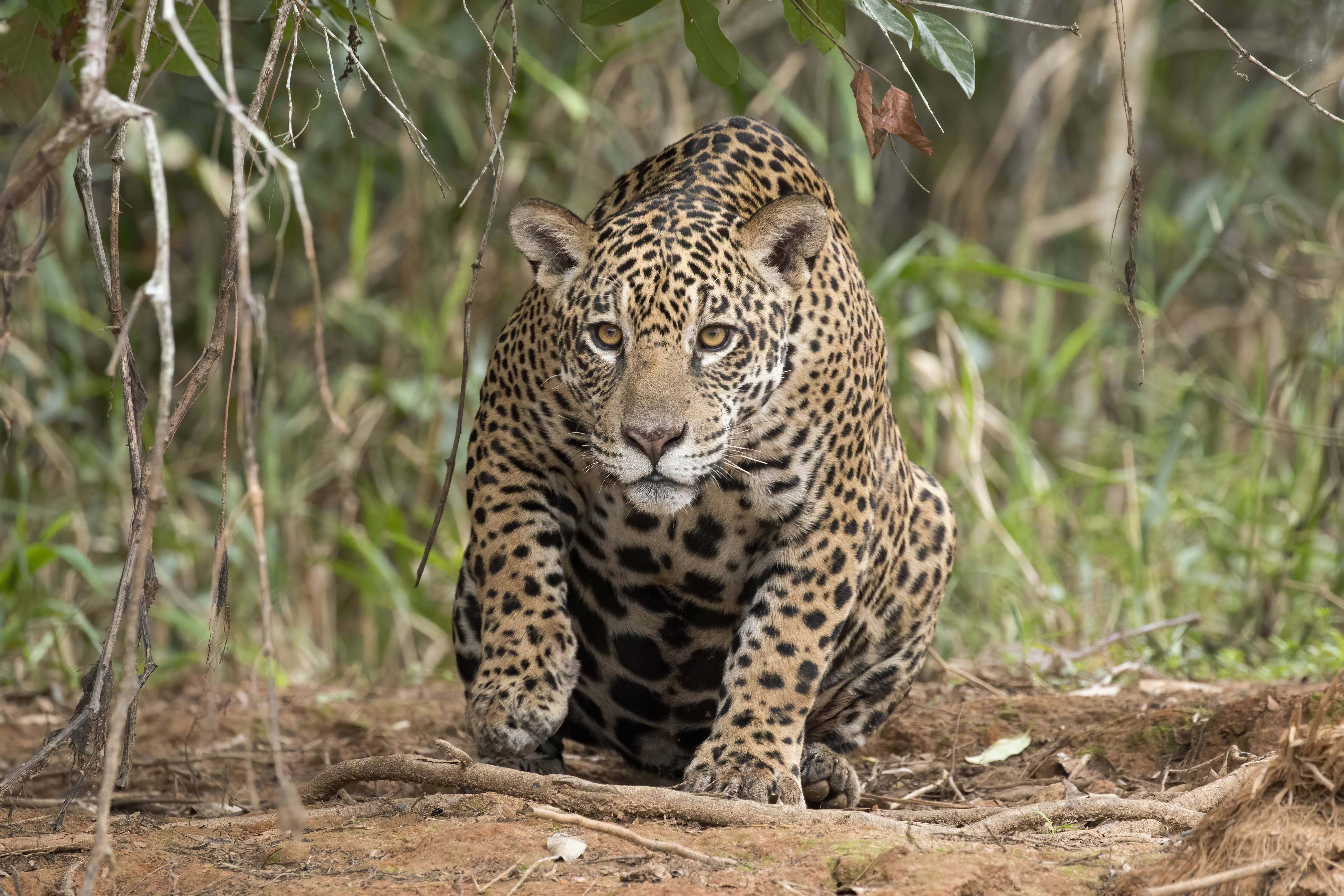
Jaguar (Forêt amazonienne).

Recouvert en partie par l'Amazonie, le plus grand bassin forestier de la planète, le Brésil fait partie des dix-sept pays les plus riches du monde par sa biodiversité. Le vaste territoire du Brésil comprend différents écosystèmes, tel que la forêt amazonienne, réputée pour être la plus grande forêt tropicale de la planète et celle qui renferme le plus grand réservoir de biodiversité. En plus de la forêt amazonienne, le Brésil possède également d'autres importants écosystèmes, comme la forêt atlantique, la savane du Cerrado et la forêt de la Caatinga. Deux de ces forêts s'étendent sur une superficie au moins égale, voire supérieure à celle de la France. Ainsi, la Caatinga, avec une superficie de près de 731 320 km2, est plus grande que la France (670 922 km2). Il en est de même pour la savane du Cerrado (approximativement 2 000 000 km2). Mais la forêt atlantique, à cause de l'importante déforestation qu'elle a dû subir, s'est grandement réduite, atteignant aujourd’hui[Quand ?] une superficie de 95 000 km2, contre près de 1 360 000 km2 avant l'arrivée de l'activité humaine (soit seulement un dixième de sa superficie encore intacte).

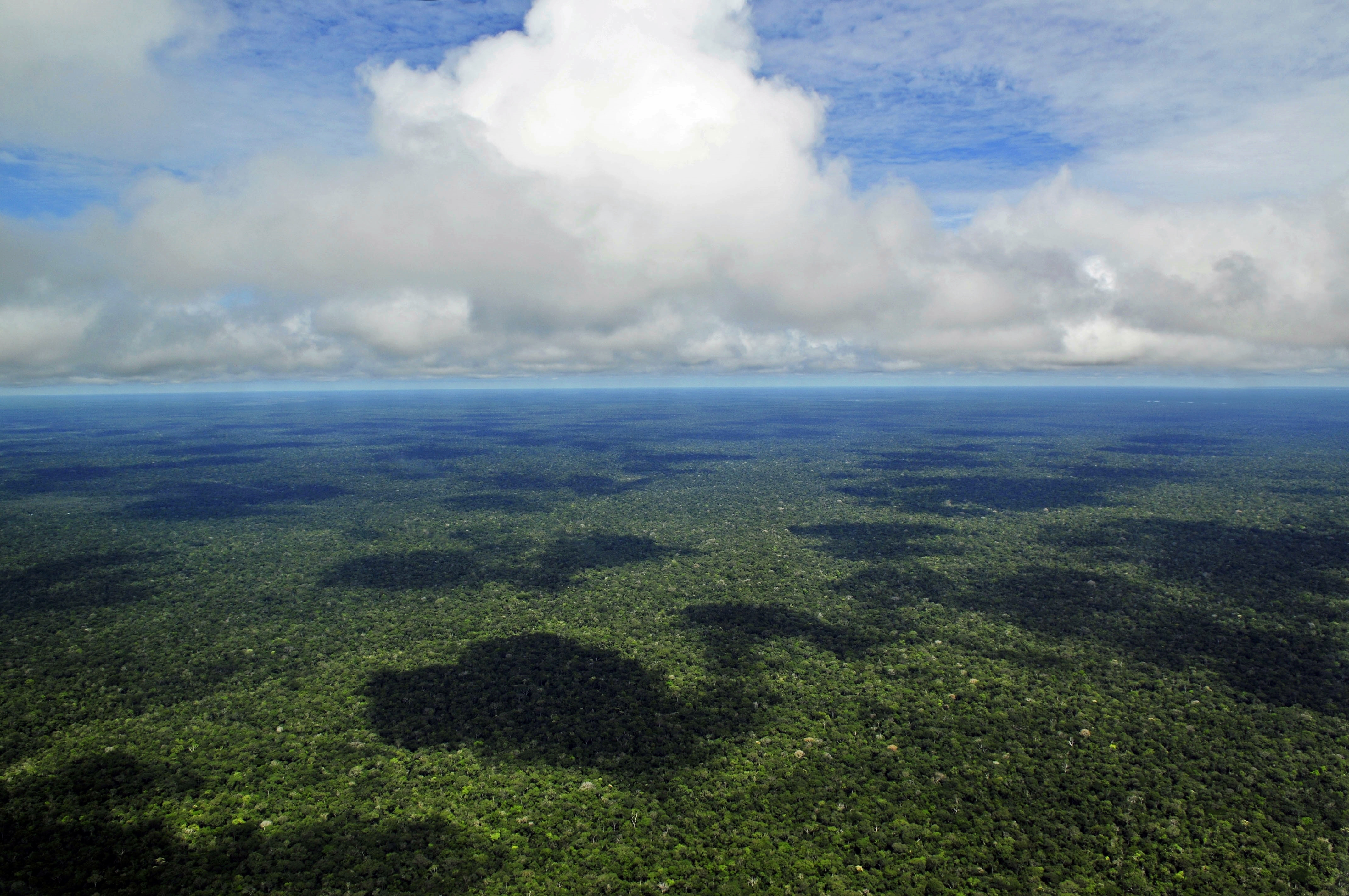
Vue aérienne de la Forêt amazonienne, la plus grande forêt tropicale du monde.

La riche faune du Brésil reflète la variété des habitats naturels : forêts tropicales de plaines, de montagnes et subtropicales, savanes, pampas, marais, côtes, etc. Les scientifiques estiment que le nombre total d'espèces végétales et animales au Brésil est d'environ quatre millions. Plus de six cents espèces de mammifères sont présentes au Brésil, dont plusieurs de la famille des félins, comme le jaguar, le puma et l'ocelot. Parmi les autres mammifères, on trouve des paresseux, des antas (Tapirus terrestris), des tatous, des dauphins marins, des renards, des capybaras (grands rongeurs aquatiques dont certains peuvent peser jusqu'à 66 kg), et environ trente espèces de singes. Le Brésil, avec ses 1 704 espèces connues, possède la plus grande variété d'oiseaux au monde, après la Colombie et le Pérou, dont deux cent trente endémiques, parmi lesquels nandous, hoccos, rapaces, perroquets, toucans, pics, coq-de-roche, cotingas, tyrans, etc. (voir liste)
Il y a au moins quarante espèces de tortues au Brésil, cent vingt espèces de lézards, deux cent trente espèces de serpents, cinq espèces d'alligators, trois cent trente espèces d'amphibiens et 1 500 espèces de poissons d'eau douce. Les naturalistes ont répertorié plus de 100 000 invertébrés, dont plus de 70 000 insectes. La forêt amazonienne renferme la plus grande concentration d'organismes biologiques,, et bien que personne n'en connaisse le nombre exact, les scientifiques estiment qu'elles constituent entre 15 et 30 % de l'ensemble des espèces connues dans le monde.
Un tiers des espèces d'insectes recensées au Brésil est en risque d’extinction

#### Déforestation et menace sur la biodiversité

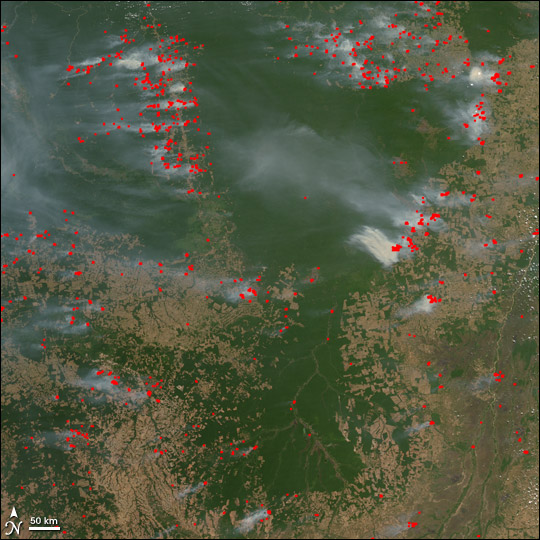
Photo satellite montrant de nombreux feux de forêt au Brésil. Entre 1999 et 2010, 85500 km2 de la surface de la forêt amazonienne ont été touchés par ces incendies.

Mais le patrimoine naturel du Brésil est gravement menacé par l'activité humaine : élevage et agriculture illégaux, déforestation, exploitation minière, anthropisation des milieux naturels, extraction de pétrole et de gaz, pêche excessive, braconnage, commerce illégal d'espèces protégées, construction d'infrastructures polluantes ou inadaptées à l'environnement, contamination de l'eau, feux de forêts, etc. Dans de nombreuses régions du pays, l'environnement naturel et certaines ethnies sont menacés par le développement urbain. La construction de nouvelles routes au cœur de la végétation, comme la BR-230 ou la BR-163, a ouvert des zones précédemment isolées (et donc partiellement protégées) à l'agriculture massive et au commerce excessif. De plus, les barrages ont inondé les vallées et les habitats sauvages, tandis que les mines construites ont pollué le paysage. Certaines tribus isolées sont menacées si leurs terres ne sont pas reconnues et protégées par les autorités brésiliennes.
Le Brésil contient une partie du plus grand biome de forêt tropicale humide au monde, l’Amazonie. Cette région abrite plus de 21 millions d’habitants et contient 1/5 des réserves d’eau douce du monde avec le fleuve Amazone. C'est aussi son importante biodiversité qui lui donne sa valeur. On y retrouve une multitude d'espèces de flore et de faune et nombreuses sont celles encore à découvrir.
Cependant, la forêt amazonienne connaît un taux de déforestation extrêmement rapide qui menace cet écosystème. Les principales causes en sont l’élevage bovin (80 % de la surface déboisée), la coupe de bois destiné à la construction, et l’agriculture dont la culture de café, de canne à sucre et de soja. Déjà 17 % de la forêt a été rasée à ces fins et la destruction continue à une vitesse alarmante. La déforestation cause la fragmentation ou la disparition complète d'habitats et beaucoup d'espèces y sont sensibles. De plus, la forêt tropicale entrepose une quantité importante de carbone. La destruction rapide de ces forêts contribue significativement aux changements climatiques, étant donné qu'une grande partie du dioxyde de carbone est évacuée lorsque la biomasse de ces forêts est brûlée pour la fertilisation des sols. En effet, ceci favorise l’agriculture ou la croissance d'herbacées pour les bovins, mais pour une courte durée ; ce type d’utilisation des terres entraîne inévitablement la désertification à terme, rendant la terre peu productive et inutilisable.

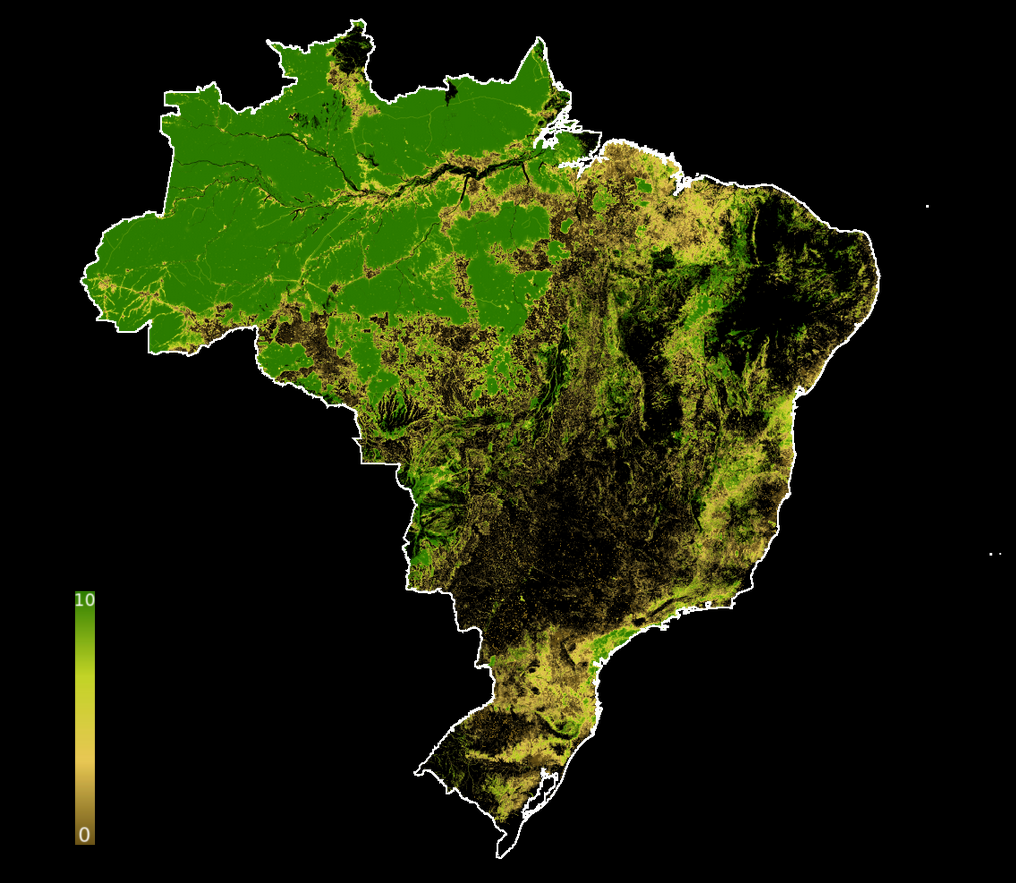
Le Brésil avait un score moyen de l'Indice d'intégrité du paysage forestier 2019 de 7.52, le classant 38e sur 172 pays.

Étant donné la sensibilité d’un grand nombre d’espèces à la déforestation, de grands corridors et des zones protégées doivent être aménagés pour permettre les déplacements de la faune, la dispersion des graines des végétaux et la diversité génétique des espèces de la forêt tropicale de l’Amazonie. En 2006, un moratoire visant à protéger l'Amazonie brésilienne exclu tous les fournisseurs déboisant des parcelles pour la culture du soja. Le code forestier brésilien de 2012 oblige toute propriété agricole amazonienne à conserver 80 % de sa végétation initiale, cette « réserve légale » descend toutefois à 20 % pour la région du Cerrado. La déforestation connaît une régression à partir de 2004 mais repart à la hausse après la destitution de la présidente Rousseff en 2016
Un « Bloc ruraliste » très influent, dédié à la défense des intérêts d’agrobusiness, rassemble des personnalités politiques issues de différents partis politiques et contrôle en 2017 40 % des sièges au Parlement. Il dispose également de plusieurs ministères dans le gouvernement de Michel Temer dont ceux de l'Agriculture et de la Justice. Son influence aurait notamment conduit le gouvernement à prendre des décisions très défavorables à l’environnement, selon l'Institut national de recherche en Amazonie : « Avec la récession, les forces politiques conservatrices s’alignent pour démanteler des protections environnementales et sociales vitales qui pourraient exposer le pays et une grande partie de l’Amazonie à de graves dangers ». Quatre millions d’hectares de forêt amazonienne perdent en août 2017 leur statut de réserve naturelle et sont proposés à des entreprises privées pour leur exploitation.
La déforestation s’accélère encore avec l'arrivée au pouvoir du président d'extrême droite Jair Bolsonaro, climatosceptique affirmé : en juillet 2019, six mois après sa prise de fonctions, la surface de forêt disparue a triplé par rapport à l'année précédente. Son gouvernement décide d’accélérer la mise en vente de nouveaux pesticides afin de répondre aux demandes de l'agrobusiness, alors que le pays en est déjà le premier consommateur au monde, avec 18 % de la consommation mondiale. Au cours de ses trois premiers mois d'exercice, il approuve la mise sur le marché de 121 nouveaux pesticides, chiffre qui s'élève à 239 en juillet. Depuis le mois d'août, l'Amazonie est en proie à de gigantesques incendies incontrôlables provoqués, selon les organisations caritatives, par l'augmentation significative de la déforestation et de la sécheresse. Le 20 août, l'INPE a signalé la détection de « 39 194 incendies dans la plus grande forêt tropicale du monde » depuis janvier, soit 77 % de plus que sur la même période l'an dernier. Malgré les innombrables menaces qui pèsent sur la forêt amazonienne et ses habitants, le président Luiz Inácio Lula da Silva fut élu en janvier 2023 et considère la protection de l'Amazonie et de ses peuples comme sa priorité. Il entreprend une série de mesures prometteuses comme le rejet de la loi "marco temporal" qui aurait entraîné l'expulsion de nombreuses populations indigènes et l'ouverture de l'Amazonie à davantage d'exploitation, de déforestation, notamment à travers l'agro-business ou encore l'exploitation minière, légale ou illégale. Le président a ainsi rendu de grandes terres aux peuples indigènes, en leur redonnant leurs droits et leurs territoires et continue à œuvrer en ce sens. De plus, Lula œuvre pour la baisse drastique de la déforestation, entre autres par le moyen de la protection et le respect des peuples indigènes.
Le jour du dépassement (date de l’année à partir de laquelle l’humanité est supposée avoir consommé l’ensemble des ressources que la planète est capable de régénérer en un an) du Brésil est le 31 juillet.

## Infrastructures

### Éducation

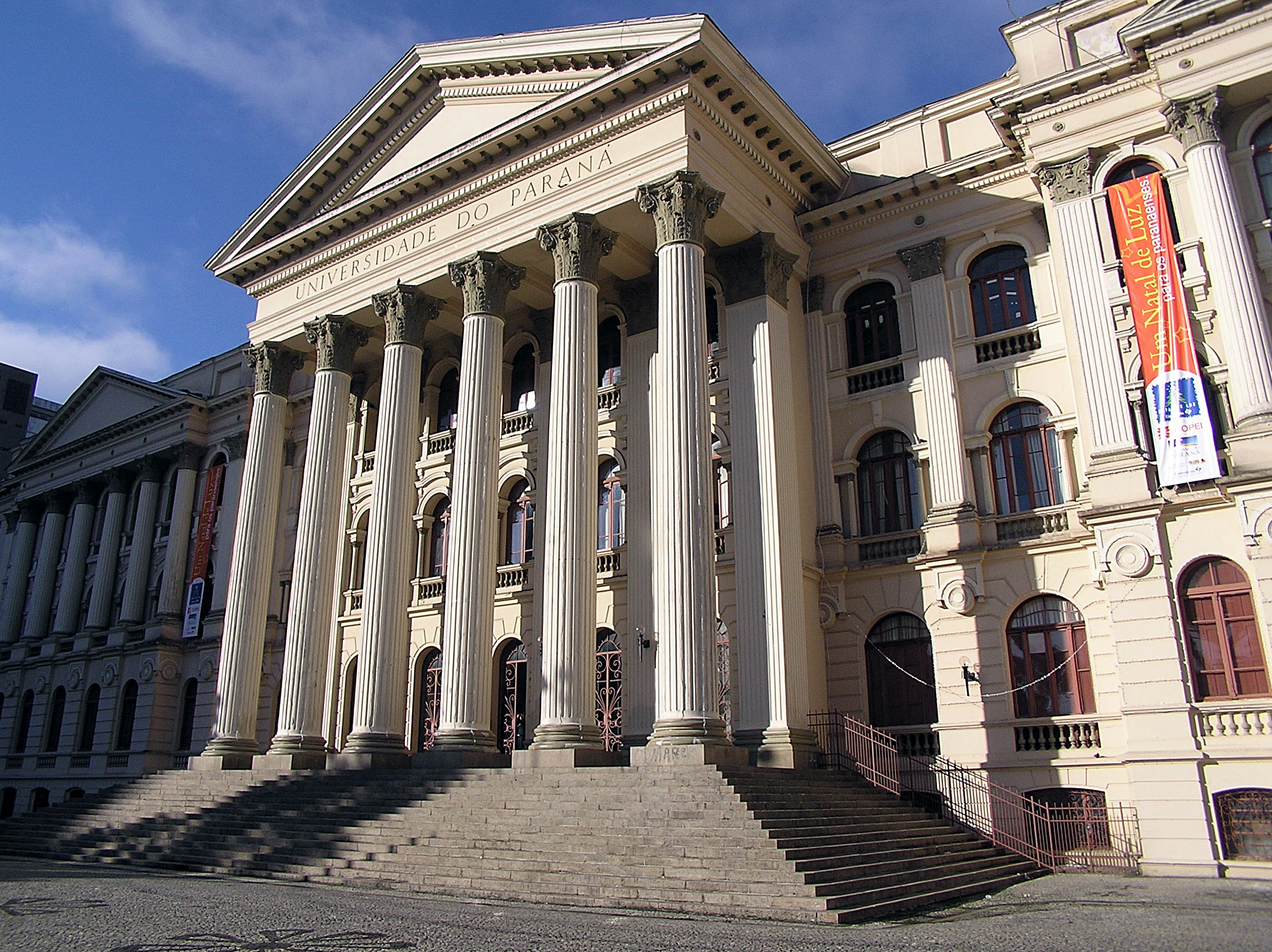
Université fédérale du Paraná.

Le système éducatif au Brésil est régi par la Loi des Directives et des Bases de l'Éducation Nationale (LDB). Elle stipule que le gouvernement fédéral, les États, les municipalités et le district fédéral du pays doivent gérer et organiser leurs systèmes éducatifs respectifs. La Constitution réserve 25 % du budget de l'État et 18 % des impôts fédéraux à l'éducation,,
Selon les données de la Pesquisa Nacional por Amostra de Domicílios (Enquête nationale par sondage auprès des ménages) conservées par l'IBGE (Institut brésilien de géographie et statistiques), l'analphabétisme touchait encore 8,3 % de la population en 2013 (soit 13 millions de personnes.) Cependant, ce taux est en baisse puisqu'en 1989, le Brésil comptait 25 % d'analphabètes. Aujourd’hui[Quand ?], 17,8 % des Brésiliens sont classés comme des analphabètes « fonctionnels » (moins de quatre ans de scolarisation) contre 27 % en 2012, d'après les données de l'Institut Monténégro Paulo, une branche de l'IBOPE (Instituto Brasileiro de Opinião Pública e Estatística). Ces taux varient grandement entre les différents États. Ainsi, le taux d'analphabétisme est bien plus élevé dans les États du nord que dans ceux du sud.
Dans le programme PISA (« Program for International Student Assessment » en anglais, et « Programme international pour le suivi des acquis des élèves » en français), le pays a été classé en 55e position en lecture, 58e en mathématiques et 59e en sciences parmi les 65 pays évalués par l'enquête,. Dans les dernières décennies, la situation éducationnelle brésilienne s'est améliorée significativement. En 2000, 97 % des enfants et adolescents de 7 à 16 ans bénéficient de l'accès universel à l'enseignement primaire et il y a eu une diminution du taux d’analphabétisme, de 20,1 % à 11,8 %. En 2011, la durée moyenne de la scolarité des personnes âgées de plus de 25 ans était de 7,4 années.
Actuellement, le Brésil se fixe comme objectif d'améliorer la qualité de l'éducation à l'échelle nationale. Les pressions exercées par toutes les parties sur le ministère de l'éducation et son ministre Fernando Haddad commencent (selon les dernière statistiques) à porter leurs fruits.

### Enseignement supérieur

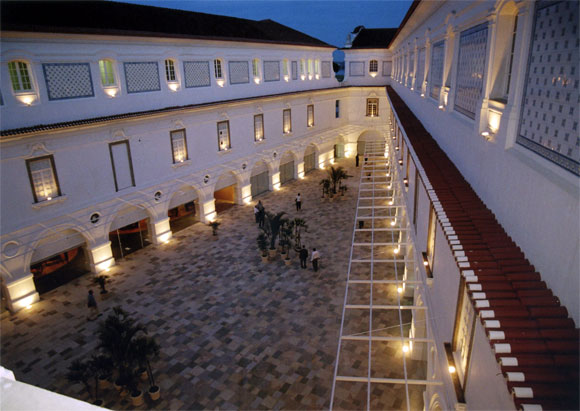
Vue de la Real Academia de Artilharia, Fortificação e Desenho (Académie royale d’artillerie, de fortification et de conception), la première institution de l'enseignement supérieur au Brésil, créé en 1792.

Dans l'enseignement supérieur, il y a actuellement environ 2 400 facultés et 200 universités au Brésil. Selon les données du ministère, ce nombre est en progression. La formation universitaire se divise en : graduação (licenciatura et bacharelado) et pós-graduação (master, doctorat, cours de spécialisation, de perfectionnement et dextensão universitária). Les cours de graduação sont ouverts aux étudiants ayant conclu l'enseignement secondaire (ensino médio) et ayant été admis au concours d'entrée à l'université (vestibular). Les cours de pós-graduação sont ouverts aux étudiants possédant une licence ou un baccalauréat (bacharelado). L'année universitaire comprend au moins deux cents jours de travail effectif en dehors de la période réservée aux examens. Les institutions publiques sont tenues d'offrir des cours de graduação le soir dans les mêmes conditions de qualité et d’exigences que ceux dispensés pendant la journée. L'enseignement supérieur relève de l'autorité du pouvoir fédéral.
L'enseignement supérieur offre des options de spécialisations dans les différentes carrières académiques. Selon l'école, les étudiants peuvent améliorer leur formation universitaire avec des cours de troisième cycle pour les élèves diplômés du baccalauréat (stricto sensu ou lato sensu),. Toute personne le désirant peut fréquenter un établissement d'enseignement supérieur, à condition d'avoir le niveau requis. L'étudiant doit également montrer qu'il ne souffre d'aucun handicap, qu'il soit mental, physique, visuel ou auditif. Pour pouvoir refuser l'entrée d'un étudiant, le handicap doit être lourd (suffisamment pour l'empêcher d'étudier en altérant ses capacités intellectuelles — mémorisation, compréhension, etc. — moteurs, chroniques, sensorielles ou auditives). L'étudiant voulant accéder à l'enseignement supérieur doit également avoir réalisé une bonne performance lors de l'examen de l’ENEM (Exame Nacional do Ensino Médio), un des plus importants de l'enseignement supérieur au Brésil. Ce test est effectué par le ministère de l'Éducation et permet à la fois de mesurer le niveau des étudiants tout en faisant office d'examen d'admission pour l'inscription aux universités. L'ENEM est le plus grand examen du pays et le deuxième plus grand du monde, juste derrière le Gaokao (Concours national d'entrée d'éducation supérieur) en Chine.
La première école d'ingénieurs créée au Brésil fut la Real Academia de Artilharia, Fortificação e Desenho (Académie royale d’artillerie, de fortification et de conception), en 1792. En 1810, elle a été transformée en Academia Real Militar (Académie militaire royale), suivie par la création de l'Escola Militar (1839), l'Escola Central (1858, devenue Escola Politécnica do Rio de Janeiro en 1874) puis par l'Escola de Minas de Ouro Preto (1876). Chacune de ces institutions avait sa propre organisation, les trois premières s'intéressant essentiellement aux techniques militaires et à la stratégie, les suivantes consacrant leurs cours aux sciences appliquées à l'aménagement du territoire, à l'administration de l'État et à l’industrie naissante. LEscola Politécnica do Rio de Janeiro a été l'école d'ingénieurs la plus prestigieuse du Brésil à cette époque. La Real Academia de Artilharia, Fortificação e Desenho est l'ancêtre de l'Université fédérale de Rio de Janeiro (1920). Finalement, la première université créée au Brésil fut l'Université fédérale du Paraná (1912).

### Santé

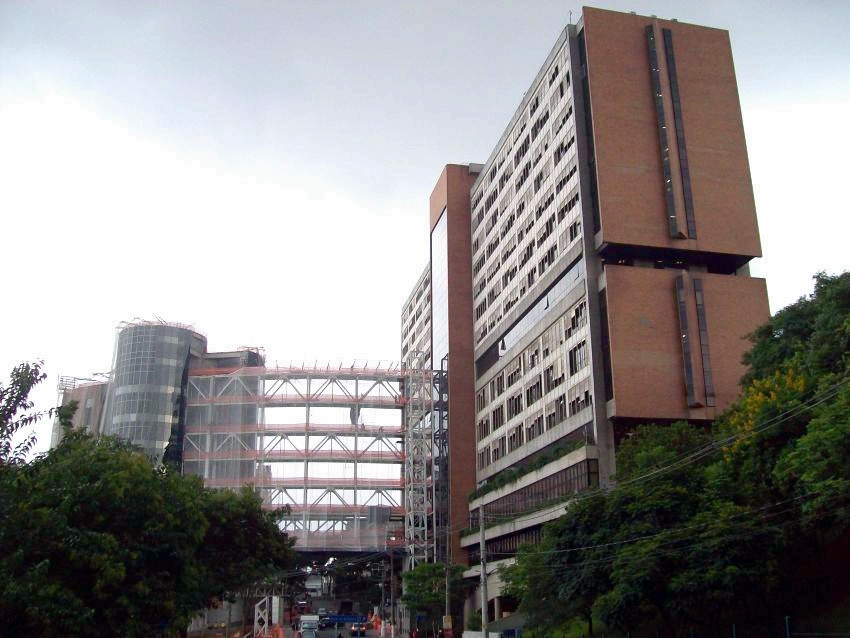
L’hôpital Albert Einstein, à São Paulo.

Le système brésilien de santé publique — le système de santé unifié (SUS) — est administré par tous les niveaux du gouvernement et il s'agit du plus grand système de ce type au monde. Les systèmes de santé privés, eux, jouent un rôle complémentaire au sein du système de santé brésilien. Les services de santé publique sont universels et accessibles gratuitement à tous les citoyens du pays. La construction et l'entretien des centres de santé et des hôpitaux sont financés par les impôts, et le budget alloué aux dépenses de la santé représente 9 % du PIB. En 2009, le Brésil possédait 1,72 médecins et 2,4 lits d'hôpital pour 1 000 habitants.
Malgré les nombreux progrès réalisés depuis la mise en place du système de santé universel en 1988, il y a encore plusieurs problèmes de santé publique au Brésil. En 2006, les principaux points à résoudre sont les taux élevés de mortalité infantile, de mortalité maternelle et de mortalité provoquée par des causes externes,(accidents de voitures, violence, suicide, etc.).
En 2000, le système de santé brésilien a été classé 125e parmi les 191 pays évalués par l'Organisation mondiale de la Santé (OMS).
La Hospital das Clínicas da Faculdade de Medicina da Universidade de São Paulo, le plus important centre médical du Brésil, a été fondé le 19 avril 1944. Occupant une superficie totale de 352 000 mètres carrés et un total de 2 200 lits (le tout réparti entre ses six instituts spécialisés), il s'agit du plus grand complexe hospitalier d'Amérique Latine.
Selon l'Enquête nationale sur la santé de 2013, quatre Brésiliens sur dix perdent toutes leurs dents après l'âge de 60 ans. Les Brésiliens les plus pauvres sont particulièrement exposés, et beaucoup commencent à perdre leurs dents dès l’adolescence. Bien que l'accès aux soins dentaires se soit nettement amélioré dans les années 2000, en raison notamment de la création du programme social « Brésil souriant » par le gouvernement de Luiz Inácio Lula da Silva, des millions de personnes pratiquent encore des méthodes jugées « moyenâgeuses » pour gérer la douleur.
En 2020, 34 millions de Brésiliens n’ont pas accès à l’eau potable et 49 % de la population ne dispose pas de collecte des eaux usées selon le Système national d’information sur l’assainissement. Le mauvais état du système de santé suscite des inquiétudes face à la pandémie de Covid-19 : « le président Michel Temer et ses alliés ont adopté un amendement constitutionnel qui a gelé les dépenses de santé publique pendant 20 ans. Ensuite, Jair Bolsonaro a chassé 8 000 médecins cubains du pays pour des raisons idéologiques, laissant les zones rurales et les bidonvilles du pays sans médecins. Bolsonaro a également réduit le budget de la santé de 250 millions de dollars. En conséquence, le Brésil est terriblement mal préparé pour faire face à cette crise », estime le rédacteur en chef du site web Brasil Wire.

### Science et technologie

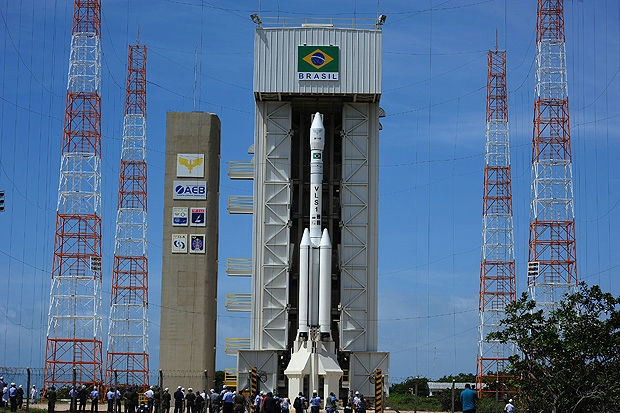
VLS-1 au centre de lancement d'Alcântara.

Le Brésil a donné au monde un grand nombre de personnalités scientifiques notables. Parmi les inventeurs les plus célèbres du Brésil, on peut citer notamment le prêtre Bartolomeu Lourenço de Gusmão, Roberto Landell de Moura, Francisco Azevedo, Alberto Santos-Dumont, Evaristo Engelberg, Manuel Dias, Andreas Pavel[réf. nécessaire], ou encore Nélio José Nicolai. La science brésilienne est représentée par des noms comme César Lattes (physicien nucléaire, fondateur du Centre brésilien des recherches physiques, connu pour ses recherches sur la particule Pion), Mário Schenberg (considéré comme le plus grand physicien du Brésil), José Leite Lopes (physicien titulaire du prix scientifique UNESCO), Artur Ávila (premier latino-américain lauréat de la médaille Fields, la plus prestigieuse récompense en mathématiques), et Fritz Müller (un biologiste germano-brésilien qui prouva en 1864 que la théorie de l'évolution de Charles Darwin était juste.)
Plusieurs chercheurs et scientifiques brésiliens se sont illustrés dans le domaine de la médecine, comme Ivo Pitanguy, Mayana Zatz, Adib Jatene, Adolpho Lutz, Emílio Ribas, Vital Brazil, Carlos Chagas, Oswaldo Cruz, Henrique da Rocha Lima, Mauricio Rocha Silva et Euryclides Zerbini.
La recherche scientifique brésilienne a commencé dans les premières décennies du XIXe siècle, lorsque la famille royale et la noblesse portugaise, dirigées par le prince régent Dom João de la maison Bragance (qui plus tard est devenu roi sous le nom de Dom João VI), sont arrivées à Rio de Janeiro pour échapper à l'invasion armée du Portugal par les troupes de Napoléon Bonaparte en 1807. Avant cette date, le Brésil était encore une colonie portugaise peu développée dans le domaine, contrairement aux anciennes colonies voisines de l'Empire espagnol, qui, elles, jouissaient déjà d'un nombre considérable d'universités scientifiques depuis le XVIe siècle.

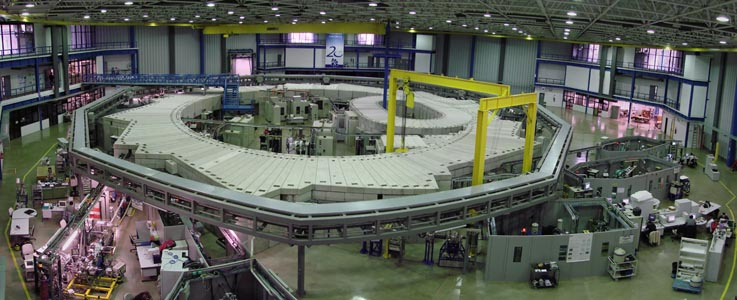
Laboratoire national de rayonnement synchrotron à Campinas, São Paulo, le seul doté d'un accélérateur de particules en Amérique latine.

Depuis le XXIe siècle, la situation s'est inversée puisque le Brésil a développé le programme spatial le plus avancé de toute l'Amérique latine. Alors qu'elle était, jusqu'à la décennie 2000, encore sous-équipée dans le domaine, l'Amérique latine est devenue un des nouveaux terrains de jeu commerciaux pour tous les constructeurs de satellites d'observation du monde entier. Bien que ce soit le Chili qui a été le précurseur dans le domaine (en lançant le programme SSOT, un programme de nouvelle génération beaucoup plus performant que ceux qui existaient auparavant dans la région), le Brésil et le Mexique, les deux géants du continent, n'ont pas tardé à suivre la dynamique. Le Brésil a ainsi déclaré vouloir faire l'acquisition de deux satellites optiques (programme Carponis) et un satellite radar (Lessonia).
Le programme spatial brésilien possède d'importantes capacités dans le lancement et la production de satellites. Le 14 octobre 1997, l'agence spatiale brésilienne a signé un accord avec la NASA pour la livraison d'une importante quantité de pièces depuis la Station spatiale internationale. Le 30 mars 2006, le colonel Marcos Pontes a été sélectionné pour être le premier astronaute brésilien : à bord du Soyouz, il est ainsi devenu le premier brésilien, le premier lusophone et le troisième latino-américain en orbite autour de notre planète.
Les centaines de tonnes d'uranium enrichi contenues dans la Nuclear Fuel Factory (FCN), située a Rio de Janeiro, répondent aux besoins énergétiques du gigantesque pays. En outre, le Brésil fait partie des trois seuls pays d'Amérique latine à posséder un ou plusieurs accélérateurs de particules, ainsi qu'un outil de recherche pour la physique, la chimie, la science des matériaux et la biologie. Selon une étude effectuée en 2010 par le Forum économique mondial, le Brésil compte également parmi les cent plus grands (61e place) développeurs mondiaux dans les technologies de l'information.

### Transport

Réseau routier au Brésil, les voies rapides sont mis en évidence en rouge.

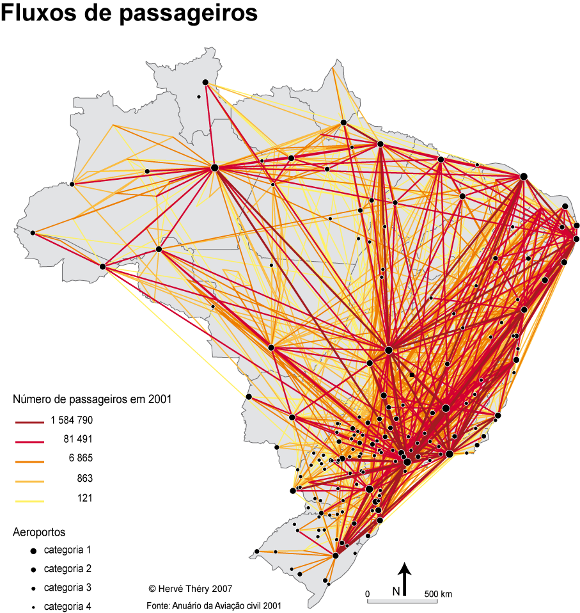
Trafic aérien au Brésil en 2001

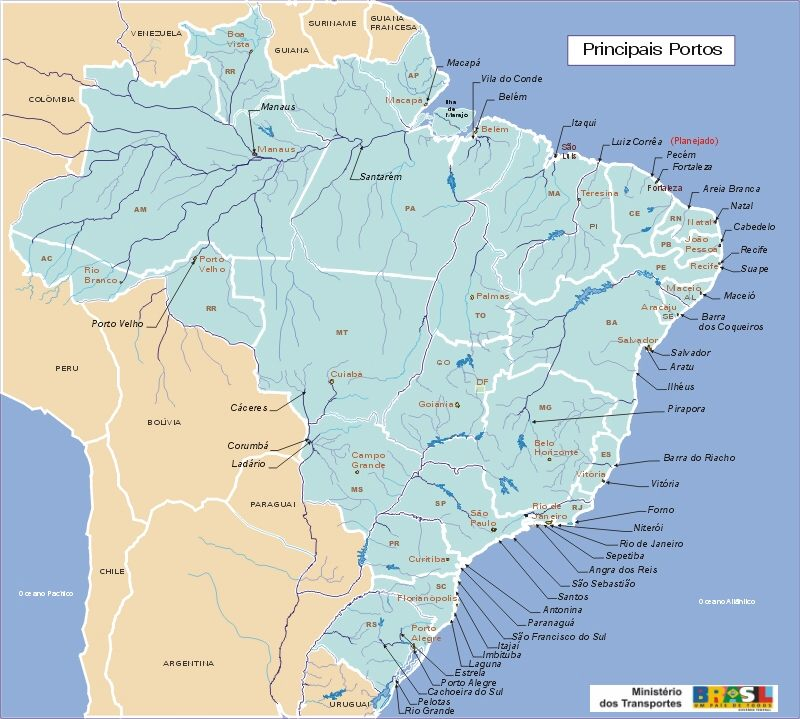
Principaux ports du Brésil

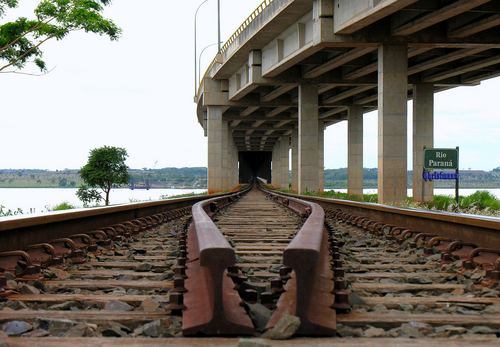
Chemin de fer Norte Brasil

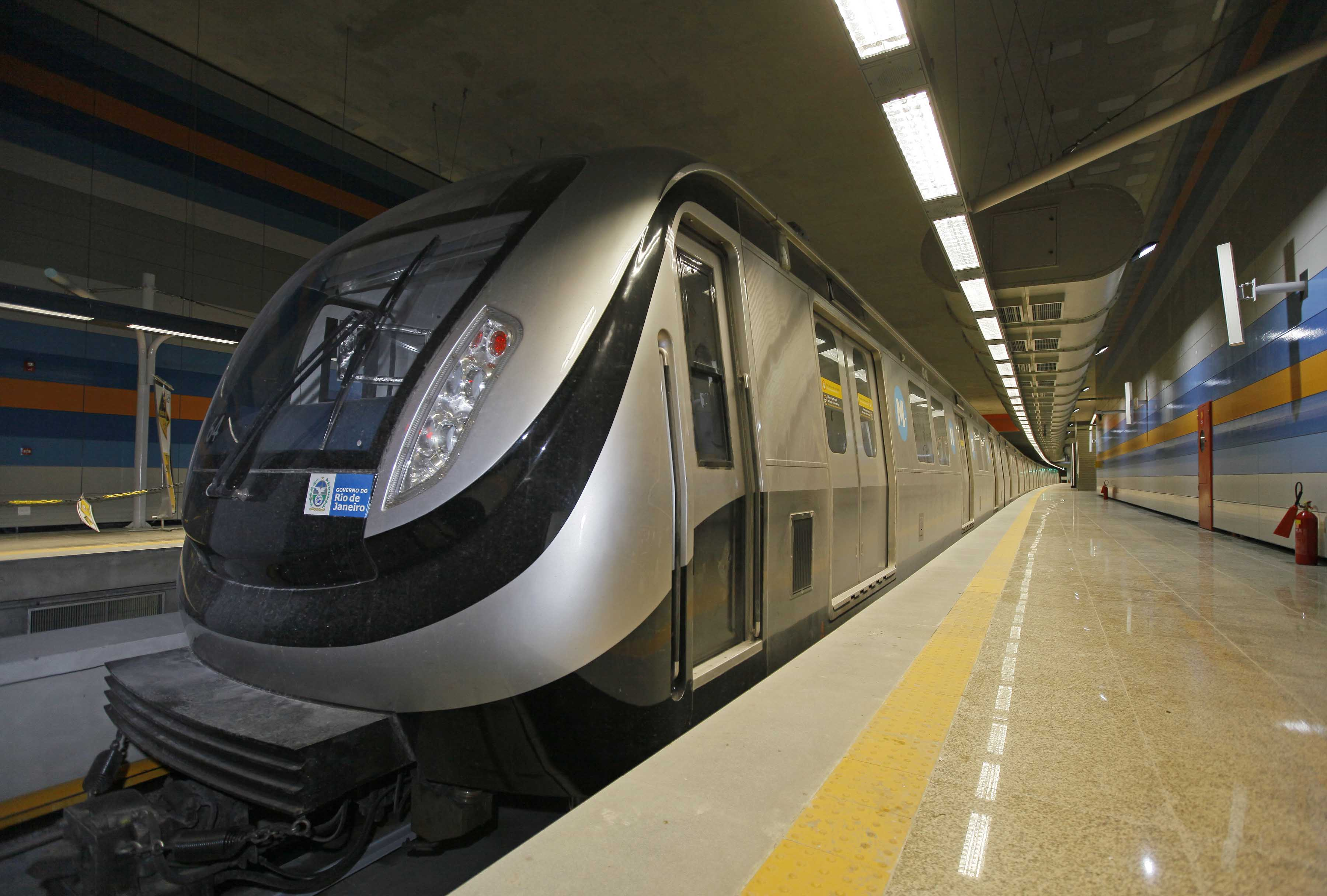
Métro de Rio de Janeiro

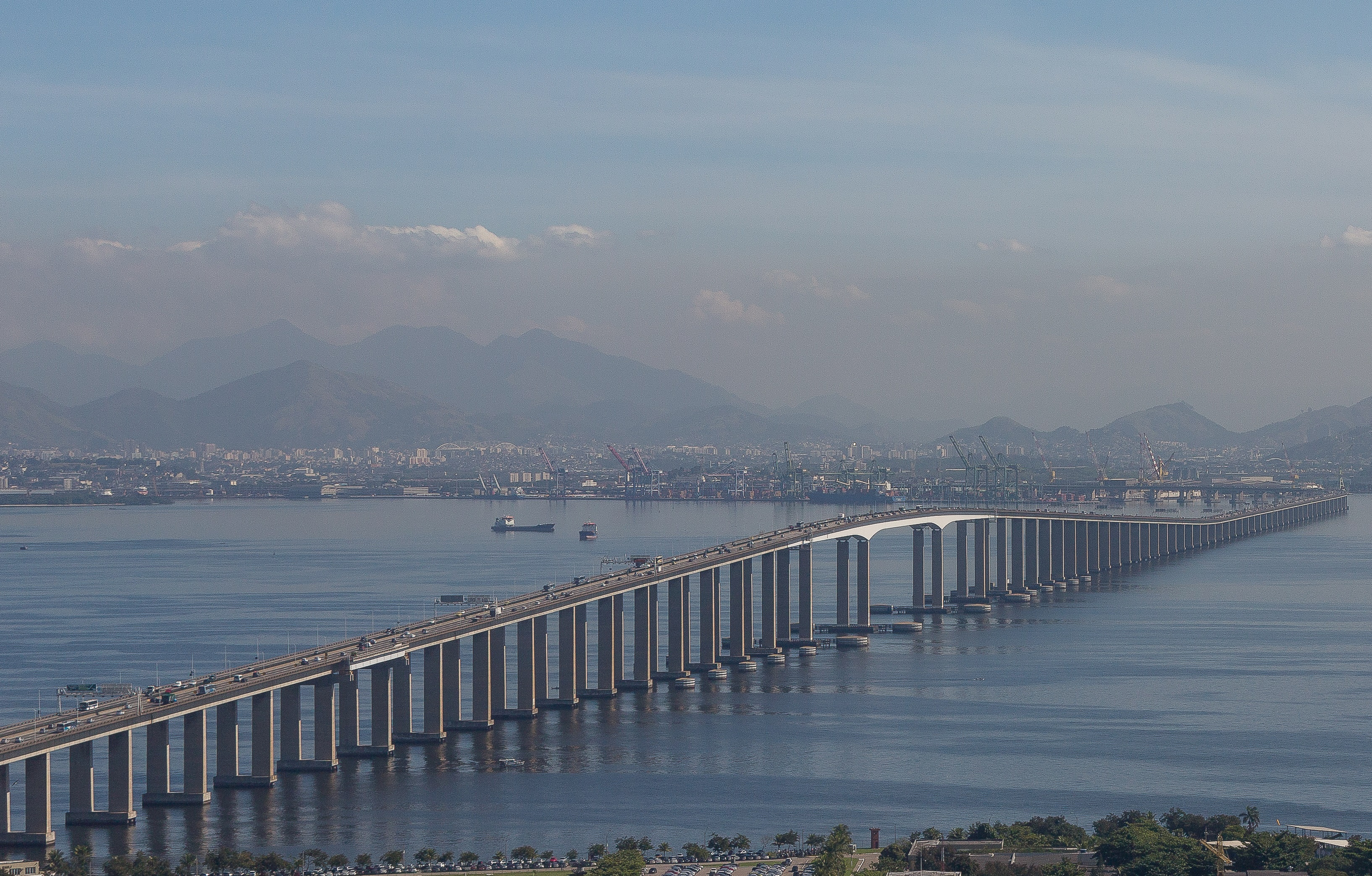
Pont Rio-Niterói

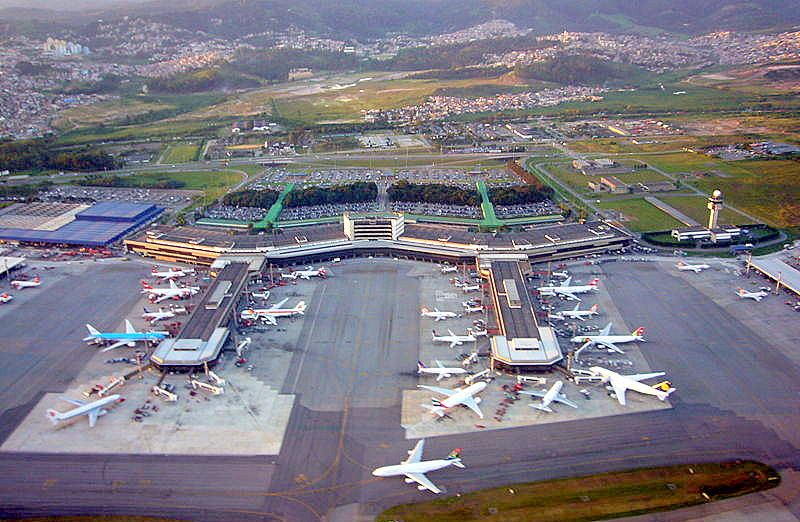
Aéroport international de São Paulo

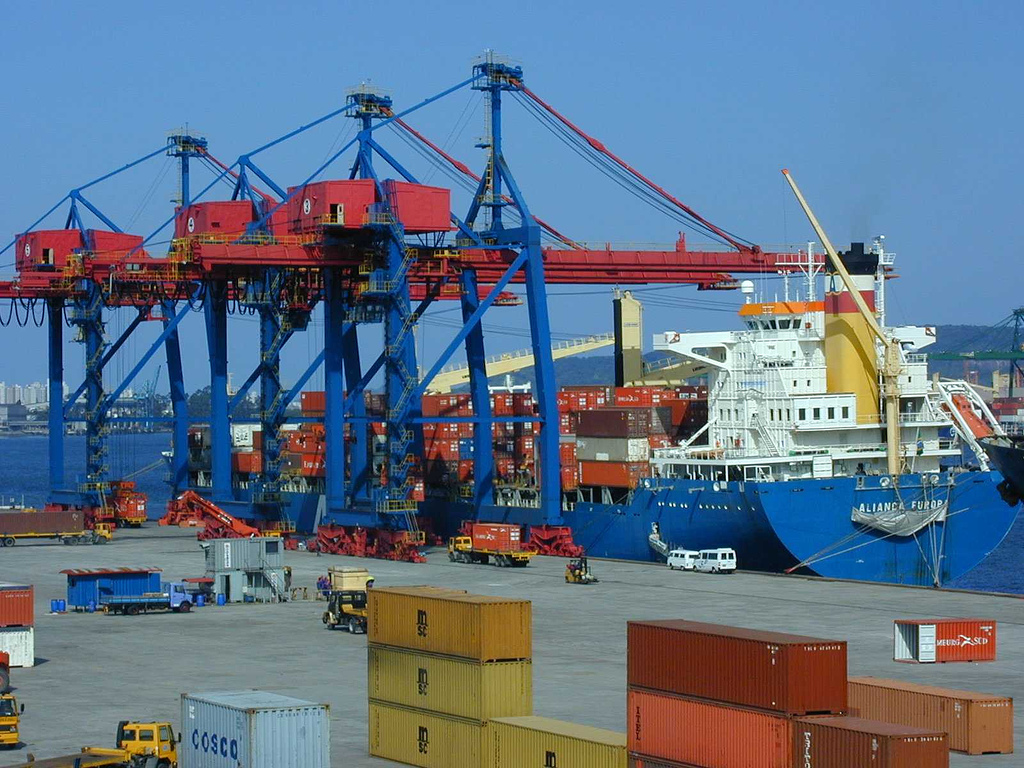
Port de Santos

Avec un réseau routier s'étendant sur 1,8 million de kilomètres, dont 215 000 km de routes revêtues, les routes sont les principales voies de transport de passagers et de cargaison. Le pays compte environ 14 000 km d'autoroutes, dont 5 000 km dans le seul État de São Paulo. Il est actuellement possible de voyager de Rio Grande, à l'extrême sud du pays, à Brasília (2 580 km) ou Casimiro de Abreu, dans l'État de Rio de Janeiro (2 045 km), uniquement sur des autoroutes divisées.
Les premiers investissements dans l'infrastructure routière ont eu lieu dans les années 1920, sous la présidence de Washington Luís, et se sont poursuivis sous Getúlio Vargas et Gaspar Dutra. Le président Juscelino Kubitschek (1956-1961), qui est à l'origine de la fondation de Brasília, la capitale, est responsable de l’installation de grands constructeurs automobiles dans le pays (Volkswagen, Ford et General Motors se sont implantés au Brésil au cours de son mandat). À partir des années 1990, le pays a reçu d'importants investissements étrangers sur son territoire pour permettre l'installation d'autres grands constructeurs, tels que Fiat, Iveco, Renault, Peugeot, Citroën, Honda, Mitsubishi, Mercedes-Benz, BMW, Hyundai, Toyota,  etc.. Le Brésil détient à présent la septième plus importante industrie automobile du monde en termes de production.
Il y a environ 4 000 aéroports et aérodromes de toutes tailles au Brésil : parmi ce chiffre, on compte 2 500 aéroports (comprenant 721 pistes d'atterrissage au total), ce qui fait du Brésil le deuxième pays au monde avec le plus d'aéroports, derrière les États-Unis,. L'aéroport international de São Paulo/Guarulhos, situé dans la région métropolitaine de São Paulo, est le plus grand, le plus important et le plus fréquenté du Brésil avec près de 20 millions de passagers annuels. L'importante fréquentation de l'aéroport São Paulo-Guarulhos s'explique par sa position géographique avantageuse, ainsi que par le fait qu'il s'agit du lieu ou transite la majorité du trafic commercial national. En effet, le São Paulo-Guarulhos permet de relier São Paulo à pratiquement toutes les grandes villes du monde. Outre le São Paulo-Guarulhos, le Brésil dispose de 34 aéroports internationaux et 2 464 aéroports régionaux.
Le pays possède également un vaste réseau ferroviaire de 28 857 km de voies ferrées, le dixième plus grand de la planète. Le gouvernement brésilien cherche à encourager ce mode de transport, d'où le projet de construction d'un nouveau train à grande vitesse, le TAV Rio-São Paulo (Trem de Alta Velocidade Rio-São Paulo en portugais, train à grande vitesse Rio-São Paulo en français), qui reliera les deux plus importantes métropoles du pays. Ce projet, une fois terminé, marquera l'entrée du Brésil dans le cercle restreint des pays ayant ce type de transport.
Le Brésil compte un grand nombre de ports ; parmi les 37 principaux, le plus important est celui de Santos. Le pays dispose également de 50 000 km de voies navigables.

### Médias et communication
- 293 quotidiens de presse écrite. Les plus vendus sont Folha de S.Paulo, O Globo, Jornal do Brasil et O Estado de S. Paulo ;
- 19 chaînes de télévision publiques, 218 chaînes privées ;
- 1 radio publique, 2 000 radios indépendantes.

La presse brésilienne a vu le jour en 1808 avec l'arrivée de la famille royale portugaise au Brésil. Le premier organe de presse est né à Rio de Janeiro le 13 mai 1808, avec la création de l'imprimerie royale sous la régence du prince Dom João,.
La Gazette de Rio de Janeiro, le premier journal publié sur le territoire national, est diffusé dans le pays à partir du 10 septembre 1808. La presse écrite s'est imposée comme un des plus importants moyens de communication au Brésil : elle a produit plusieurs journaux, dont certains figurent maintenant parmi les plus importants du monde, comme la Folha de S.Paulo, O Globo ou encore O Estado de S. Paulo. Les premiers médias radio-visuels sont apparus le 7 septembre 1922 lors de la diffusion d'un discours de Epitácio Pessoa, le président de l'époque. Cependant, l'installation de la radio n'a officiellement eu lieu que le 20 avril 1923 avec le lancement de la Rádio Sociedade do Rio de Janeiro. Dans les années 1930, la radio s'est développée et est également devenu un outil commercial d'envergure pour la promotion des artistes brésiliens. Mais le véritable « âge d'or » de la radio brésilienne a eu lieu dans les années 1940 : à cette époque, la radio avait une influence et un rayonnement sur la société semblable à celui qu'a la télévision.
Lorsque vient la création de la télévision, la radio passe par toute une série de transformations et se diversifie en programmant de nouvelles émissions basées sur la critique, l'analyse et le débat. Ainsi, avec les années, elle est de moins en moins axée sur l'information pure et s'ouvre à de nouvelles perspectives. L'avènement de la radio FM survient dans les années 1960, date où la diffusion de la musique prend une importance capitale au sein de l'audimat La télévision au Brésil commence officiellement le 18 septembre 1950 grâce à Assis Chateaubriand, lequel fonde la première chaîne de télévision du pays, la Tupi TV. Dès lors, la télévision n'a eu de cesse de gagner en importance dans le pays avec la création de grands réseaux tels que Rede Record, SBT, Bandeirantes et surtout Globo, véritable empire médiatique.
La télévision tient une grande place dans la société brésilienne moderne. La télévision numérique terrestre (TNT) a été lancée le 2 décembre 2007 à 20 h 39. Aujourd’hui[Quand ?], l'ensemble des capitales d'État du Brésil sont couvertes par la TNT, soit une population estimée à 44,9 millions d'habitants.

#### «Empire Globo»
Le réseau Globo est de loin le premier du pays. C'est l'un des groupes médiatiques les plus puissants au monde, représentant 80 % de ce qui est lu, vu ou écouté au Brésil. L'influence autant que les profits du groupe sont immenses : pour l'année 2009, les profits déclarés s'élevaient à 8,386 milliards de réaux (3,567 milliards d'euros). À titre de comparaison, au 30 septembre 2009, le chiffre d'affaires consolidé du groupe TF1, le plus important en France, était de 1,628 milliards d'euros.
Géré par la famille Marinho, le réseau Globo (la Rede Globo en portugais) est également un géant de production. Ses studios – le Projac – installés à Rio de Janeiro, dans le quartier de Jacarepaguá, s'étendent sur près de 1,65 million de mètres carrés et produisent 85 % des films et l’ensemble des telenovelas ; les feuilletons tant prisés par les Brésiliens.
Détenant cinq stations de télévision à Rio de Janeiro, São Paulo, Belo Horizonte, Brasília et Olinda, et plus de cent stations affiliées, le réseau couvre l'ensemble des États du Brésil. Globo est le deuxième plus important réseau de télévision commerciale du monde, derrière la chaîne américaine ABC Television Network. Il s'agit également du plus gros producteur mondial de telenovelas.
Globo est l'une des plus grandes entreprises médiatiques de la planète, produisant environ 2 400 heures de divertissement et 3 000 heures de journalisme par an au Brésil. Grâce à son vaste réseau, le diffuseur couvre 98,6 % du territoire brésilien, atteignant 99,5 % de la population. Les opérations internationales de Globo comprennent également une division de production et de distribution internationale qui distribue les sports brésiliens et du contenu de divertissement à plus de 190 pays à travers le monde. Globo est également présent sur internet depuis peu : le domaine Globo.com a attiré près de 1,8 million de visiteurs par an depuis 2008, d'après une étude de la Compete.com, et se classe 105e site le plus consulté dans le monde selon Alexa.

## Forces armées brésiliennes

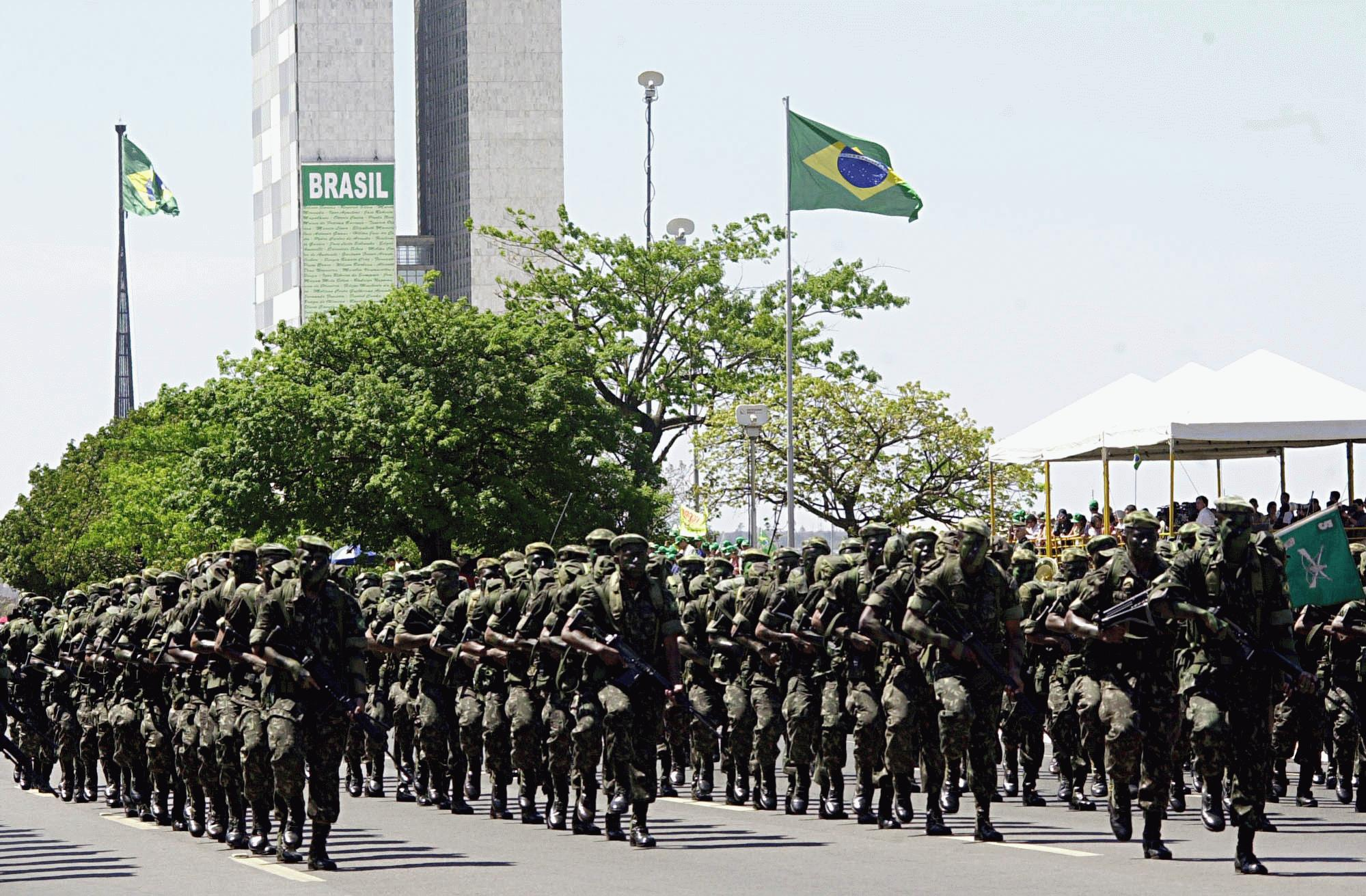
Parade de l'armée brésilienne

L'Armée brésilienne fait partie des dix armées les plus puissantes au monde (9e rang en 2021),. et est la première force militaire en Amérique Latine. En Amérique (nord et sud confondus), il s'agit de la seconde armée du continent (derrière les États-Unis). Les forces armées brésiliennes se composent de l'Armée de terre (Exército), la marine brésilienne (Marinha) dont l'infanterie et l'aviation ainsi que la force aérienne brésilienne (Força Aérea Brasileira, FAB).
Les forces armées se composent de 375 190 soldats actifs. L'armée de terre brésilienne forte de 235 000 hommes et femmes peut mettre en œuvre 470 chars d'assaut, 1 472 véhicules blindés, 726 véhicules blindés lourds, 604 véhicules blindés légers, 913 véhicules et blindés à roues, 6 676 véhicules non blindés et environ 482 pièces d'artillerie,. En termes d'effectif, l'armée brésilienne, avec un total de 327 100 soldats actifs et une réserve de plus de 1 340 000 soldats, se classe à la 15e place des armées les plus vastes du monde. En prenant en compte le nombre de militaires permanents, elle se situe juste après la France mais devant des pays comme la Syrie, l'Italie, l'Allemagne ou encore le Japon. À titre de comparaison, la France, elle, possède un total de 352 771 soldats actifs pour 70 300 réservistes. À l'inverse, la Chine, première armée du monde par le nombre de soldats, dispose de 2 285 000 soldats actifs ainsi que 510 000 réservistes.
En revanche, en regroupant l'ensemble des soldats, que ce soit les permanents, les réservistes ou ceux des autres corps militaires, les forces armées du Brésil totalisent plus de 2 060 000 soldats, ce qui les placent loin devant n'importe quelle nation européenne. Ainsi, au nombre total de militaires engagés, l'armée du pays sud-américain fait partie des dix plus grandes de la planète avec la Chine, la Corée du Nord, la Corée du Sud, le Pakistan, l'Iran, le Viêt Nam, la Russie et les États-Unis.
Avec 27,12 milliards de dollars dépensés en 2010, le Brésil se classe à la 11e place de la liste des pays par dépenses militaires. Le géant d'Amérique latine est devancé par la France (qui occupe la 3e place), le Royaume-Uni (4e place) et la Russie (5e place). A contrario, il est devant l'Espagne (14e), Israël (16e), l'Iran (24e) et la Corée du Nord (33e). Que ce soit en termes d'effectif ou de dépenses militaires, le Brésil demeure la première puissance militaire sur le continent latino-américain, devant la Colombie (21e armée en nombre de soldats) et le Mexique (22e).
La course aux armements qui a lieu depuis quelques années dans la région (les investissements militaires de l'Amérique du Sud ont augmenté de 50 % en une décennie) a quelque peu changé la donne ; la Colombie a conclu un accord avec les États-Unis qui autorise l'armée américaine à utiliser sept bases colombiennes, le Venezuela a acheté à la Russie un nombre important de nouveaux engins de combat (dont 24 chasseurs Su-30MK2V, des systèmes antiaériens SA-15 Tor-M1, 31 hélicoptères Mi-17 et 100 000 Kalachnikov AK-103), et le ministère de la Défense de l'Argentine a annoncé une augmentation du budget de la défense à 9,2 milliards en 2016. Le Chili, lui, dispose des puissants avions de modèle F-16, l'avion de chasse le plus utilisé dans le monde en 2013. Toutefois, cela n'a pas remis en question la suprématie militaire du Brésil, étant donné que le pays a lui aussi engagé un programme de réarmement et de modernisation de son armée en 2008.
Dès l'âge de 18 ans, il existe, pour les hommes, une obligation d'effectuer le service militaire de base qui dure de 9 à 12 mois. Le budget de la Défense en 2005 s'élevait à 9,94 milliards de dollars américains soit environ 1,3 % du produit intérieur brut, une valeur plutôt inférieure à la moyenne mondiale (celui de l'Allemagne est d'environ 1,6 %).

### Réarmement et renforcement des armées

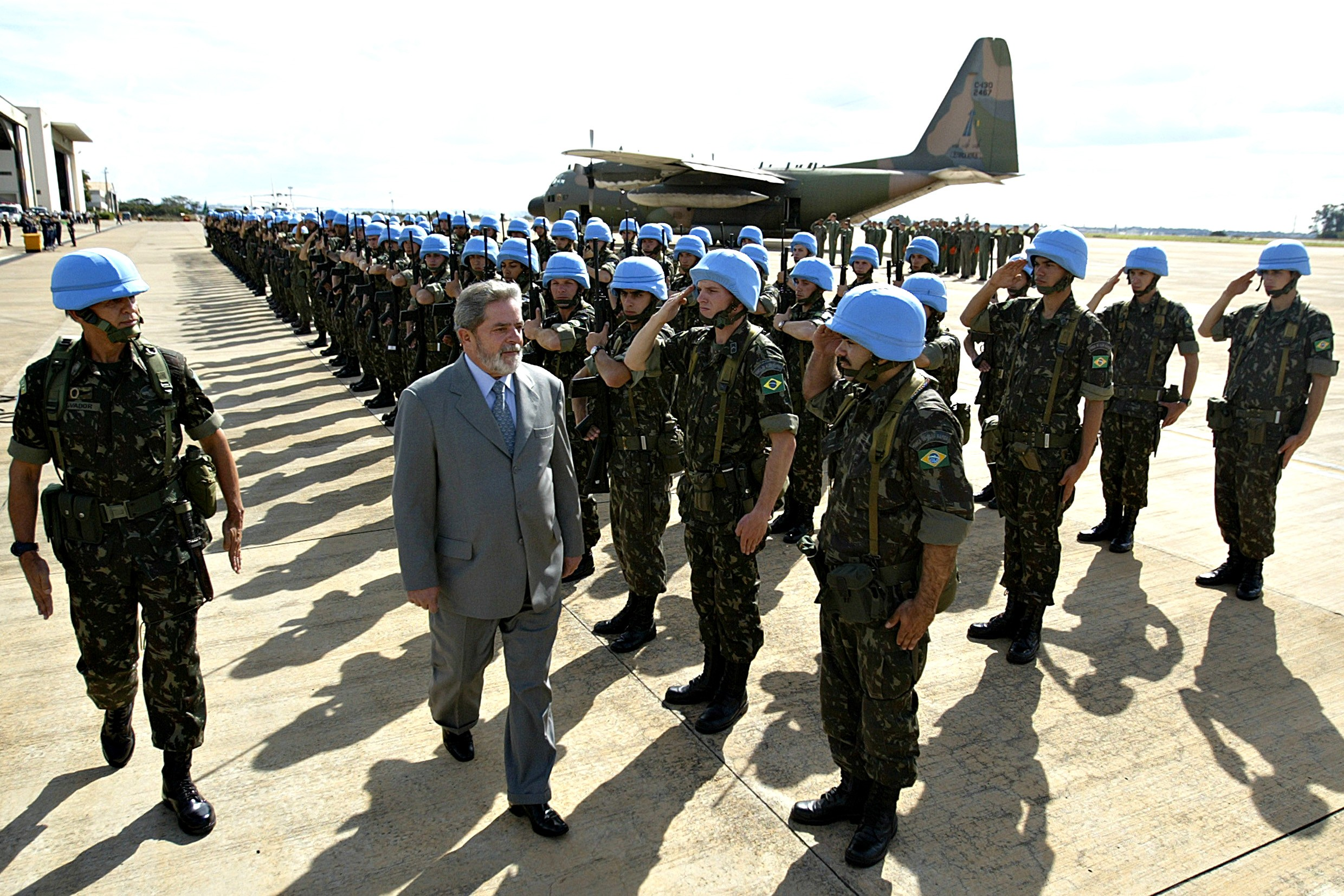
Un détachement des forces armées brésiliennes.

Depuis quelques années, au vu de l'importance grandissante de son rôle sur la scène internationale (le Brésil est devenu en 2011 la 6e puissance économique mondiale devant le Royaume-Uni), le pays s'est lancé dans une nouvelle stratégie nationale de défense avec pour objectif de devenir une puissance militaire à la hauteur de son rôle mondial. C'est dans ce contexte que le Brésil a signé en 2009 un important partenariat militaire de plus de 8 milliards d'euros avec la France.
La Marine brésilienne s'est ainsi lancée dans la construction d'un sous-marin d'attaque à propulsion nucléaire (l'un des premiers du genre en Amérique latine) et de quatre autres sous-marins de nouvelle génération à propulsion classique (diesel) de type Scorpène. Le Brésil s'est également doté d'un autre Scorpène à propulsion conventionnelle fabriqué par le groupe DCNS-Thales. La technologie de ce dernier permettra au géant sud-américain de construire le prototype d'un sous-marin nucléaire.
Dans le cadre de l'alliance militaire entre les deux pays, la France aidera le Brésil à fabriquer 51 Super Cougar à Itajuba, dans l'État de Minas Gerais, où le constructeur brésilien Helibras est installé depuis trente ans. Ces appareils sont destinés à équiper les armées de terre, de l'air et de la marine. Le pays sud-américain a aussi acheté 50 hélicoptères de transport EC-725 français qui seront assemblés au Brésil et 24 hélicoptères de combat Mi-35M russes. Toutefois, la France n'est pas le seul pays à avoir signé un contrat militaire avec le Brésil puisqu'en juin, ce dernier a signé avec l'Italie un accord portant sur vingt ans pour fabriquer sur le sol brésilien plus de 2 000 transports de troupes blindés. En plus de cela, les forces aériennes disposent de plus de 700 avions dont des Mirage 2000, les fameux Embraer EMB 312 et Embraer EMB 314, les Lockheed C-130 Hercules et les AMX International AMX. Le transport du président du Brésil est aussi assuré par les forces aériennes. En 2001, le ministère de la défense de la République française a vendu son porte-avion Foch aux Brésiliens. Il a été rebaptisé São Paulo lors de la transaction.
Néanmoins, à cause d'une partie de la flotte aérienne jugée obsolète, le Brésil s'est vu dans l'obligation de renouveler d'ici à 2023 ses équipements dans ce domaine. Ce processus de modernisation est symbolisé par la volonté du Brésil d'acheter 36 avions de chasse de dernière génération pour venir compléter les 130 que le pays possède déjà. Là encore, la France fait partie des partenaires stratégiques du gouvernement brésilien : en effet, le 1er octobre 2008, l'armée de l'air, qui était alors en négociation avec plusieurs pays pour l'acquisition de nouveaux engins aériens, a annoncé que son choix se portait sur trois avions de toute dernière génération : le F-18 Super Hornet de Boeing, le Gripen de Saab ou le Rafale français de Dassault. Le contrat pour 36 appareils JAS 39E est signé le 27 octobre 2014 pour un montant de 39,3 milliards de couronnes suédoises (environ 4,5 milliards de dollars)
De son côté, l'avionneur brésilien Embraer a développé l'avion de transport Embraer KC-390, destiné à remplacer l'Hercule C-130 américain. Le troisième constructeur aéronautique mondial prévoit de vendre 700 appareils de ce type, dont une centaine en Amérique du Sud et au Brésil.

### Armée de terre

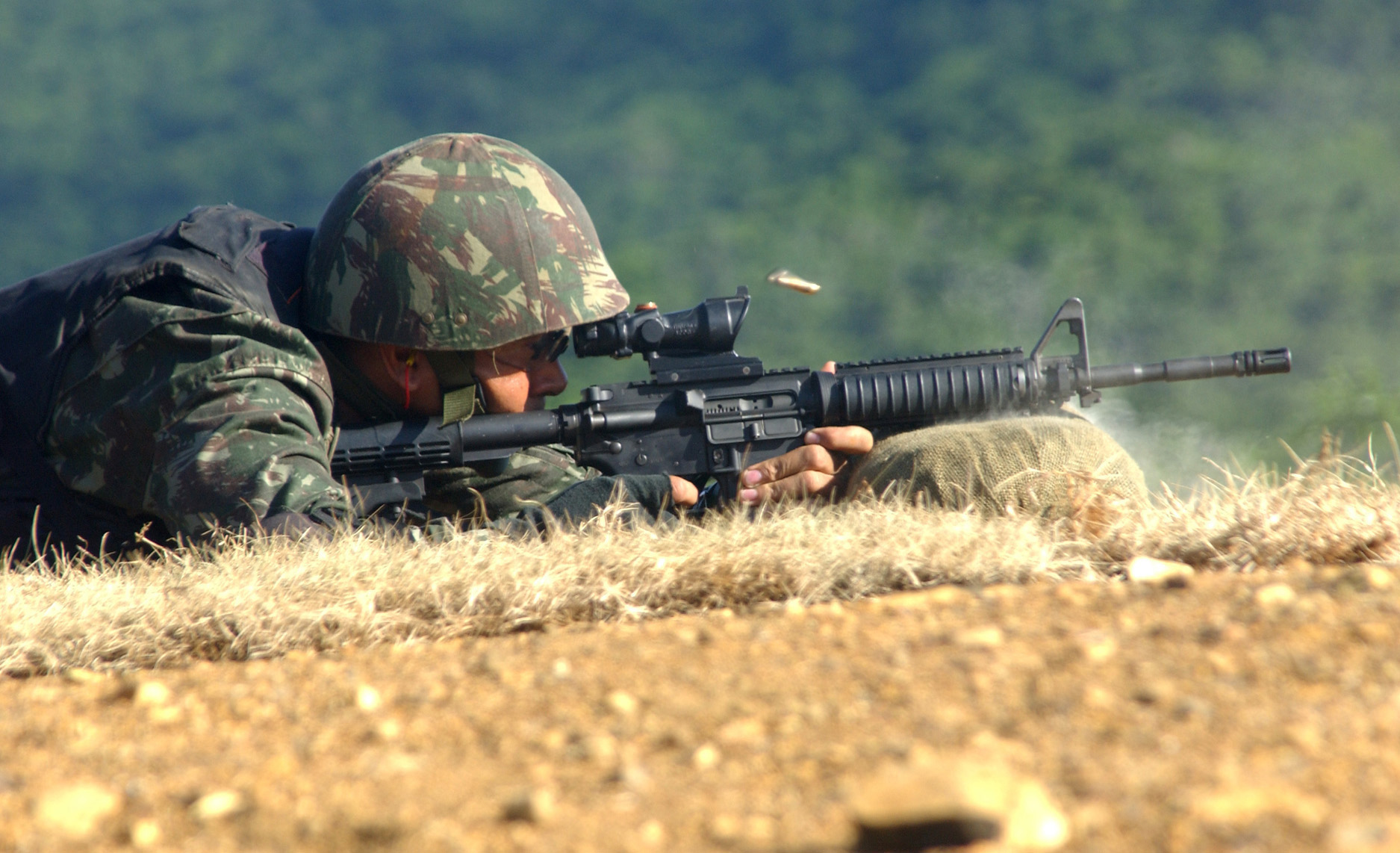
Soldat brésilien pendant un exercice d'entraînement.

En 2008, l'Armée de terre dispose d'un effectif de 190 000 militaires, d'un budget de 2,4 milliards de réaux brésiliens, d'un total de 1 472 véhicules blindés, 6 676 véhicules non blindés et de 482 pièces d'artillerie.

### Force aérienne

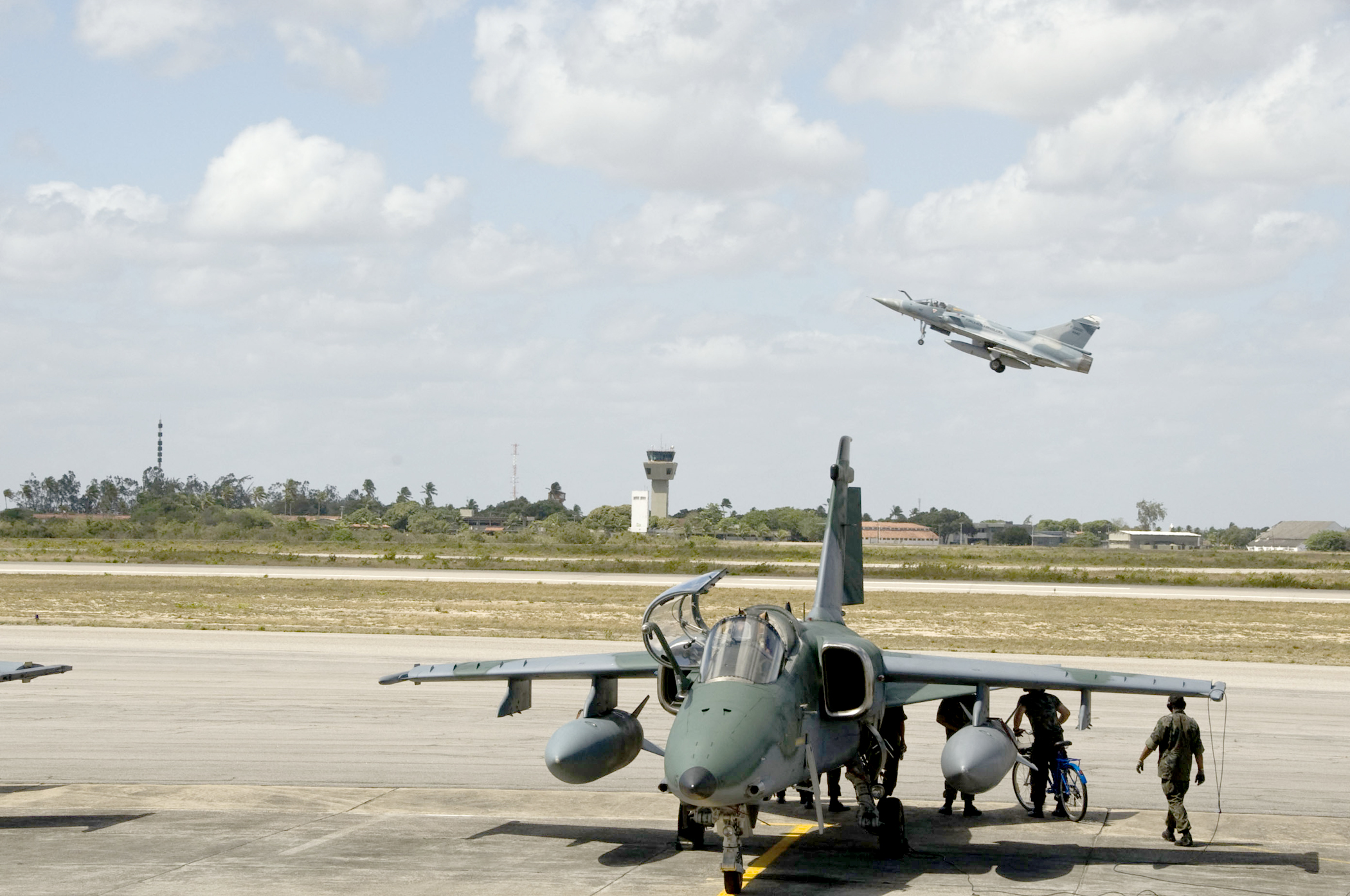
AMX et Dassault Mirage 2000

Avec 50 000 militaires et plus de 700 aéronefs dont une centaine d'avions de combat, la Força Aéra Brasileira (Force aérienne brésilienne) est la plus importante force aérienne d'Amérique latine. Dans un processus de modernisation et de renforcement de ses forces aériennes, le Brésil a décidé de lancer un plan de renouvellement de l'armée d'ici 2023. 36 avions de chasse JAS 39 Gripen E devraient donc venir compléter à partir de 2021 les 130 avions de combat déjà en service. Conformément à cette nouvelle stratégie de défense adoptée par le gouvernement, et pour remplacer ses engins obsolètes ou défectueux, le pays sud-américain a déjà acheté près de 50 hélicoptères de transport français et des hélicoptères de combat de type Mi-35M russes. Les forces aériennes brésiliennes possèdent aussi plus de 700 avions dont des Mirage 2000 en service entre 2006 et 2013, les fameux Embraer EMB 312 et Embraer EMB 314, les Lockheed C-130 Hercules et les AMX International. Le contrôle aérien civil est sous la responsabilité des forces aéronautiques, ainsi que l'Infraero (organisme qui gère les aéroports), et le Centre de lancement d'Alcântara.

### Marine nationale

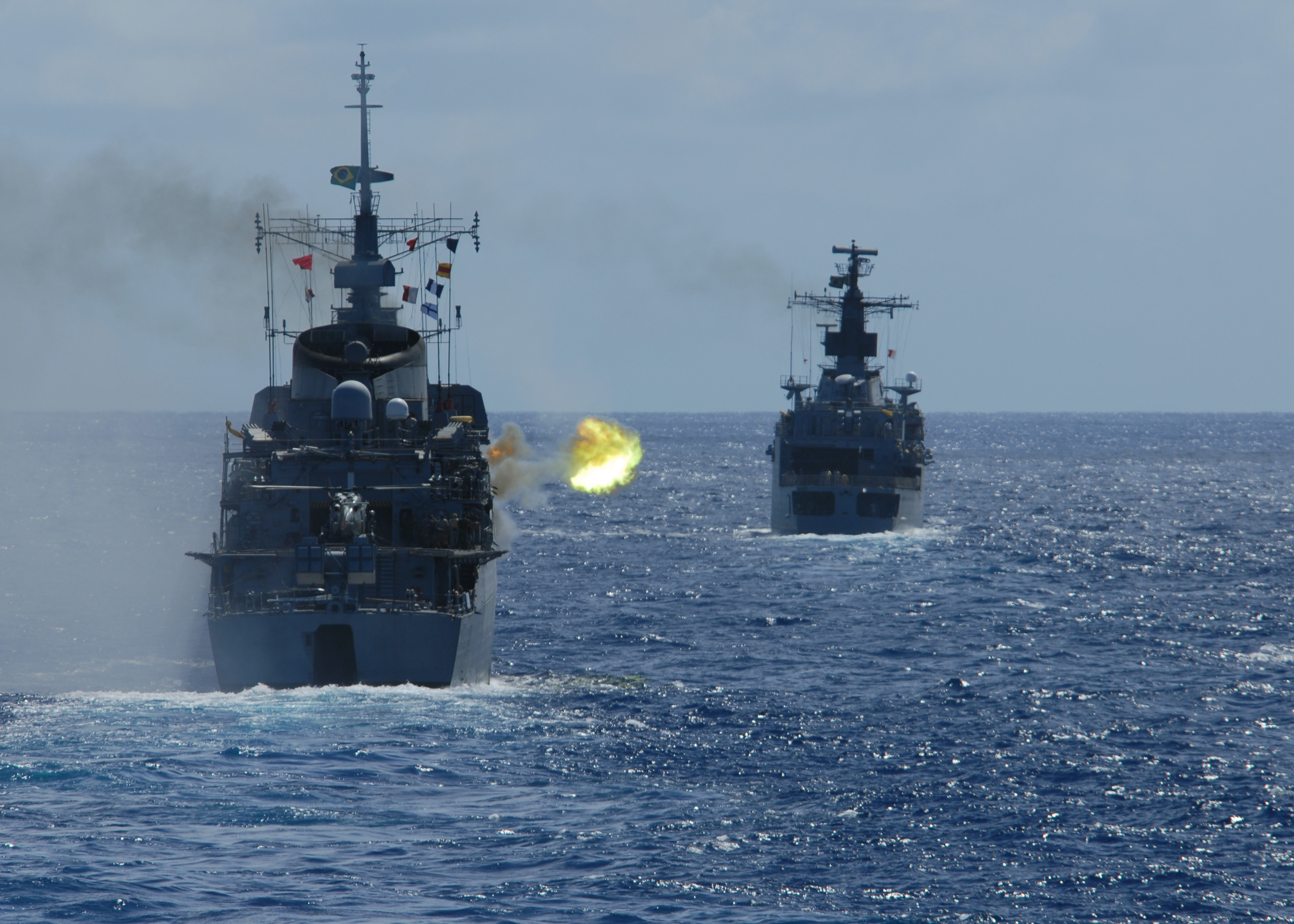
La frégate de la Marine brésilienne Bosísio (F48) tire sur un véhicule aérien sans pilote lors d'un exercice de drone (DRONEX) avec navire.

La Marine brésilienne (en portugais : Marinha do Brasil) est la branche navale des forces armées brésiliennes. Avec 48 000 hommes et femmes (dont 3 200 appelés), elle met en œuvre en 2007 environ 90 bateaux. La marine brésilienne dispose d'une force aéronavale qui est constituée de 1 150 personnes, organisée alors autour du NAe São Paulo en service de 2000 à 2017 et utilisant des Douglas A-4 Skyhawk. Elle dispose également d'un corps de Marine d'environ 24 000 combattants.
En 2000, le gouvernement brésilien a racheté le porte-avions Foch qui appartenait anciennement au ministère de la défense de la République française.
En 2009, cette force a un effectif maximum autorisé selon la loi 9519/97 de 59 600 militaires, en tenant compte des 9 500 marins en formation et des appelés.
Le nombre maximum des officiers est de 7 800 dont 6 amiraux d'escadre, 23 vice-amiraux, 51 contre-amiraux, 3 360 officiers supérieurs, 2 060 officiers intermédiaires et 1 700 officiers subalternes, sans tenir compte des effectifs des aspirants de l'École navale et les élèves du Collège naval qui atteignent 1 500.
En octobre 2009, le parlement brésilien étudie le projet de loi 5916/09, proposé par le pouvoir exécutif, qui autorise la marine brésilienne à augmenter ses effectifs sur une période de vingt ans de 36 % soit à 80 507, et ne tient plus compte des marins en formation et des appelés dans le calcul des effectifs.
Selon le projet, qui restructure également les grades, les marins de plus haut grade, les amiraux d'escadre, seraient désormais appelés généraux. Le nombre d'officiers passe à 10 707 dont 87 officiers généraux et 10 620 officiers supérieurs, intermédiaires et subalternes.

### Rôle des militaires
Les militaires sont aussi utilisés en temps de paix à la protection contre les catastrophes et au service de sauvetages, ainsi que pour des services scientifiques (sur la base antarctique Comandante Ferraz). Le 1er juin 2004, la Minustah (Mission des Nations unies pour la stabilisation en Haïti), une mission de maintien de la paix de l'Organisation des Nations unies en Haïti, est formée par le Conseil de sécurité de l'ONU pour faciliter le retour rapide des autorités haïtiennes légitimes, maintenir la sécurité et la stabilité dans le pays et promouvoir l'état de droit. Le Brésil joue un rôle majeur dans cette mission puisque c'est l'Armée de terre brésilienne qui est chargée d'en assurer le commandement.
Enfin, l'armée brésilienne n'est pas à confondre avec la police militaire (Polícia Militar), une force paramilitaire de la police brésilienne chargée du maintien de l'ordre public au sein des États (et du district fédéral). Contrairement aux troupes de l'armée, les polices militaires font partie de la sécurité publique et sociale brésilienne et interviennent directement sur le territoire.
L'armée est capable d'influencer le fonctionnement de l'administration et de l'économie. L’École supérieure de guerre constitue son principal outil d'influence. Le centre a formé 8 000 personnes entre 1949 et 2019, dont une moitié de civils. Parmi ces derniers, quatre présidents de la République, des ministres d’État et de nombreuses personnalités importantes du champ politique. Jair Bolsonaro, investi président en janvier 2019, nomme des militaires à certains des postes les plus importants de son gouvernement : à la Vice-présidence, à la Défense, aux Sciences, à la Technologie et aux télécommunications, aux Mines et à l’énergie, et au Secrétariat à la présidence.

## Économie

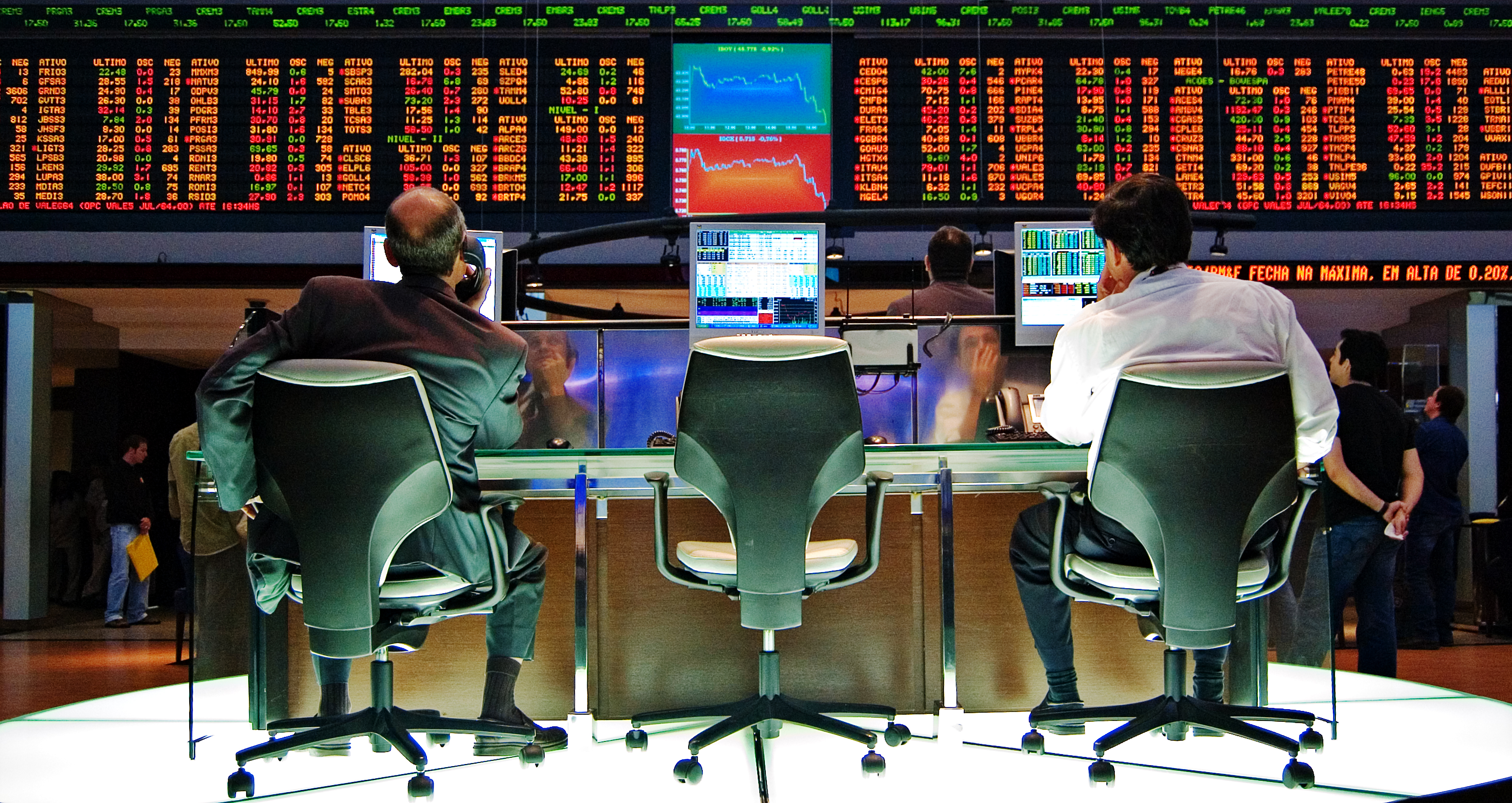
BM&F Bovespa, l'une des plus grandes bourses du monde

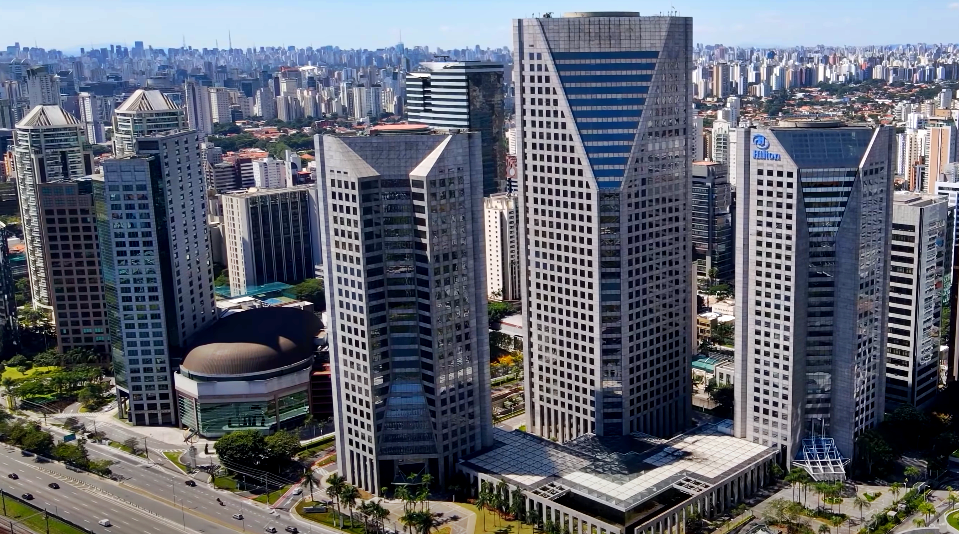
Complexe commercial dans le quartier de Brooklin Paulista, l'un des principaux centres financiers de la ville de São Paulo

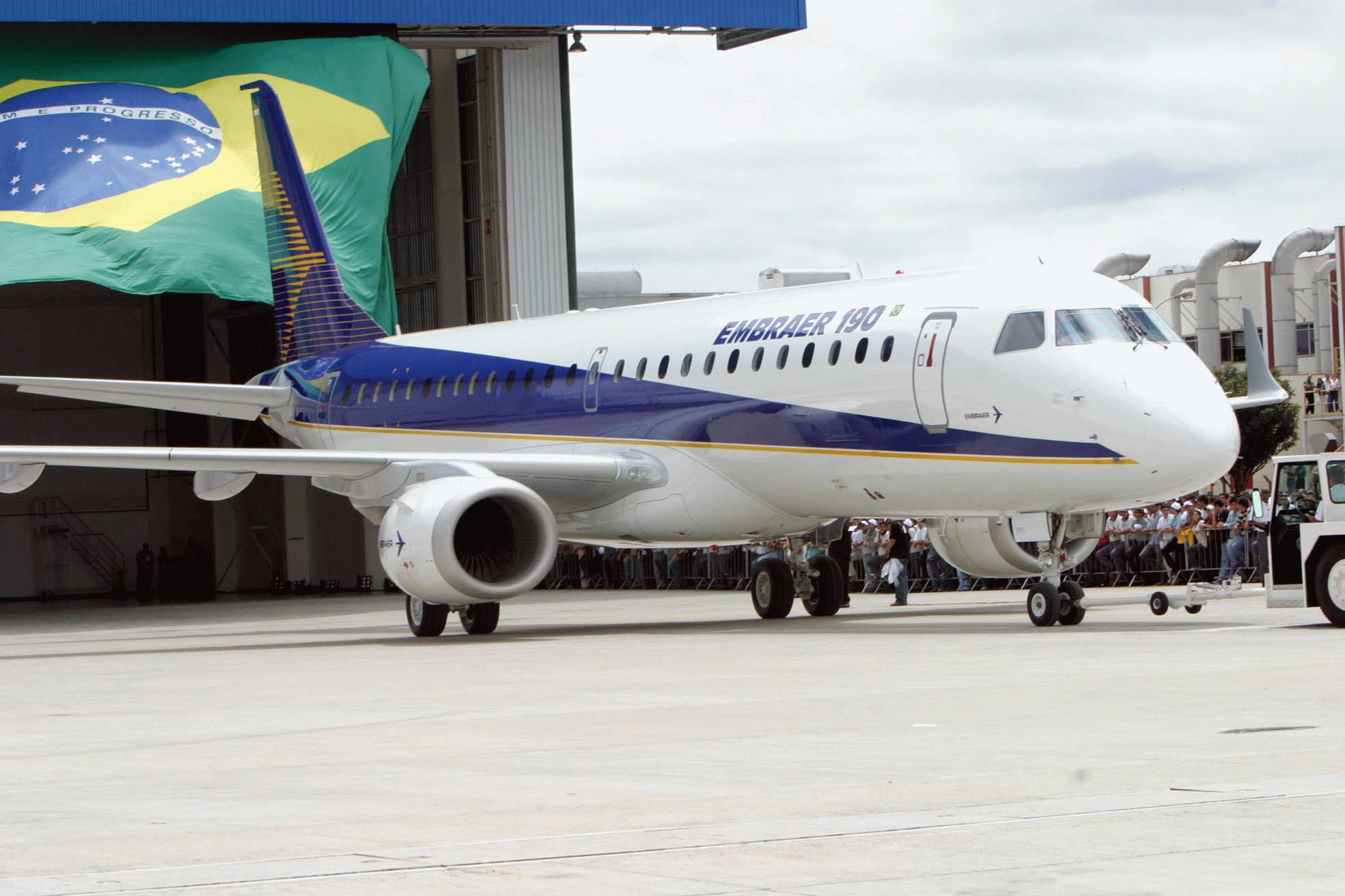
Un avion Embraer qui est le troisième plus grand industriel du secteur dans le monde après Boeing et Airbus.

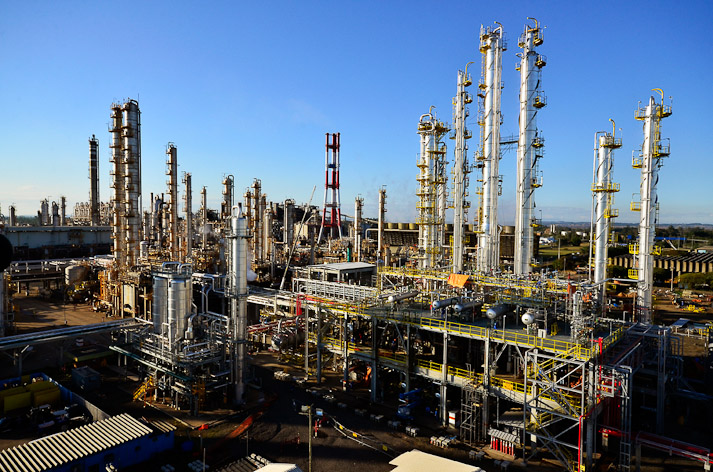
Usine de Braskem. Le Brésil possède la 8e plus grande industrie chimique au monde

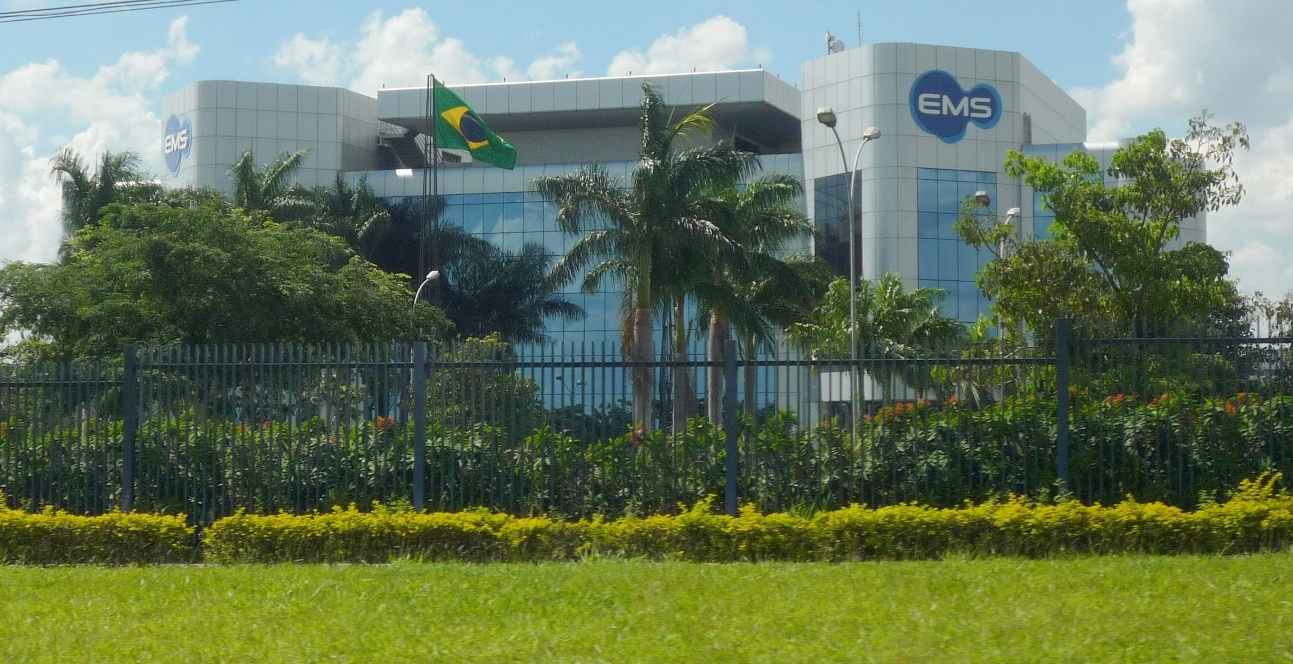
Usine EMS à São Paulo, la plus grande industrie pharmaceutique du pays.

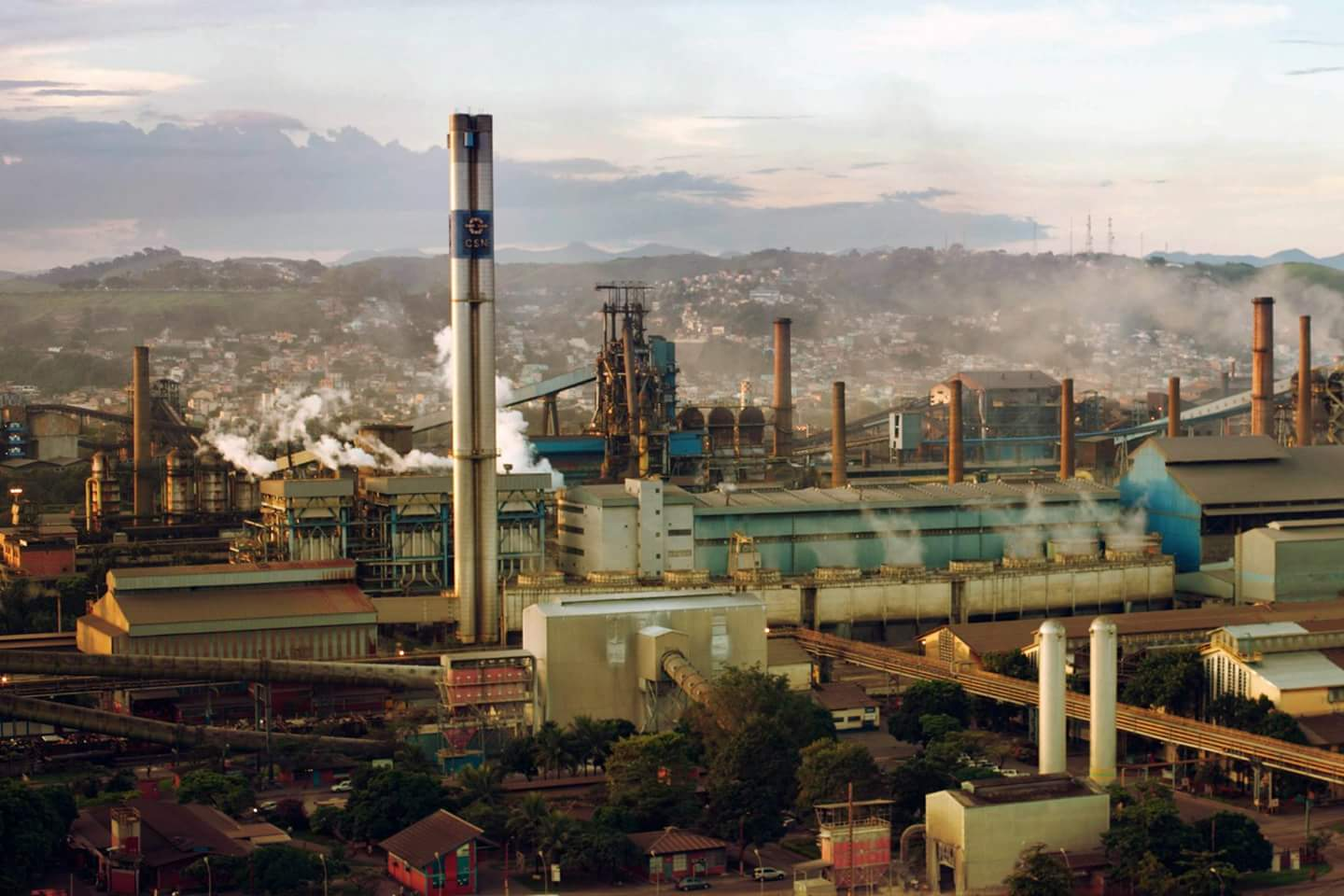
CSN, à Rio de Janeiro. Le Brésil est l'un des 10 plus grands producteurs d'acier au monde

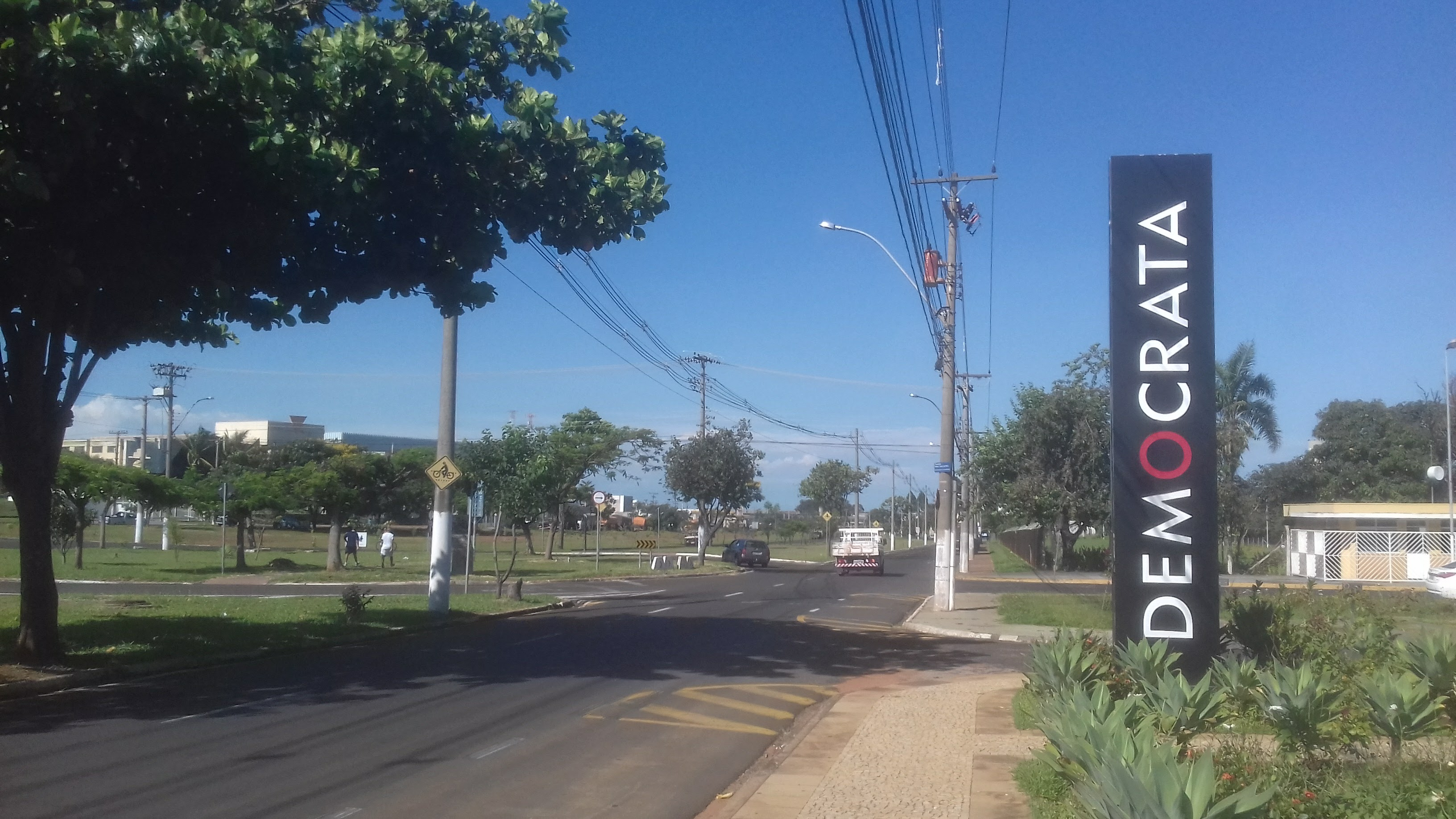
Usine de chaussures à São Paulo.Le Brésil est le 4e producteur mondial

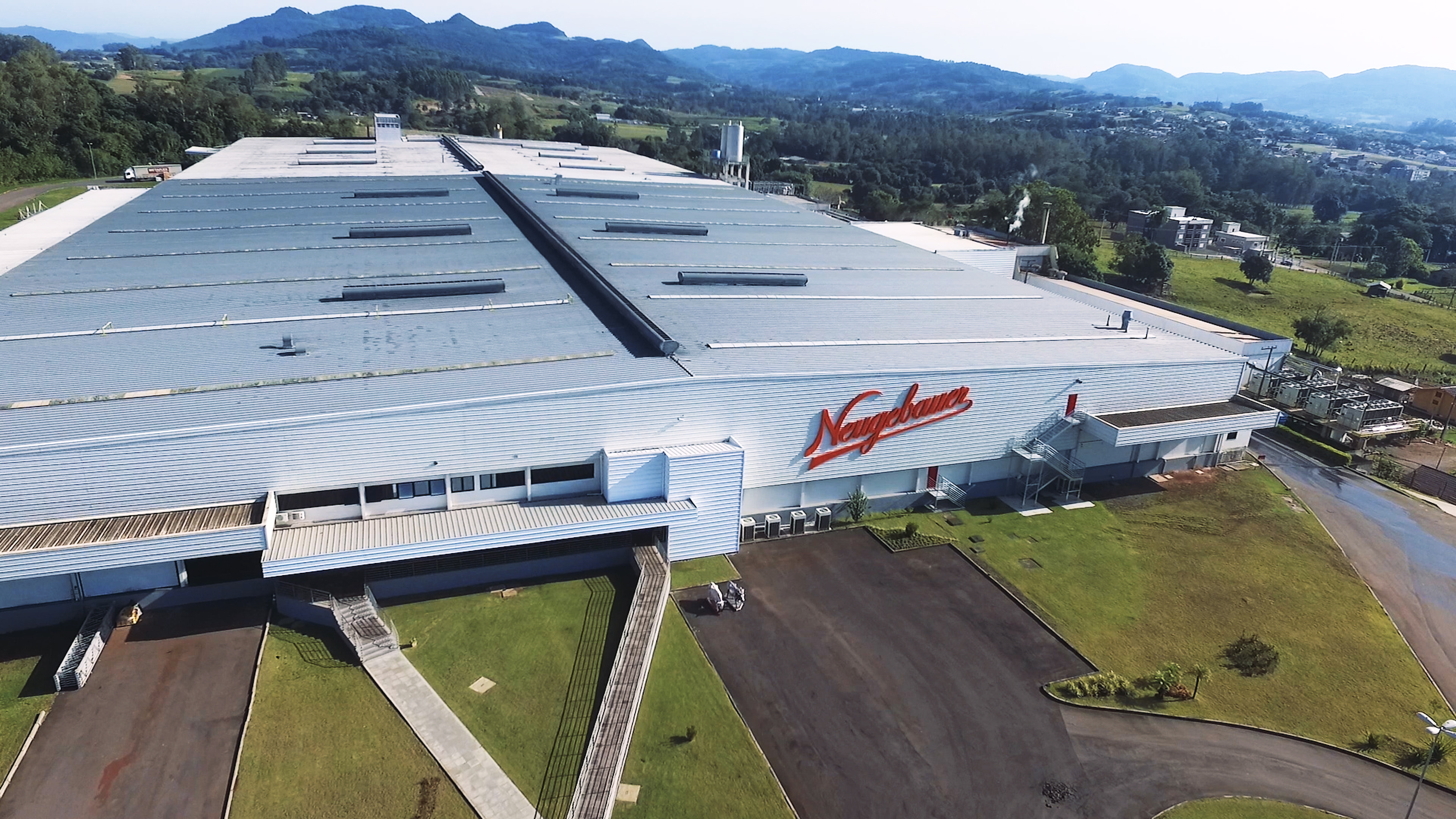
Une industrie du chocolat à Rio Grande do Sul. Le Brésil est le deuxième exportateur d'aliments transformés au monde

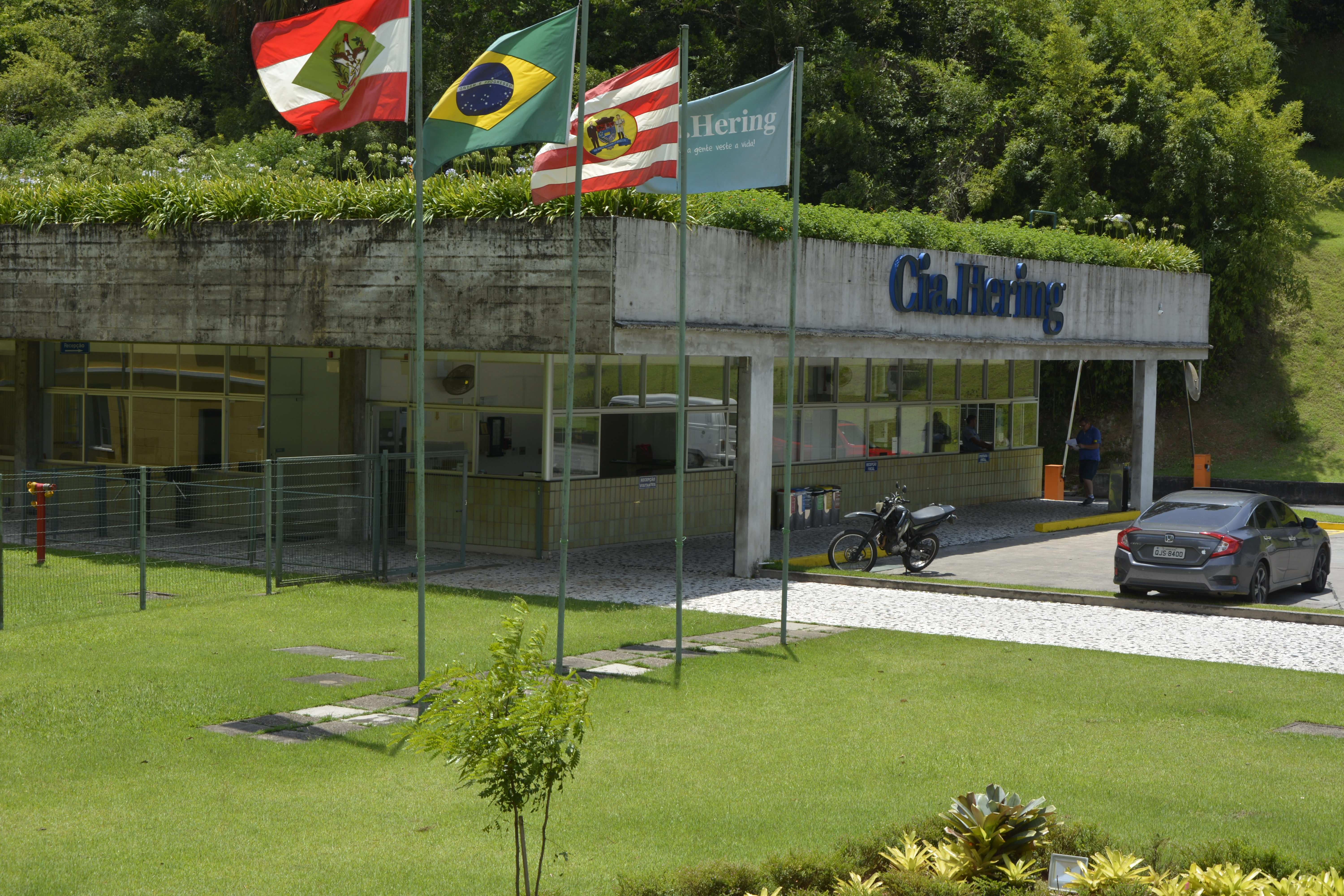
Une industrie textile à Santa Catarina.Le Brésil possède l'une des 5 plus grandes industries textiles au monde

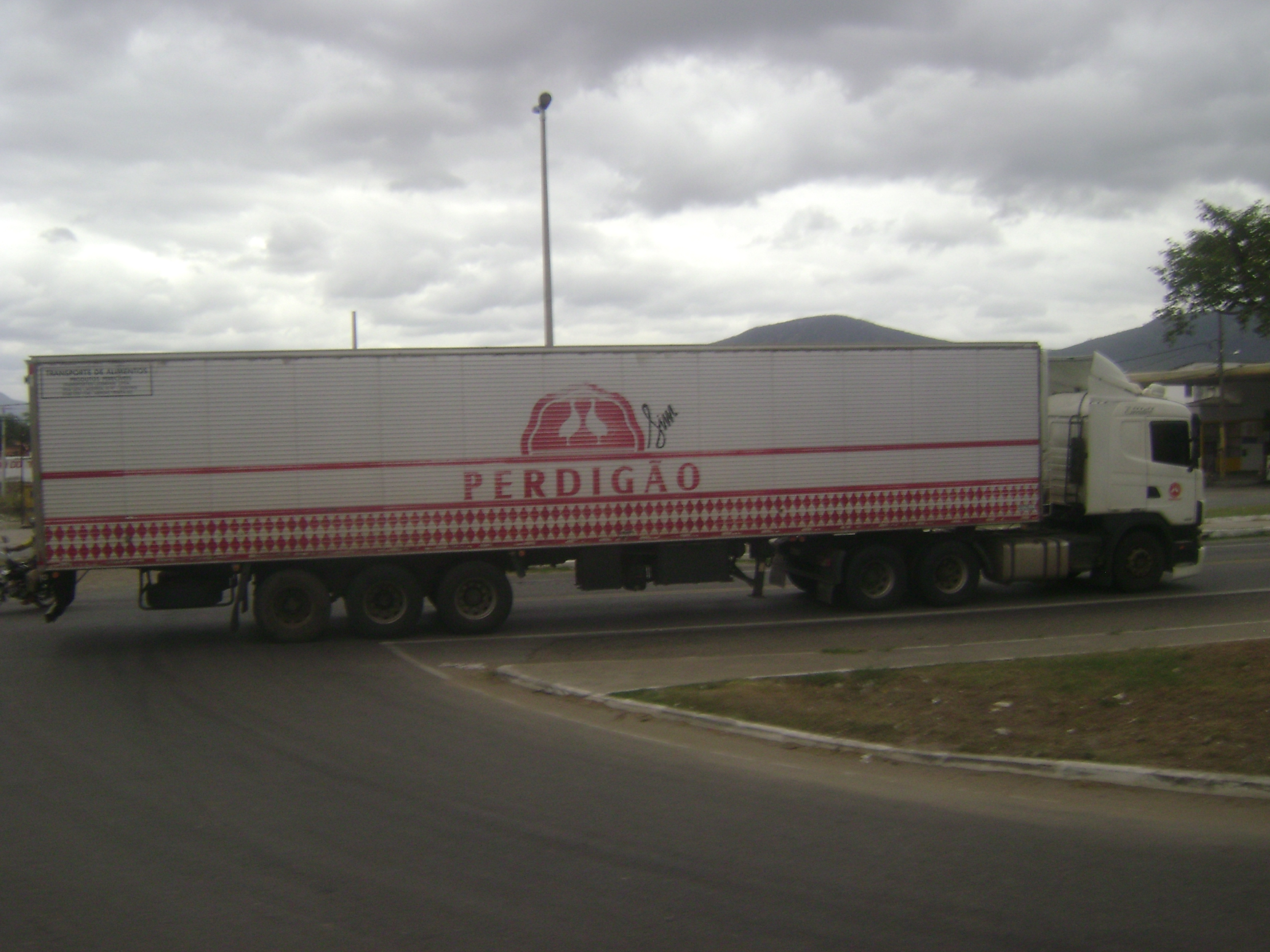
Camion d'une entreprise de viande au Brésil. Le pays est l'un des 5 premiers producteurs mondiaux de bœuf, de poulet, de porc et de lait de vache

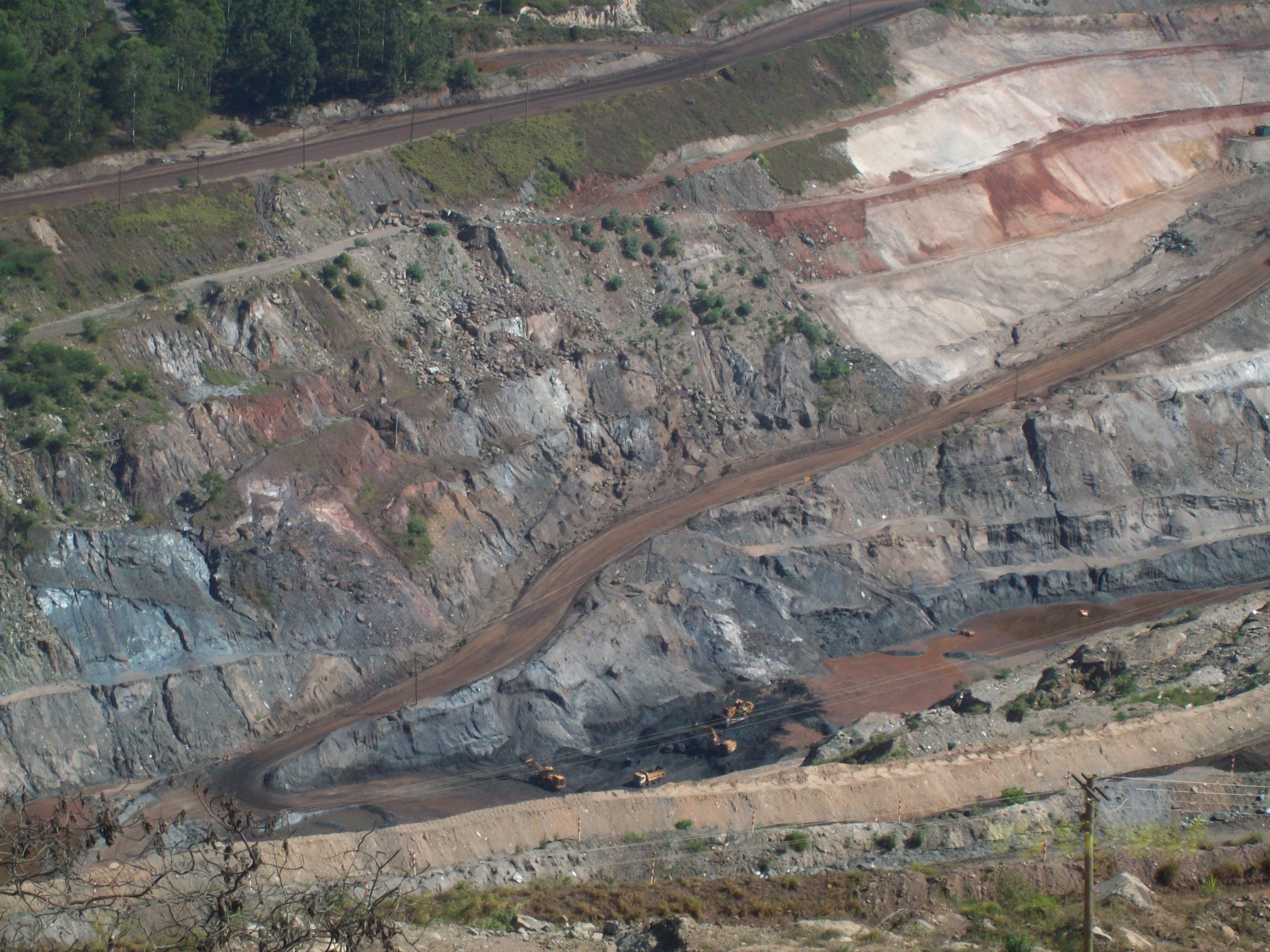
Mine de fer à Minas Gerais. Le pays est le 2e producteur et exportateur mondial de minerai de fer

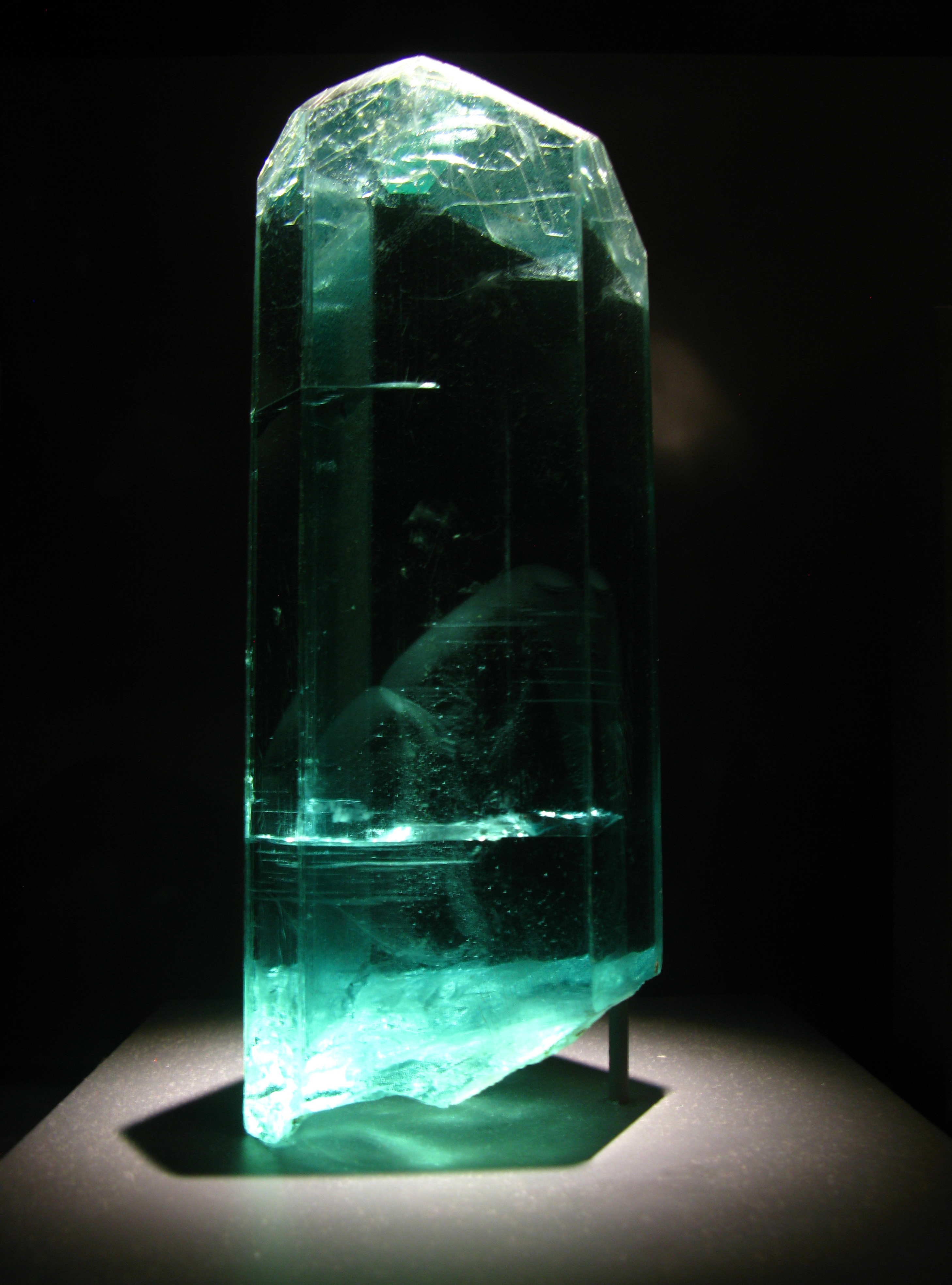
Aigue-Marine à Minas Gerais. Le pays est l'un des plus grands producteurs mondiaux de diverses pierres précieuses

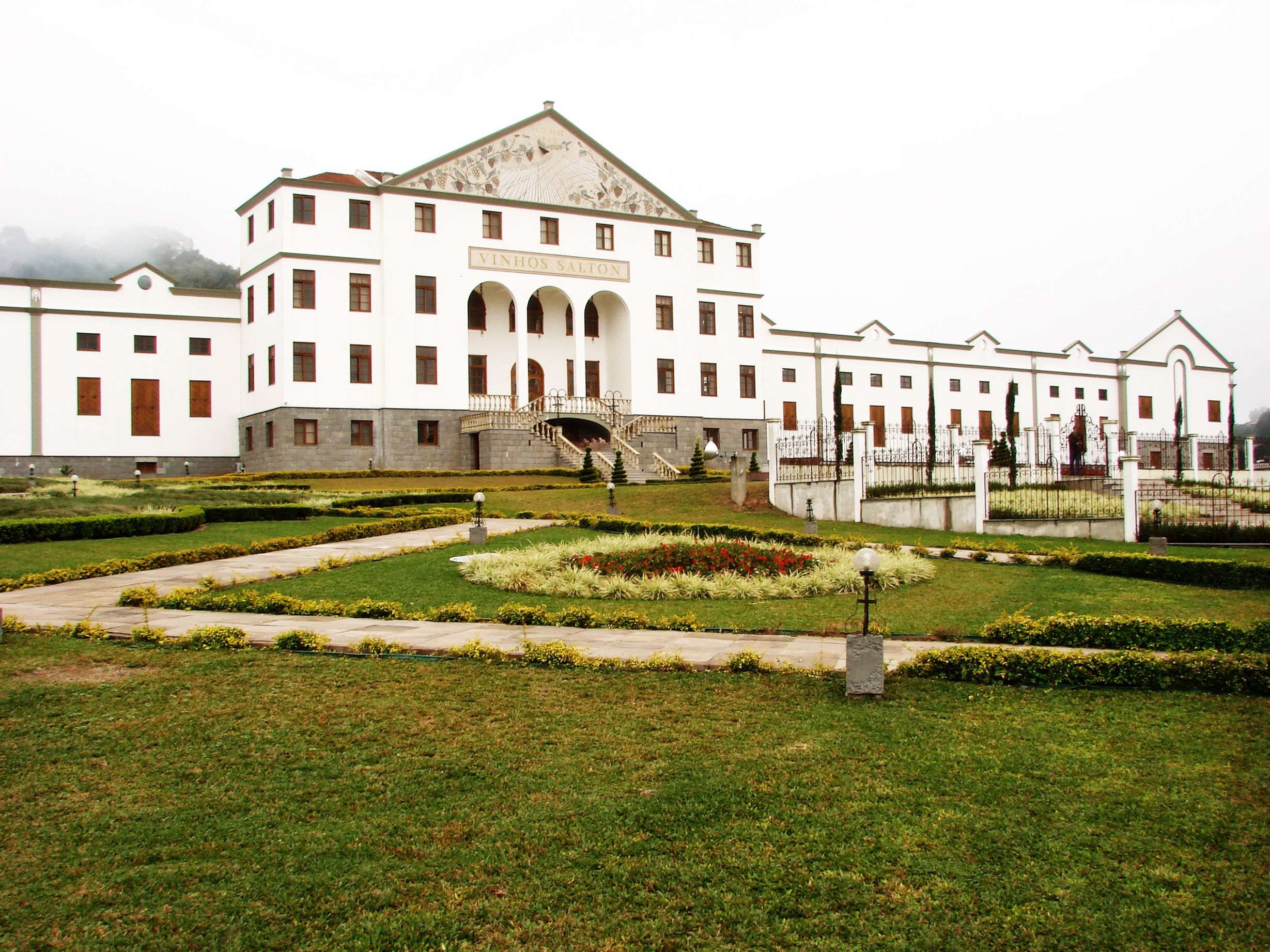
Domaine viticole du Rio Grande do Sul. Le pays est l'un des 20 plus grands producteurs de raisin et de vin au monde

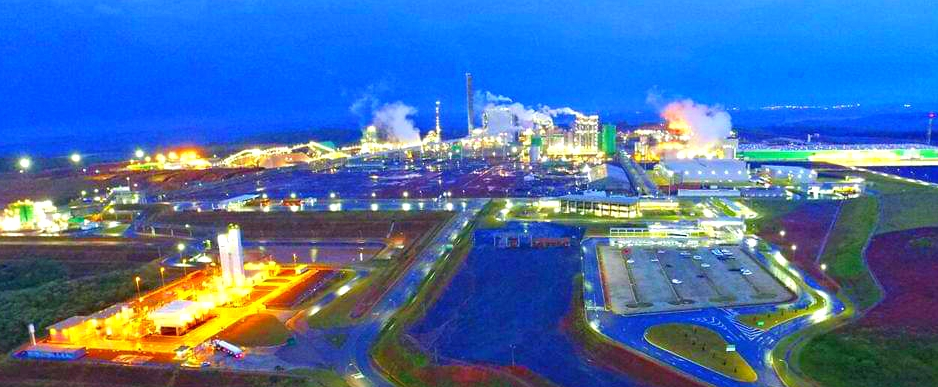
Complexe Klabin au Paraná. Le Brésil est le 2e producteur de pâte et le 8e producteur de papier

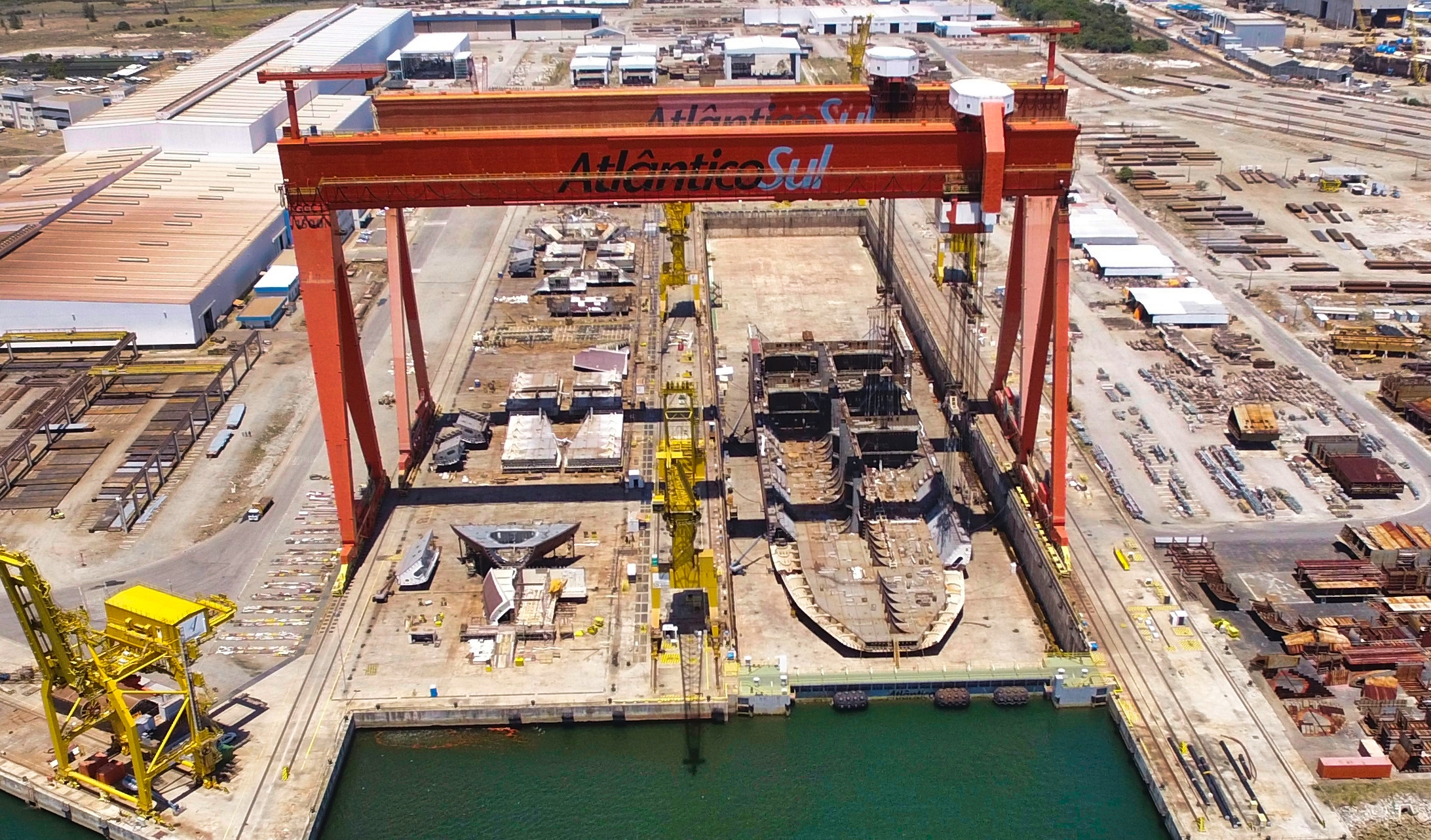
Chantier naval Atlântico Sul, à Pernambuco

Le Brésil est la plus grande économie d'Amérique latine (et la deuxième d'Amérique, après les États-Unis), la sixième économie au taux de change du marché et la septième en parité de pouvoir d’achat (PPA), selon le Fonds monétaire international et la Banque mondiale. En 2024, le Brésil est classé en 50e position pour l'indice mondial de l'innovation. Son PIB (PPA) par habitant est de 12 181 341 US $, 75e position selon les données de la Banque mondiale. Les principaux produits d'exportation comprennent l'aéronaval, l'équipement électrique, l'automobile, l'éthanol, le textile, la chaussure, le minerai de fer, l'acier, le café, le jus d'orange, le soja et la viande.
Le pays fabrique des avions, des sous-marins, en plus d'être impliqué dans la recherche spatiale, ayant un centre de lancement pour les véhicules légers et d'être le seul pays de l'hémisphère sud à intégrer l'équipe de construction de la Station spatiale internationale (ISS). C'est un pionnier dans la recherche de pétrole en eaux profondes, qui représentent 73 % de ses réserves, et est le premier pays capitaliste à rassembler sur son territoire les dix plus grands constructeurs automobiles.
Le pays est membre du G20, G8+5, BRICS, MERCOSUR.
Dans le secteur minier, le Brésil se démarque dans l'extraction du minerai de fer (où il est le deuxième exportateur mondial), cuivre, or, bauxite (l'un des 5 plus gros producteurs mondiaux), manganèse (l'un des 5 plus grands producteurs mondiaux), étain (l'un des plus grands producteurs mondiaux), niobium (concentre 98 % des réserves de niobium connues dans le monde) et le nickel. À propos des pierres précieuses, le Brésil est le plus grand producteur mondial d'améthyste, de topaze, d'agate et un grand producteur de tourmaline, d'émeraude, d'aigue-marine et de grenat,,,,,.
Le secteur industriel a longtemps été faible au Brésil. Les politiques volontaristes de « substitution aux importations » avec l’adoption de mesures protectionnistes sous la présidence de Gétulio Vargas puis, bien plus tard, de Dilma Rousseff, ont favorisé l'essor et la diversification de l’industrie. Le Brésil est le leader industriel en Amérique latine. Dans l'industrie agroalimentaire, en 2019, le Brésil était le deuxième exportateur d'aliments transformés au monde,,. En 2016, le pays était le 2e producteur de cellulose au monde et le 8e producteur de papier,,. Dans l'industrie de la chaussure, en 2019, le Brésil occupait la 4e position parmi les producteurs mondiaux,,,,. En 2019, le pays était le 8e producteur de véhicules et le 9e producteur d'acier au monde,,. En 2018, l'industrie chimique brésilienne était la 8e au monde,,. Dans l'industrie textile, le Brésil, bien qu'il soit parmi les 5 plus grands producteurs mondiaux en 2013, est très peu intégré dans le commerce mondial.
La représentativité du secteur tertiaire (commerce et services) était de 75,8 % du PIB du pays en 2018, selon l'IBGE. Le secteur des services était responsable de 60 % du PIB et le commerce de 13 %. Il couvre un large éventail d'activités : commerce, hébergement et restauration, transports, communications, services financiers, activités immobilières et services fournis aux entreprises, administration publique (nettoyage urbain, assainissement, etc.) et autres services tels que l'éducation, les services sociaux et de santé, recherche et développement, activités sportives, etc., car il se compose d'activités complémentaires à d'autres secteurs,.
Les micro et petites entreprises représentent 30 % du PIB du pays. Dans le secteur commercial, elles représentent 53 % du PIB au sein des activités du secteur.
En 2017, le nombre de personnes employées dans les activités commerciales au Brésil était de 10,2 millions (74,3 % dans le commerce de détail, 17 % dans le commerce de gros et 8,7 % dans le commerce de véhicules, pièces et motos). Le nombre d'entreprises commerciales était de 1,5 million et le nombre de magasins de 1,7 million. L'activité commerciale dans le pays a généré 3,4 billions de réaux de revenu d'exploitation net (revenu brut moins les déductions, telles que les annulations, remises et taxes) et 583,7 milliards de réaux en valeur ajoutée brute. La marge commerciale (définie par la différence entre le résultat net de la revente et le coût des biens vendus) a atteint 765,1 milliards de réaux en 2017. Sur ce total, le commerce de détail était responsable de 56,4 %, le commerce de gros de 36 % et le commerce de véhicules, pièces détachées et motos de 7,6 %. Dans le résultat opérationnel net de 2017, le commerce de détail représentait 45,5 %, le commerce de gros 44,6 % et le secteur automobile 9,9 %. Parmi les groupes d'activités commerciales, les Hypermarchés et Supermarchés ont 12,5 %; le commerce de gros de carburants et lubrifiants représentait 11,3 %; le commerce de détail et de gros de produits alimentaires, de boissons et de tabac représentait respectivement 4,8 % et 8,4 %; le commerce de véhicules automobiles 6,1 %; le commerce de gros de machines, appareils et équipements, y compris les technologies de l'information et de la communication 3,7 %.

### Agriculture

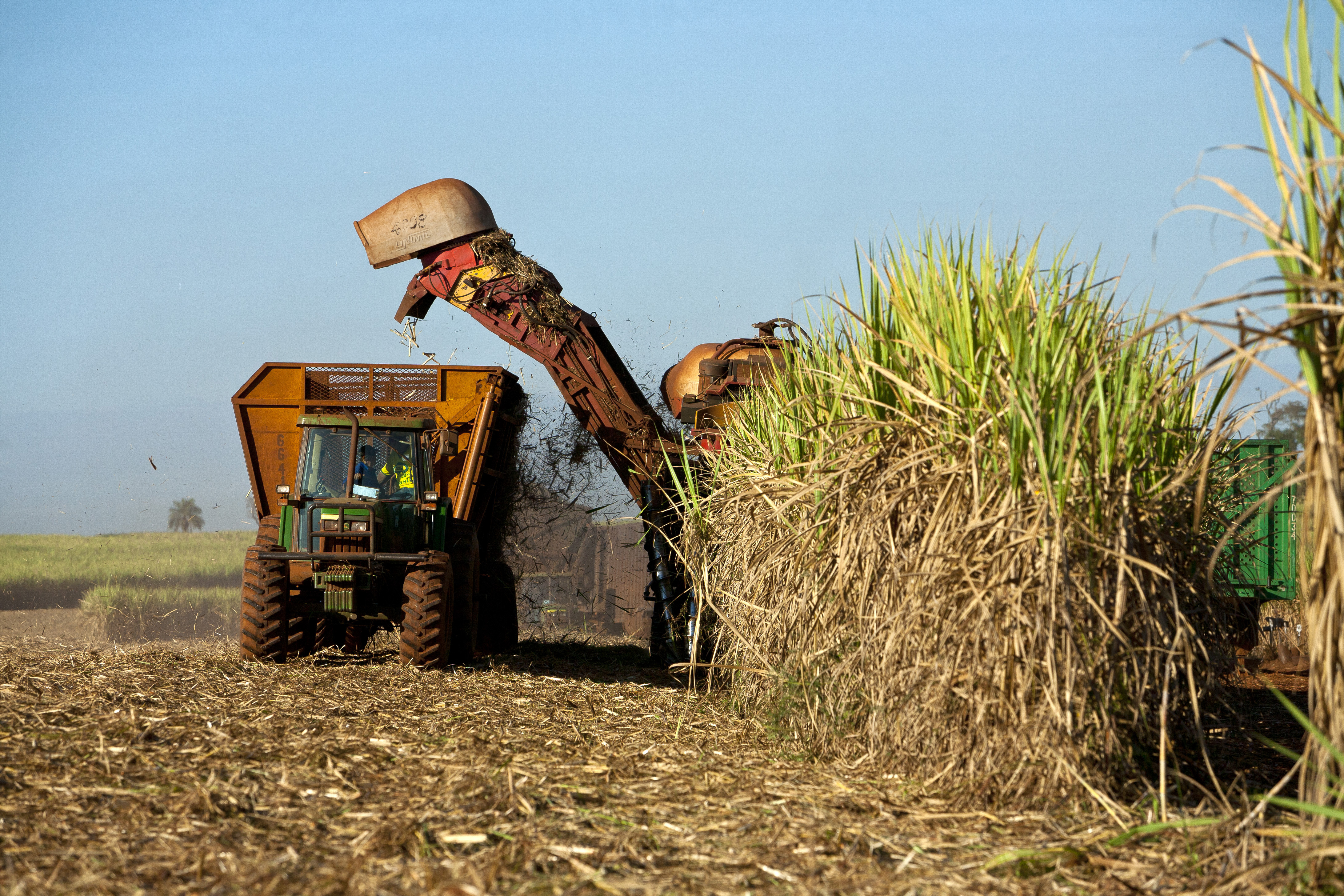
Plantation de canne à sucre à São Paulo. En 2019, le Brésil était le premier producteur mondial, avec 670 millions de tonnes

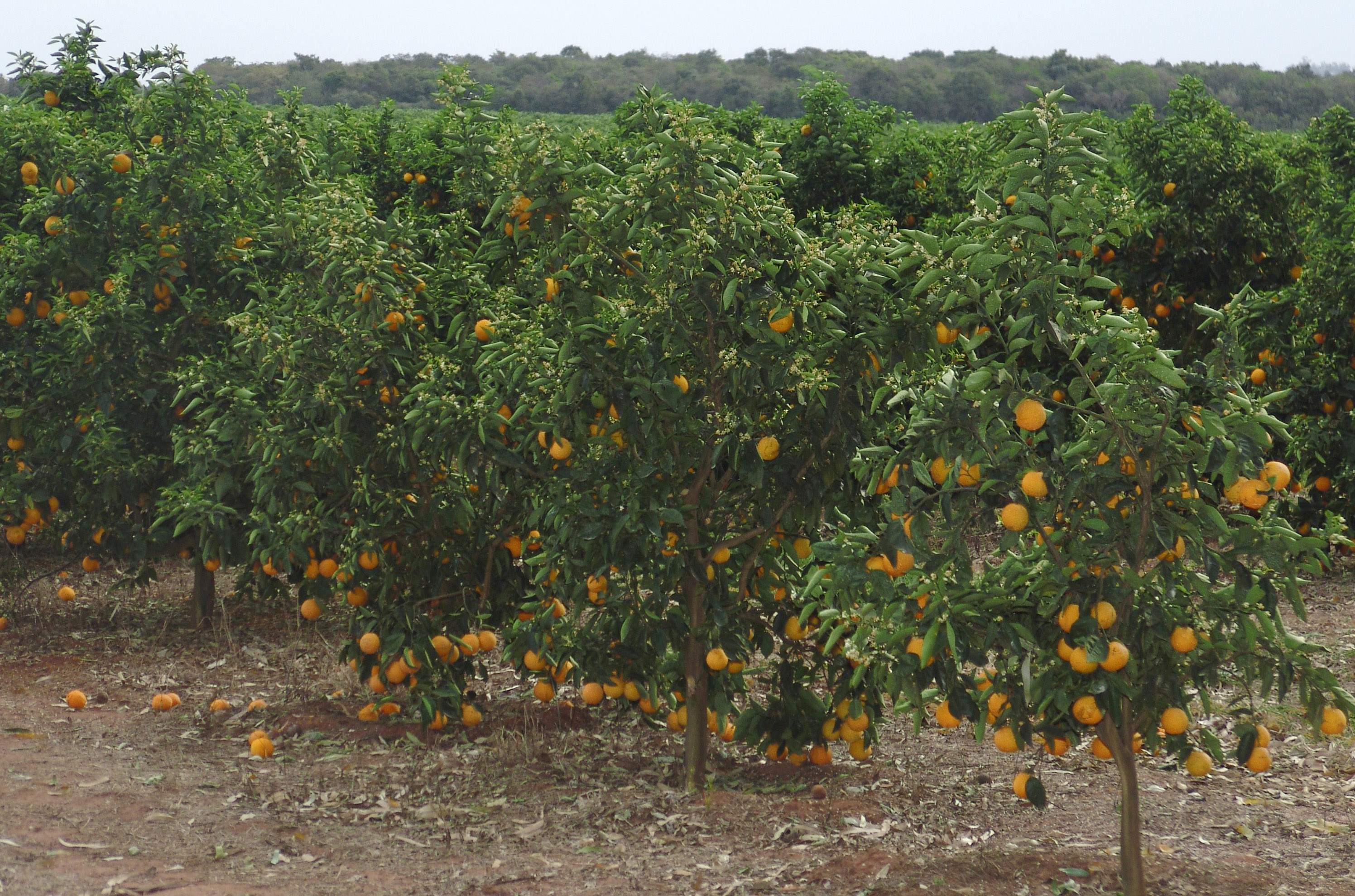
Orange à São Paulo. En 2019, le Brésil était le premier producteur mondial, avec 17 millions de tonnes

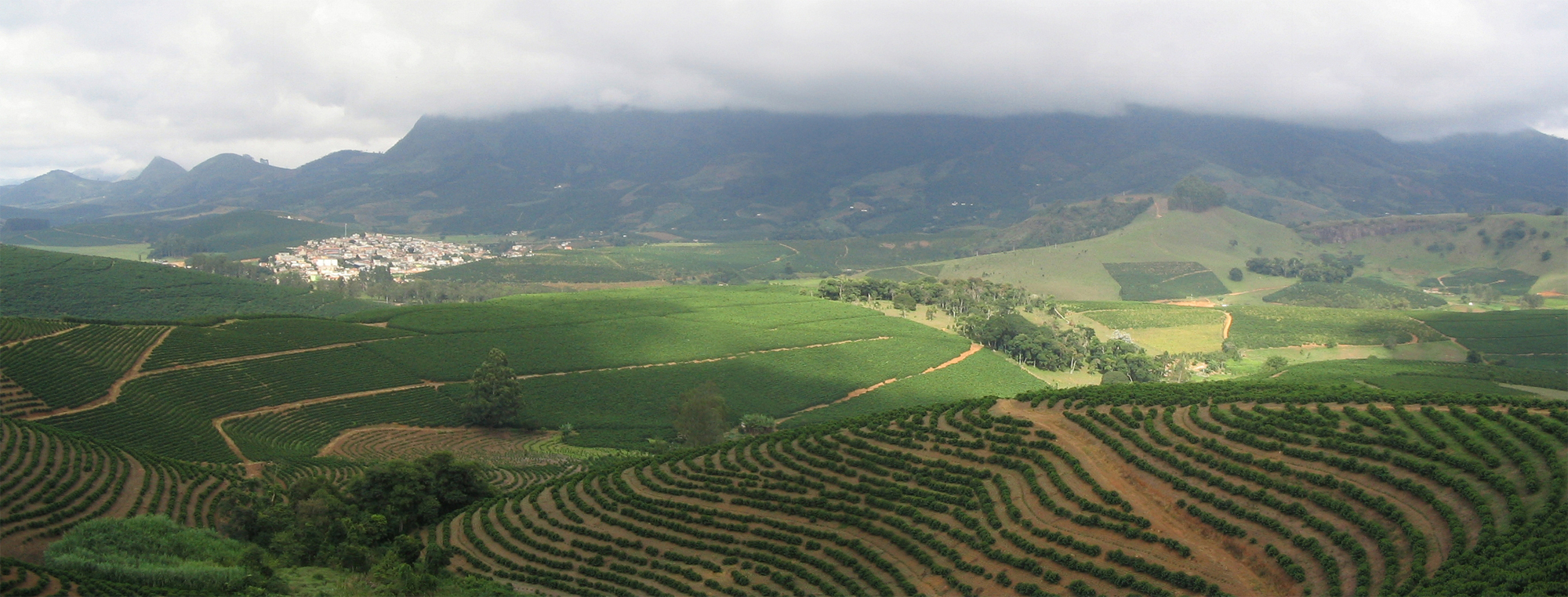
Café à Minas Gerais. En 2019, le Brésil était le premier producteur mondial, avec 3.5 millions de tonnes

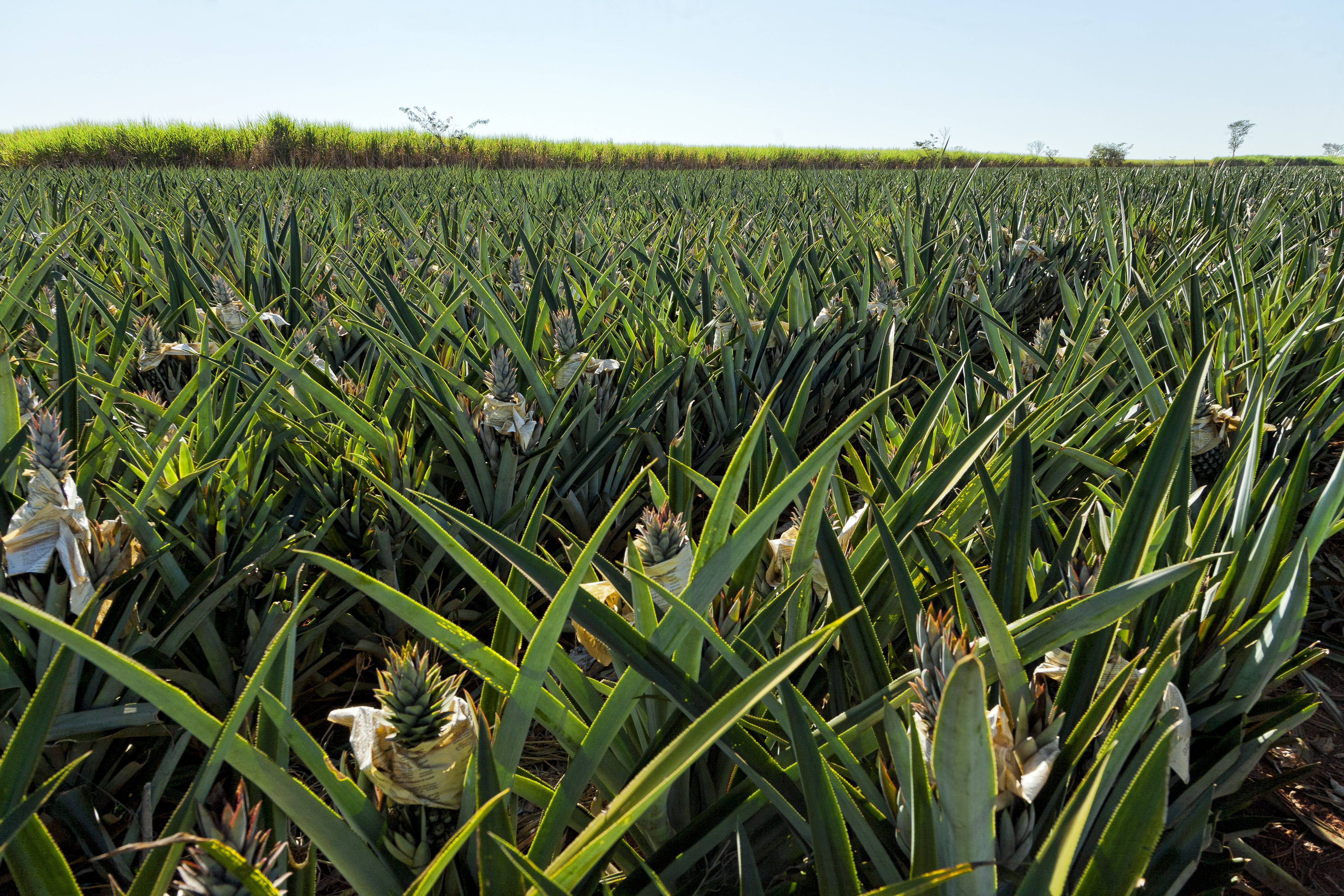
Ananas à Bahia. En 2019, le Brésil était le 3e producteur mondial, avec 2.6 millions de tonnes

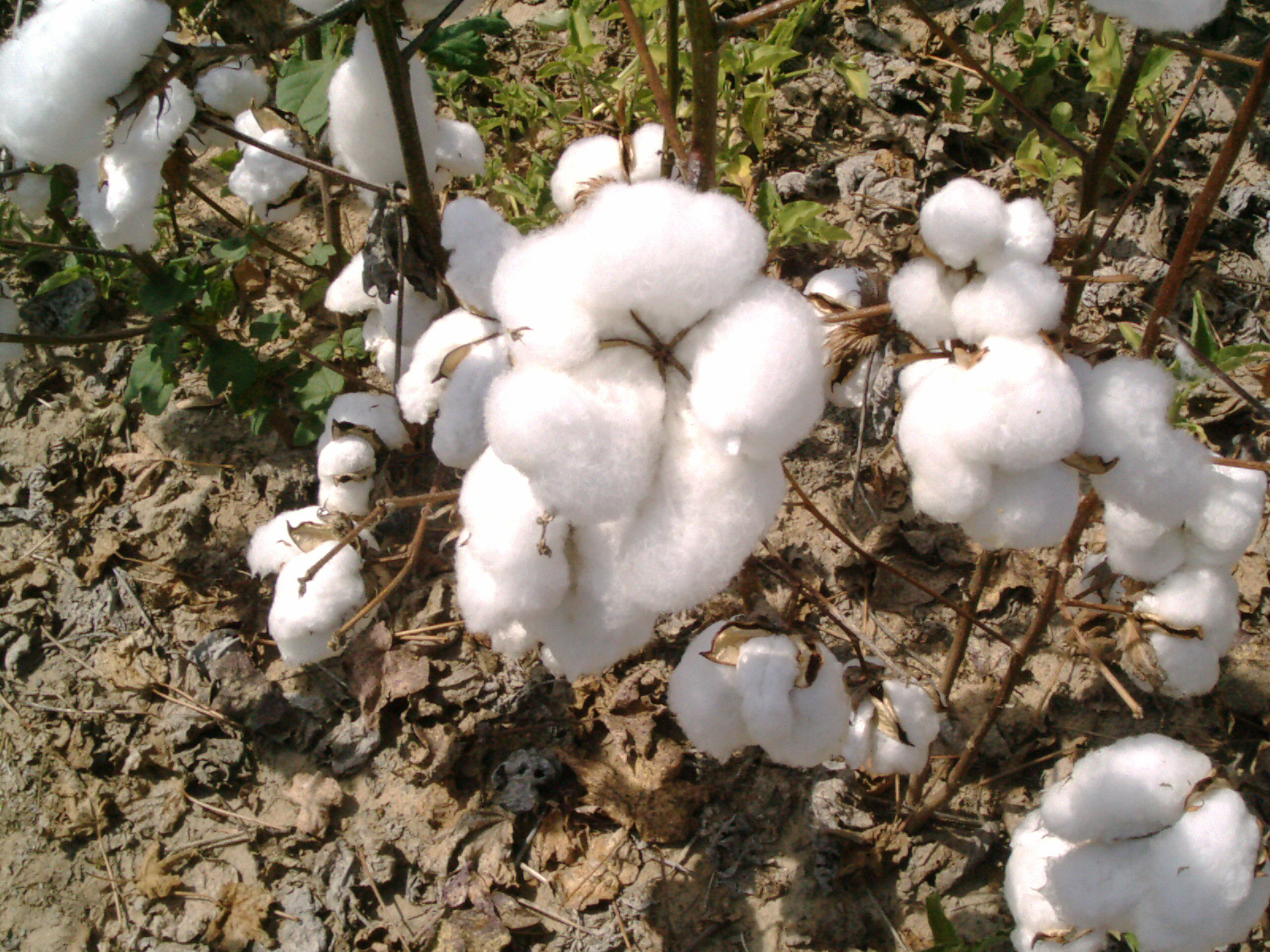
Coton à Bahia. En 2019, le Brésil était le 4e producteur mondial, avec 2.6 millions de tonnes

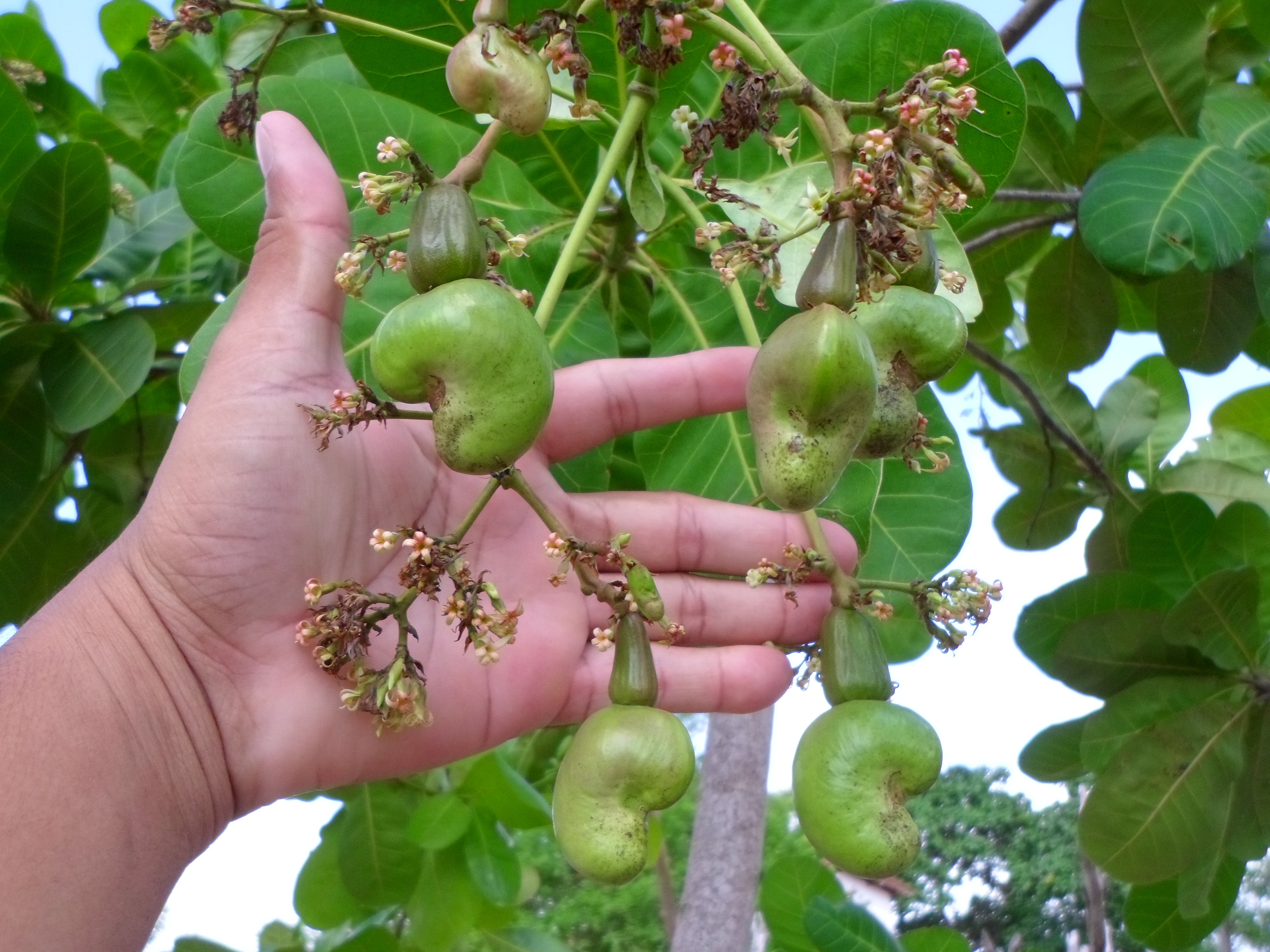
Noix de cajou au Ceará. En 2019, le Brésil était le 9e producteur mondial, avec 141000 tonnes

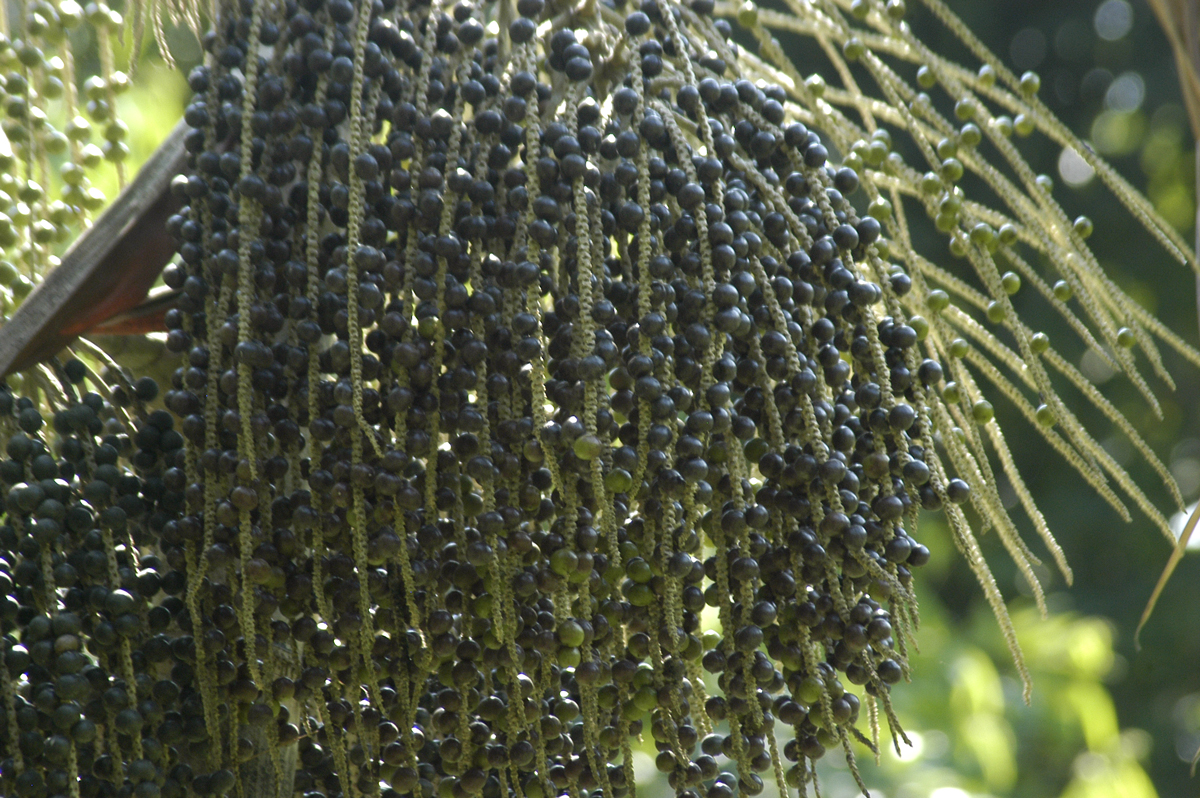
Acai au Pará. En 2019, le Brésil était le premier producteur mondial, avec 1,3 million de tonnes

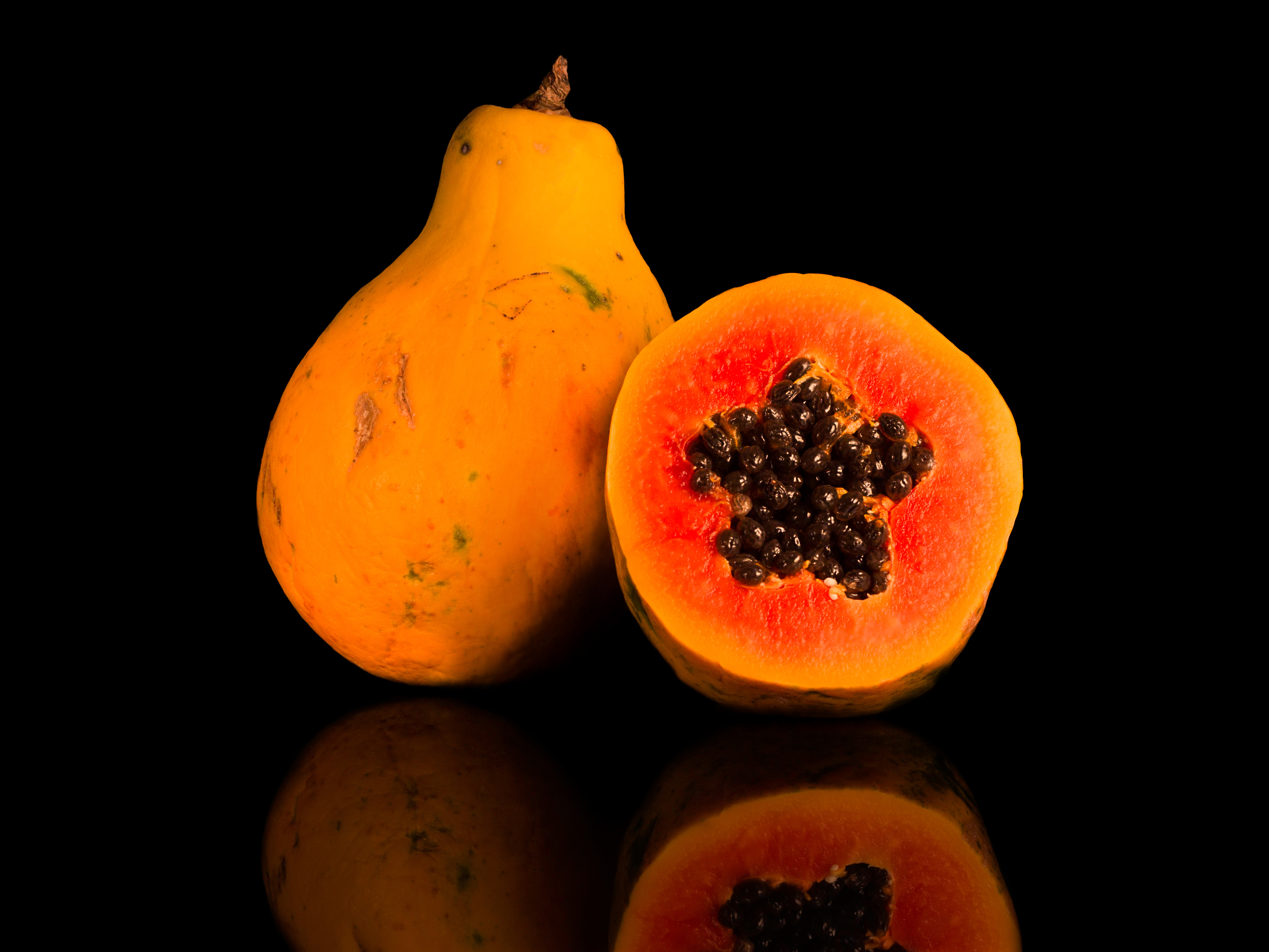
Papayer au Espírito Santo. En 2019, le Brésil était le deuxième producteur mondial, avec 1,1 million de tonnes

Le système agraire brésilien est fondé sur la concentration de la propriété et est tourné vers les exportations. En 2017, 0,8 % des propriétaires terriens (environ 40 000) détiennent 42 % de la surface cultivable tandis que 40 % d’entre eux (environ 1 700 000) s’en partageaient 1,4 %. Les conflits liés à la possession de la terre peuvent être violents. Entre 1985 et 2017, 1 722 militants du Mouvement des sans-terre ou autres organisations sociales ont été assassinés. Sous les gouvernements issus du Parti des travailleurs (2003-2016), il y a eu beaucoup de conflits mais également des compromis pour limiter l’avancée du lobby agroalimentaire sans le remettre en question.
L'agriculture ne représente qu'environ 5 % du PIB. Le secteur agroalimentaire représente 20 % du PIB.
En 2019, le Brésil était le premier producteur mondial de canne à sucre, de soja, de café et d'orange, le 2e producteur de papaye, le 3e producteur de maïs, tabac, et ananas,, le 4e producteur de coton, et manioc, le 5e producteur de coco et citron, le 6e producteur de cacao et avocat, le 9e producteur de riz, le 10e producteur de tomate et le 11e producteur de raisin et de pomme,. Le pays est aussi un très grand producteur de bananes, mais presque toute la production est destinée à la consommation nationale en raison de plusieurs facteurs (faibles exigences du marché local, coûts de production élevés, prix élevés sur le marché intérieur). Le Brésil produit également de grandes quantités de haricot,, arachide, pomme de terre,, carotte, noix de cajou, mandarine, kaki, fraise, guarana, goyave, açaí, noix du Brésil,, yerba mate, entre autres.
Le Brésil est aussi l'un des plus grands producteurs de viande. En 2019, le pays était le premier exportateur mondial de viande de poulet,. C'était également le deuxième producteur de bœuf, le troisième producteur mondial de lait, le quatrième producteur de porc au monde et le septième producteur d'œufs dans le monde.
Le Brésil est le premier consommateur de pesticides au monde, avec plus de 500 000 tonnes par an. En 2017, le pays représentait 18 % du marché mondial des pesticides. Un Brésilien meurt presque tous les deux jours intoxiqué par les pesticides (principalement des ouvriers agricoles).

### Énergie

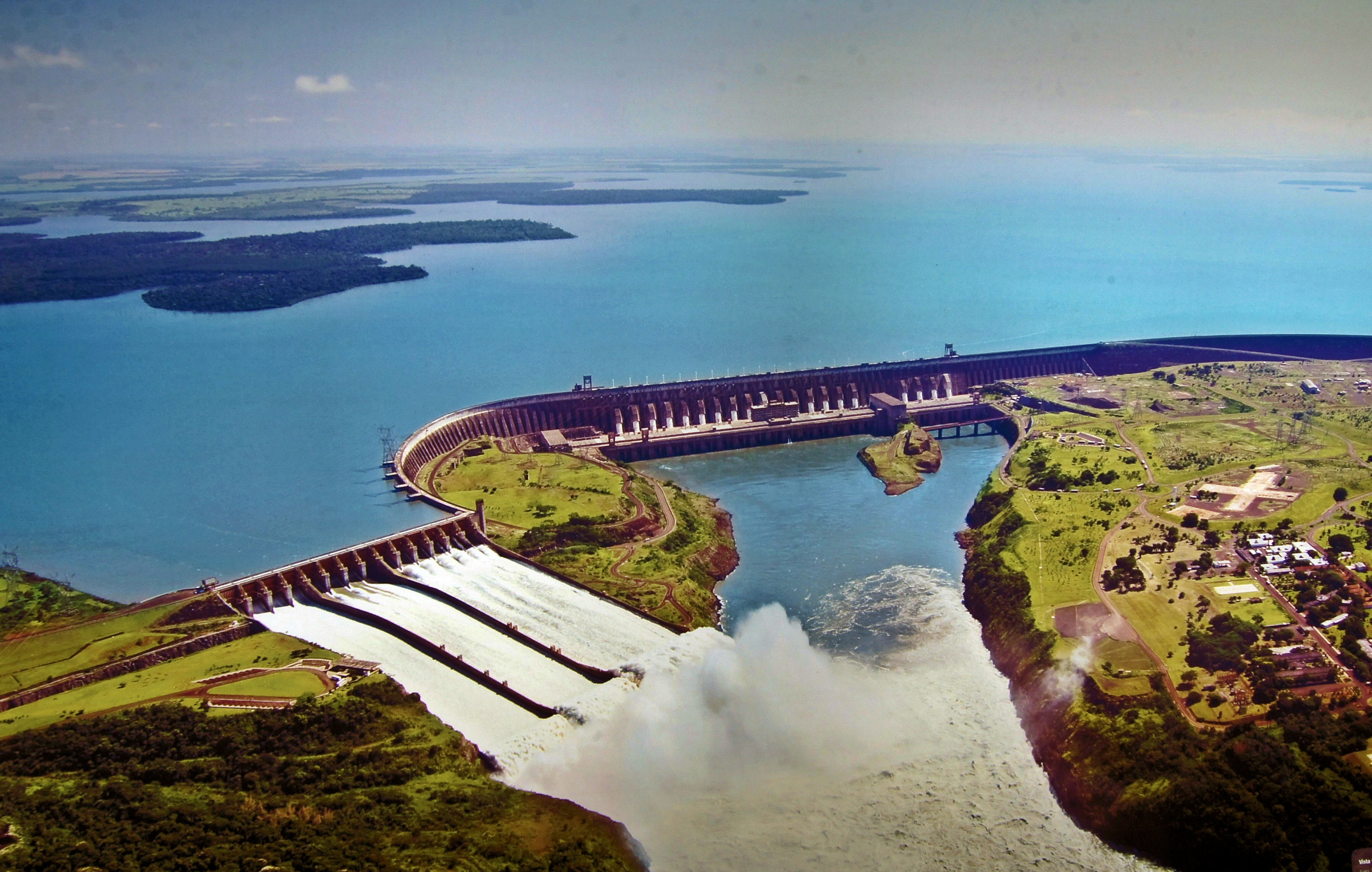
Vue aérienne du barrage d'Itaipu. Le pays est l'un des 5 plus grands producteurs d'énergie hydroélectrique au monde, avec une matrice énergétique extrêmement propre.

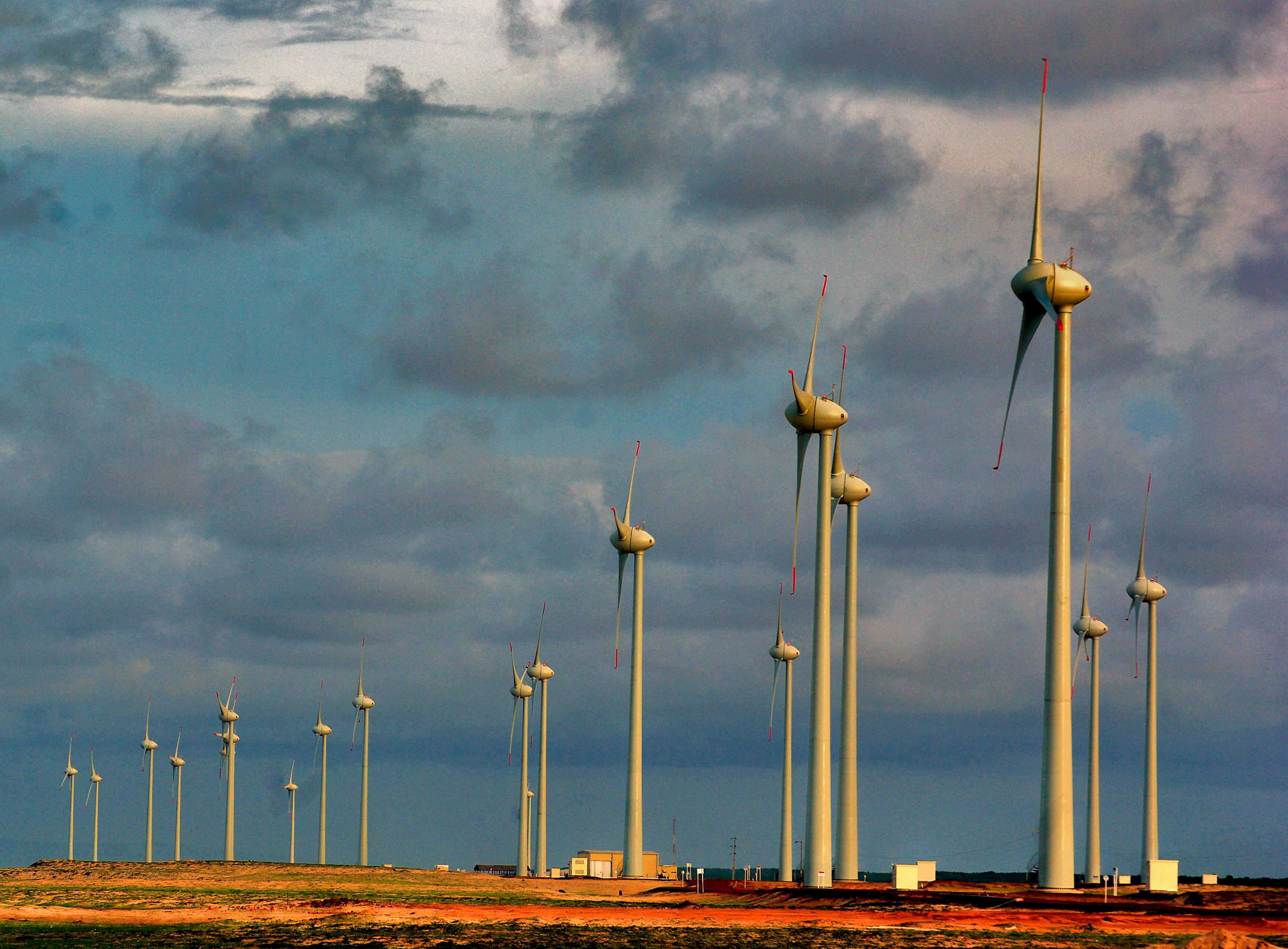
Parcs éoliens à Piauí. Le Brésil est l'un des 10 plus grands producteurs d'énergie éolienne au monde.

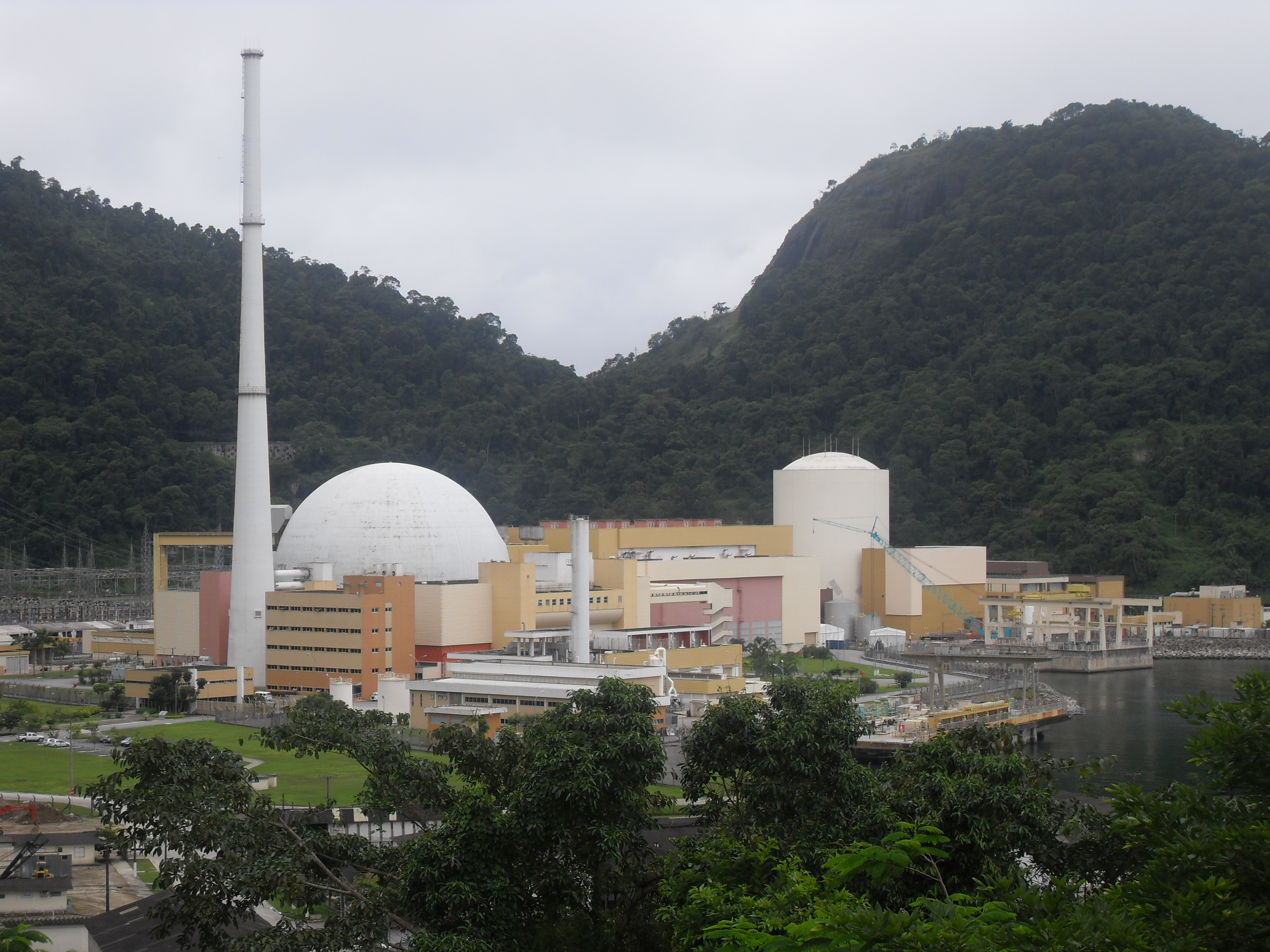
Centrale nucléaire d'Angra à Angra dos Reis.

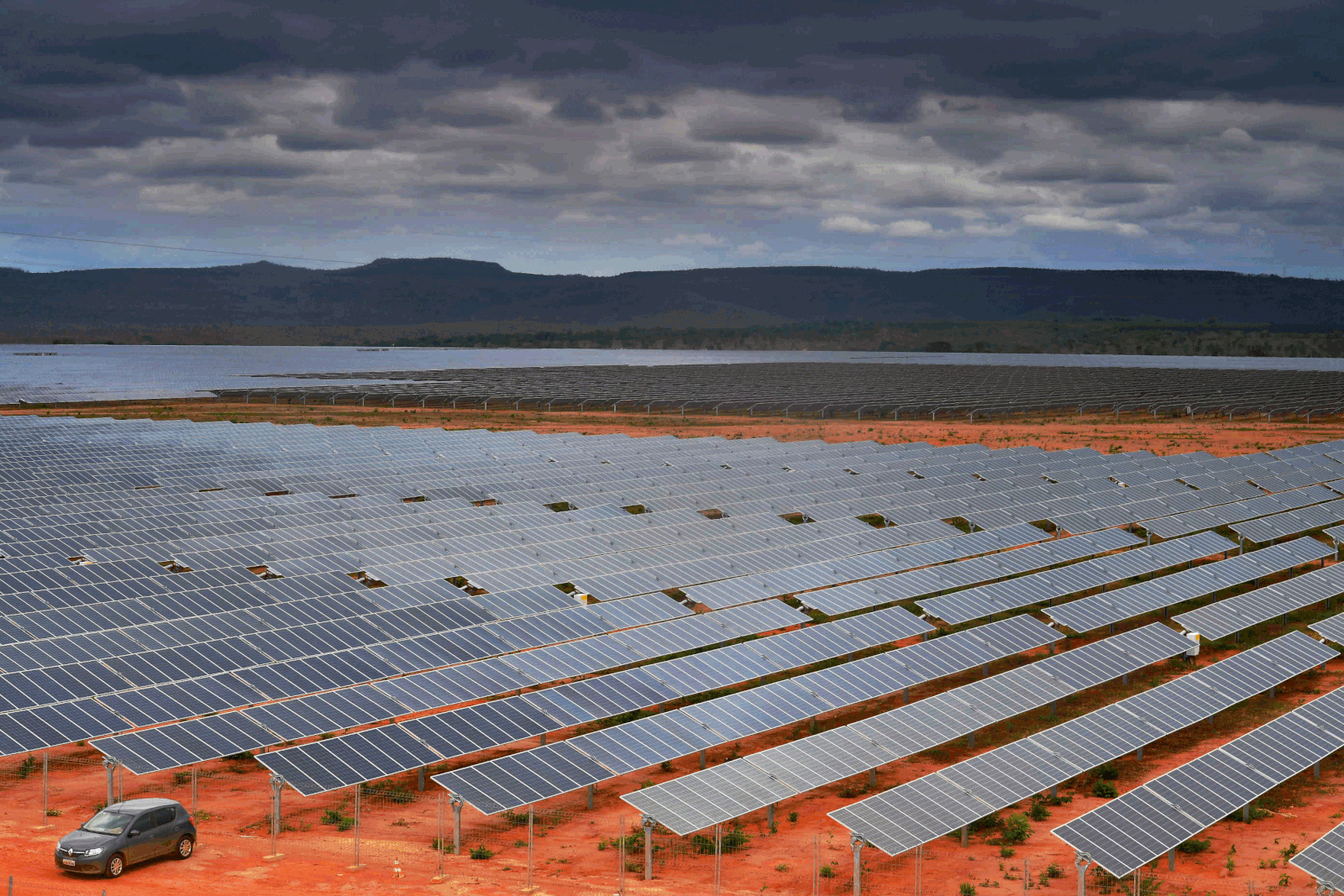
Complexe solaire de Pirapora, le plus grand du Brésil et d'Amérique latine avec 321 MW.

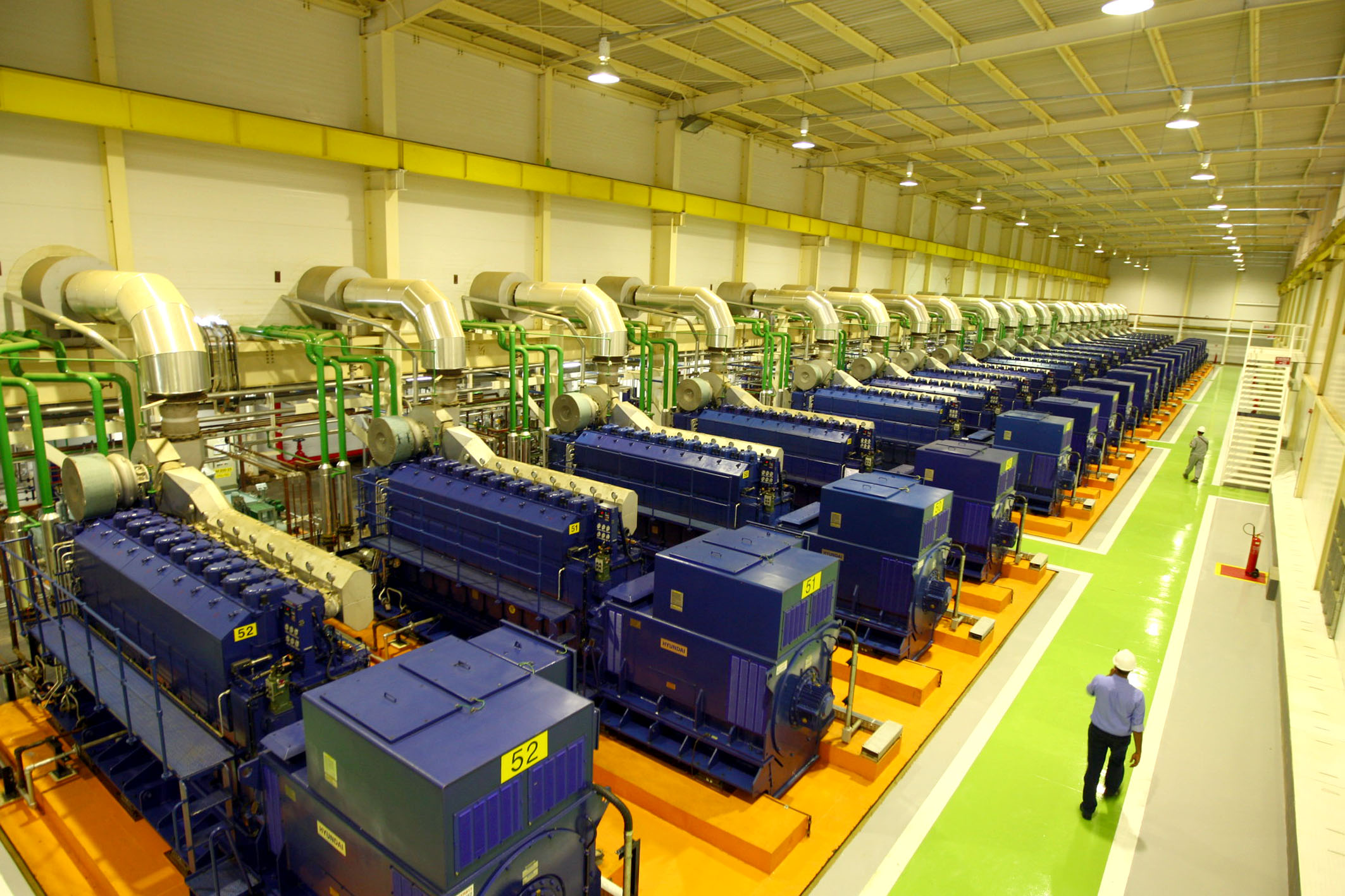
Centrale thermoélectrique de Camaçari, Bahía

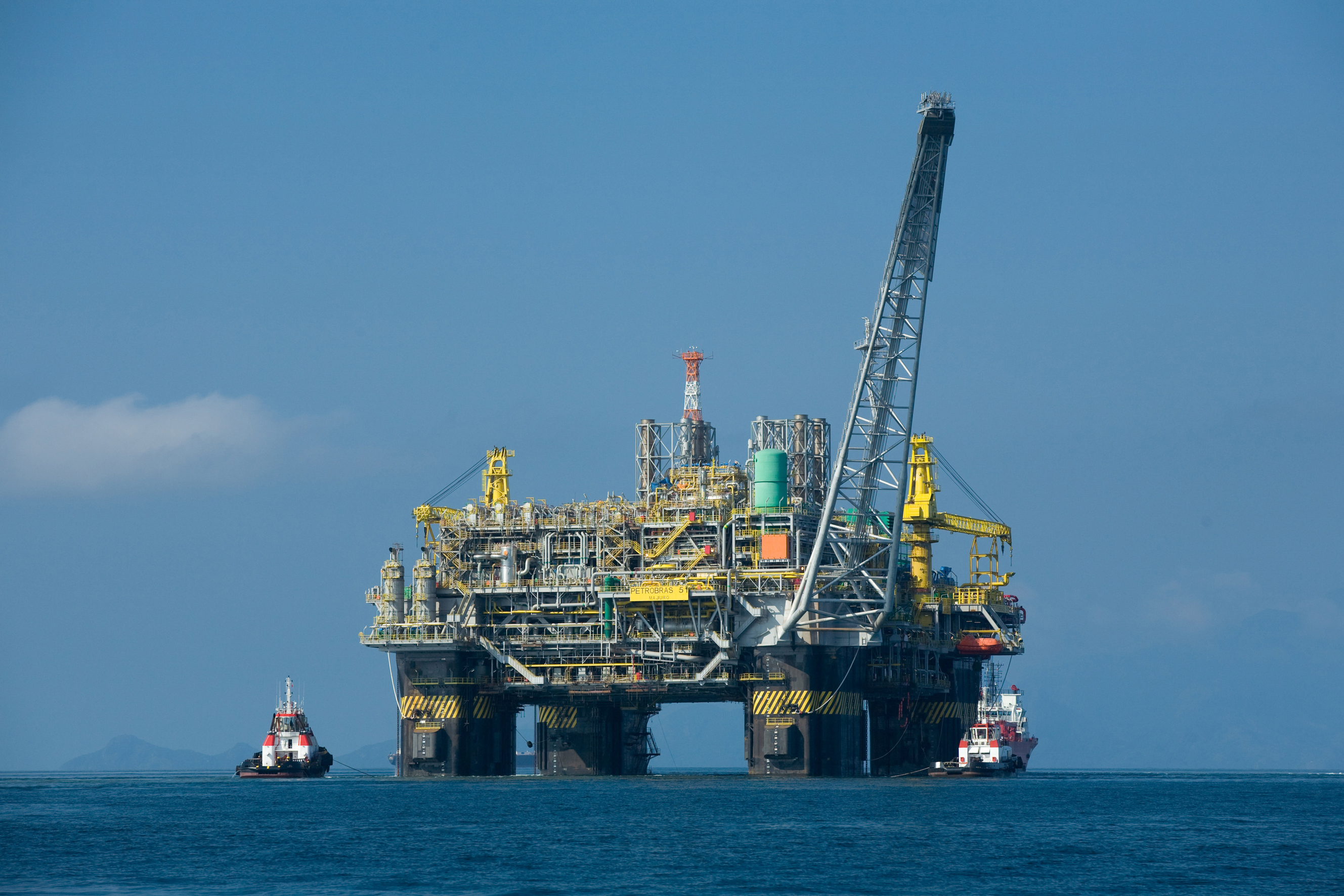
Plateforme P-51, pour la production de pétrole et de gaz naturel à Rio de Janeiro.

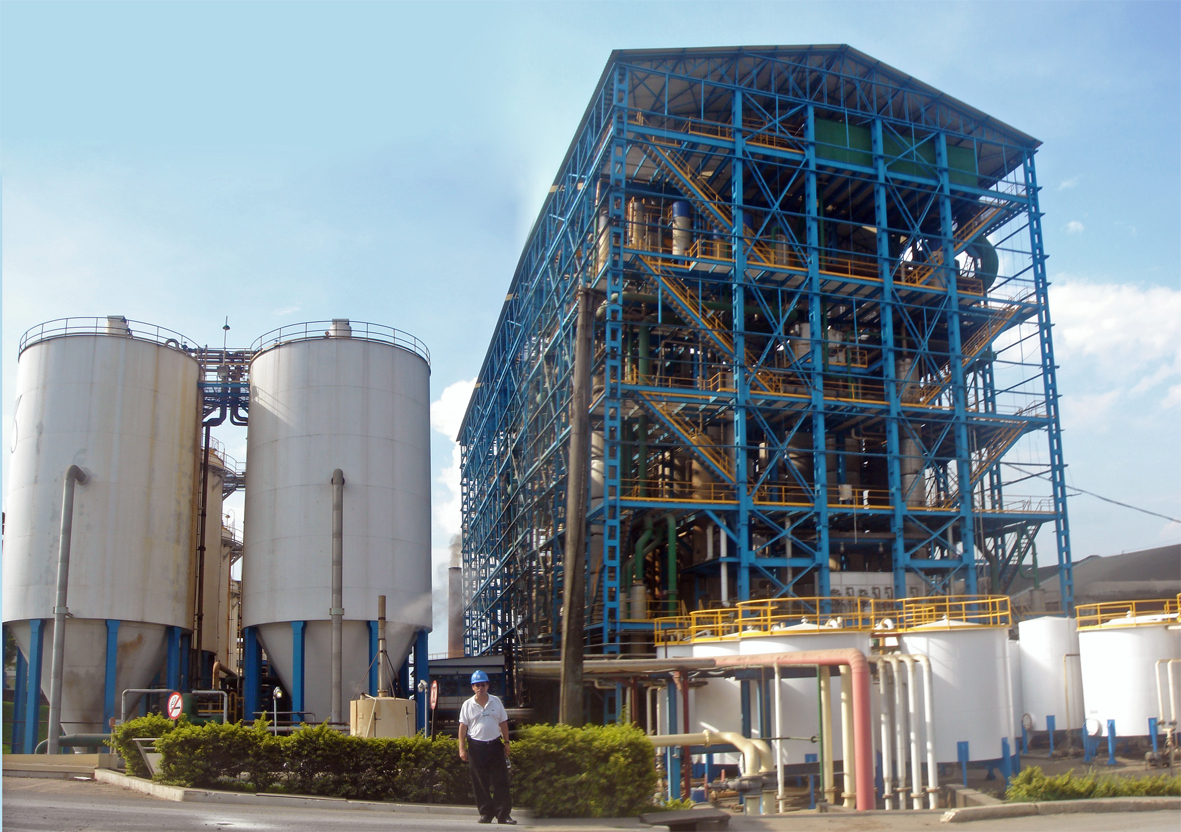
Distillerie d'éthanol à Piracicaba, São Paulo.

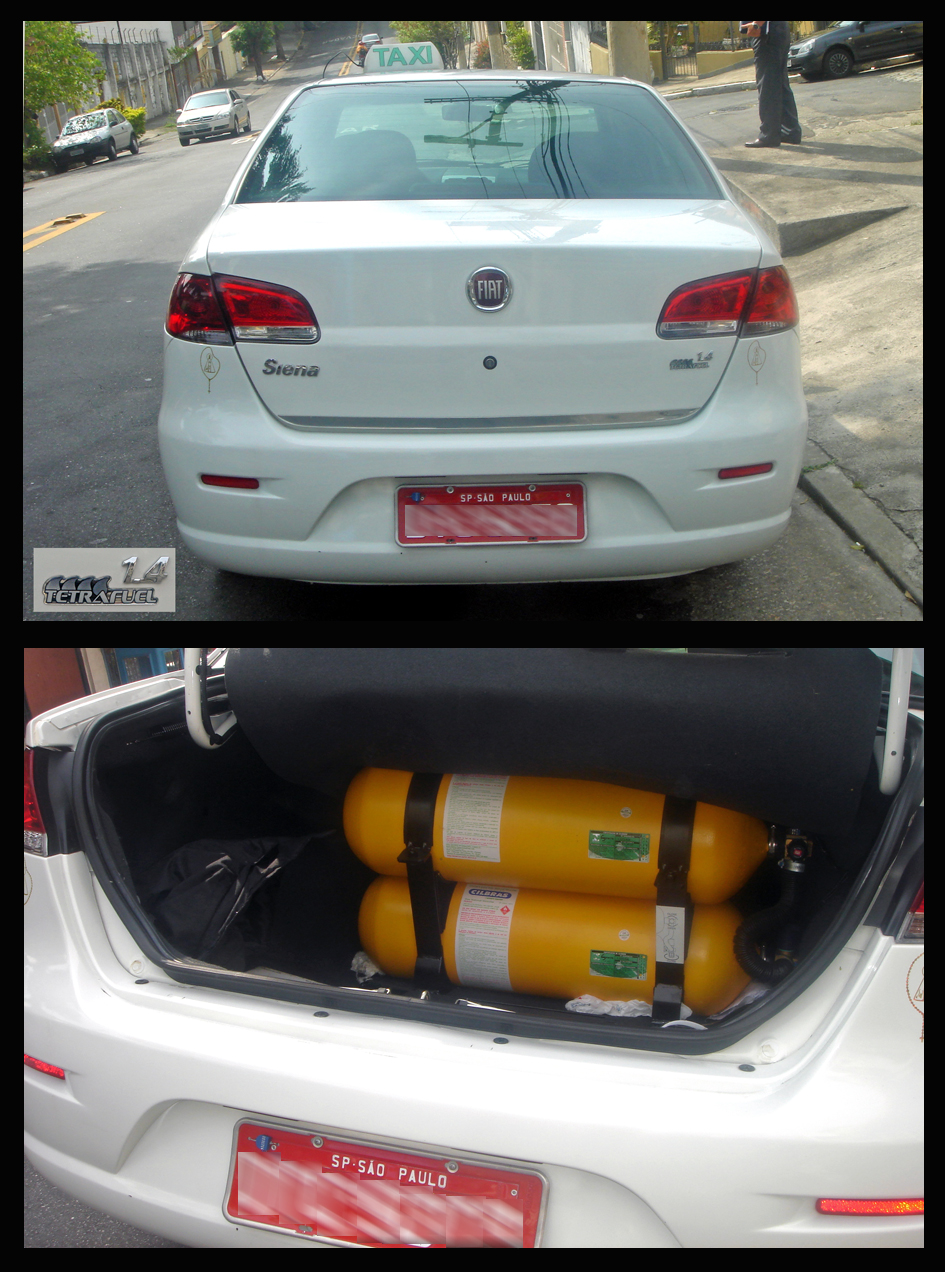
Fiat Siena Tétrafuel brésilienne alimentée au gaz naturel.

Le secteur énergétique du Brésil est dominé par le pétrole (45,3 % de la production d'énergie primaire et 40,4 % de la consommation d'énergie primaire du pays en 2011) et la biomasse (31,5 % de la production et 28,9 % de la consommation), originalité du Brésil qui a été pionnier dans les agrocarburants, en particulier à base de canne à sucre ; l'hydroélectricité couvre 13,6 % de la consommation ; le Brésil était le 9e producteur mondial d'électricité en 2011, dont il était également le 3e importateur mondial et le 2e producteur mondial d'hydroélectricité en 2011; les centrales hydroélectriques produisaient 80,6 % de l'électricité du pays en 2011 (2e rang parmi les 10 principaux producteurs mondiaux). Il était également en 2011 le 8e producteur et 7e exportateur mondial de produits pétroliers.
La consommation d'énergie primaire du Brésil : 1,37 tep/habitant en 2011 est nettement inférieure à la moyenne mondiale : 1,88 tep/hab., mais légèrement au-dessus de celle de l'Amérique latine : 1,28 tep/hab.
Ses émissions de CO2 liées à l'énergie : 2,07 tonnes de CO2 par habitant en 2011, sont largement inférieures à la moyenne mondiale : 4,50 t CO2/hab et un peu au-dessous de celle de l'Amérique latine : 2,36 t CO2/hab.
Le gouvernement brésilien a entrepris un programme ambitieux pour réduire la dépendance vis-à-vis du pétrole importé, au fil des décennies. Les importations représentaient auparavant plus de 70 % des besoins pétroliers du pays, mais le Brésil est devenu autosuffisant en pétrole en 2006–2007. Le Brésil était le 10e producteur mondial de pétrole en 2019, avec 2,8 millions de barils/jour. La production parvient à répondre à la demande du pays. Début 2020, dans la production de pétrole et de gaz naturel, le pays dépassait pour la première fois 4 millions de barils équivalent pétrole par jour. En janvier de cette année, 3 168 millions de barils de pétrole ont été extraits par jour et 138 753 millions de mètres cubes de gaz naturel,. En 2019, Rio de Janeiro était le premier producteur de pétrole et de gaz naturel du Brésil, avec 71 % du volume total produit. São Paulo se classe deuxième, avec une part de 11,5 % dans la production totale.
Le Brésil est l'un des principaux producteurs mondiaux d'hydroélectricité. En 2019, le Brésil comptait 217 centrales hydroélectriques en exploitation, d'une capacité installée de 98 581 MW, soit 60,16 % de la production d'énergie du pays. Dans la production totale d'électricité, en 2019, le Brésil a atteint 170 000 mégawatts de capacité installée, plus de 75 % à partir de sources renouvelables (la majorité, hydroélectrique),,. Le Brésil est l'un des 5 plus grands producteurs d'énergie hydroélectrique au monde (deuxième place en 2017).
En 2013, la Région Sud-Est a utilisé environ 50 % de la charge du Système national intégré (SIN), étant la principale région consommatrice d'énergie du pays. La capacité de production d'électricité installée de la région s'élevait à près de 42 500 MW, ce qui représentait environ un tiers de la capacité de production du Brésil. La production hydroélectrique représentait 58 % de la capacité installée de la région, les 42 % restants correspondant essentiellement à la production thermoélectrique. São Paulo représentait 40 % de cette capacité ; Minas Gerais environ 25 %; Rio de Janeiro 13,3 %, et Espírito Santo représentait le reste. La Région Sud est propriétaire du Barrage d'Itaipu, qui était la plus grande centrale hydroélectrique du monde pendant plusieurs années, jusqu'à l'inauguration du barrage des Trois-Gorges en Chine. Elle reste la deuxième plus grande centrale hydroélectrique en activité au monde. Le Brésil est copropriétaire de l'usine d'Itaipú avec le Paraguay: le barrage est situé sur le Rio Paraná, situé à la frontière entre les pays. Il dispose d'une capacité de production installée de 14 GW pour 20 unités de production de 700 MW chacune. La Région Nord possède de grandes centrales hydroélectriques, telles que le Barrage de Belo Monte et le Barrage de Tucuruí, qui produisent une grande partie de l'énergie nationale . Le potentiel hydroélectrique du Brésil n'a pas encore été pleinement exploité, de sorte que le pays a toujours la capacité de construire plusieurs centrales d'énergie renouvelable sur son territoire.
Le potentiel éolien du Brésil est évalué, en 2019, à 522 GW (ceci, uniquement à terre), suffisamment d'énergie pour répondre à trois fois la demande actuelle du pays; il est surtout localisé dans le nord-est et le sud,,.
En juillet 2022, selon l'ONS, la capacité totale installée était de 22 GW, avec un facteur de capacité moyen de 58 %,. Alors que le facteur de capacité de production éolienne moyenne mondiale est de 24,7 %, il existe des zones dans le nord du Brésil, en particulier dans l'État de Bahia, où certains parcs éoliens enregistrent des facteurs de capacité moyens supérieurs à 60 % ; le facteur de capacité moyen dans la région du Nord-Est est de 45 % sur la côte et de 49 % à l'intérieur. En 2019, l'énergie éolienne représentait 9 % de l'énergie produite dans le pays. Le Brésil est l'un des 10 plus grands producteurs d'énergie éolienne au monde (huitième en 2019, avec 2,4 % de la production mondiale).
Le pays développe aussi une filière complète dans le domaine de l'électricité nucléaire, qui fournit actuellement 4,3 % de l'énergie produite dans le pays. Il dispose pour cela d'importantes réserves d'uranium et a mis au point une technique d'enrichissement de l'uranium qui serait très compétitive.
En août 2022, selon l'ONS, la capacité totale installée du solaire photovoltaïque était de 17 GW, avec un facteur de capacité moyen de 23 %. Certains des États brésiliens les plus irradiés sont Minas Gerais, Bahia et Goiás, qui ont en effet des records mondiaux d'irradiation. En 2019, l'énergie solaire représentait 1,27 % de l'énergie produite dans le pays,,,.

### Dette
En 2009, les 20 000 familles les plus riches du Brésil détenaient 80 % de la dette publique du pays, au remboursement de laquelle le gouvernement fédéral consacrait 30 % de son budget.

### Coopération régionale
Depuis 1991, le Brésil fait partie du Mercosur (en portugais « Mercosul »), marché commun du « cône sud » de l'Amérique latine incluant l'Argentine, le Paraguay, l'Uruguay et depuis 2005 le Venezuela. C'est un marché commun, tout comme l'Union européenne ou l'ALENA. Le Brésil, par son poids économique, y occupe de facto une position dominante.
Le 1er février 2006, l'Argentine et le Brésil signent, après près de trois ans de négociations, un accord qui doit permettre de protéger les secteurs de production qui pourraient être trop durement affectés par la compétition du pays voisin. Le « Mécanisme d'adaptation compétitive » (MAC) permet de fixer des droits de douane sur les produits « trop compétitifs » du pays voisin pour une période de trois ans, renouvelable.

### Pauvreté
La crise économique, l'absence de politiques publiques et la corruption génèrent en 2017 une augmentation de la pauvreté. De nombreux fonctionnaires retraités ne reçoivent plus leurs retraites dans les temps et certains deviennent sans-abris, faute de pouvoir payer leurs loyers. D'après les données de l'Institut brésilien de géographie et de statistiques, l’extrême pauvreté s'est accrue de 11 % au cours de l'année 2017. La réduction du nombre de bénéficiaires de la Bolsa Família, décidée par le gouvernement, en est la cause principale selon l'étude.
La pauvreté progresse à nouveau en 2018, passant de 25,7 % à 26,5 %, et l'extrême pauvreté de 6,6 % à 7,7 % selon les données officielles.

### Inégalités

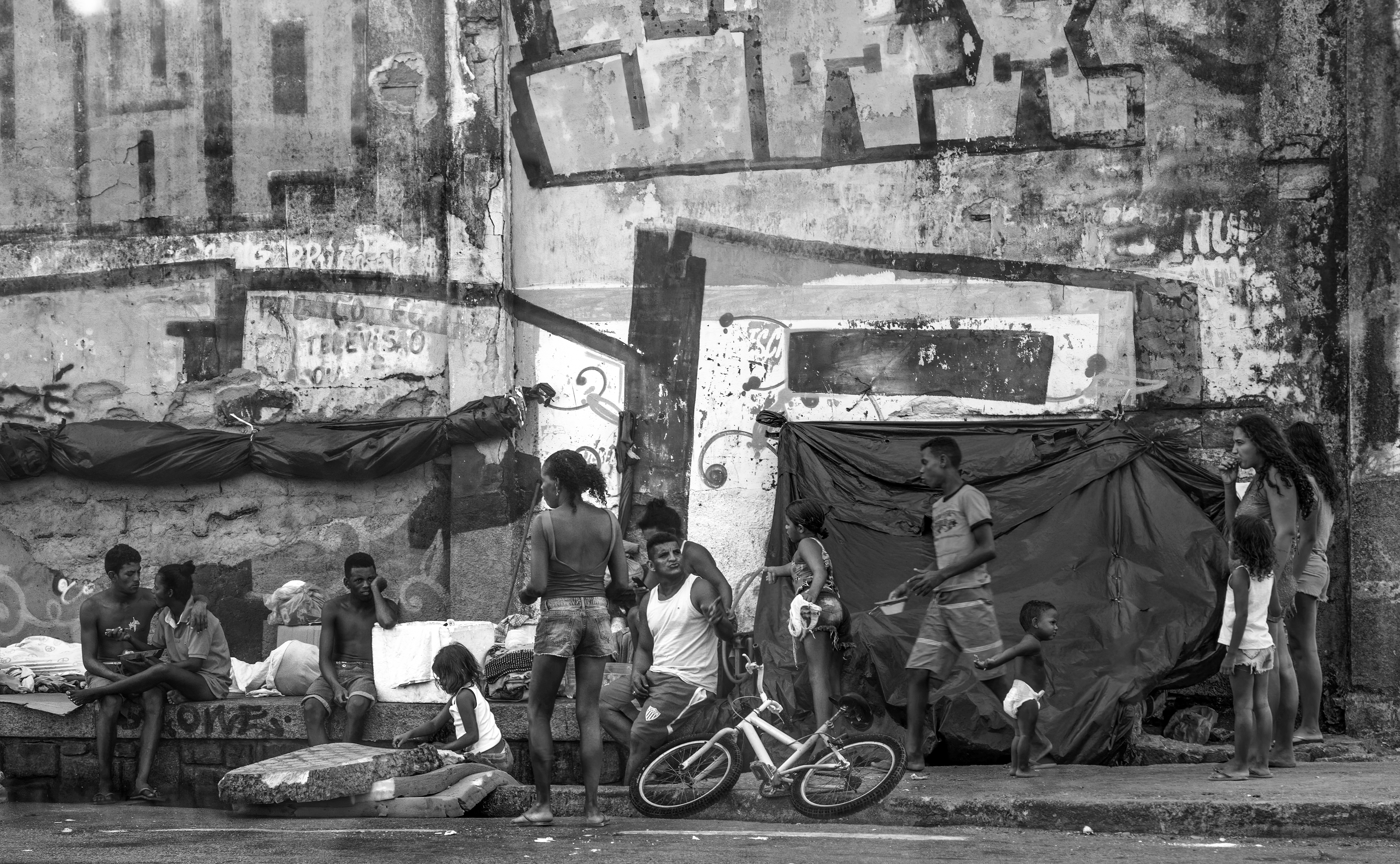
À Recife, capitale du Brésil de l'inégalité sociale. Janvier 2020.

En 2017, le Brésil est le troisième pays le plus inégalitaire d'Amérique latine après le Honduras et la Colombie. Les 5 % de Brésiliens les plus riches détiennent autant de richesses que les 95 % restant. Six milliardaires sont à eux seuls plus riches que les cent millions de Brésiliens les plus pauvres Les inégalités s'accentuent entre 2016 et 2017 (l'indice de Gini passant de 0,555 à 0,567).
Ces inégalités sont notamment engendrées par un système fiscal régressif qui exonère les revenus du capital (notamment les dividendes) et taxe faiblement l’héritage et par un marché du crédit à la consommation pratiquant des taux d’intérêt usuriers captant en moyenne 10 % du revenu des ménages.

## Sécurité intérieure et forces de police

### Police militaire
Le Brésil dispose de deux types de police militaire : la police militaire d'État et la police militaire de l'armée. La première fait à la fois partie de la sécurité publique et sociale brésilienne et du système national de défense, ou ses effectifs sont engagés comme troupes de réserve de l'Armée de terre. La seconde appartient a l'armée brésilienne, dont chacune des trois composantes (armée de terre, marine et force aérienne) possède sa propre police militaire.
- Police militaire d'État, Polícia Militar : chaque État du pays dispose de sa police militaire[364]. Les polices militaires se présentent sous la forme de forces de gendarmerie qui ont pour but le maintien de l'ordre public au sein des États. Elles sont organisées en plusieurs bataillons, structures, unités, compagnies et pelotons. Certaines unités d'élite, dont les missions présentent des risques, disposent d'équipements plus puissants que ceux de la police classique. C'est le cas du BOPE, le groupe d'intervention d'élite de la police militaire[365]. Les missions du BOPE sont principalement axées sur la répression des gangs de narcotrafiquants en milieu urbain[366].

Cette unité d'élite possède également des véhicules blindés lourdement armés : les Pacificador (ou Caveirão). Ils sont équipés de fusils d'assaut IMBEL MD-2, de fusils FAL en version brésilienne, d'HK G3 et de mitrailleuses de calibre 50. Les unités civiles peuvent aussi compter sur une importante flotte d'automobiles (berlines et utilitaires). La police militaire effectue certaines missions avec des blindés légers ou des hélicoptères lorsque la situation le nécessite.
- La police militaire de l'armée :

Chacune des composantes des Forces armées brésiliennes possède une police militaire :
- Polícia do Exército (PE) pour l'Armée de terre
- Polícia da Marinha (SP) pour la Marine
- Polícia da Aeronaútica (PA) pour la Force aérienne

### Criminalité

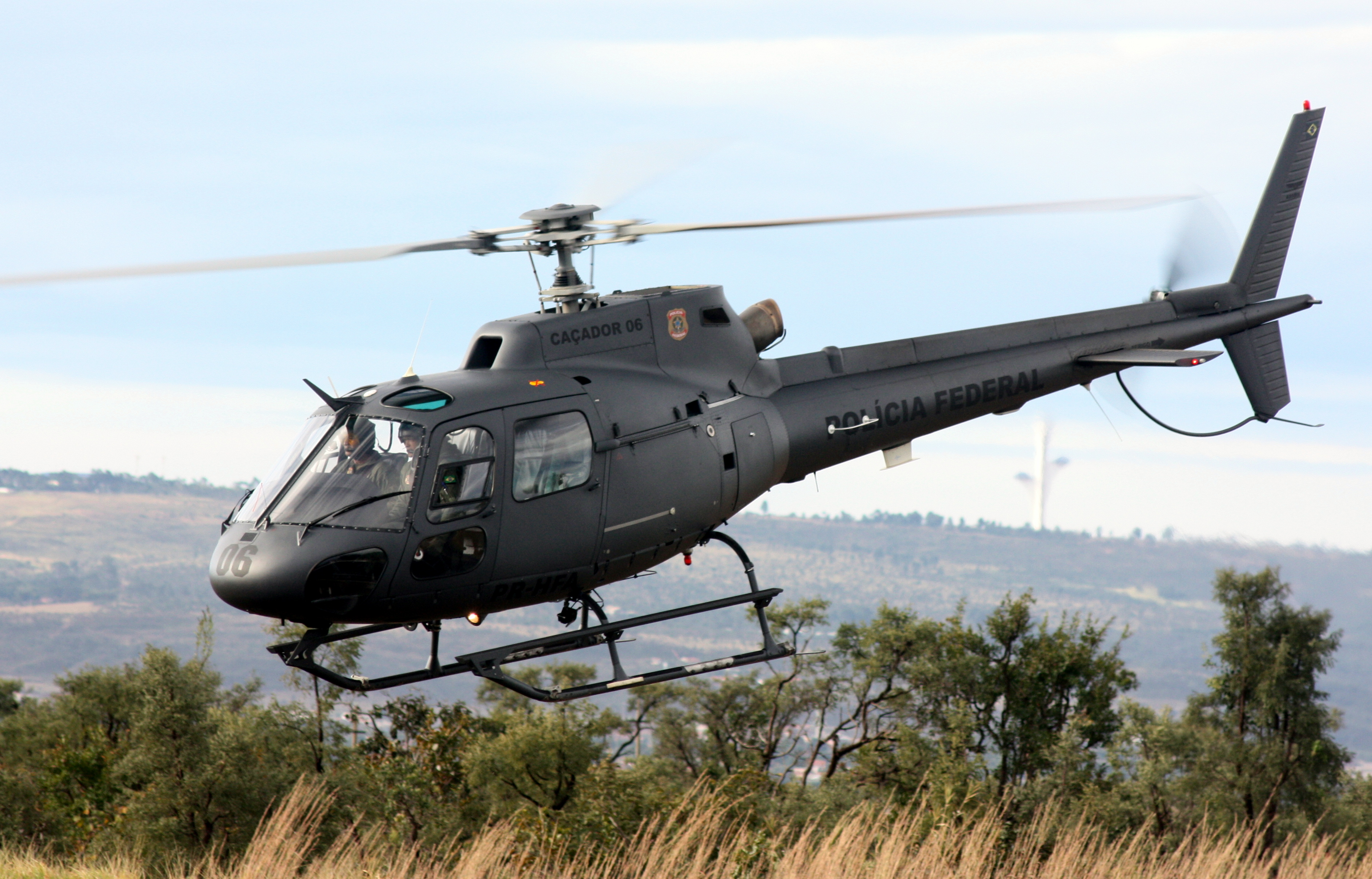
Hélicoptère de la Police fédérale brésilienne.

En 2000, São Paulo comptait plus de 50 homicides pour 100 000 habitants. En 2007, le taux d'homicide était de 13, et même 11 si l'on considère l'État de São Paulo et non plus la ville. Il s'approcherait en 2008, pour l'ensemble du pays, de 15 alors qu'il était de 23,3 en 2000. Pour l'Office des Nations unies contre les drogues et le crime (UNODC), celui-ci serait, en 2007 et pour l'ensemble du pays, de 22,4 pour 100 000 habitants. En 2012, avec 56 337 homicides recensés, ce taux remonte à 29 pour 100 000. À titre de comparaison, le taux d'homicide de la France est de 1,3 et il est de 5,7 pour les États-Unis. À l'inverse, il avoisine les 100 au Honduras et atteint les 60 en Côte d'Ivoire. Entre 2000 et 2012, c'est environ 600 000 Brésiliens qui ont été tués par homicides. Un chiffre plutôt élevé, même s'il faut prendre en compte le fait que la population brésilienne est l'une des plus importantes du monde (près de 200 millions d'habitants).
Des milices parapolicières opèrent dans certains quartiers des grandes villes. Héritières des « escadrons de la mort » qui ont existé sous la dictature militaire, ces milices se présentent comme des groupes d’autodéfense communautaires mais se sont muées en organisations paramilitaires de type « mafieux », pratiquant de nombreuses d’activités criminelles : extorsion (levée de l’impôt de sécurité sur le modèle de la mafia sicilienne), accaparement des terres (accaparement illégal de terrains publics), trafic de déchets et de biens de première nécessité (gaz et électricité), contrôle des transports en périphérie, exécutions extrajudiciaires, voire location de tueurs à gages. Ces milices sont liées à de nombreuses personnalités politiques, qui usent de leur influence pour couvrir leurs activités. Elles manipulent parfois les votes en période électorale.
D'après Le Monde du 22 mars 2005, 50 000 homicides en moyenne, dont 36 000 par arme à feu, sont commis au Brésil chaque année, ce qui le place au troisième rang mondial derrière la Colombie et la Russie. 17 millions d'armes à feu circulent dans le pays. Le dimanche 23 octobre 2005, un référendum proposa aux Brésiliens d'interdire la vente d'armes, mais il fut rejeté par les citoyens à une grande majorité.
Les zones les plus touchées par la délinquance sont aussi les plus pauvres, et bien souvent celles où les trafics en tout genre sont les plus courants. Les règlements de compte semblent bien être la principale cause d'assassinat puisque les statistiques montrent que plus de 70 % des victimes d'homicide ont déjà fait de la prison, ce qui explique en partie le fait que la violence soit concentrée dans certains quartiers. Selon Vasco Furtado, chercheur de l'université de Fortaleza, ces données pourraient être en partie erronées car, d'après lui, « 50 % des crimes ne font jamais l'objet d'une plainte ».
En 2007, on comptait environ 50 000 homicides dans le pays. Entre janvier et septembre 2007, la police a tué 1 300 personnes rien que dans l'État de Rio, soit une augmentation de 60 %. Chaque jour, trois jeunes de 15 à 24 ans sont assassinés. Une automobile est volée à Rio de Janeiro toutes les douze minutes.
Le magazine Veja de São Paulo a publié en 2008 un classement des quartiers en fonction du nombre d'homicides. Ces statistiques montrent que la violence au Brésil est disparate, et que le risque n'est pas le même dans tout le pays. Ainsi, il en ressort qu'à eux seuls, les cinq quartiers les plus violents ont comptabilisé 246 homicides. À l'inverse, cinq des plus sûrs ont dénombré moins de 7 homicides sur l'année. Ces quartiers, incluant entre autres la Vila Mariana, Jardins et Mooca, affichent un taux de sécurité encore meilleur que celui de la France.

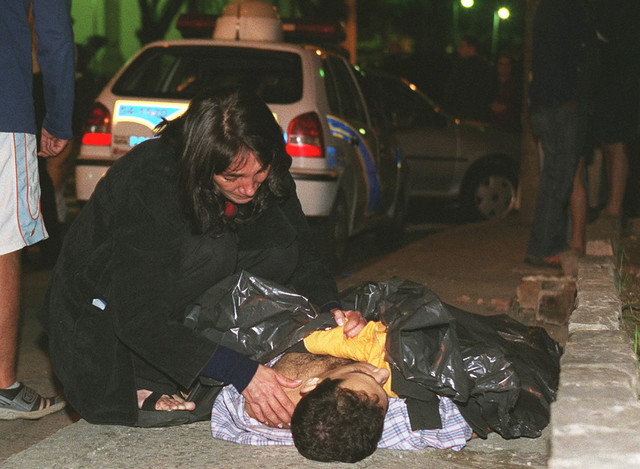
Meurtre au Brésil

La violence est ainsi très localisée, en fonction des régions, des villes et des quartiers. La capitale fédérale la plus touchée est Brasilia avec un taux d'homicide plus important que dans la plupart des autres villes du pays. Cependant, l'amélioration de la situation du Brésil est indéniable dans certaines régions et elle est même spectaculaire à São Paulo, où le nombre d'homicides a baissé de 79 % en 7 ans. Rio de Janeiro vit la même situation : alors qu'en 2000 la ville affichait 7 337 homicides, en 2010, ce chiffre était passé à moins de 4 193 (sur plus de 6 millions d'habitants), soit une diminution de 42,9 %. En 2014, le taux d'homicide à Rio (un chiffre globalement en baisse depuis dix ans) tend à passer sous la barre de la moyenne nationale.
À Rio de Janeiro, durant les mois de janvier et février 2019, 305 homicides « dus à l’intervention d’un agent de l’État » – policier ou militaire – sont recensés par l’Institut de sécurité publique (ISP), ce qui représente une augmentation de 18 % par rapport à la même période l'année précédente. Les policiers et militaires sont responsables d'un quart des homicides perpétrés dans la ville. Depuis 2017, les militaires n'ont pas à rendre des comptes devant la justice civile.
Néanmoins, comme dans toutes les grandes villes du monde, les risques restent réels et ne doivent pas être écartés. À l'approche des grands évènements sportifs mondiaux prévus pour 2014 (Coupe du monde) et 2016 (Jeux olympiques), le gouvernement brésilien a mis en place une nouvelle politique de sécurité intérieure, basée sur la pacification des régions à risques du pays.
La criminalité touche sévèrement les adolescents. Ainsi en 2013, 10 500 homicides de mineurs ont été enregistrés. Ces homicides touchent davantage la population noire avec un taux près de quatre fois supérieur à celui de la population blanche : 36,9 contre 9,6 tués pour 100 000 habitants.
En 2016, au moins 49 personnes ont été assassinées au Brésil en défendant l’environnement contre des entreprises ou des propriétaires terriens. En 2017, ce nombre est porté à 57, faisant du Brésil le pays le plus dangereux au monde pour les militants écologistes.
Dans les régions rurales, des groupes paramilitaires souvent constitués d'anciens policiers sont utilisés par des hommes d'affaires pour accaparer des terres. Les enquêtes montrent que les différentes factions criminelles agissent de manière similaire : des hommes d'affaires financent des projets illégaux, en particulier l'accaparement de terres, s'allient à la police, qui est responsable de menaces, d'extorsions et même de meurtres. Des fonctionnaires et des notaires sont soudoyés pour régulariser les expropriations organisées par les miliciens, avec l'utilisation de faux documents.

### Politique de pacification
En 2008, à l'approche des grands évènements sportifs qui s'annonçaient (la Coupe du monde en 2014 puis les Jeux olympiques en 2016), le Brésil s'est lancé dans un vaste programme de pacification visant à sécuriser les zones à risques du pays. Le gouvernement brésilien a ainsi déployé d'importants moyens militaires dans le but de lutter contre le crime dans les favelas, moyens dont l'objectif à terme est la reconquête d'un nombre maximum de favelas. C'est dans cette optique que le gouvernement a mis sur pied les UPP, Unidade de Policía Pacificadora, de nouvelles unités de polices spécialement investies pour lutter contre les narcotrafiquants.
La première favela a bénéficier de l'opération de pacification est Dona Marta, ou le nombre de vols de voiture a baissé de 44 %. Les UPP ont ensuite poursuivi leur reconquête en prenant notamment la Cidade de Deus, une des plus célèbres favelas de Rio, ou les résultats se sont la aussi avérés concluants : après le passage des UPP, la Cidade a enregistré une baisse de 82 % de son nombre d'homicides.
En 2015, 264 favelas ont été pacifiées à Rio de Janeiro, ce qui correspond à un déploiement de 38 UPP (un chiffre proche des objectifs du gouvernement brésilien, qui prévoyait l'installation de 40 UPP avant 2016).
Le 13 novembre 2011, à la suite d'une importante opération combinant moyens policiers et militaires, les forces de sécurité envahissent la favela de Rocinha, la plus grande du Brésil, et en expulsent les trafiquants. Cette opération a marqué le retour de l'État dans un lieu auparavant totalement abandonné des services publics.
Les moyens mis en œuvre pour chasser les trafiquants sont des brigades d'intervention rapide organisées et formées à ce genre d'opération, des unités d'élites surentraînées, spécialisées dans le « combat urbain ». Parmi elles, l'une des plus réputées est sans doute le BOPE, un groupe d'intervention militaire très célèbre au Brésil. La plupart des opérations fonctionnent selon le même schéma, à la manière d'une démonstration de force : un nombre important de militaires « envahissent » les favelas après en avoir prévenu les habitants - et donc également les narcotrafiquants -, ce qui permet à ces derniers de fuir avant l'arrivée en masse des policiers. De cette façon, les militaires évitent l'affrontement direct et le risque que cela pourrait représenter sur les populations civiles. Les criminels se retranchent ensuite dans la banlieue de la ville, dans d'autres favelas, avant que celles-ci ne fassent à leur tour l'objet d'opérations policières. De cette façon, en choisissant de sécuriser une palette de favelas soigneusement désignées au préalable, les militaires repoussent petit à petit les narcotrafiquants et les éloignent des zones touristiques. Une fois les favelas pacifiées, il ne reste plus qu'aux UPP à s'implanter durablement dans la zone - à la manière d'un commissariat local - afin d’empêcher le retour des trafiquants.

#### Résultats
Les statistiques ont montré une chute spectaculaire du nombre de crimes violents dans la majorité des favelas ayant été désignées par les opérations de pacification. La disparition des narcotrafiquants s'est accompagnée d'une baisse des chiffres de la criminalité, d'une hausse du prix des loyers et du retour des investisseurs immobiliers. Selon une étude publiée en 2012 par le Laboratoire d'analyse de la violence, les morts violentes auraient baissé de 70 % dans les quartiers ayant déjà fait l'objet de ces opérations. Un ensemble de mesures sociales, de structures publiques et de services sociaux a été mis en œuvre dans certains quartiers, permettant le développement des politiques publiques : aide à la scolarité, développement de micro-crèches, structures de microcrédit pour développer des activités, etc.
Mais la politique de pacification a aussi montré certaines limites. S'il est effectivement clair qu'elle a permis une baisse drastique des chiffres de la criminalité dans les zones désormais tenues par les unités de polices pacificatrices, cela a également coïncidé avec la « migration » des criminels vers d'autres zones, sans UPP. Des critiques quant à l'attitude des policiers vis-à-vis des populations des favelas se sont également faites entendre : ainsi, certains ont reproché un simple « changement de patron », les trafiquants ayant cédé la place à la police et les armes et le pouvoir ayant simplement changé de mains.
Un rapport publié en 2012 par Ignacio Cano, du Laboratoire d’analyse de la violence, montre que, bien qu’incomplet et imparfait, le dispositif offre des résultats incontestables en matière de sécurité. « Dans les treize premières favelas pacifiées de Rio, le nombre de morts violentes a baissé de 70 % et celui des décès dus à des interventions policières est désormais proche de zéro ». Le rapport fait aussi état de bavures policières ainsi que de « choix stratégiques douteux » : « Il aurait été bien plus judicieux de pacifier d’abord les favelas les plus violentes. Mais le choix s’est fait en fonction des grands événements sportifs, pas de la réalité de la criminalité. »
En 2015, le retour en force des trafiquants dans certaines favelas pacifiées a conduit les autorités à annoncer un renforcement des effectifs policiers. Le major Marcelo Cobrage, chef de l'UPP, a ainsi annoncé « un effectif minimum de 100 policiers par UPP » et « jusqu'à plus de 400, selon les besoins. »

## Démographie

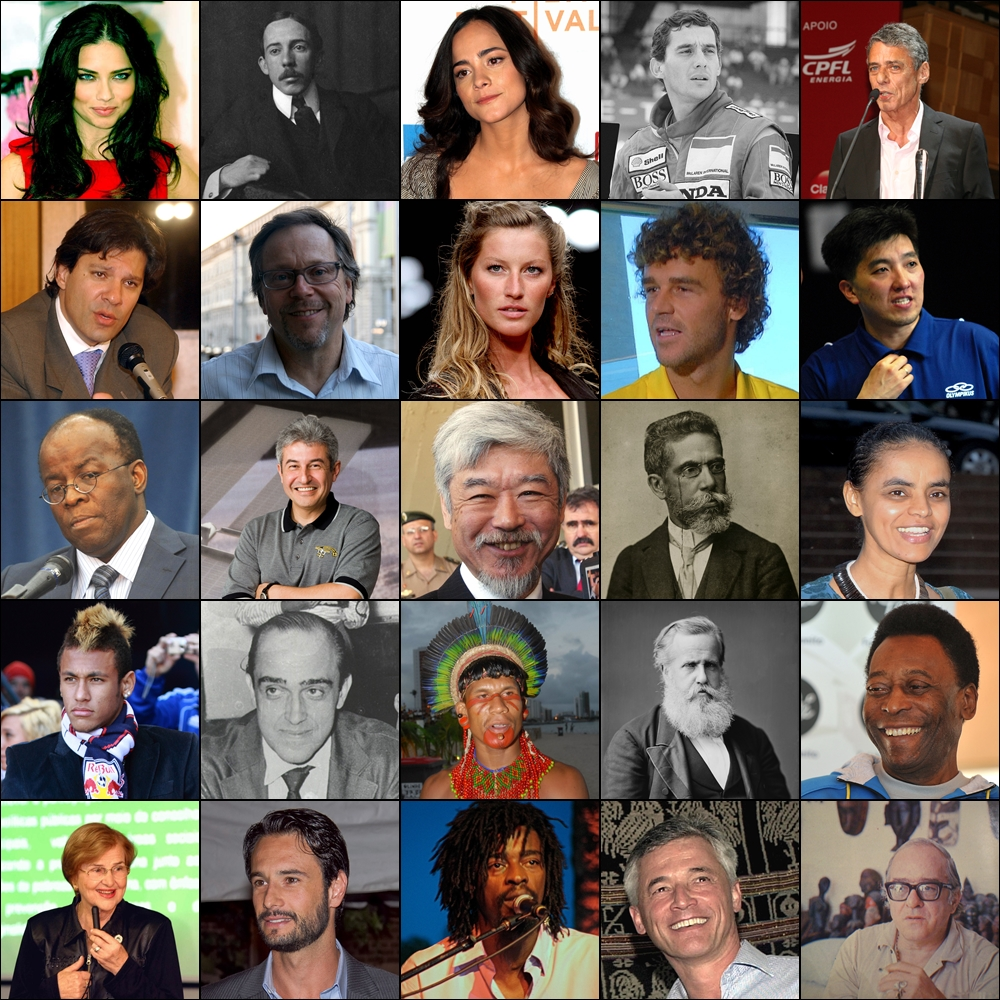
Diversité ethnique du Brésil.

Lors du recensement de 2010, la population du Brésil était de plus de 190 millions de personnes. En 2024, elle s'élève à 212 583 750 habitants selon l'estimation officielle et 220 millions selon l'estimation de la CIA, ce qui place le Brésil au rang du septième pays le plus peuplé du monde. La densité de population est faible, 24 hab./km2 (un chiffre comparable aux autres pays d'Amérique du Sud) pour un taux d'urbanisation de 84,90 % de la population,.
En 2010, le taux de fécondité était estimé à 1,81 enfant par femme, ce qui est inférieur au seuil de renouvellement des générations. La population du Brésil a augmenté de manière significative entre 1940 et 1970 en raison d'une baisse du taux de mortalité, tandis que le taux de natalité a également montré une légère baisse sur la même période. Dans les années 1940, le taux de croissance de la population était de 2,4 % par an, passant à 3 % en 1950 avant de se stabiliser à 2,9 % en 1960. Dans le même temps, l'espérance de vie est passée de 44 à 54 ans et jusqu'à 72 ans dans les années 2010. Le taux de croissance de la population a tendance à diminuer depuis 1960, passant de 3,04 % en 1950-1960 à 1,13 % en 2011. En 2050, on estime que le taux sera à une valeur de -0,29, complétant ainsi la transition démographique.
La chute spectaculaire du taux de fécondité procède des choix faits par les femmes et non d'une politique gouvernementale. Pas de politique de l'enfant unique comme en Chine (aujourd’hui abolie), pas de campagne de stérilisation forcée des populations comme en Inde.
Le Brésil possède l'une des populations les plus diversifiées au monde sur le plan ethnique.

### Groupes ethniques
La population brésilienne se répartit de la façon suivante,,, :
- Blancs : 47,3 % (90 millions) ;
- Métis : 43,1 % (82 millions) ;
- Noirs : 7,6 % (14 millions) ;
- Asiatiques : 2,1 % (4 millions) ;
- Amérindiens : 0,8 % (1,6 million).

L'arrivée des fondateurs portugais a donné lieu à un important métissage avec les populations amérindiennes autochtones, métissage qui s'est poursuivi avec l'arrivée, plus tard, d'un grand nombre d'Européens (autres que des Portugais) et celle des esclaves importés depuis le continent africain. La grande majorité des études génétiques menées sur la population brésilienne révèle que le patrimoine génétique des Brésiliens est composé principalement par l'apport de trois groupes principaux (européen, amérindien et africain), avec toutefois une nette domination de l'ascendance européenne (majoritaire de 65 % à 77 %), et ce quelles que soient les régions du pays,,,.
Les immigrés japonais sont arrivés en masse dans les années 1920 pour travailler dans les champs de café de São Paulo. Ils ont subi des années durant insultes, moqueries et discriminations d’État. Les Brésiliens d'origine japonaise sont au moins 1,5 million de nos jours.
Une étude effectuée en 2013, sur la base de plus de 1 300 échantillons provenant de toutes les régions du Brésil a démontré que les métissages entre Amérindiens, Européens et Africains ne présentent pas tous le même degré et la même importance en fonction des régions concernées. Selon cette étude, l'ascendance européenne est la plus répandue (allant jusqu'à 74 %) dans toutes les populations urbaines. Les populations du Nord présentent un héritage génétique à contribution amérindienne deux fois plus importante que la contribution africaine. En revanche, dans le Nord-Est, Centre-Ouest et Sud-Est, l'ascendance africaine est la deuxième plus répandue (derrière l'ascendance européenne).
| Région       | Européen | Africain | Amérindien |
| ------------ | -------- | -------- | ---------- |
| Nord         | 51 %     | 17 %     | 32 %       |
| Nord-Est     | 56 %     | 28 %     | 16 %       |
| Centre-Ouest | 58 %     | 26 %     | 16 %       |
| Sud-Est      | 61 %     | 27 %     | 12 %       |
| Sud          | 74 %     | 15 %     | 11 %       |

De même, une autre étude basée sur 1 000 échantillons venant de tout le pays, a confirmé une ascendance européenne majoritaire, suivie par une contribution amérindienne et africaine plus ou moins importante.
L'étude mentionne que « dans toutes les régions étudiées, l'ascendance européenne était prédominante, avec des proportions allant de 60,6 % dans le Nord à 77,7 % dans le Sud ».
| Région       | Européen | Africain | Amérindien |
| ------------ | -------- | -------- | ---------- |
| Nord         | 60,6 %   | 21,3 %   | 18,1 %     |
| Nord-Est     | 66,7 %   | 23,3 %   | 10 %       |
| Centre-Ouest | 66,3 %   | 21,7 %   | 12 %       |
| Sud-Est      | 60,7 %   | 32 %     | 7,3 %      |
| Sud          | 81,5 %   | 9,3 %    | 9,2 %      |

| Région   | Européen | Africain | Amérindien |
| -------- | -------- | -------- | ---------- |
| Nord     | 68,8 %   | 10,5 %   | 18,5 %     |
| Nord-Est | 60,1 %   | 29,3 %   | 8,9 %      |
| Sud-Est  | 74,2 %   | 17,3 %   | 7,3 %      |
| Sud      | 79,5 %   | 10,3 %   | 9,4 %      |

Une autre étude menée avec des échantillons provenant des cinq régions du pays a indiqué que, en moyenne, les ancêtres européens sont contributeurs à 80 % du patrimoine génétique de la population. L'ascendance européenne est majoritaire dans toutes les régions (entre 60 et 70 %) et présente peu de variabilité, à l'exception du Sud, où elle peut atteindre jusqu'à 90 %.
Selon une autre étude réalisée en 2008 par l'université de Brasilia, l'ascendance européenne domine dans l'ensemble du Brésil (dans toutes les régions), ce qui représente 65,9 % du patrimoine de la population, suivie par la contribution africaine (24,8 %) et la contribution amérindienne (9,3 %).

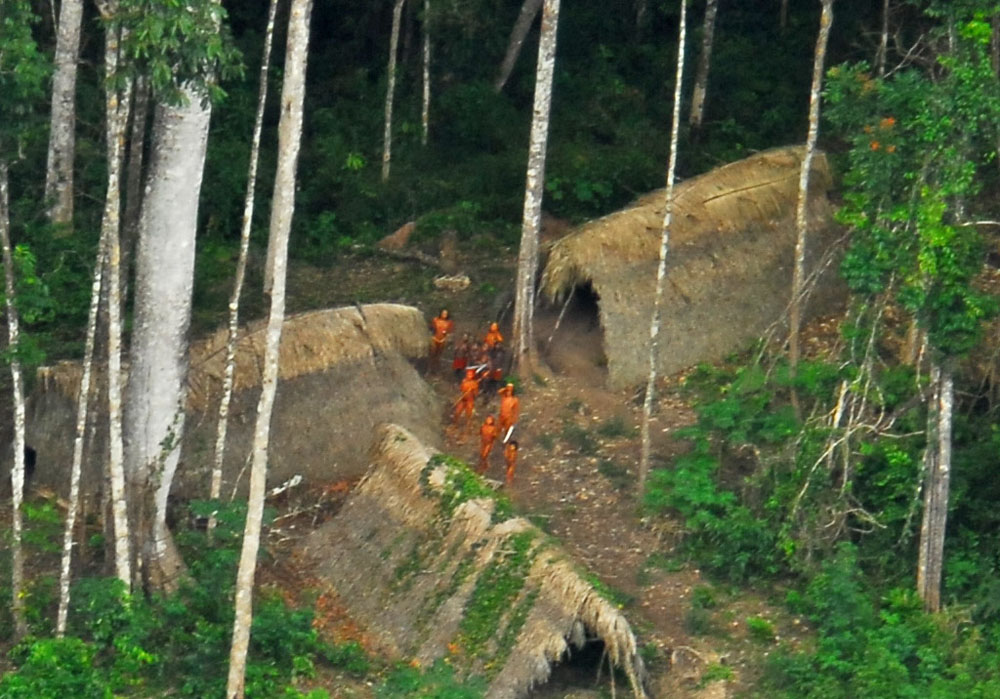
L'Amazonie brésilienne abrite le plus grand nombre de tribus isolées au monde.

Dans l'État de São Paulo, l'ascendance amérindienne s'élève à 11 %. Le gène européen, lui, représente 79 % du patrimoine de la population de São Paulo.
| Région       | Européen | Africain | Amérindien |
| ------------ | -------- | -------- | ---------- |
| Nord         | 71,10 %  | 18,20 %  | 10,70 %    |
| Nord-Est     | 77,40 %  | 13,60 %  | 8,90 %     |
| Centre-Ouest | 65,90 %  | 18,70 %  | 11,80 %    |
| Sud-Est      | 79,90 %  | 14,10 %  | 6,10 %     |
| Sud          | 87,70 %  | 7,70 %   | 5,20 %     |

Les peuples indigènes du Brésil (Amérindiens) comprennent un grand nombre de groupes ethniques qui habitaient la région avant l'arrivée des Européens. Ils représentent environ 0,8 % de la population et certaines tribus isolées comme les Kawahiva sont souvent menacées par des envahisseurs qui spolient leurs terres et leurs ressources, ou par des maladies telles que la grippe ou la rougeole contre lesquelles ils n’ont aucune immunité.

#### Afro-Brésiliens

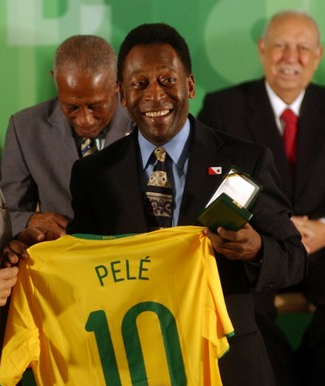
Pelé est un célèbre footballeur brésilien.

De 1550 à 1850, le Brésil a absorbé près de 40 % de la traite atlantique. Les premiers colons portugais mettent les Amérindiens en esclavage pour exploiter la canne à sucre ou le bois précieux. Mais les Amérindiens déjà peu nombreux fuient à l’intérieur des terres ou préfèrent se suicider plutôt que d’être esclaves. C’est alors que les Portugais ont recours à des esclaves noirs d’Afrique. Les premiers esclaves africains sont déportés au Brésil en 1532. Environ 73 % des Africains déportés arrivaient d'Angola, 17 % du Mozambique et 10 % de l'Afrique de l'Ouest.
Jusqu'en 1888, année de l'abolition de l'esclavage au Brésil, le pays aura importé plus de huit générations d’esclaves africains. Le Brésil est le premier pays d'Amérique à avoir reçu le plus d'esclaves noirs, avec environ 5,5 millions d'Africains déportés de 1500 à 1850.
| Période | 1500-1700 | 1701-1760 | 1761-1829 | 1830-1855 |
| Nombre  | 510 000   | 958 000   | 1 720 000 | 718 000   |

Des millions de Brésiliens possèdent à des degrés divers des origines d'Afrique. Les Africains au Brésil ont réussi à préserver un patrimoine culturel maigre. Cependant, malgré sa petite taille, ce patrimoine africain a légué au Brésil un profil culturel unique. Parmi les influences africaines, on peut citer les arts (la samba, la capoeira), la nourriture (l'acarajé, le vatapá, etc.) ou la langue elle-même : le portugais parlé au Brésil aurait ainsi été influencé par des langues africaines, comme le kimbundu angolais,,.

#### Immigration européenne

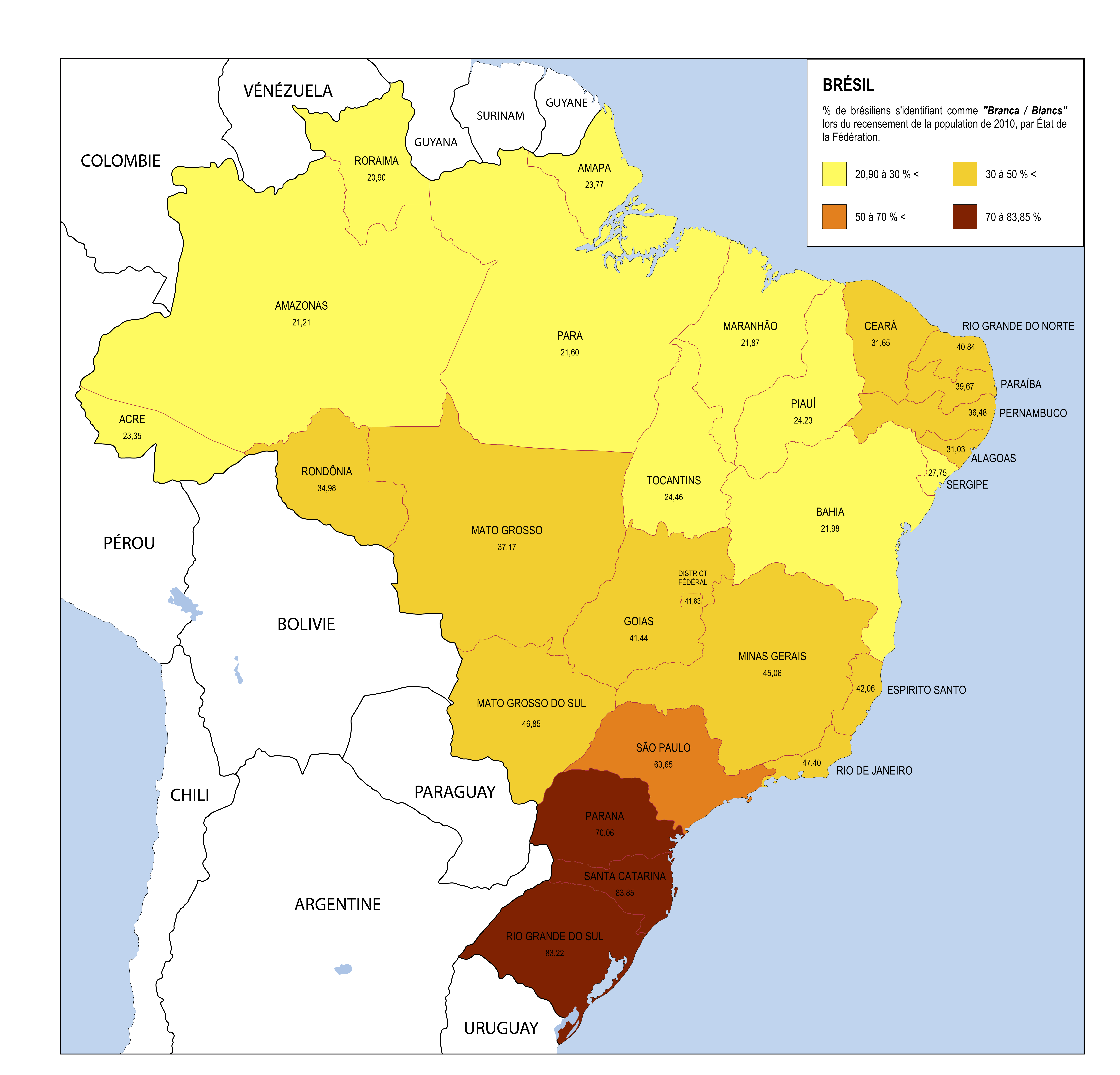
Proportion d'habitants s'identifiant comme blancs lors du recensement de 2010.

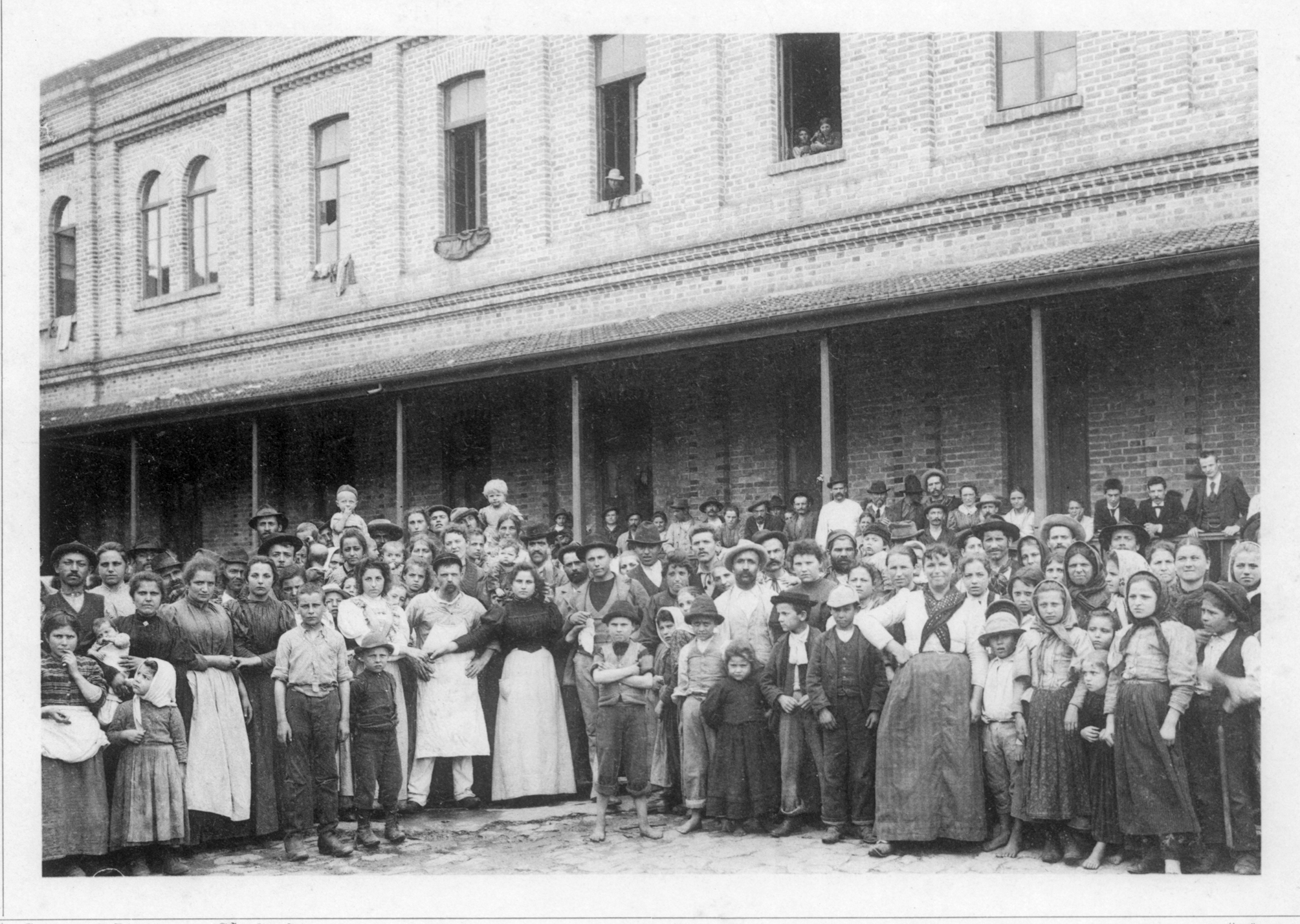
L'immigration italienne en pose pour la photographie dans le cortile centrale dell'Hospedaria dos Imigrantes, São Paulo, 1890.

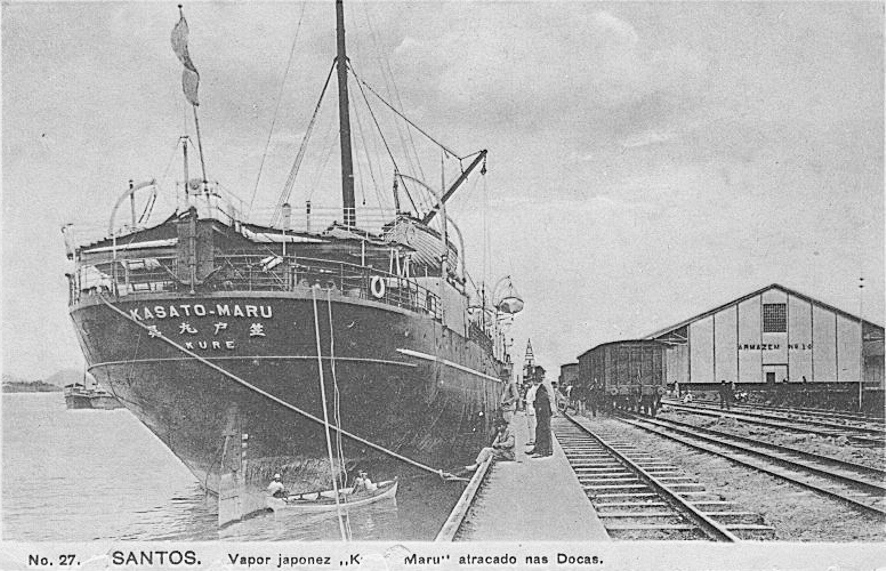
Kasato Maru, navire qui en 1908 a transporté le premier grand groupe d'immigrants japonais au Brésil, dans le port de Santos.

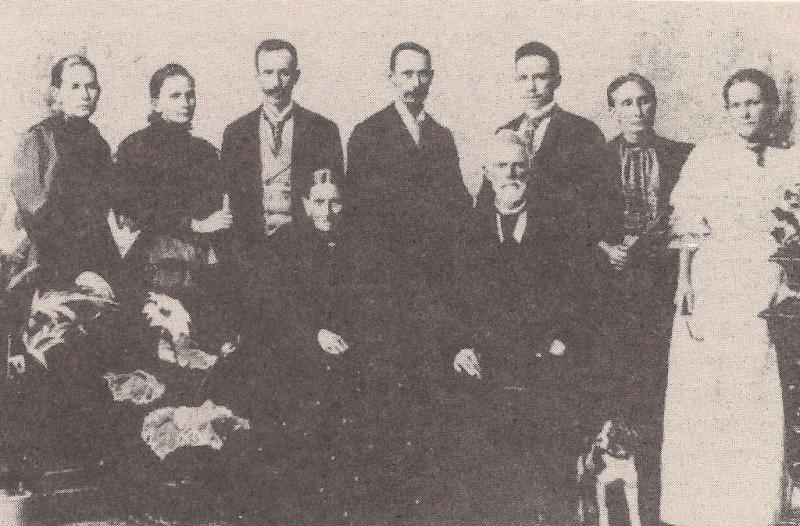
Famille allemande à Paraná, dans les années 1890.

Les premiers Européens à arriver au Brésil étaient les Portugais en 1500. Entre 1500 et 1760, environ 700 000 Portugais ont émigré au Brésil. La plupart d'entre eux étaient des hommes et beaucoup se sont mariés avec les femmes autochtones et africaines, conduisant à une population extrêmement hétérogène.
De la fin du XIXe siècle au milieu du XXe, le Brésil a accueilli des immigrants du monde entier, principalement d'Europe. Les premiers européens à immigrer à cette époque sont des Suisses et des Allemands. Les Allemands s'installent principalement dans les trois grands États du Rio Grande do Sul, de Santa Catarina et du Paraná. L'influence culturelle allemande a eu un grand impact sur la société brésilienne, ce qui se démontre à travers des villes comme Novo Hamburgo dans le Rio Grande do Sul ou Blumenau dans l'État de Santa Catarina qui conservent une forte personnalité culturelle allemande.
Cependant, c'est dans les années 1870 qu'a lieu l'explosion du nombre d'immigrants européens à destination du Brésil. Cette période est appelée la « Grande Immigration ». Avant 1872, on comptait environ 10 000 arrivées d'Européens par an au Brésil, chiffre qui passe à près de 100 000 par an dans les années 1880,. Durant cette période, les quatre principaux groupes d'immigrants sont les Portugais (31 %), les Italiens (25 %), les Allemands (8 %) et les Espagnols (2 %). Au XIXe siècle, c'est l'immigration italienne qui prédomine, en particulier dans l'État de São Paulo. De plus, les Italiens dépassent les Portugais et deviennent, avec une écrasante majorité (61 % de tous les arrivants), le premier groupe de nationalité à s'installer au Brésil. Les données du ministère des Affaires étrangères stipulent que plus de 1,4 million d'Italiens ont accosté au Brésil entre 1884 et 1973, contre 1,2 million de Portugais, 580 000 Espagnols et plus de 200 000 Allemands.
Outre les Italiens, Portugais, Espagnols et Allemands, d'autres nationalités sont également arrivées : des Polonais, des Hongrois, des Ukrainiens, des Scandinaves, des Slaves, des Grecs… Il y a également un nombre non négligeable de Russes ; en effet, pas moins de 100 000 Russes se sont installés au Brésil, ce qui fait des Russes l'un des principaux groupes de nationalité à débarquer sur le sol brésilien.
Cette arrivée massive d'Européens a eu une répercussion significative sur la composition ethnique du pays. Le nombre d'Européens n'a cessé d'augmenter pendant plus d'un siècle, de 500 000 entre 1808 et 1883, près de 880 000 entre 1884 et 1893, puis a dépassé le million en 1913. L'apport de l'immigration européenne au patrimoine ethnique brésilien se vérifie dans le nombre de Brésiliens blancs, qui passe de 38,1 % en 1872 a 44 % en 1890. Aujourd’hui[Quand ?], on compte 90 millions de Brésiliens caucasiens (47 % de la population totale) ce qui représente le premier groupe ethnique du pays, devant les métis (83 millions) et les afro-brésiliens (14 millions). Les Allemands et les Italiens notamment ont considérablement influencé le paysage ethnique du Brésil : on estime aujourd’hui[Quand ?] que près de 33 millions de Brésiliens descendent des Italiens et que 5 millions de brésiliens ont des origines allemandes.
Le Brésil accueille de grandes diasporas :
- Italie : environ 30 millions de descendants d'immigrés italiens vivent au Brésil, ce qui représente 15 % de la population, la moitié d'entre eux à São Paulo[432]. Cette population fait du Brésil le second pays au monde avec le plus d'Italiens, derrière l'Italie. Luiz Felipe Scolari, l'ancien entraîneur de l'équipe de football du Brésil, est d'origine italienne ;
- Liban et Syrie : selon l'enquête de 2008 (IBGE), 0,9 % des Brésiliens avaient des origines (proches ou éloignées) du Moyen-Orient, soit environ 2 millions de personnes[433]. La plupart d'entre eux sont des descendants de chrétiens libanais et syriens qui ont immigré au Brésil dans le début du XXe siècle et vivent principalement à São Paulo, Minas Gerais et Rio de Janeiro[434]. Parmi les notables brésiliens d'origine libanaise, on peut citer le nom de Geraldo Alckmin, actuel gouverneur de São Paulo ou Michel Temer, ancien Président du Brésil[435] ;
- Allemagne : en 2000, il a été estimé qu'au moins 5 000 000 de Brésiliens avaient au moins un ancêtre allemand[436]. C'est dans le sud particulièrement que l'on trouve des lieux d'immigration de populations germanophones[101]. Ainsi, la ville de Blumenau, réputée pour sa forte personnalité culturelle allemande[437], que ce soit dans le folklore, l'architecture ou le paysage, compte une population d'origine allemande de 40 %[438],[439]. Le Brésil abrite la troisième plus grande communauté d'origine allemande au monde, derrière l'Allemagne et les États-Unis. Parmi les Brésiliens d'origine allemande célèbres, on peut nommer Gisele Bündchen, une des mannequins les plus célèbres du monde, Oscar Niemeyer, le fondateur de la ville de Brasilia, Eike Batista, 7e personne la plus riche du monde en 2012[440],[441], ou Dunga, l'ancien entraîneur de l'équipe de football du Brésil ;
- Juifs : près de 190 000 personnes sont de confession juive, faisant ainsi du Brésil le huitième foyer diasporique juif (après les États-Unis, Israël, la France, la Russie, l'Ukraine, le Canada, le Royaume-Uni et l'Argentine)[442]. Eduardo Saverin, cofondateur avec Mark Zuckerberg du célèbre réseau social Facebook, est un Brésilien d'origine juive ;
- Japon : la plus grande communauté d'origine japonaise du monde (hors Japon) est aussi présente à São Paulo, avec 1,6 million de personnes[443]. On les appelle les Nippo-Brésiliens. Sabrina Sato, une actrice et mannequin particulièrement connue au Brésil, est d'origine japonaise et européenne (Suisse) ;
- quoique dans une moindre mesure, il existe également un nombre non négligeable de descendants de Français au Brésil. Entre 1850 et 1965, près de 100 000 Français ont immigré au Brésil[réf. nécessaire]. C'est le pays qui a reçu le deuxième plus grand nombre d'immigrants français en Amérique du Sud après l'Argentine (239 000). On estime à environ 1 000 000 le nombre de Brésiliens ayant des ascendants français[444]. Hercule Florence, un franco-brésilien, a été un des pionniers de la photographie au Brésil.

### Religions
D'après le recensement de l'année 2010 par l'Institut brésilien de géographie et de statistiques, la répartition religieuse de la population est la suivante :
| Religion                                              | Pourcentage |
| ----------------------------------------------------- | ----------- |
| Catholicisme                                          | 61 %        |
| Protestantisme                                        | 26 %        |
| Sans religion                                         | 8 %         |
| Autres confessions                                    | 5 %         |
| Religion au Brésil : Source Pew Research Center 2014. |             |

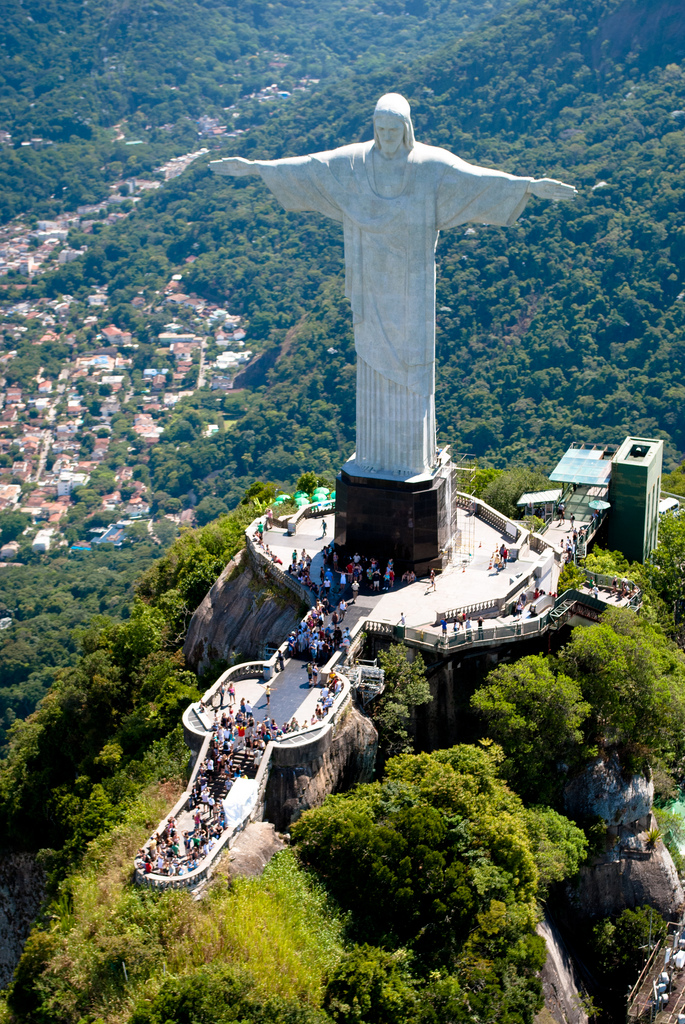
Statue du Christ Rédempteur, Rio de Janeiro.

Le Brésil est un pays laïc, l'Église est officiellement séparée de l'État et la Constitution prévoit la liberté religieuse. Malgré la baisse du nombre de catholiques (de 73,6 % en 2000 à 64,6 % en 2010,), le catholicisme demeure la plus importante du pays, la religion chrétienne dans son ensemble demeure stable puisque la baisse du nombre de catholiques est nuancée par la hausse croissante du nombre de protestants évangéliques,. Le recensement de 2010 stipule que la plus forte proportion de catholiques se trouve dans l'État de Piauí (85,1 %) et la plus faible dans l'État de Rio de Janeiro (45,8 %.) À l'inverse, l'État qui compte le plus grand nombre de protestants évangéliques est Rondônia (33 %) et celui qui en compte le moins est Piauí (9,7 %).
D'après le dernier recensement de 2010, 64,6 % de la population est catholique, 22,2 % est protestante, 2,7 % est d'une autre confession chrétienne, 2 % est spirite et 0,4 % est d'une confession non-chrétienne (incluant l'Islam, le judaïsme, le bouddhisme, les religions amérindiennes ou encore les religions afro-brésiliennes, etc.). Enfin, 8 % se déclare sans religion. Après les États-Unis, le Brésil est le pays avec la plus grande population de chrétiens du monde. C'est également le pays catholique le plus peuplé (les habitants des États-Unis étant majoritairement protestants).
La Convention baptiste brésilienne a été officiellement fondée en 1907. En 2015, elle comptait 8 392 églises et 1 618 663 membres.
La Convention générale des Assemblées de Dieu au Brésil a été officiellement fondée en 1930. En 2013, elle comptait 280 000 églises et 3,5 millions de membres.

## Culture

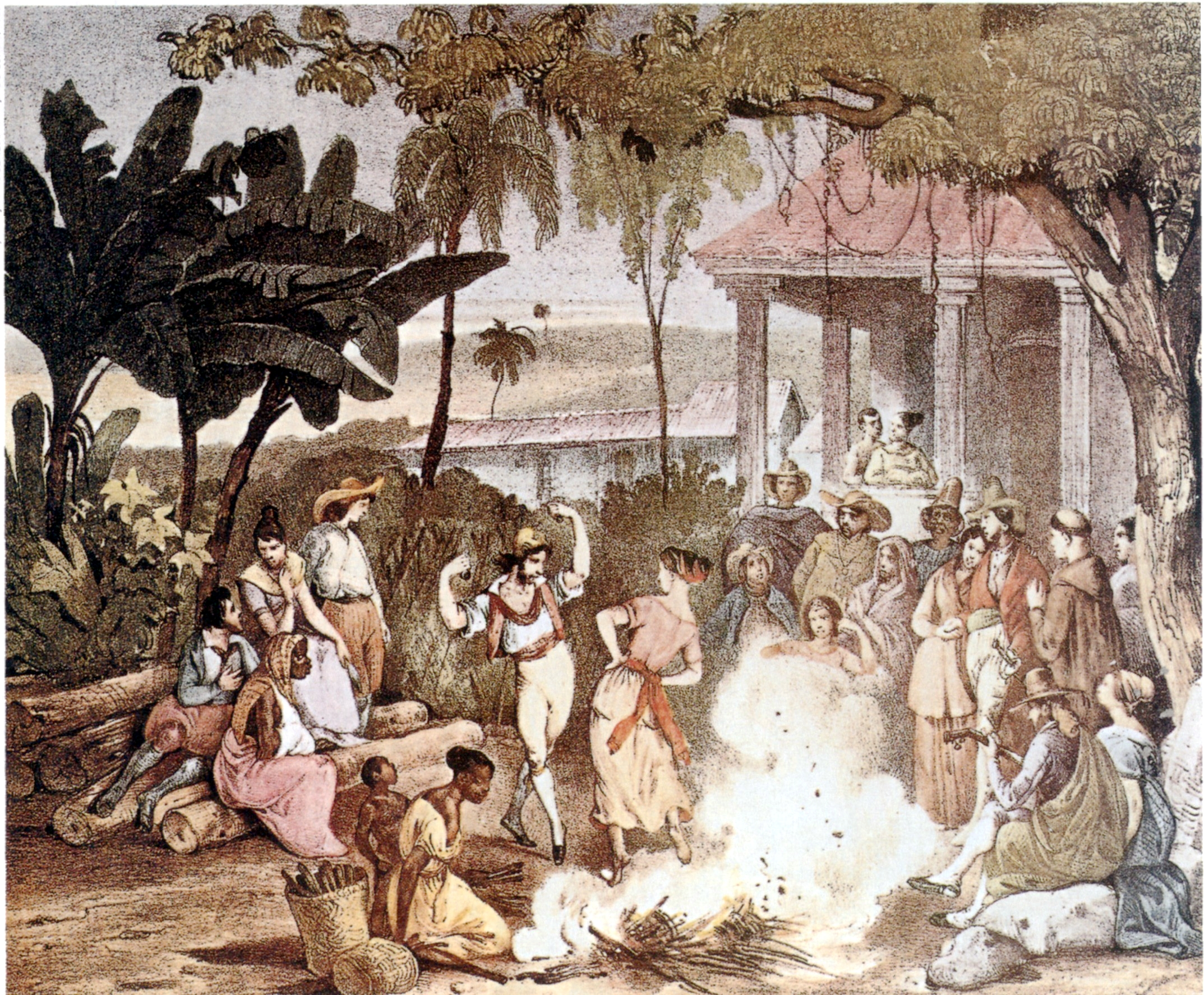
Le lundu, en 1835, gravure de Johann Moritz Rugendas.

Le noyau de la culture du Brésil est le résultat du mélange entre les traditions et les coutumes des trois groupes qui ont contribué à façonner l'identité nationale du pays : les fondateurs portugais, les Amérindiens et les immigrants qui sont venus au Brésil au cours des siècles (Européens, Africains, Orientaux, Slaves, Scandinaves, etc.).
L'influence de la culture européenne sur le Brésil se retrouve dans la langue (portugais), la religion (catholicisme) et l'architecture. La culture brésilienne tient également des cultures africaines, amérindiennes et des pays européens (autres que le Portugal). Plusieurs aspects de la culture brésilienne ont été fortement influencés par l'arrivée des immigrants italiens, allemands et espagnols (trois des principaux groupes en provenance d'Europe) qui se sont installés en grand nombre dans les régions du Sud et du Sud-Est du Brésil. Les Amérindiens, eux, ont influencé la langue (plusieurs mots du portugais brésilien sont dérivés des anciennes langues indigènes), tandis que les Africains ont laissé leur empreinte sur la musique, la cuisine et la danse (notamment en donnant naissance à la capoeira, un art martial inventé par les esclaves venus d'Afrique).
L'art brésilien a été développé depuis le XVIe siècle dans des styles différents qui vont du style baroque (le style dominant au Brésil jusqu'au début du XIXe siècle) à l'art abstrait, en passant par le romantisme, le modernisme, l'expressionnisme, le cubisme, le surréalisme. Le cinéma brésilien remonte à la fin du XIXe siècle et a gagné au cours des dernières années une nouvelle reconnaissance internationale, avec l'avènement de films connus au-delà des frontières nationales, comme la Cité de Dieu, qui a reçu de nombreux prix internationaux, quatre nominations aux oscars et a été élu parmi les 100 meilleurs films de tous les temps par le Time magazine.

### Société
Le Brésil fait partie des pays émergents. Les inégalités économiques sont parmi les plus élevées au monde. Les ségrégations sociale et raciale existent de facto entre les pauvres des bidonvilles et les familles les plus riches, qui se retranchent dans des quasi-bunkers pour se protéger de la délinquance, notamment des rapts à Rio de Janeiro et São Paulo.

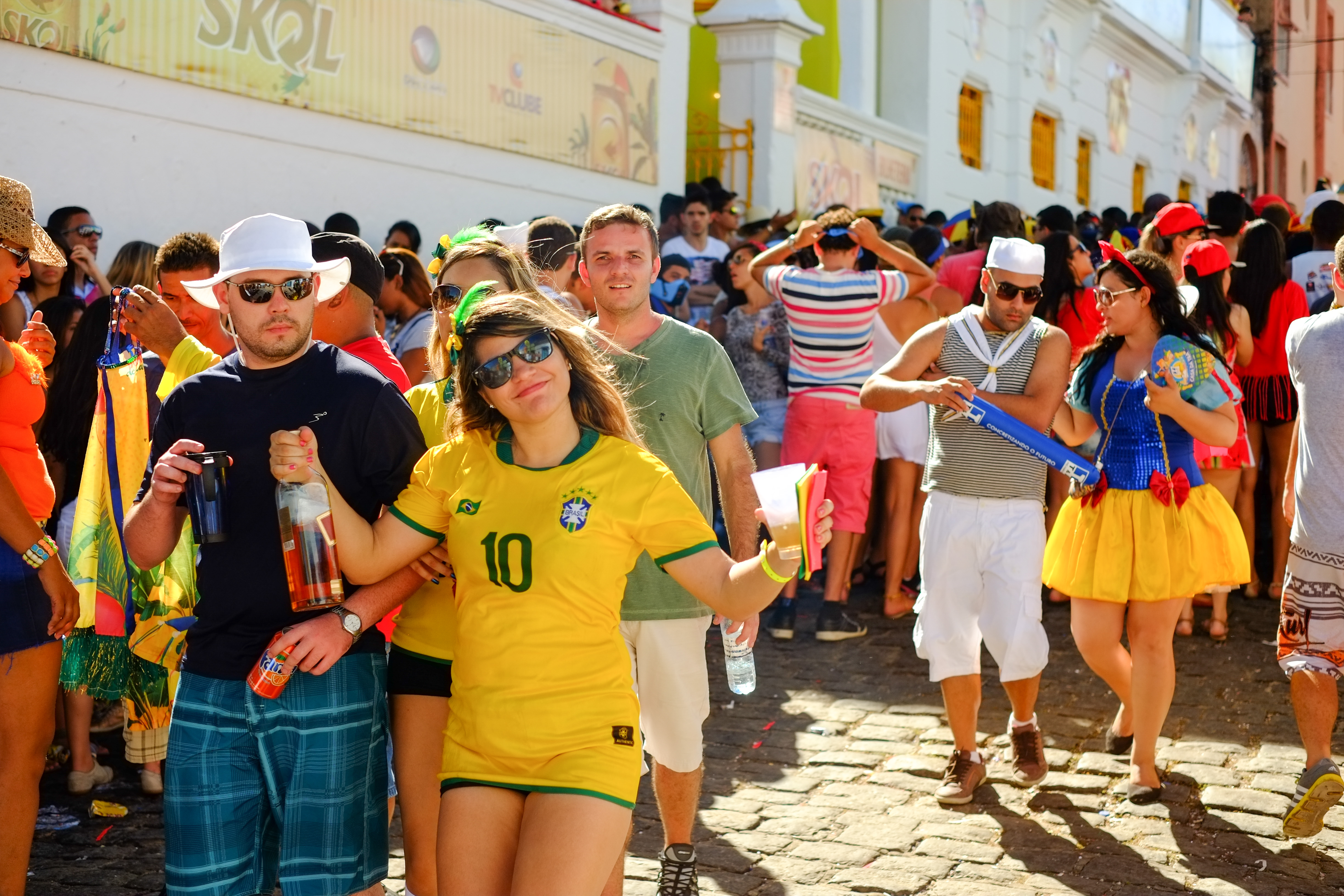
Carnaval d'Olinda.

En 2017, les 5 % de Brésiliens les plus riches détiennent autant de richesses que les 95 % restant. Six milliardaires sont à eux seuls plus riches que les cent millions de Brésiliens les plus pauvres. Les États du sud du Brésil, malgré un taux de développement humain plus élevé, ont également un taux de chômage plus élevé dans le pays.
Même si l'antiracisme et le métissage font partie du nationalisme brésilien, de nombreux préjugés raciaux subsistent. Le Brésil compte la deuxième plus grande population noire ou métisse au monde après le Nigeria. Dans sa composition ethnique, 49,5 % de la population se dit noire ou métisse selon des sondages IBGE de 2006 (43,7 % métis et 7,6 % noirs).
Élu en 2002 sur un programme de réduction des inégalités sociales, le président Lula a lancé le 30 janvier 2003 le programme « Faim zéro » afin d'éliminer la faim au Brésil. Dans ce programme s'inscrit la bolsa família, qui lie le versement d'une somme d'argent aux familles pauvres à la scolarisation de leurs enfants. Ce programme est entré progressivement en vigueur et touche en 2006 près de 30 % de la population. Il aurait contribué de manière significative à une baisse récente de la pauvreté au Brésil d'après un rapport de la Banque mondiale.
Le mariage entre personnes de même sexe est autorisé depuis une décision du Conseil national de justice du 14 mai 2013.
Selon une étude réalisée en 2018 par une agence gouvernementale, près du quart (23 %) des jeunes Brésiliens âgés de 15 à 24 ans n’ont pas de travail et ne sont pas non plus scolarisés.

### Langue
Le portugais est la langue officielle du Brésil depuis la Constitution de 1988 (article 13). Cette langue est parlée par une très grande majorité de la population et est celle qui est utilisée dans les documents administratifs et dans les médias (journaux, radios, télévisions, etc.). La plupart des municipalités officient en portugais mais il existe néanmoins quelques exceptions (détaillées plus bas). Le nheengatu, le tucano et le baniwa de l'Içana, des langues amérindiennes, ont obtenu le statut co-officiel avec le portugais, à São Gabriel da Cachoeira.
Le portugais brésilien diffère quelque peu du portugais européen, ce qui s'explique par la rencontre entre les colons portugais et les peuples amérindiens. L'influence que les langues autochtones ont eu sur le portugais originel (tel qu'il a été apporté par les colons) a en effet été relativement significatif : William Schurz, un diplomate, a écrit en 1961 que près de 20 000 mots des langues amérindiennes ont été absorbés par le portugais, dont les plus célèbres (tabac, manioc, jaguar, tapioca, hamac, etc.) appartiennent également au vocabulaire français et anglais.
L'espagnol, l'allemand et l'italien sont également très répandus au Brésil. Les migrants italiens et allemands ayant été nombreux au Brésil, beaucoup de régions, particulièrement au sud, ont l'allemand ou l'italien comme langue co-officielle,,. En ce qui concerne l'espagnol, il s'agit de la deuxième langue la plus parlée dans le pays.

#### Portugais brésilien et portugais européen
Le portugais a été apporté au Brésil par les fondateurs portugais en 1500. Le portugais brésilien s'est ensuite développé sous l'influence des peuples autochtones amérindiens, puis, plus tard, avec l'arrivée de nombreuses populations depuis le monde entier. Ainsi, les populations européennes (autres que portugaises) ont également contribué à influencer le paysage linguistique du Brésil, ce qui se démontre par la présence dans le pays d'un grand nombre de dialectes dérivés des langues européennes, principalement italienne et allemande. Les Africains venus pendant la période de l'esclavage ont aussi apporté des éléments de leurs langues maternelles.
Par conséquent, le portugais brésilien est quelque peu différent, en particulier dans la phonologie, du portugais européen. Néanmoins, le portugais tel qu'il est parlé demeure relativement proche du portugais utilisé au Portugal. On estime en effet que les différences entre les deux langues sont de nature comparable à celles qui existent entre l'anglais américain et l'anglais britannique.
Que ce soit dans la partie Nord ou dans la partie Sud, le Brésil est le seul pays de langue portugaise du continent américain, ce qui fait de la langue une part importante de l'identité nationale brésilienne et contribue à lui forger une culture nationale distincte de celle de ses voisins hispanophones. Le poids du Brésil en Amérique du Sud (il représente à lui seul en superficie près de la moitié du sous-continent) fait que le portugais possède cependant une influence non négligeable sur les autres pays du continent. Ainsi, le portugais a un statut quasi obligatoire dans les écoles des pays voisins, comme en Uruguay, par exemple, ou la pratique du portugais est enseignée comme une matière obligatoire dès la 6e.

#### Allemand et italien
Plusieurs municipalités, en raison de l'importante présence culturelle allemande et italienne, possèdent l'italien ou l'allemand comme langue co-officielle, avec le portugais. Par exemple, Santa Maria de Jetibá (Espírito Santo) et Pomerode (Santa Catarina), officient en allemand et en talien (un dialecte du vénitien proche de l'italien),.
Les États de Santa Catarina et Rio Grande do Sul ont le talien dans leur patrimoine linguistique officiel,, tandis que l'État d'Espírito Santo, depuis août 2011, inclut dans sa constitution, le poméranien oriental, et l'allemand comme patrimoine culturel,,. Il y a également d'importantes communautés de locuteurs de ce qu'on appelle le Hunsrückisch (un dialecte dérivé de l'allemand) dans le sud du pays. L'italien et l'allemand, dont sont dérivés le hunsrückisch et le talien, ont été apportés au Brésil par les migrants germaniques et italiens qui arrivèrent vers le XIXe siècle,.

#### Français
L'État brésilien de l'Amapá a rendu en 1999 obligatoire l'enseignement du français dans les écoles publiques, à la suite d'une loi fédérale de 1998 obligeant les écoles publiques du pays à enseigner au moins une langue étrangère.
Le choix de l'Amapá pour le français s'explique par une volonté de rapprochement avec la Guyane française, limitrophe, voire d'une volonté de désenclavement, vu l'isolement pour des raisons géographiques de cet État par rapport au reste du Brésil. Un créole à grande base lexicale française est parlé en Amapá : le karipuna, ou louço-francés (ou luso-français, car ce créole comporte du vocabulaire lusophone).
La ville d'Ouro Preto est membre de l'Association internationale des maires francophones. On estime que plusieurs centaines de milliers de Brésiliens parlent français (en incluant ceux qui l'étudient spécifiquement et les autres francophones). L'Alliance française possède au Brésil son plus vaste réseau dans le monde, avec 40 établissements et quelque 40 000 élèves.

### Musique
La musique brésilienne est d'une grande richesse et diversité notamment grâce à son triple héritage, américain, européen (essentiellement portugais) et africain. On ne saurait limiter la musique brésilienne à la samba ou à la bossa nova : au Brésil, chaque région possède une tradition et une culture musicale qui lui est propre.
Outre Heitor Villa-Lobos, de nombreux Brésiliens font partie des grands noms de la musique du XXe siècle, comme Antônio Carlos Jobim, João Gilberto, Baden Powell, Vinícius de Moraes, Roberto Carlos, Fábio Jr., Tim Maia, Milton Nascimento et Sergio Mendes.

## Sport

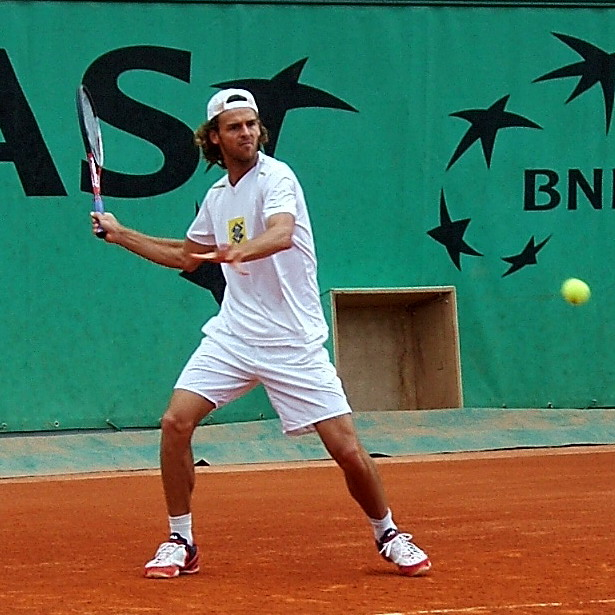
Gustavo Kuerten.

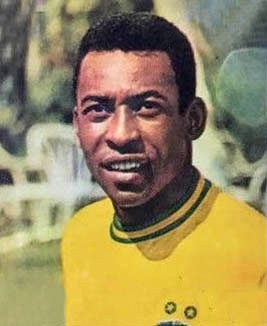
Pelé.

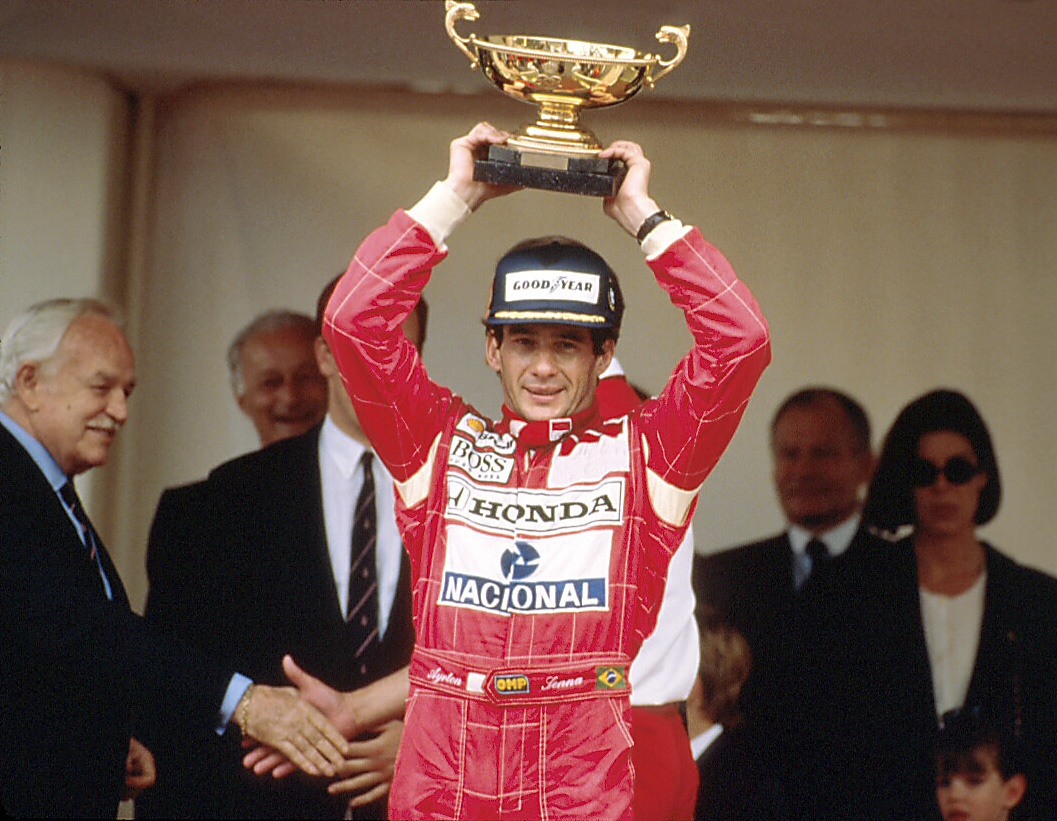
Ayrton Senna.

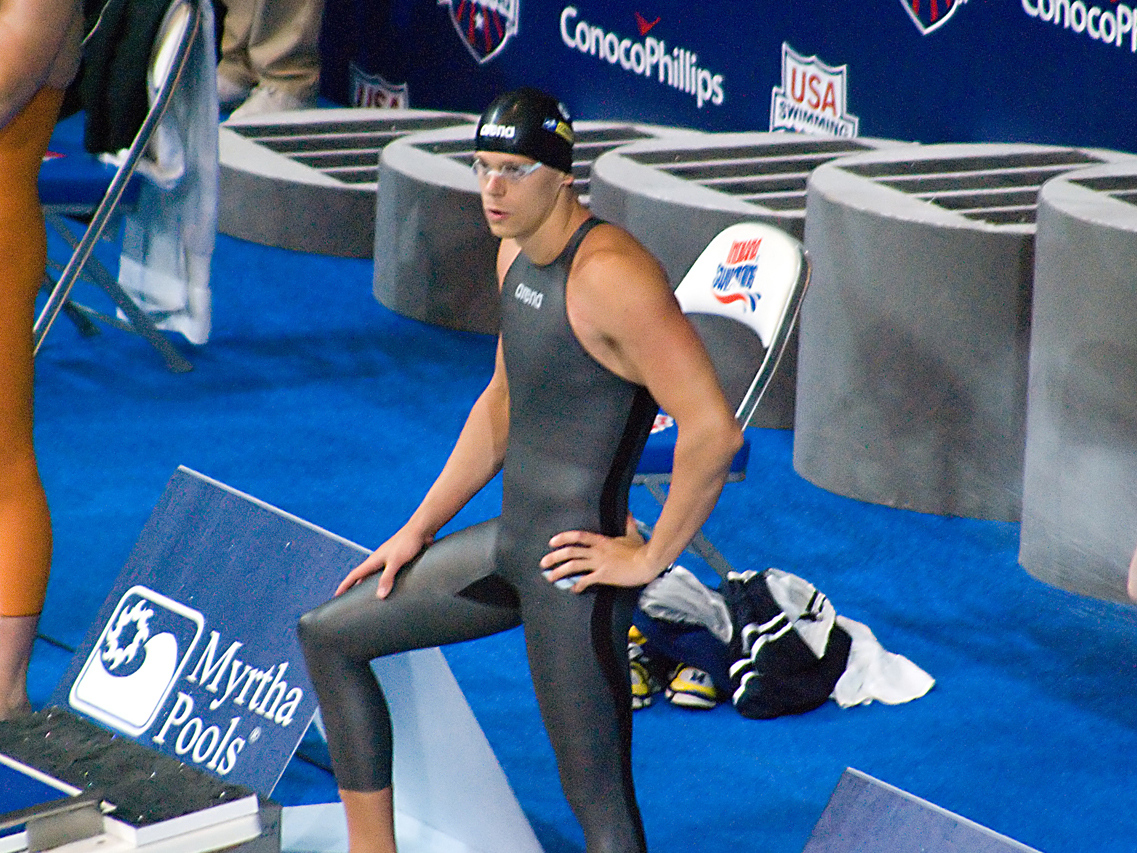
César Cielo.

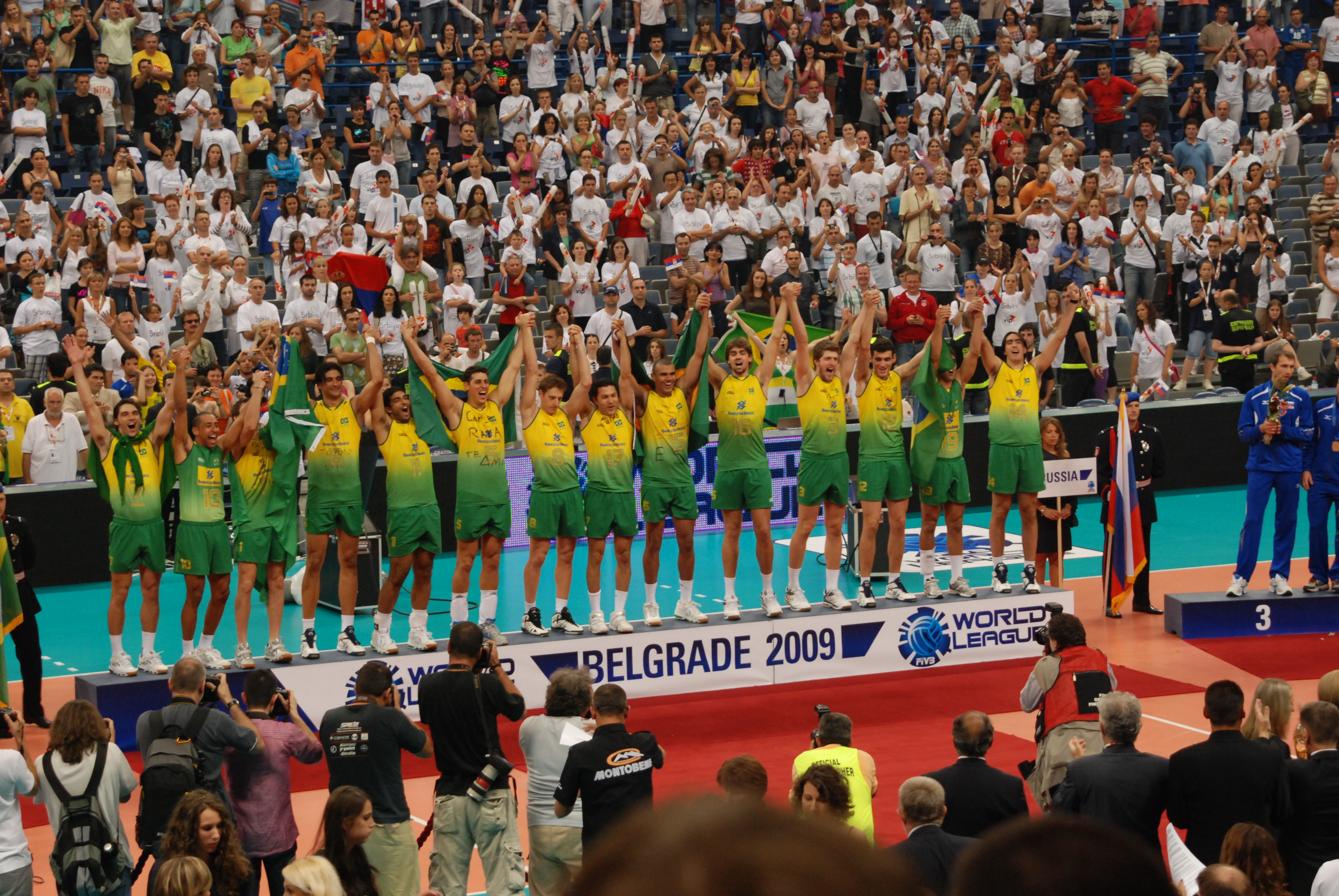
Équipe nationale de volley-ball masculine.

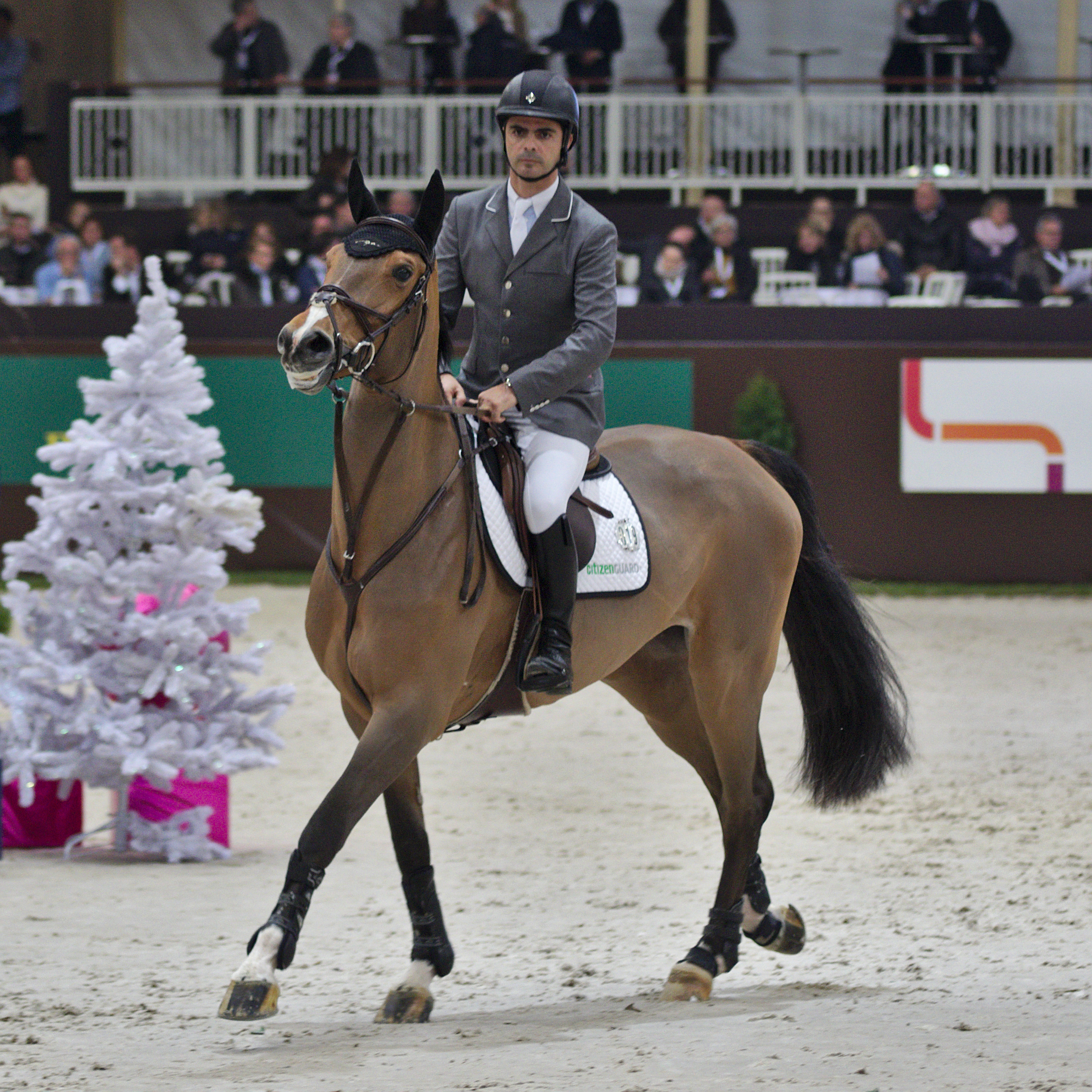
Rodrigo Pessoa.

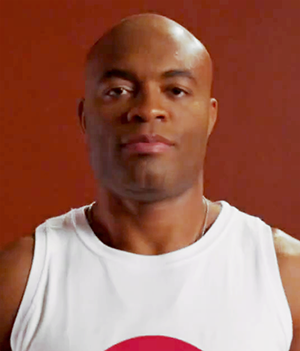
Anderson Silva.

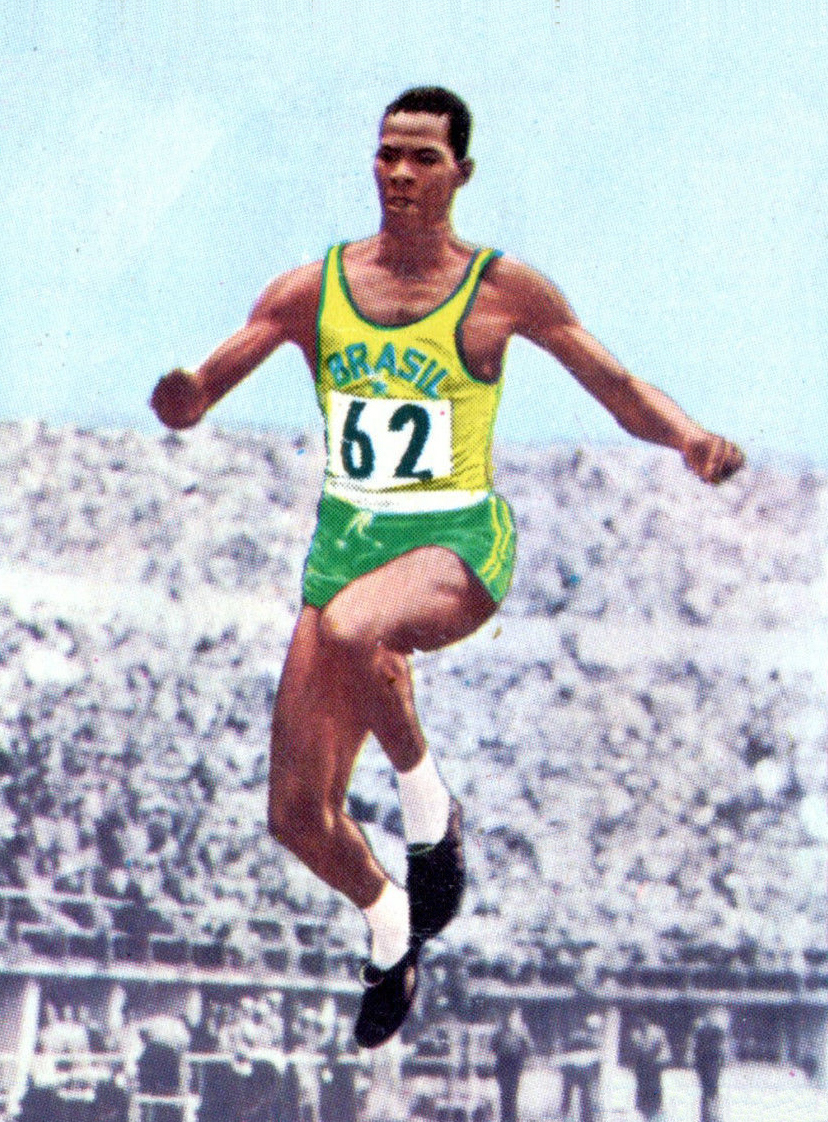
Adhemar Ferreira da Silva.

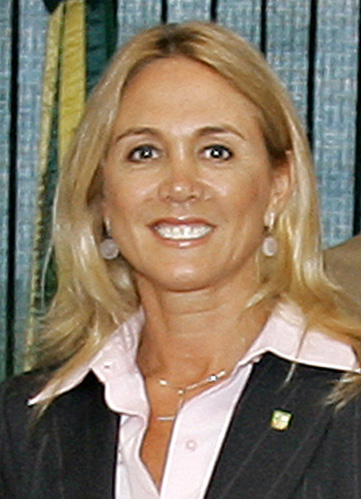
Hortência Marcari.

Le sport le plus populaire au Brésil est le football. Au classement mondial de la FIFA, l'équipe nationale (connue aussi comme la Seleção) a été tout au long de son histoire classée parmi les meilleures équipes au monde. Le football brésilien est réputé dans le monde entier : la Seleção a remporté à cinq reprises la Coupe du monde de football (1958, 1962, 1970, 1994 et 2002), soit plus que n'importe quel autre pays. Le Brésil est aussi connu pour être la seule sélection à n'avoir jamais manqué aucune phase finale de Coupe du monde. Des Brésiliens se sont illustrés dans d'autres sports au niveau international : César Cielo, Ricardo Prado, Gustavo Borges, Ana Marcela Cunha à la natation ; Maria Bueno, Gustavo Kuerten (surnommé « Guga »), Beatriz Haddad Maia, Marcelo Melo et Bruno Soares au tennis ; Ayrton Senna, Emerson Fittipaldi, Rubens Barrichello, Nelson Piquet et Felipe Massa en Formule 1 ; Oscar Schmidt et Hortência Marcari en basket-ball ; Torben Grael, Robert Scheidt, Martine Grael et Kahena Kunze pour la voile ; Arthur Zanetti et Rebeca Andrade en gymnastique artistique ; Éder Jofre et Acelino Freitas en boxe ; Adhemar da Silva, Joaquim Cruz, Maurren Maggi, Thiago Braz et Alison dos Santos en athlétisme ; Rodrigo Pessoa en équitation ; Aurélio Miguel, Sarah Menezes et Rogério Sampaio en judo ; Isaquias Queiroz en céiste ; Bob Burnquist, Sandro Dias et Rayssa Leal en skateboard ; Falcão en futsal ; Gabriel Medina et Ítalo Ferreira en surf ; Sandra Pires, Jackie Silva, Emanuel Rego, Ricardo Santos, Bruno Oscar Schmidt, Alison Cerutti en beach-volley ; Anderson Silva, José Aldo, Rodrigo Minotauro, Vitor Belfort, Lyoto Machida, Royce Gracie, Amanda Nunes en MMA.
Le Brésil a organisé plusieurs grands événements sportifs. La nation a organisé et accueilli les événements suivants : Jeux olympiques d'été de 2016, Coupe du monde de football 1950, Coupe du monde de football 2014, Jeux panaméricains de 1963, Jeux panaméricains de 2007, Championnats du monde de natation en petit bassin 1995, Championnat du monde masculin de basket-ball 1954, Championnat du monde masculin de basket-ball 1963, Championnat du monde masculin de volley-ball 1960, Championnat du monde masculin de volley-ball 1990, Championnat du monde féminin de volley-ball 1994, Championnats du monde de judo 1965, Championnats du monde de judo 2007, Championnats du monde de judo 2013, Championnats du monde de beach-volley 2003, Championnat du monde féminin de handball 2011, Championnats du monde d'escrime 2016, Championnats du monde de karaté 1998, Coupe du monde de futsal de 2008, Coupe du monde de beach soccer 2005, Coupe du monde de beach soccer 2006, Coupe du monde de beach soccer 2007, Championnats du monde de slalom (canoë-kayak) 1997, Championnats du monde de slalom (canoë-kayak) 2007, Championnats du monde de slalom (canoë-kayak) 2018. De plus, le pays accueille chaque année le Grand Prix automobile du Brésil à l'Autodromo José Carlos Pace, situé à São Paulo ; un tournoi de tennis ATP 500, le Rio Open ; la Corrida de la Saint-Sylvestre ; le Grande Prêmio Brasil d'équitation, à Hippodrome de Gávea, et d'autres tournois,,,.
Le Brésil compte une multitude de footballeurs mondialement reconnus à travers le monde, comme Pelé, seul joueur de l'histoire à avoir gagné la Coupe du monde trois fois (entre 1958 et 1970), et généralement considéré, de l'avis unanime, comme le ou l'un des plus grands joueurs de tous les temps. De grands noms du football brésilien se sont illustrés à travers les époques : on peut citer, parmi les plus célèbres, Ronaldo, Ronaldinho, Roberto Carlos, Rivaldo, Romário, Garrincha, Zico, Cláudio Taffarel, Cafu et Paulo Roberto Falcão.
Un grand nombre de joueurs brésiliens continuent à évoluer au plus haut niveau et dans les plus grands clubs du monde. Ainsi, parmi les joueurs brésiliens actuels, les plus réputés sont (notamment) : Oscar, évoluant dans le club de Shanghai SIPG après avoir joué quatre ans à Chelsea, Marcelo du Real Madrid, Daniel Alves au São Paulo Futebol Clube, David Luiz, considéré comme un des meilleurs défenseurs du monde, Thiago Silva, qui fait partie des 20 meilleurs défenseurs de la planète,, et surtout Neymar, qui évolue au Santos FC et fait partie, à 33 ans, des joueurs les plus réputés de sa génération aux côtés des célèbres Cristiano Ronaldo et Lionel Messi. Par ailleurs, Diego Costa, l'international espagnol de l'Atlético Madrid, est né au Brésil et possède également la nationalité brésilienne.
Le volleyball, le basketball, la Formule 1 et les arts martiaux attirent également un large public. À titre d'exemple, l'équipe nationale du Brésil de volleyball masculine, est, avec la Russie, l'équipe la plus titrée de la Ligue mondiale de volleyball tandis que l'équipe féminine détient le titre de championne de la World Grand Champions Cup. De plus, l'équipe nationale de volleyball a détenu successivement de 2002 à 2010 le titre de champion du monde (trois fois de suite).
La pratique des arts martiaux, en particulier le jiu-jitsu brésilien (ou Gracie jiu-jitsu) est actuellement très développée au Brésil. En plus du jiu-jitsu brésilien, les Brésiliens ont développé la célèbre capoeira et le Vale Tudo. En ce qui concerne le domaine de la course automobile, le Brésil est là aussi particulièrement bien représenté : en effet, trois pilotes brésiliens ont remporté le championnat du monde de Formule 1 à huit reprises,,.
En outre, Ayrton Senna, véritable idole au Brésil, est considéré comme l'un des plus grands pilotes de l'histoire de la Formule 1.

### Football

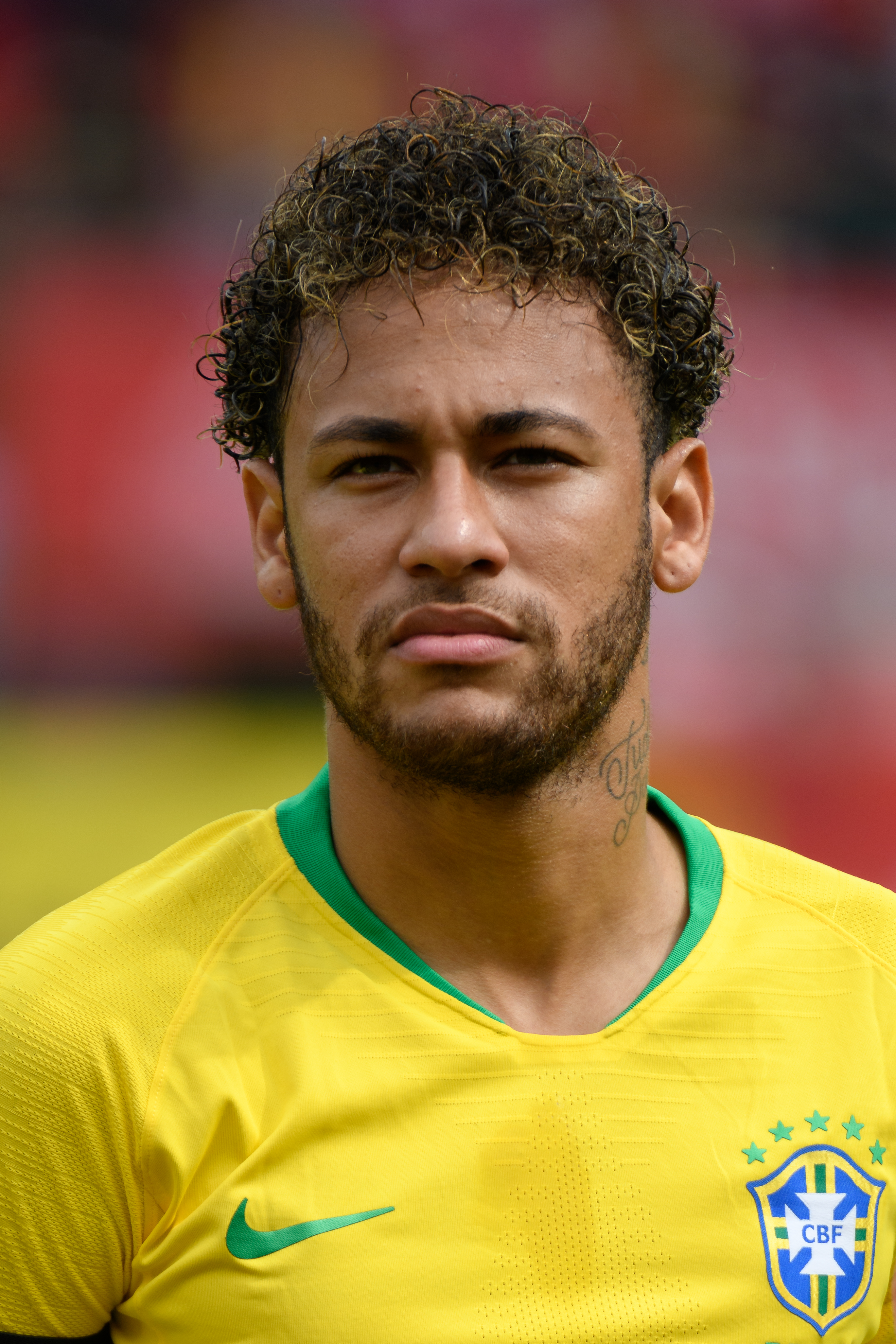
Neymar, considéré comme un des meilleurs joueurs du monde.

Le football est le sport le plus populaire au Brésil. La Seleção (l'équipe nationale de football du Brésil), fait partie des huit nations à avoir remporté la Coupe du monde et est celle qui a gagné le plus de fois le trophée mondial (en 1958, 1962, 1970, 1994 et 2002). Seul pays à avoir disputé toutes les phases finales de la compétition, le Brésil est par ailleurs l'unique détenteur du Trophée Jules Rimet, mis en jeu à partir de 1930 et qu'il a définitivement conservé à l'issue de sa 3e victoire. Le Brésil a donné au monde une multitude de joueurs mondialement reconnus, dont un grand nombre est considéré comme faisant partie des légendes de l'histoire du football.
Le plus connu d'entre tous est très certainement Pelé, considéré comme une figure majeure du football et fréquemment nommé comme le meilleur joueur de tous les temps,. Pelé est le seul footballeur à avoir été champion du monde à trois reprises, en 1958, 1962 et 1970. Il possède un palmarès exceptionnel, dont la Coupe intercontinentale, la Copa Libertadores, le championnat des États-Unis, le championnat de São Paulo (à onze reprises) ainsi que plusieurs récompenses individuelles, comme le prix d'athlète du siècle par le CIO, le prix du joueur du XXe siècle décerné par la FIFA ou encore le ballon d'or d'honneur, qu'il a reçu le 13 janvier 2014. Il fait partie de l'équipe mondiale du XXe siècle.
Le Brésil a accueilli la coupe du monde deux fois,, en 1950 et en 2014, devenant ainsi le seul pays d'Amérique du Sud à avoir accueilli deux coupes du monde. Que ce soit en 1950 ou en 2014, le Brésil a été considéré avant le début de la compétition comme étant le favori pour décrocher le titre mondial. Cependant, malgré cela, il a connu deux désillusions : en 1950 en s'inclinant en finale contre l'Uruguay et en 2014 après avoir subi une défaite historique contre l'Allemagne en demi-finale (1-7). Ces deux défaites ont été vécues comme des drames nationaux,.
Tous les grands noms du football brésilien ont joué un rôle actif dans l'histoire du football. Beaucoup des joueurs de la Seleção ont été élevés au rang de super-stars, atteignant le statut de célébrités planétaires dont la notoriété dépasse largement les frontières nationales. Ainsi, des noms comme Pelé, Garrincha, Cafu, Ronaldo, Roberto Carlos, Romário, Ronaldinho, Kaká, Zico, Rivaldo, Gilberto Silva, Luís Fabiano, etc., sont, pour la plupart, connus bien au-delà du monde du football.
En 2016, la sélection olympique remporte le titre aux Jeux olympiques d'été de 2016 à Rio de Janeiro, emmené par leur capitaine Neymar, devant leur public.
En 2018, le Brésil échoue aux quarts de finale de la Coupe du Monde en Russie contre la Belgique (2-1).

### Capoeira

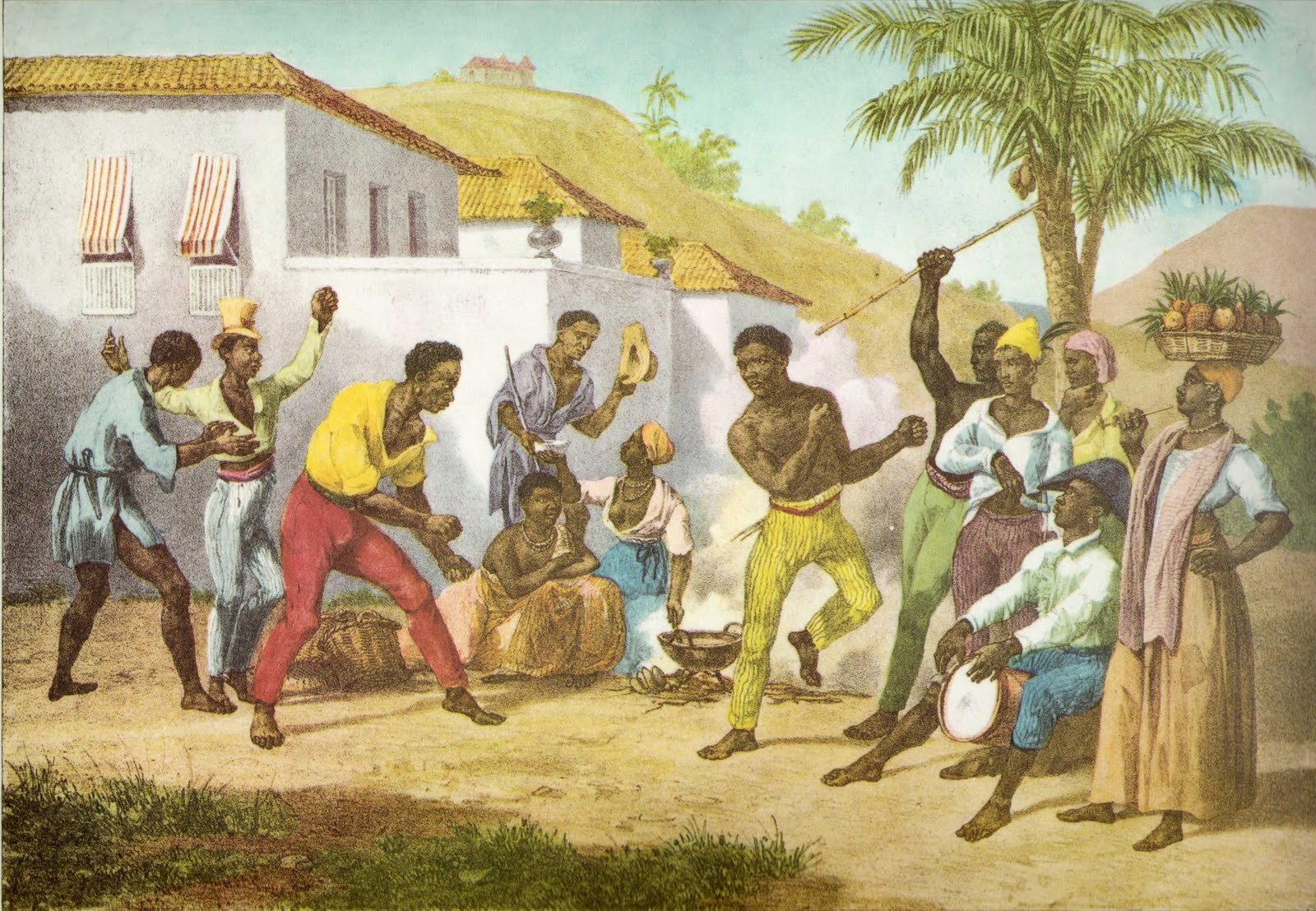
Capoeira ou la danse de la Guerre par Rugendas, 1835.

La capoeira est un art martial afro-brésilien développé à l'époque coloniale par les esclaves africains. Au XVIe siècle, les colons portugais ont séparé et mélangé différentes tribus africaines pour diminuer les risques de révoltes, ce qui a fait que plusieurs populations se sont retrouvées en contact. De ce regroupement hétéroclite serait alors née la première forme de capoeira, art mélangeant habilement la danse et les techniques de combat. Les premiers capoeiristes s'entraînaient à lutter en cachant leur art martial sous l'apparence d'un jeu ; ainsi, quand les maîtres approchaient, le caractère martial était déguisé par la musique et les chants, le combat se transformant promptement en une sorte de danse en forme de jeu agile qui trompait leur méfiance et les empêchaient de voir le caractère belliqueux de la capoeira. Les esclaves pouvaient ainsi s'entraîner au combat sans éveiller les soupçons des colons, lesquels pensaient qu'il ne s'agissait que d'une autre « brincadeira » d'esclave (jeu ou divertissement en portugais). La capoeira aurait été aussi conçue et pratiquée dans les « quilombos », refuges secrets d'esclaves en fuite créés dans des endroits peu accessibles dans le but d'échapper et résister à leurs tortionnaires. Le plus connu, « O Quilombo dos Palmares » a tenu plus d'un siècle et a fait l'objet de nombreux chants et son représentant le plus célèbre, Zumbi dos Palmares, est une des figures de la résistance des esclaves africains,.
Ce sport est reconnu comme d'une grande importance culturelle et est pratiqué dans le monde entier.

### Volantin
La pratique du cerf-volant de type volantin est un jeu très populaire au Brésil, en particulier dans les quartiers défavorisés car il ne nécessite pas de gros moyens et procure beaucoup d'amusement. Du fait du peu de place dans les favelas, il remplace parfois le football qui est pourtant le jeu national. Dans la région de Rio, environ 40 millions de ces cerfs-volants sont vendus chaque année.

### Volleyball

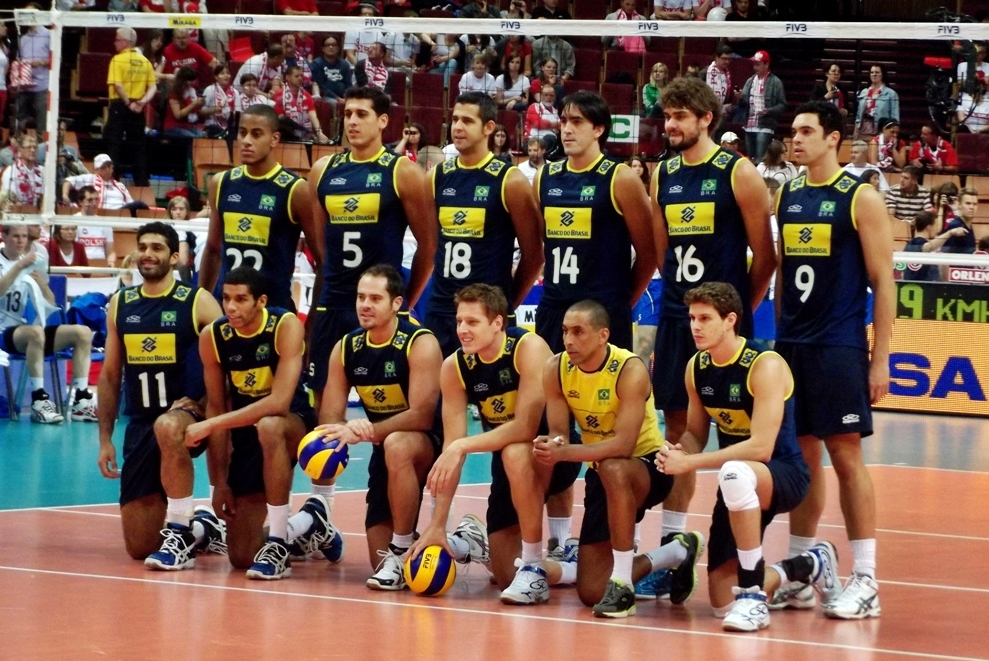
Équipe nationale de volleyball masculine

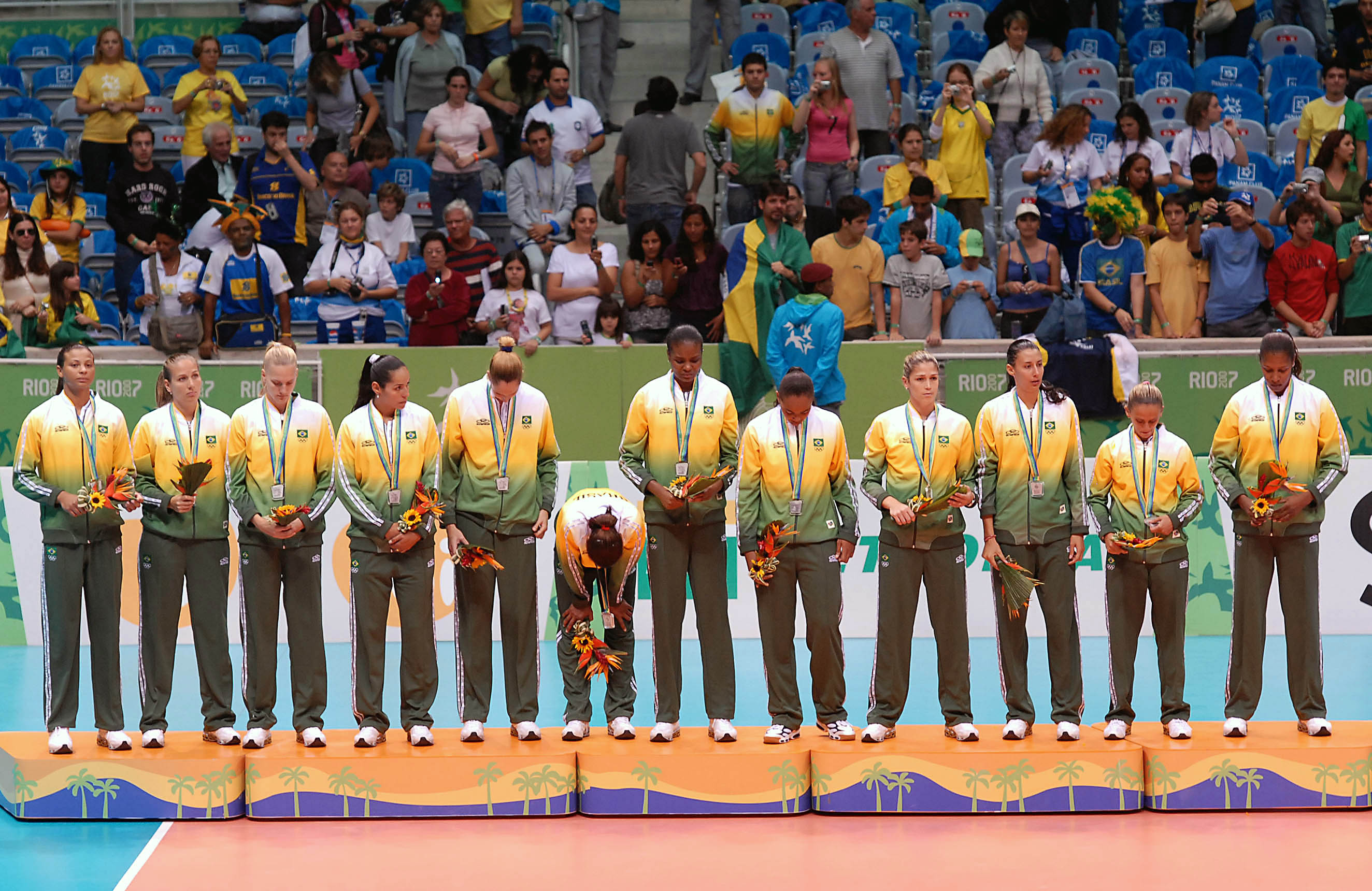
Équipe nationale de volleyball féminine

L'équipe nationale de volleyball du Brésil est l'une des meilleures au monde. Que ce soit avec l'équipe masculine ou féminine, le Brésil est actuellement la nation dominante dans ce sport.
L'équipe nationale de volleyball masculine du Brésil se classe numéro un dans le classement mondial de la FIVB.
Voici une liste des titres et trophées détenus par la sélection nationale masculine de volleyball :
- 3 médailles d'or olympiques (1992, 2004 et 2016) et trois médailles d'argent (1984, 2008 et 2012) ;
- 3 médailles d'or aux championnats du monde (2002, 2006 et 2010) ;
- 2 médailles d'or en Coupe du monde (2003 et 2007) ;
- 9 fois champions de la Ligue mondiale de volley-ball (1993, 2001, 2003, 2004, 2005, 2006, 2007, 2009 et 2010).

L'équipe nationale de volleyball féminine est classée numéro deux dans le classement mondial.
Voici une liste des titres et trophées détenus par la sélection nationale féminine de volleyball :
- 2 médailles d'or olympiques (2008 et 2012) et deux médailles de bronze (1996 et 2000) ;
- 2 médailles d'argent aux championnats du monde (2006 et 2010) ;
- 10 fois championne du Grand Prix mondial de volleyball (1994, 1996, 1998, 2004, 2005, 2006, 2008, 2009, 2013 et 2014) ;
- 2 fois championne de la World Grand Champions Cup féminine (2005 et 2013).

De plus, les équipes juniors détiennent le même taux de succès que les équipes seniors. Le 25 mars 2007, le classement mondial de la FIVB classe l'équipe junior féminine du Brésil au premier rang mondial du championnat du monde U20 femmes et l'équipe junior masculine au premier rang mondial du championnat du monde U21 hommes.
Le beach-volley est également un sport très populaire au Brésil.

### Formule 1

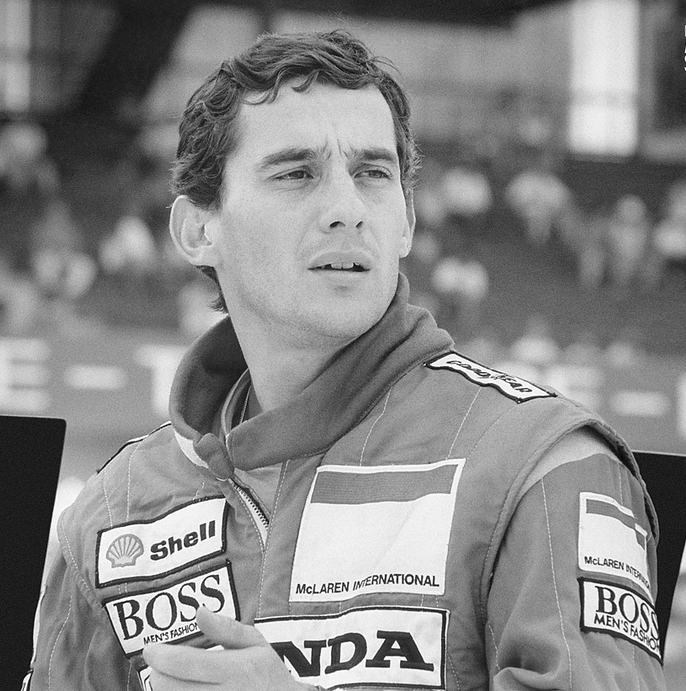
Ayrton Senna.

Dans le domaine de la course automobile, le Brésil compte trois champions du monde de Formule 1 : Emerson Fittipaldi (1972 et 1974), Nelson Piquet (1981, 1983 et 1987), et le plus célèbre : Ayrton Senna (1988, 1990 et 1991). Au total, le Brésil compte à son palmarès pas moins de 101 courses de Formule 1 remportées (dont le Grand Prix d'Italie en 2009), réparties entre 41 pour Senna, 23 pour Piquet, 14 pour Fittipaldi, 11 pour Felipe Massa, 11 pour Rubens Barrichello et 1 pour José Carlos Pace.
En 1994, le Brésil a annoncé trois jours de deuil national après la mort du triple champion du monde Ayrton Senna, mort pendant le Grand Prix de Saint-Marin 1994. Ayrton Senna est reconnu dans le monde entier comme l'une des légendes de l'histoire de la Formule 1 et un héros national.
Le Grand Prix du Brésil est inscrit depuis 1972 dans le calendrier de la Formule 1. Les deux circuits hôtes de la course sont le circuit de Jacarepaguá et celui d'Interlagos. Le premier, situé à Rio de Janeiro, a accueilli la course à dix reprises, mais n'existe plus. Il a été baptisé en l'honneur du pilote brésilien Nelson Piquet, triple champion du monde (1981, 1983, 1987). Le second, connu également comme l'Autodromo José Carlos Pace, tient son nom de l'ancien pilote de F1 José Carlos Pace, mort en 1977. Depuis 1990, le Grand Prix du Brésil se déroule sur le circuit d'Interlagos, à São Paulo.
Le Brésil possède également une écurie de Formule 1 fondée en 1975, la Fittipaldi Automotive. Les Brésiliens ont remporté six fois les 500 miles d'Indianapolis : en 1989 et en 1993 grâce à Emerson Fittipaldi, en 2001, 2002 et 2009 grâce à Hélio Castroneves et en 2003 grâce à Gil de Ferran.
En ce qui concerne les courses de voitures de sport, le pilote brésilien Raul Boesel a remporté en 1987 le Championnat du monde et a terminé deuxième en 1991 aux 24 Heures du Mans. Ricardo Zonta, un autre pilote brésilien, a remporté en 1998 le championnat FIA GT.
Depuis la création en 1987 du championnat d'Amérique du Sud de Formule 3, la très grande majorité des vainqueurs ont été brésiliens.
Dans le domaine des courses de moto, le coureur brésilien le plus important est Alex Barros qui est également le coureur le plus expérimenté de tous les temps dans la catégorie MotoGP, avec 276 départs de course et sept victoires à son actif,.

### Natation

Tetsuo Okamoto, premier athlète à remporter une médaille olympique dans l'histoire de la natation brésilienne

La natation est un sport populaire au Brésil. Étant un sport généralement recommandé pour les enfants et adapté à un pays au climat tropical comme le Brésil, la natation s'est développée et a commencé à produire des icônes sportives importantes. Bien que le pays ait eu un certain succès avec des nageurs comme Piedade Coutinho, Tetsuo Okamoto, Manuel dos Santos et José Fiolo, le sport a commencé à devenir plus populaire avec Djan Madruga, Rômulo Arantes et Ricardo Prado dans les années 1970 et 1980 ; en passant par Gustavo Borges et Fernando Scherer dans les années 1990, la natation brésilienne fabrique aujourd'hui successivement de grands talents.
Aujourd'hui, le Brésil a l'un des meilleurs nageurs du monde, César Cielo, qui est champion olympique, champion du monde et détenteur du record du monde ; et des nageurs comme Thiago Pereira, Felipe França et Kaio de Almeida qui ont réussi à battre des records du monde dans leurs épreuves, ainsi que des médaillés aux championnats du monde, comme Bruno Fratus, Nicholas Santos, João Gomes Júnior et Felipe Lima. Même la natation féminine a développé et créé des athlètes comme Etiene Medeiros et Ana Marcela Cunha. Avec la multiplication de l'émergence des talents, la natation se démarque et conquiert son espace.

### Athlétisme

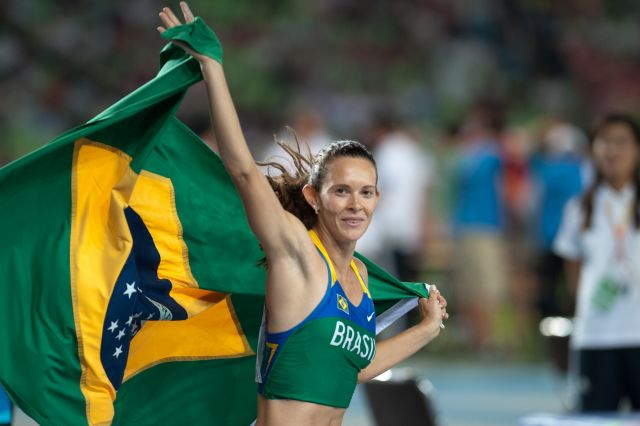
Fabiana Murer, championne du monde en 2011

L'athlétisme est un sport traditionnel au Brésil, remportant des médailles olympiques pour le pays. En athlétisme, les athlètes les plus connus sont Adhemar da Silva, João Carlos de Oliveira, Joaquim Cruz, Robson da Silva, Maurren Maggi et Fabiana Murer. D'autres athlètes importants dans l'histoire du Brésil sont : Thiago Braz da Silva, Alison dos Santos, Nelson Prudêncio, Jadel Gregório, José Luíz Barbosa, Sanderlei Parrela, Claudinei da Silva, Vicente Lenílson de Lima, André Domingos, Édson Ribeiro, Vanderlei de Lima, Caio Bonfim, Rosângela Santos et Darlan Romani.
Au Brésil, l'athlétisme a tendance à perdre de nombreux pratiquants au profit du football, qui accorde de meilleurs salaires aux athlètes. C'est l'une des raisons pour lesquelles le pays a moins d'importance mondiale dans des événements tels que le 100 mètres. Le sport est généralement concentré dans certains clubs spécialisés dans l'athlétisme et bénéficie également de l'attention et du soutien des forces armées du pays. Le Brésil a une tradition dans les épreuves telles que le triple saut et accueille d'importantes épreuves de course longue distance, telles que la Corrida de la Saint-Sylvestre.

### Judo

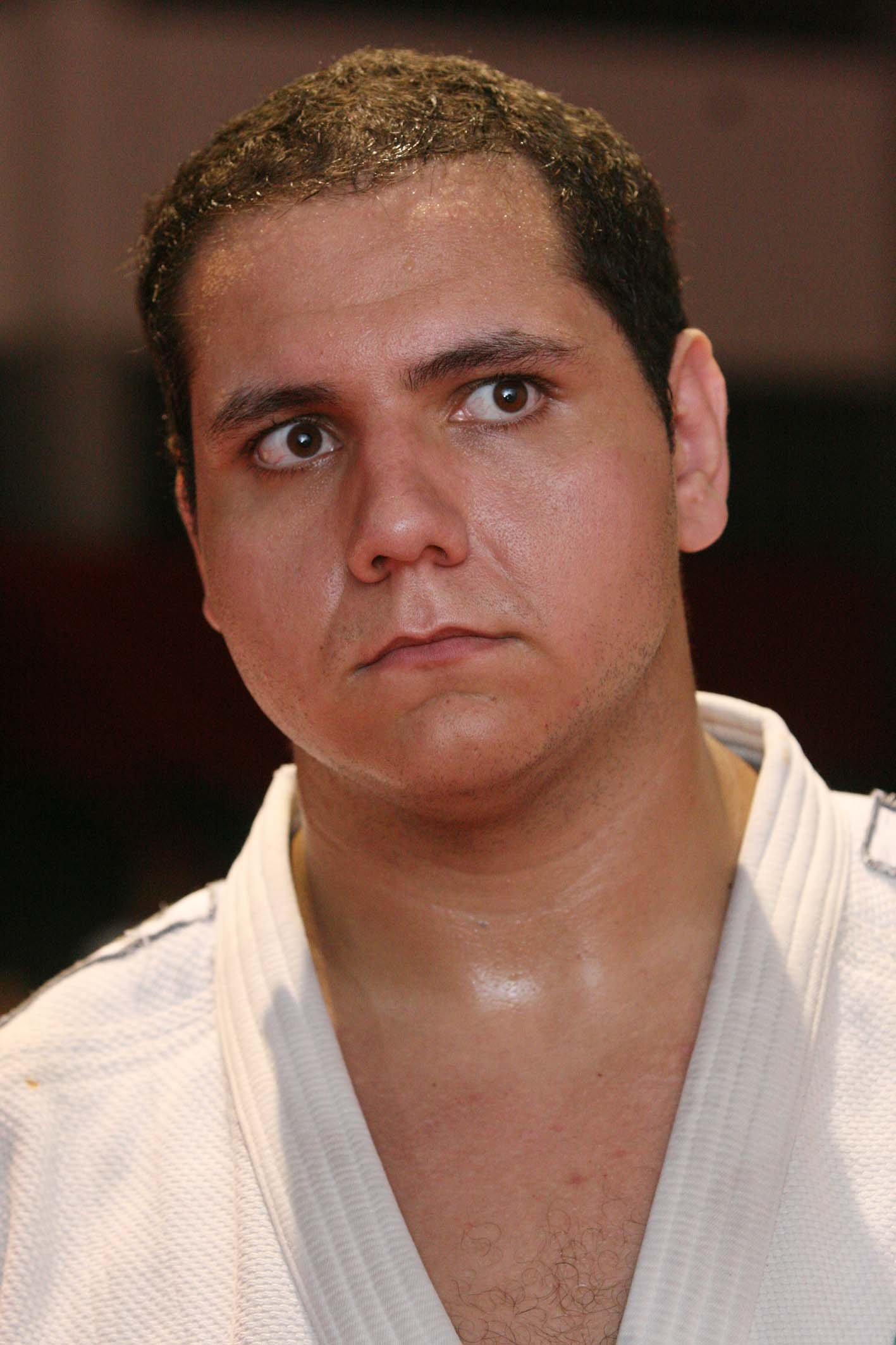
Le judoka Rafael Silva, détenteur de deux médailles olympiques de bronze

Le judo est un autre sport généralement recommandé pour les enfants au Brésil et est donc largement pratiqué. Le pays a une tradition internationale croissante dans le sport, remportant constamment des médailles et des titres. Le sport a été introduit et développé par sa grande communauté japonaise. Les plus grands représentants du sport jusqu'à aujourd'hui étaient Aurélio Miguel, Sarah Menezes et Rogério Sampaio, champions olympiques. Le Brésil comptait également plusieurs autres athlètes de judo importants, tels que les finalistes olympiques Douglas Vieira, Tiago Camilo, Carlos Honorato et les médaillés olympiques de bronze Chiaki Ishii, Luiz Onmura, Walter Carmona, Henrique Guimarães, Leandro Guilheiro, Flávio Canto, Ketleyn Quadros, Felipe Kitadai, Mayra Aguiar et Rafael Silva.

### Handball
Le handball est un sport importé par les immigrants allemands, très populaire dans les écoles du monde entier. C'est le deuxième sport le plus pratiqué dans les écoles au Brésil, juste derrière le football / futsal. L'équipe nationale masculine de handball du Brésil est considérée comme la meilleure d'Amérique du Sud, et le sport gagne en couverture médiatique. L'équipe nationale féminine de handball du Brésil a été couronnée championne du monde pour la première fois au Championnat du monde de handball féminin 2013.

### Boxe

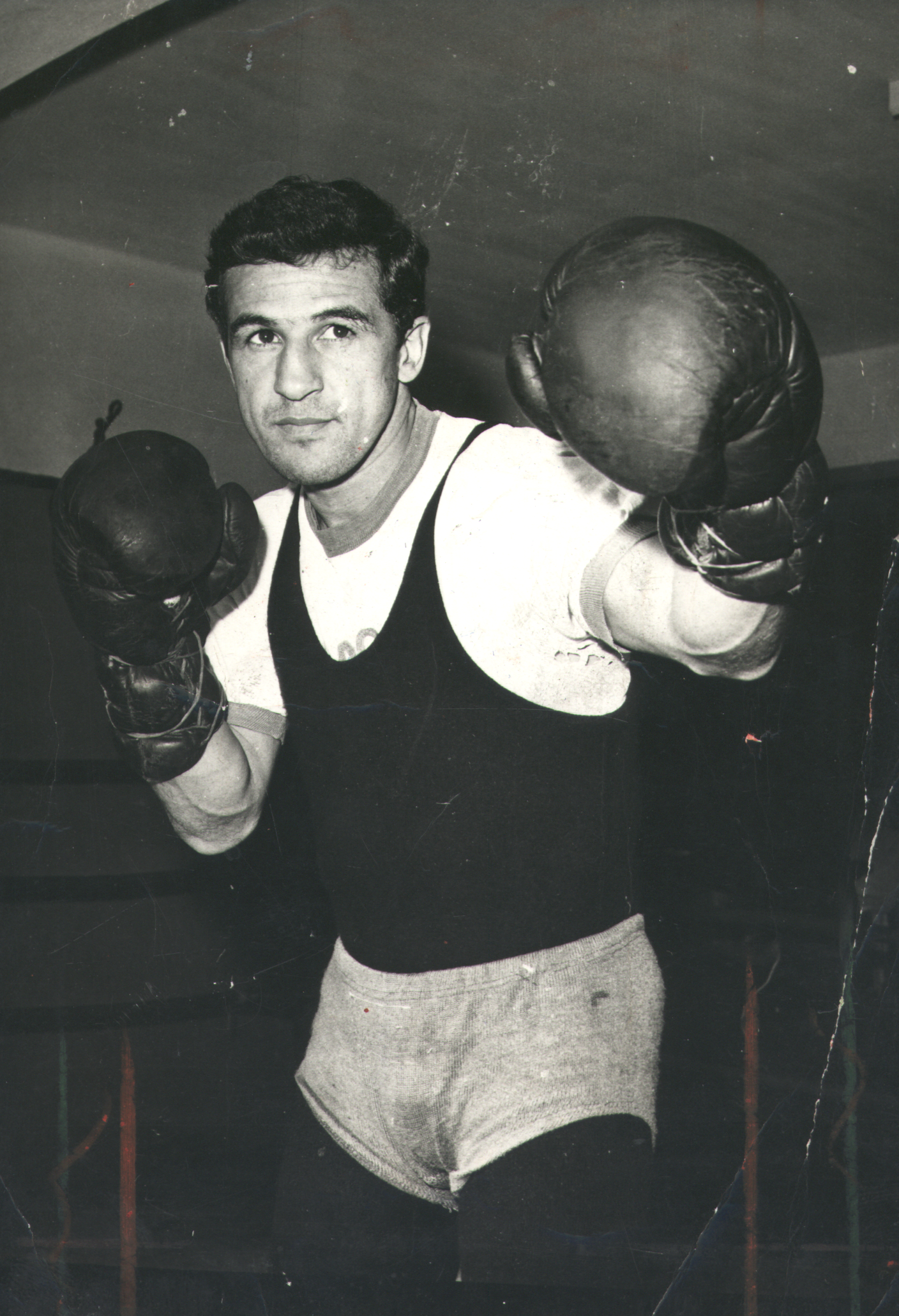
Éder Jofre, ancien champion du monde

La boxe est un autre sport populaire, en particulier dans le nord-est du Brésil ; c'est considéré comme un sport de la classe ouvrière. Éder Jofre et Acelino Freitas sont d'anciens champions du monde. Aux Jeux Olympiques, le Brésil a remporté la médaille d'or dans la catégorie jusqu'à 60 kg avec le combattant Robson Conceição, la première médaille d'or olympique en boxe brésilienne. Les autres médaillés olympiques au Brésil étaient Servílio de Oliveira, Yamaguchi Falcão, Esquiva Falcão et Adriana Araújo. Un autre boxeur célèbre au Brésil était Maguila, un poids lourd qui a affronté Evander Holyfield et George Foreman.

### Le Brésil aux Jeux olympiques

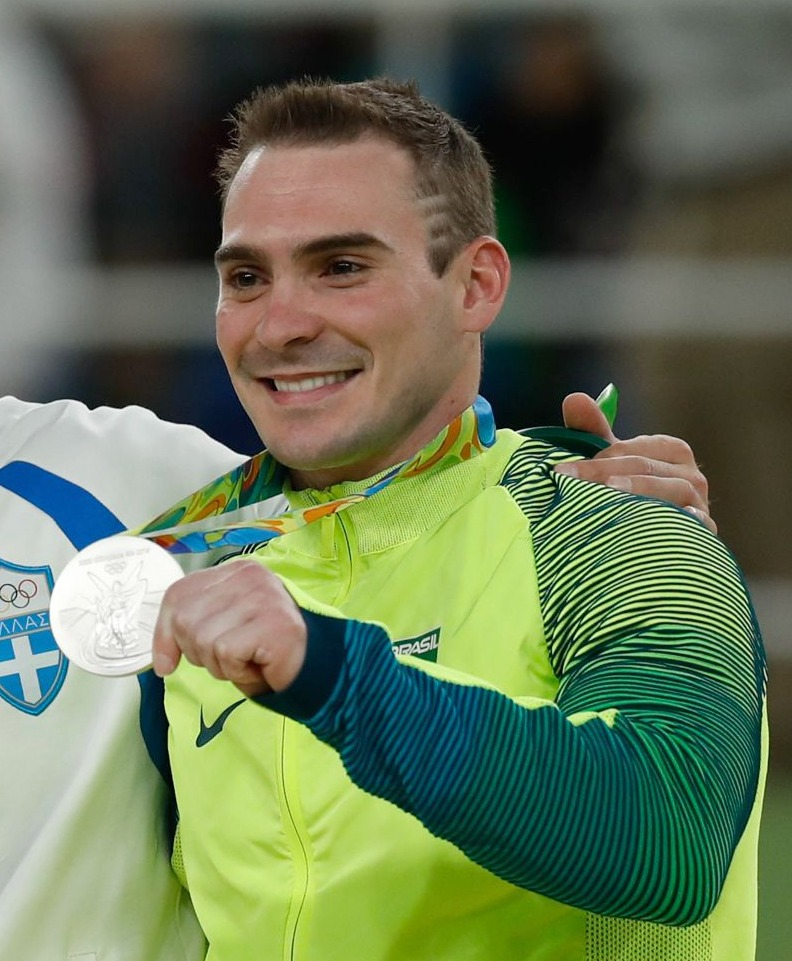
Arthur Zanetti

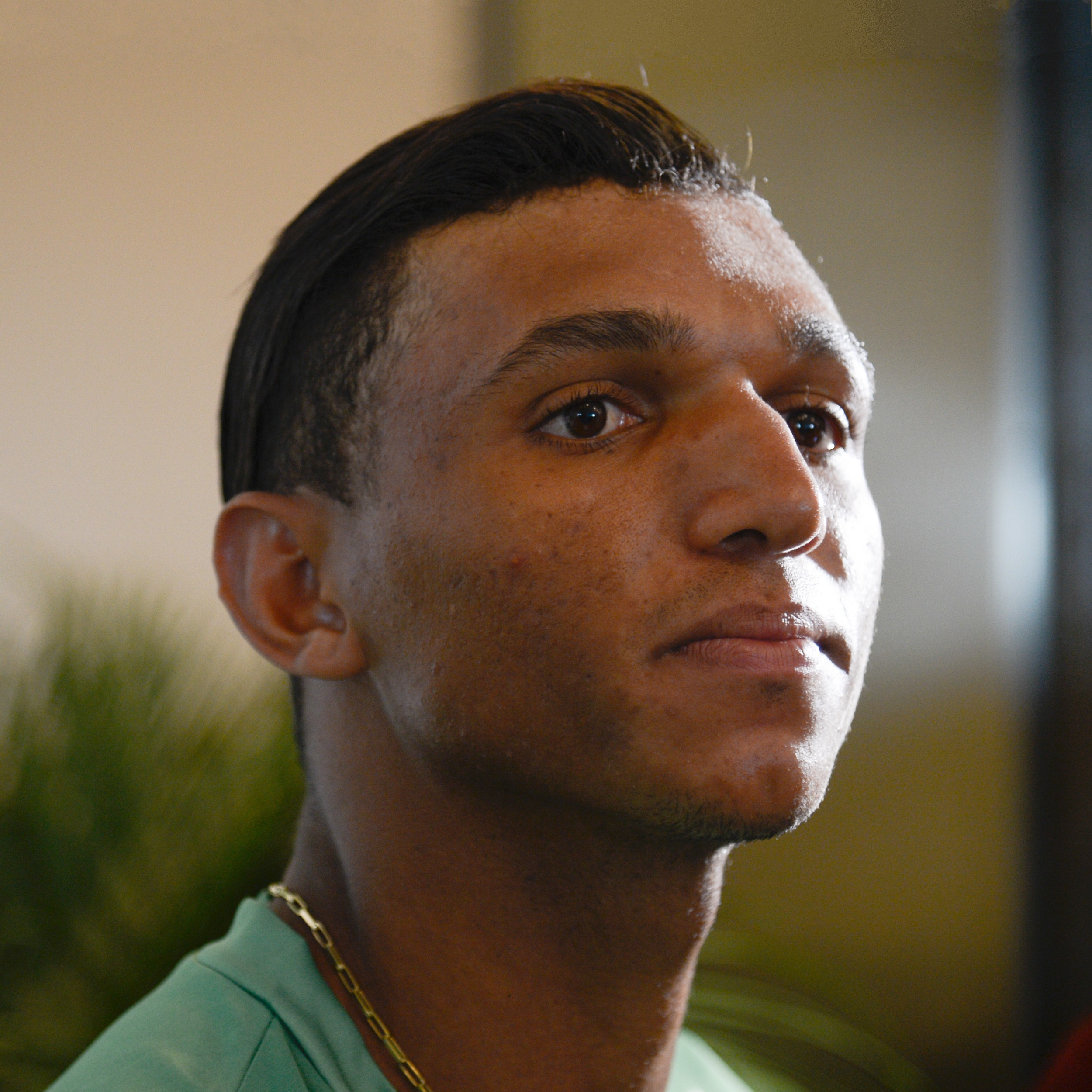
Isaquias Queiroz

Jusqu'aux Jeux Olympiques de 2016, le Brésil a remporté 129 médailles dans l'histoire des Jeux Olympiques, toutes lors des éditions d'été. Il y a 30 médailles d'or, 36 d'argent et 63 de bronze, ce qui en fait le pays d'Amérique du Sud avec le meilleur bilan de l'histoire des Jeux olympiques de l'ère moderne et le 4e plus grand gagnant des Amériques derrière seulement les États-Unis, le Canada et Cuba, respectivement. . C'est aussi l'un des rares pays à avoir un athlète qui a reçu la médaille Pierre de Coubertin: Vanderlei de Lima. Il a déjà remporté des médailles d'or olympiques dans 11 sports différents : voile, athlétisme, volley-ball, judo, beach-volley, football, natation, tir, gymnastique, boxe et équitation.

### Ouvrages
1. ↑  Fausto 2000, p. 45-46, 55.
2. ↑  Fausto 2000, p. 78-80.
3. ↑  Boxer 2002, p. 98.
4. ↑  Boxer 2002, p. 100-101.
5. 1 2  Skidmore 2003, p. 27.
6. ↑  Boxer 2002, p. 101.
7. ↑  Skidmore 2003, p. 36.
8. ↑  Boxer 2002, p. 110.
9. ↑  Skidmore 2003, p. 34.
10. ↑  Skidmore 2003, p. 32-33.
11. ↑  Bueno 2003, p. 80-81.
12. ↑  Boxer 2002, p. 164.
13. ↑  Boxer 2002, p. 168 et 170.
14. ↑  Boxer 2002, p. 169.
15. ↑  Boxer 2002, p. 213.
16. ↑  Bueno 2003, p. 145.
17. ↑  Lustosa 2006, p. 109–110.
18. ↑  Sousa 1972, p. 264–265.
19. ↑  Barman 1988, p. 82.
20. ↑  Sousa 1972, p. 264.
21. ↑  Barman 1988, p. 81.
22. ↑  Lustosa 2006, p. 120.
23. ↑  Barman 1988, p. 83.
24. ↑  Macaulay 1986, p. 107.
25. ↑  Lustosa 2006, p. 132–134.
26. ↑  Barman 1988, p. 78.
27. ↑  Barman 1988, p. 84.
28. ↑  Macaulay 1986, p. 109–110.
29. ↑  Lustosa 2006, p. 150–153.
30. ↑  Barman 1988, p. 96.
31. ↑  Sousa 1972, p. 31.
32. ↑  Macaulay 1986, p. 125.
33. ↑  Calmon 1950, p. 192–193.
34. 1 2  Macaulay 1986, p. 252.
35. ↑  Macaulay 1986, p. 254–257.
36. ↑  Sousa 1972, p. 117, 119, 142–143.
37. ↑  Sousa 1972, p. 114.
38. ↑  Macaulay 1986.
39. ↑  Macaulay 1986, p. 244.
40. ↑  Barman 1988, p. 160.
41. ↑  Barman 1988, p. 161–163.
42. ↑  Barman 1999, p. 61.
43. ↑  Moritz_Schwarcz 1998, p. 73.
44. ↑  Lyra 1977, p. 72.
45. ↑  Barman 1999, p. 317.
46. ↑  Barman 1999, p. 122.
47. ↑  Barman 1999, p. 125.
48. ↑  Barman 1999, p. 126.
49. ↑  Murilo de Carvalho 2007, p. 102–103.
50. ↑  Levine 1999, p. 63–64.
51. ↑  Sodré 2004, p. 201.
52. ↑  Fausto et Devoto 2005, p. 47.
53. ↑  Lyra 1977, p. 200.
54. ↑  Fausto et Devoto 2005, p. 50.
55. 1 2 3 4  Lyra 1977, p. 13.
56. 1 2  Vasquez 2007, p. 38.
57. ↑  Vianna 1994, p. 496.
58. ↑  Calmon 2002, p. 222.
59. ↑  Lyra 1977, p. 309.
60. ↑  Calmon 2002, p. 265.
61. ↑  Parkinson 2008, p. 128.
62. ↑  Murilo de Carvalho 2007, p. 108.
63. ↑  Lyra 1977, p. 219.
64. ↑  Barman 1999, p. 197.
65. ↑  Lyra 1977, p. 220.
66. 1 2  Murilo de Carvalho 2007, p. 109.
67. ↑  Lyra 1977, p. 224–225.
68. ↑  Barman 1999, p. 198.
69. ↑  Moritz_Schwarcz 1998, p. 299.
70. ↑  Lyra 1977, p. 227.
71. ↑  Lyra 1977, p. 228.
72. ↑  Murilo de Carvalho 2007, p. 114.
73. ↑  Calmon 1975, p. 745.
74. ↑  Barman 1999, p. 229-230.
75. ↑  Murilo de Carvalho 2007, p. 121.
76. ↑  Lyra 1977, p. 207.
77. ↑  Murilo de Carvalho 2007, p. 103-145.
78. ↑  Lyra 1977, p. 208.
79. ↑  Calmon 1975, p. 678-681.
80. ↑  Murilo de Carvalho 2007, p. 104.
81. ↑  Calmon 1975, p. 680.
82. ↑  Calmon 1975, p. 685.
83. ↑  Lyra 1977, p. 210.
84. ↑  Murilo de Carvalho 2007, p. 105.
85. ↑  Calmon 1975, p. 748.
86. ↑  Lyra 1977, p. 237.
87. ↑  Calmon 1975, p. 750.
88. ↑  Olivieri 1999, p. 44.
89. ↑  Barman 1999, p. 194.
90. ↑  Vianna 1994, p. 512.
91. 1 2 3  Vianna 1994, p. 633.

1. ↑  Le jour du dépassement calculé par pays est le jour où le dépassement mondial se produirait si toute la population mondiale consommait comme la population du pays en question.

### Autres références
1. 1 2 3  « População estimada do país chega a 212,6 milhões de habitantes em 2024 », sur Agência de Notícias - IBGE, 29 août 2024 (consulté le 9 novembre 2024)
2. 1 2 3  Rapport sur le développement humain 2021/2022 : Temps incertains, vies bouleversées : façonner notre avenir dans un monde en mutation, New York, Programme des Nations unies pour le développement, septembre 2022, 337 p. (ISBN 978-92-1-126452-4, lire en ligne).
3. ↑  (en) « Gini index », sur Banque mondiale (consulté le 24 avril 2023).
4. ↑  (en) Martin J. Wolf, John W. Emerson, Daniel C. Esty, Alex de Sherbinin, Zachary A. Wendling et al., 2022 Environmental Performance Index, New Haven, Connecticut, États-Unis, Yale Center for Environmental Law & Policy, 2022, 192 p. (lire en ligne [PDF]).
5. ↑  (pt) « Registro.br », sur Registro.br.
6. ↑  Commission nationale de toponymie, conseil national de l'information géographique, Pays, territoires et villes du monde juillet 2021, 1er juillet 2021, 34 p. (présentation en ligne, lire en ligne [PDF]), p. 5
7. ↑  (en) « Report for Selected Countries and Subjects », sur imf.org.
8. ↑  (en) « Global Firepower Military Ranks - 2014 », sur globalfirepower.com.
9. 1 2  (pt-BR) Marina Rossi, « Seis brasileiros concentram a mesma riqueza que a metade da população mais pobre », EL PAÍS,‎ 25 septembre 2017 (lire en ligne, consulté le 12 décembre 2017).
10. ↑  (pt) « Encontro analisa imigração italiana em MG », sur italiaoggi.com.br.
11. ↑  « Les Allemands et leur migration rapide vers le Brésil »(Archive.org • Wikiwix • Archive.is • Google • Que faire ?), sur nopanda.com.
12. 1 2  (pt) « A África nos genes do povo brasileiro ».
13. ↑  « Le Brésil, nouvelle puissance pétrolière »(Archive.org • Wikiwix • Archive.is • Google • Que faire ?), sur energie.sia-partners.com.
14. ↑  Anne Feitz, « Le Brésil, futur poids lourd pétrolier de la planète », Les Échos, 13 novembre 2013 (consulté le 10 août 2024).
15. ↑  Inès Villela-Petit, « Palette et nuancier : les rouges des teinturiers et des peintres », sur expositions.bnf.fr (consulté le 23 mai 2020).
16. ↑  Christophe Colomb, La découverte de l'Amérique. II. Relations de voyage et autres récits 1494-1505, Paris, La Découverte, 2002, Fragment d'une lettre aux Rois (10 septembre 1499), page 246
17. ↑  Christophe Colomb, La découverte de l'Amérique. II. Relations de voyage et autres récits 1494-1505, Paris, La Découverte, 2002, page 360
18. ↑  Antoine-Augustin Bruzen de La Martinière, Le grand dictionnaire geographique et critique, 1730 (lire en ligne), p. 458.
19. ↑  « Constituição brasileira de 1891 »(Archive.org • Wikiwix • Archive.is • Google • Que faire ?) (consulté le 10 mai 2010).
20. ↑  (pt) Antônio Houaiss, Dicionário Houaiss da Língua Portuguesa, Objetiva, 2009.
21. ↑  (pt) Jorge Couto, A construção do Brasil, FORENSE UNIVERSITÁRIA, 1997, 399 p..
22. ↑  (pt) « Constitución Política de la República Federativa del Brasil, 1988 »(Archive.org • Wikiwix • Archive.is • Google • Que faire ?) [PDF] (consulté le 17 décembre 2011).
23. ↑  (en) United Nations – Group of experts on geographical names, « UNGEGN list of country names » [PDF], Vienne, 2011 (consulté le 12 décembre 2011), p. 17.
24. ↑  « Ambassade du Brésil en France »(Archive.org • Wikiwix • Archive.is • Google • Que faire ?), sur bresil.org (consulté le 23 mai 2009).
25. ↑  « Michel Foucher: de «l'influence française au XXIe siècle» dans le monde ».
26. ↑  (en) Tiago Ferraz, Ximena Suarez Villagran, Kathrin Nägele et al., « Genomic history of coastal societies from eastern South America » [« Histoire génomique des sociétés côtières de l'est de l'Amérique du Sud »], Nature Ecology & Evolution, vol. 7,‎ 31 juillet 2023, p. 1315–1330 (ISSN 2397-334X, DOI 10.1038/s41559-023-02114-9, lire en ligne).
27. ↑  Mercosul Educacional, « A Pré-História do Brasil registrada »(Archive.org • Wikiwix • Archive.is • Google • Que faire ?) (consulté le 10 novembre 2011).
28. ↑  (pt) « O PAPEL DA MIGRAÇÃO INTERNACIONAL NA EVOLUÇÃO DA POPULAÇÃO BRASILEIRA (1872 A 1972) », sur scielo.br, 1974 (consulté le 19 octobre 2014).
29. ↑  (pt) « Que índios dominavam o litoral do Brasil na época do Descobrimento? »(Archive.org • Wikiwix • Archive.is • Google • Que faire ?), sur mundoestranho.abril.com.br.
30. ↑  (pt) Luís da Câmara Cascudo, Dicionário do folclore brasileiro, vol. II, p. 865.
31. ↑  « IV) Les civilisations précolombiennes ou amérindiennes », sur historia2004.free.fr (consulté le 19 octobre 2014).
32. ↑  (pt) Mercosul Educacional, « A Pré-História do Brasil registrada »(Archive.org • Wikiwix • Archive.is • Google • Que faire ?), INEP.gov.br, 2006 (consulté le 19 décembre 2011).
33. ↑  « Partage du monde à Tordesillas », sur herodote.net.
34. ↑  « Brésil », sur la-definition.fr.
35. ↑  « 10 novembre 1555: Le rêve avorté d'une France antarctique », sur herodote.net.
36. ↑  Qui faisait partie de la France équinoxiale.
37. ↑  « Un Brésil en sucre », sur brasilazur.com.
38. 1 2  Luiz Felipe de Alencastro, « La fusion brésilienne », L'Histoire, no 322,‎ juillet-août 2007, p. 45.
39. ↑  « Le commerce triangulaire », sur monumerique.bordeaux.fr.
40. ↑  « commerce triangulaire », sur herodote.net.
41. ↑  (en) « From 1624 On: The Dutch Invasions », sur thebrazilbusiness.com.
42. ↑  (en) « The Dutch In Brazil », sur colonialvoyage.com.
43. ↑  « Signature du traité de La Haye »(Archive.org • Wikiwix • Archive.is • Google • Que faire ?), sur linternaute.com.
44. ↑  (pt) Marta Barcellos et Simone Azevedo (préf. Ney Carvalho), Histórias do Mercado de Capitais no Brasil, Campus Elsevier, 2011, 192 p. (ISBN 978-85-352-3994-2 et 85-352-3994-4), xiv.
45. ↑  (en) Jeffrey C. Mosher, Political struggle, ideology, and state building : Pernambuco and the construction of Brazil, 1817-1850, Lincoln (Neb.), U of Nebraska Press, 2008, 344 p. (ISBN 978-0-8032-3247-1, lire en ligne), p. 9.
46. ↑  En portugais : « Se é para o bem de todos e felicidade geral da Nação, estou pronto! Digam ao povo que fico »
47. ↑  Julia Juruna, « Brésil, le despotisme tropical », 1er juin 1976.
48. ↑  Grand Larousse en cinq volumes Larousse, 1993.  (ISBN 978-2-03-101480-5).
49. 1 2 3 4  Leslie Manigat, L'Amérique latine au XXe siècle : 1889-1929, Éditions du Seuil, 1991, p. 118-125
50. ↑  Eric Toussaint, « Brésil : 55 ans après le renversement du président démocratique Joao Goulart, le nouveau président d'extrême-droite, Jair Bolsonaro a ordonné une célébration du coup d'État militaire de 1964 », sur CADTM, 26 mars 2019.
51. 1 2  « Bourse et favelas plébiscitent « Lula » », Le Monde diplomatique,‎ 1er septembre 2010 (lire en ligne, consulté le 25 novembre 2017).
52. ↑  « Constitution de la République fédérative du Brésil, Brésil, WIPO Lex », sur www.wipo.int (consulté le 16 avril 2025)
53. ↑  « Caractéristiques et évolutions récentes du système politique », sur ciesin.org (consulté le 25 octobre 2014).
54. ↑  Jean-Pierre Langellier, « Brésil : quand la religion s'immisce dans l'élection présidentielle », Le Monde, 26 octobre 2010 (consulté le 1er novembre 2010).
55. ↑  « Au Brésil, des évangéliques nient la dangerosité du coronavirus », Le Monde.fr,‎ 2 avril 2020 (lire en ligne)
56. 1 2  Aglaé de Chalus, « Au Brésil, le lobby « ruraliste » a une grande influence à Brasilia », sur La Croix, 26 novembre 2018.
57. ↑  « Le chef des pro-armes au Congrès: le Brésil "vit une guerre civile" », sur L'Obs, 1er novembre 2019.
58. ↑  Socialistas participam do XIX Encontro do Foro de São Paulo
59. ↑  « Brésil: le grand bond en arrière », sur ARTE Info, 28 mai 2017.
60. ↑  Silvio Caccia Bava, « Au Brésil, élus à vendre », sur Le Monde diplomatique, 1er octobre 2014.
61. ↑  Apenas um partido se define como de direita no Brasil
62. ↑  (pt) IBGE, « Unidades territoriais de nível municipal »(Archive.org • Wikiwix • Archive.is • Google • Que faire ?), IBGE.gov.br, sur sidra.ibge.gov.br, 2008 (consulté le 5 décembre 2011).
63. ↑  « Le cadre politique du Brésil », sur planet-expert.com (consulté le 25 octobre 2014).
64. 1 2  (pt) Embajada de Brasil en Ottawa, « Embassy of Brazil — Ottawa » [archive du 25 juillet 2011], Bras Emb Ottawa.org, sur Internet Archive (consulté le 5 décembre 2011).
65. ↑  (en) Guy Burton et Andrew Stevens, « Brazil’s latest constitution guarantees local government significant autonomy », City Mayors.com, sur citymayors.com, 30 janvier 2011 (consulté le 7 décembre 2011).
66. ↑  (en) Wilson Martins, « Brazilian Politics »(Archive.org • Wikiwix • Archive.is • Google • Que faire ?), Luso-Brazilian Review, sur JSTOR, 1964 (consulté le 5 décembre 2011).
67. ↑  « Ordonnancement juridique brésilien »(Archive.org • Wikiwix • Archive.is • Google • Que faire ?) [PDF], sur oas.org (consulté le 25 octobre 2014).
68. ↑  (en) « Government - Brazil », Southtravels.com, sur southtravels.com, 5 octobre 1988 (consulté le 7 décembre 2011).
69. ↑  Décompte officiel de la Chambre des députés
70. ↑  « Le Brésil, puissance mondiale : vers un atlantisme du Sud ? », sur lesechos.fr, 9 mars 2012 (consulté le 25 octobre 2014).
71. ↑  (en) « Brazil: Latin America’s Superpower »(Archive.org • Wikiwix • Archive.is • Google • Que faire ?), sur latintrade.com (consulté le 25 octobre 2014).
72. ↑  (en) « The 10 Richest Economies In The World In 2014 »(Archive.org • Wikiwix • Archive.is • Google • Que faire ?), sur therichest.com (consulté le 25 octobre 2014).
73. ↑  (en) « Largest Countries », sur infoplease.com (consulté le 25 octobre 2014).
74. ↑  (en) « South America Countries Ranked by Military Power », sur globalfirepower.com (consulté le 25 octobre 2014).
75. ↑  (en) « Gross domestic product 2013 » [PDF], sur worldbank.org (consulté le 25 octobre 2014).
76. 1 2  (en) « Countries Ranked by Military Strength », sur globalfirepower.com (consulté le 13 février 2022).
77. 1 2  (pt) « Le Brésil fait partie des 10 plus grandes puissances militaires du monde », sur OCP News (consulté le 13 février 2022).
78. ↑  « Taux de croissance », sur statistiques-mondiales.com (consulté le 25 octobre 2014).
79. ↑  (en) « World in 2050 The BRICs and beyond: prospects, challenges and opportunities »(Archive.org • Wikiwix • Archive.is • Google • Que faire ?) [PDF], sur pwc.com (consulté le 25 octobre 2014).
80. ↑  (en) Ayca Ariyoruk, « Players and Proposals in the Security Council Debate »(Archive.org • Wikiwix • Archive.is • Google • Que faire ?), Global Polict.org, sur globalpolicy.org, 3 juillet 2005 (consulté le 12 décembre 2011).
81. ↑  (en) Clare Ribando, « US-Brazil relations »(Archive.org • Wikiwix • Archive.is • Google • Que faire ?) [PDF], Wilson Center.org, sur wilsoncenter.org, 28 février 2007 (consulté le 7 décembre 2011).
82. ↑  (pt) « Representações do Brasil no exterior »(Archive.org • Wikiwix • Archive.is • Google • Que faire ?), sur itamaraty.gov.br (consulté le 25 octobre 2014).
83. ↑  « En 2050, la Chine sera première puissance économique mondiale devant les États-Unis », sur 20minutes.fr, 11 janvier 2011 (consulté le 25 octobre 2014).
84. ↑  Abellán et Alonso 2017, p. 7.
85. ↑  Abellán et Alonso 2017, p. 9.
86. ↑  Abellán et Alonso 2017, p. 11.
87. ↑  Abellán et Alonso 2017, p. 12-13.
88. ↑  (pt) « Posição Geográfica »(Archive.org • Wikiwix • Archive.is • Google • Que faire ?), Web Ciencia.com (consulté le 1er décembre 2011).
89. ↑  « Amériques », sur geopopulation.com.
90. ↑  « Sélection géographique »(Archive.org • Wikiwix • Archive.is • Google • Que faire ?), sur world-of-islands.com.
91. ↑  « Îles atlantiques brésiliennes : les Réserves de Fernando de Noronha et de l'atol das Rocas », sur unesco.org.
92. ↑  (en) « Largest Countries », sur infoplease.com.
93. ↑  (en) « Top 10 Largest Countries in the World by Area », sur mapsofworld.com.
94. ↑  « Brésil », sur cosmovisions.com.
95. ↑  « Superficie des pays en km2 », sur statistiques-mondiales.com.
96. ↑  Darcy Ribeiro, « Brésil : un pays de métis », Le Monde Diplomatique,‎ juin 1963 (lire en ligne).
97. ↑  « Présentation du Paraguay », sur diplomatie.gouv.fr.
98. ↑  « Présentation de l’Uruguay », sur diplomatie.gouv.fr.
99. ↑  (pt) « Censo 2010: população do Brasil é de 190.732.694 pessoas ».
100. ↑  (pt) « Imigração no Brasil: Histórico. Italianos Espanhóis Japoneses Judeus Portugueses Sírios e Libaneses Alemães », sur adv.br.
101. 1 2  « Le sud du Brésil, petit bout d’Allemagne à l’autre bout du monde », sur lemonde.fr, 8 juillet 2014.
102. ↑  (pt) « A Emigração italiana no fim do Sec.XIX ».
103. ↑  « Météo au Brésil ».
104. ↑  « De la neige au Brésil », sur lefigaro.fr, 23 juillet 2013 (consulté le 3 décembre 2014).
105. ↑  (pt) « Forte onda de frio provoca neve em mais de 140 cidades do sul do Brasil », sur noticias.uol.com.br, 23 juillet 2013.
106. ↑  « Rue de l'Empereur », sur Bibliothèque numérique mondiale, 1860 1870 (consulté le 24 août 2013).
107. ↑  « Nordeste », sur larousse.fr (consulté le 21 janvier 2018).
108. ↑  Hervé Théry, Le Brésil, Paris, La Découverte.
109. ↑  (en) John Henry Hemming, Change in Amazon Basin (Vol2) : The Frontier After a Decade of Colonisation : (44th International Congress of Americanists, Manchester, 1982), Manchester University Press, 1985, p. 37.
110. ↑  « Centre historique de Salvador de Bahia », sur unesco.org (consulté le 5 février 2016).
111. ↑  « Rio de Janeiro devient capitale du Brésil », linternaute.com, consulté le 5 février 2016.
112. ↑  Craton du Guaporé appelé aussi craton du Brésil central.
113. ↑  (en) F.F.M. de Almeida, Y. Hasui, B.B. de Brito Neves, R.A. Fuck, « Brazilian structural provinces: an introduction », EarthSci. Rev., vol. 17, nos 1-2,‎ 1981, p. 1–29.
114. ↑  [PDF] (es) Reinhardt A. Fuck, Benjamim Bley de Brito Neves, Geotectônica do Brasil: uma síntese
115. ↑  « Natural Regions », dans Encarta (Lien externe obsolète), MSN (lire en ligne [archive]).
116. ↑  (en) « Temperature in Brazil », sur v-brazil.com, Brazil Travel (consulté le 11 juin 2008).
117. ↑  (en) BBC Weather, « Country Guide » [archive du 27 février 2011], sur bbc.co.uk (consulté le 11 juin 2008).
118. ↑  Larousse.fr, « Amazonie » (consulté le 25 octobre 2014).
119. ↑  « Bresil climat », sur guidevoyages.org (consulté le 25 octobre 2014).
120. ↑  « Le climat amazonien et plus spécialement le climat du Bas Amazone », sur persee.fr (consulté le 25 octobre 2014).
121. ↑  « La forêt des pluies »(Archive.org • Wikiwix • Archive.is • Google • Que faire ?), sur amazonie-indienne.com (consulté le 25 octobre 2014).
122. ↑  « Brésil - Amazonie », sur books.google.fr (consulté le 25 octobre 2014).
123. ↑  « Amazonie climat », sur guidevoyages.org (consulté le 25 octobre 2014).
124. ↑  « Coupe du monde de football : quel climat au Brésil ? », sur lachainemeteo.com, 13 juin 2014 (consulté le 25 octobre 2014).
125. ↑  « Cuiaba » [PDF], sur ambafrance-br.org (consulté le 25 octobre 2014).
126. ↑  « Climat et météo pantanal »(Archive.org • Wikiwix • Archive.is • Google • Que faire ?), sur voyages-au-bresil.fr (consulté le 25 octobre 2014).
127. ↑  « Le pantanal », sur ameriquedusud.org (consulté le 25 octobre 2014).
128. ↑  « Géographie et Climat »(Archive.org • Wikiwix • Archive.is • Google • Que faire ?), sur tourisme-bresil (consulté le 25 octobre 2014).
129. ↑  « AMAZONIE », sur universalis.fr (consulté le 24 octobre 2014).
130. ↑  (en) « Megadiverse Countries : 17 Countries Contain Most of the World's Biodiversity », sur geography.about.com (consulté le 24 octobre 2014).
131. ↑  (en) « One fifth of the world's freshwater »(Archive.org • Wikiwix • Archive.is • Google • Que faire ?), Amazon, sur panda.org, World Wide Fund for Nature, 6 août 2007 (consulté le 12 juin 2008).
132. 1 2  « Plant and Animal Life »(Archive.org • Wikiwix • Archive.is • Google • Que faire ?) [o], sur encarta.msn.com (consulté le 12 octobre 2008).
133. ↑  « Superficie des pays en km2 », sur statistiques-mondiales.com (consulté le 24 octobre 2014).
134. ↑  « Cerrado », sur tous-les-faits.fr (consulté le 24 octobre 2014).
135. ↑  « Mata Atlântica »(Archive.org • Wikiwix • Archive.is • Google • Que faire ?), sur imfn.net (consulté le 24 octobre 2014).
136. ↑  « Brésil : Mata Atlântica, une forêt en danger »(Archive.org • Wikiwix • Archive.is • Google • Que faire ?), sur regardsurlemonde.fr (consulté le 24 octobre 2014).
137. ↑  « Etat des populations d'oiseaux dans le monde », sur conservation-nature.fr (consulté le 24 octobre 2014).
138. ↑  « Faune », sur bresil-ht.org (consulté le 24 octobre 2014).
139. ↑  « Faune & Flore Brésil »(Archive.org • Wikiwix • Archive.is • Google • Que faire ?), sur info-voyage.com (consulté le 24 octobre 2014).
140. ↑  « Faune terrestre », sur tangka.com (consulté le 24 octobre 2014).
141. ↑  « La superficie de la forêt amazonienne s'est réduite 26.130 km2 en un an », sur actu-environnement.com, 31 mai 2005 (consulté le 24 octobre 2014).
142. ↑  « Les insectes vous manquent, et tout est dépeuplé », sur Reporterre, le quotidien de l'écologie (consulté le 17 mars 2019).
143. ↑  « Feux de forêt: l'Amazonie souffre du changement climatique », sur slate.fr, 10 juin 2013 (consulté le 24 octobre 2014).
144. 1 2 3  (en) Sergio Margulis, Causes of Deforestation of the Brazilian Amazon, Washington, D.C, 2004, 77 p. (ISBN 978-0-8213-5691-3, lire en ligne).
145. ↑  « La forêt amazonienne, une biodiversité unique au monde », sur la-croix.com, 29 septembre 11 (consulté le 24 octobre 2014).
146. ↑  « Forêt amazonienne : le grand inventaire », sur lefigaro.fr, 5 novembre 2013 (consulté le 24 octobre 2014).
147. ↑  « Brésil : la déforestation en Amazonie en hausse de 28 % sur un an », sur leparisien.fr, 14 novembre 2013 (consulté le 24 octobre 2014).
148. ↑  (en) Warren Dean, With Broadax and Firebrand : The Destruction of the Brazilian Atlantic Forest, California, États-Unis, Berkeley University of California Press, 1995, 365 p..
149. ↑  « Brésil : déforestation due aux bovins, à la canne à sucre et au soja »(Archive.org • Wikiwix • Archive.is • Google • Que faire ?), sur amisdelaterre.org (consulté le 24 octobre 2014).
150. 1 2  WF Laurance, TE Lovejoy et coll., Blackwell Publishing inc., États-Unis, Ecosystem decay of Amazonian forest fragments: A 22-year investigation, Conservation Biology, Volume: 16, Issue: 3 juin 2002, consulté le 23 juin 2009
151. ↑  (en) H. S. Grantham, A. Duncan, T. D. Evans, K. R. Jones, H. L. Beyer, R. Schuster, J. Walston, J. C. Ray, J. G. Robinson, M. Callow, T. Clements, H. M. Costa, A. DeGemmis, P. R. Elsen, J. Ervin, P. Franco, E. Goldman, S. Goetz, A. Hansen, E. Hofsvang, P. Jantz, S. Jupiter, A. Kang, P. Langhammer, W. F. Laurance, S. Lieberman, M. Linkie, Y. Malhi, S. Maxwell, M. Mendez, R. Mittermeier, N. J. Murray, H. Possingham, J. Radachowsky, S. Saatchi, C. Samper, J. Silverman, A. Shapiro, B. Strassburg, T. Stevens, E. Stokes, R. Taylor, T. Tear, R. Tizard, O. Venter, P. Visconti, S. Wang et J. E. M. Watson, « Anthropogenic modification of forests means only 40% of remaining forests have high ecosystem integrity - Supplementary material », Nature Communications, vol. 11, no 1,‎ 2020 (ISSN 2041-1723, DOI 10.1038/s41467-020-19493-3)
152. ↑  « Déforestation : Greenpeace dénonce une Europe "mordue de viande" dépendante du soja OGM brésilien », sur LCI (consulté le 9 janvier 2020).
153. ↑  Laurent Delcourt, « Le Brésil risque de subir l’une des plus grandes régressions écologiques et sociales de son histoire » (consulté le 30 juillet 2017).
154. ↑  « Au Brésil, la forêt fait les frais du virage politique », sur Libération.fr, 11 mai 2017 (consulté le 9 janvier 2020).
155. ↑  « Des millions d’hectares de forêt amazonienne ouverts à l’exploitation minière », sur Le Monde, 24 août 2017 (consulté le 9 janvier 2020).
156. ↑  « Environnement : 12 millions d'hectares de forêts tropicales détruites en 2018 », sur Europe 1 (consulté le 20 mai 2019).
157. ↑  Au Brésil, la forêt amazonienne s’embrase alors que la déforestation fait rage, La Croix, 21 août 2019
158. ↑  Au Brésil, les pesticides ont de beaux jours devant eux, Géo, 10 avril 2019
159. ↑  Comment des pesticides interdits en Europe se retrouvent dans nos jus, notre café et nos assiettes via le Brésil, BastaMag, 2 juillet 2019
160. ↑  « Incendies en Amazonie : le poumon vert de la planète part en fumée », Forêt amazonienne, 23 août 2019 (consulté le 23 août 2019).
161. ↑  Andreoni et Hauser, « Fires in Amazon Rain Forest Have Surged This Year », Rio de Janeiro, 21 août 2019 (consulté le 21 août 2019).
162. ↑  Frédéric Mouchon, « Jour du dépassement : quelles solutions pour la planète ? », Le Parisien,‎ 10 mai 2019 (lire en ligne)
163. ↑  (pt) « CONSTITUIÇÃO DA REPÚBLICA FEDERATIVA DO BRASIL DE 1988 »(Archive.org • Wikiwix • Archive.is • Google • Que faire ?), sur planalto.gov.br (consulté le 23 octobre 2014).
164. ↑  « Financement obligatoire de l’’Education de la Petite enfance : Une proposition du Brésil », sur unesco.org, octobre 2003 (consulté le 23 octobre 2014).
165. 1 2  (pt) « Brasil não deve cumprir meta contra o analfabetismo », O Estado de S. Paulo,‎ 29 janvier 2014 (lire en ligne, consulté le 6 mai 2014).
166. ↑  (pt) « Analfabetismo cai no país, mas ainda atinge 13 milhões », sur agenciabrasil.ebc.com.br, agenciabrasil.ebc.com.br, 18 septembre 2014 (consulté le 19 septembre 2014).
167. ↑  (pt) « Instituto Paulo Montenegro e Ação Educativa mostram evolução do alfabetismo funcional na última década », sur ipm.org.br, Instituto Paulo Montenegro, 2011 2012 (consulté le 6 mai 2014).
168. ↑  (pt) « IBGE: analfabetismo cai, mas País está atrás da Bolívia »(Archive.org • Wikiwix • Archive.is • Google • Que faire ?), A Tarde.com.br, 18 septembre 2008 (consulté le 7 décembre 2011).
169. ↑  (pt) Frederico Rosas, « A educação brasileira: um longo caminho a percorrer, mas avanços são evidentes », sur brasil.elpais.com, El País, 29 avril 2014 (consulté le 30 avril 2014).
170. ↑  (pt) « UOL Educação: No Pisa 2012, Brasil está em 55º no ranking de leitura, 58º no de matemática e 59º no de ciências », sur noticias.uol.com.br, UOL, 3 décembre 2013 (consulté le 30 avril 2014).
171. ↑  (pt) « Brasil tem a menor média de anos de estudos da América do Sul, diz Pnud », sur g1.globo.com, g1.globo.com, 14 mars 2013 (consulté le 6 mai 2014).
172. ↑  (pt) « Recherche sur l'éducation » [PDF].
173. ↑  (pt) « Faculdades reconhecidas pelo MEC ».
174. ↑  « L'enseignement au Brésil », sur free.fr (consulté le 23 octobre 2014).
175. ↑  (pt) « Educação », Sistema educacional brasileiro, Página oficial do Governo do Brasil (consulté le 11 juin 2008).
176. ↑  (en) « Sector Study for Education in Brazil » [PDF], sur jica.go.jp, Japan Bank for International Cooperation, 2005 (consulté le 10 juin 2008).
177. ↑  (pt) « Sistema Educacional Brasileiro »(Archive.org • Wikiwix • Archive.is • Google • Que faire ?) (consulté le 13 décembre 2009).
178. ↑  (pt) « Discutindo »(Archive.org • Wikiwix • Archive.is • Google • Que faire ?) (consulté le 13 décembre 2009).
179. ↑  « http://download.inep.gov.br/educacao_basica/enem/downloads/2013/enem2013_confirmados.pdf »(Archive.org • Wikiwix • Archive.is • Google • Que faire ?) [PDF] (consulté le 30 novembre 2014).
180. ↑  (pt) « Vestibular chinês tem 2 milhões de candidados a mais do que o Enem », sur globo.com, 25 octobre 2013 (consulté le 23 octobre 2014).
181. ↑  « Formation et diffusion des savoirs entre ingénieurs au Brésil »(Archive.org • Wikiwix • Archive.is • Google • Que faire ?), sur arts-et-metiers.net, décembre 2004 (consulté le 23 octobre 2014).
182. ↑  (pt) « 20 Anos do SUS /Defenda o SUS - o maior sistema público de saúde do mundo »(Archive.org • Wikiwix • Archive.is • Google • Que faire ?), sur saude.gov.br (consulté le 23 octobre 2014).
183. 1 2  (pt) Gobierno de Brasil, « Saúde », Brasil.gov.br (consulté le 9 décembre 2011).
184. ↑  « Nombre de médecins par pays. », sur statistiques-mondiales.com (consulté le 23 octobre 2014).
185. ↑  « Mortalité maternelle pour 100.000 habitants », sur statistiques-mondiales.com (consulté le 23 octobre 2014).
186. ↑  (pt) Ministerio de Planeación, « Saúde » [archive du 16 décembre 2008] [PDF], Radar social, 2006 (consulté le 9 décembre 2011).
187. ↑  (en) « Measuring overall health system performance for 191 countries »(Archive.org • Wikiwix • Archive.is • Google • Que faire ?) [PDF], Organisation mondiale de la santé (OMS), 2000 (consulté le 30 avril 2014).
188. ↑  (pt) Cláudia Collucci, « HC faz aniversário em meio a reformas que somam R$ 350 milhões », Folha de S.Paulo,‎ 13 avril 2014 (lire en ligne, consulté le 5 décembre 2019).
189. ↑  A desigualdade no Brasil é medida pelos dentes: ricos vão ao dentista, e pobres sentem dor, The Intercept Brasil, 14 mai 2019
190. ↑  Bolsonaro laisse les Brésiliens à la merci du coronavirus, Adriana Carvalho, Reporterre, 26 mars 2020
191. ↑  Latin America braces for coronavirus crisis – developing countries need solidarity not sanctions, Fiona Edwards, 25 mars 2020
192. 1 2 3 4  Almanaque Brasil, « Inventores do Brasil para o mundo », sur almanaquebrasil.com.br (consulté le 27 décembre 2010).
193. ↑  (en) r, « M. Santos Dumont Rounds Eiffel Tower." New York Times, 20 octobre 1901. Retrieved January 12, 2009. », sur query.nytimes.com (consulté le 29 décembre 2010).
194. ↑  « Engelberg, Inc »(Archive.org • Wikiwix • Archive.is • Google • Que faire ?) (consulté le 17 juillet 2011).
195. ↑  Abreu, Manuel de, pag. 17 - Grande Enciclopédia Universal - edição de 1980 - Ed.Amazonas
196. ↑  Exposição destaca centenário do CEFET-MG Sítio do Cefet-MG, acessado em 13 novembre 2010
197. ↑  Ministério da Ciência e Tecnologia, « 50 anos do Méson-Pi », sur cbpf.br (consulté le 29 décembre 2010).
198. ↑  « Centro Brasileiro de Pesquisas Físicas - Coleção Galileo: Textos de Física », sur cbpfindex.cbpf.br (consulté le 21 octobre 2014).
199. ↑  (en) « ATTA-UR-RAHMAN (PAKISTAN), JOSÉ LEITE LOPES (BRAZIL), AND JUAN MARTÍN MALDACENA (ARGENTINA) RECEIVE UNESCO SCIENCE PRIZES »(Archive.org • Wikiwix • Archive.is • Google • Que faire ?), sur unesco.org (consulté le 24 octobre 2014).
200. ↑  Brasileiro ganha a Medalha Fields, considerada o "Nobel da Matemática".
201. ↑  West, David A. 2003. Fritz Müller: a naturalist in Brazil. Blacksburg: Pocahontas Press
202. ↑  « Ivo Pitanguy »(Archive.org • Wikiwix • Archive.is • Google • Que faire ?) (consulté le 24 octobre 2014). À biblioteca Virtual de Literatura
203. ↑  « Academia Brasileira de Ciências »(Archive.org • Wikiwix • Archive.is • Google • Que faire ?), sur abc.org.brPágina visitada em 6 mars 2008
204. ↑  (pt) « Comissão Nacional sobre déterminantes da Saúde », sur fiocruz.br.
205. ↑  « Adolfo Lutz », sur educacao.uol.com.br (consulté le 18 décembre 2012).
206. ↑  « Instituto de Infectologia Emílio Ribas »(Archive.org • Wikiwix • Archive.is • Google • Que faire ?) (consulté le 23 décembre 2012).
207. ↑  Museu Vital Brazil, « VITAL BRAZIL: uma apresentação »(Archive.org • Wikiwix • Archive.is • Google • Que faire ?), sur museuvitalbrazil.org.br (consulté le 29 décembre 2010).
208. ↑  Fiocruz, « Carlos Chagas e a descoberta de uma nova tripanossomíase humana »(Archive.org • Wikiwix • Archive.is • Google • Que faire ?), sur fiocruz.br (consulté le 29 décembre 2010).
209. ↑  Fiocruz, « Criação do Instituto Soroterápico », sur fiocruz.br (consulté le 29 décembre 2010).
210. ↑  Fiocruz, « Rocha Lima, o pai das rickettsias »(Archive.org • Wikiwix • Archive.is • Google • Que faire ?), sur invivo.fiocruz.br (consulté le 29 décembre 2010).
211. ↑  « SBPC cuidará do acervo de Maurício Rocha e Silva », sur agencia.fapesp.br, Agência FAPESP (consulté le 14 avril 2011).
212. ↑  (pt) « A universidade no Brasil: pano de fundo histórico e presença cristã »(Archive.org • Wikiwix • Archive.is • Google • Que faire ?), sur abub.org.br (consulté le 24 octobre 2014).
213. ↑  (pt) UOL, « Brasil vai ganhar seu segundo acelerador de partículas de grandes proporções », UOL.com.br, 13 janvier 2009 (consulté le 9 décembre 2011).
214. ↑  « Satellites espions : course à l'armement en Amérique Latine », sur latribune.fr, 27 mars 2014 (consulté le 24 octobre 2014).
215. ↑  « Observation de la Terre de haute résolution pour le Chili », sur space-airbusds.com (consulté le 24 octobre 2014).
216. ↑  « Brazil — The Space Program », Country data, avril 1997 (consulté le 24 mai 2008).
217. ↑  « Clipping », Instituto Nacional de Pesquisas Espaciais (consulté le 26 mars 2010).
218. ↑  « Do cosmonauta ao taikonauta, dezenas de nacionalidades no espaço », sur noticias.terra.com.br, Terra (consulté le 18 novembre 2008).
219. ↑  (en) « Particle Accelerators Around the World », sur elsa.physik.uni-bonn.de (consulté le 24 octobre 2014).
220. ↑  (en) « LNLS - Brazilian Synchrotron Light Laboratory », sur lnls.cnpem.br (consulté le 24 octobre 2014).
221. ↑  (pt) « Brasil cai duas posições em ranking mundial », sur Folha de S.paulo, 26 mars 2010 (consulté le 24 octobre 2014).
222. ↑   Anuário CNT do transporte 2018
223. ↑  (pt) Luiz Andrei Gonçalves Pereira, « O PROCESSO DE PLANEJAMENTO E DESENVOLVIMENTO DO TRANSPORTE RODOVIÁRIO NO BRASIL », Caminhos de Geografia,‎ 20 décembre 2011 (lire en ligne).
224. ↑   Sydney Alberto Latini; "A Implantação da Indústria Automobilística no Brasil" ;Editora Alaúde 2007  (ISBN 978-85-98497-55-6).
225. ↑  (en) « Automotive industry in Brazil and the world » [PDF], sur oica.net, International Organization of Motor Vehicle Manufacturers (consulté le 14 mai 2010).
226. 1 2 3  « Brazil », sur cia.gov, Agência Central de Inteligência (consulté le 18 août 2010).
227. ↑  « Ociosidade atinge 70% dos principais aeroportos », sur g1.globo.com, Globo, 12 août 2007 (consulté le 14 mai 2010).
228. ↑  (en) Guilherme Lohmann Palhares, Tourism in Brazil : Environment, Management and Segments, Milton park, abingdon, Oxon/New York, Routledge, 2012, 210 p. (ISBN 978-0-415-67432-4, lire en ligne), p. 48.
229. ↑  « INFRAERO - Aeroportos Brasileiros »(Archive.org • Wikiwix • Archive.is • Google • Que faire ?) (consulté le 24 octobre 2014).
230. ↑  « Sistema Portuário Nacional », sur portosdobrasil.gov.br, Secretaria de Portos (consulté le 14 mai 2010).
231. ↑  « 200 anos da Imprensa no Brasil, 50 anos do Jornal Pequeno »(Archive.org • Wikiwix • Archive.is • Google • Que faire ?) (consulté le 2 décembre 2008).
232. ↑  (pt) « A Imprensa Nacional »(Archive.org • Wikiwix • Archive.is • Google • Que faire ?), sur portal.in.gov.br (consulté le 22 octobre 2014).
233. ↑  (pt) « Primeira página da primeira edição da Gazeta do Rio de Janeiro », sur novomilenio.inf.br (consulté le 22 octobre 2014).
234. ↑  « História do Rádio no Brasil », sur infoescola.com, Infoescola (consulté le 2 décembre 2008).
235. ↑  (pt) « A rádio Sociedade do Rio de Janeiro », sur blogspot.fr, 14 avril 2011 (consulté le 22 octobre 2014).
236. ↑  (pt) « História do Rádio no Brasil », sur grupoescolar.com (consulté le 22 octobre 2014).
237. ↑  « História da televisão brasileira »(Archive.org • Wikiwix • Archive.is • Google • Que faire ?), sur microfone.jor.br, Microfone (consulté le 2 décembre 2008).
238. ↑  « Sinal de TV Digital já chega a todos os estados brasileiros »(Archive.org • Wikiwix • Archive.is • Google • Que faire ?) (consulté le 23 octobre 2014).
239. ↑  « Brésil. Globo, la chute d'un empire médiatique », sur Marianne, 25 juin 2013 (consulté le 22 octobre 2014).
240. ↑  « Ces tycoons qui contribuent au succès des pays émergents »(Archive.org • Wikiwix • Archive.is • Google • Que faire ?), sur clubpatrimoine.com.
241. ↑  (pt) About Rede Globo in the study Media owners.
242. ↑  (pt) « Rede Globo se torna a 2ª maior emissora do mundo », O Fuxico (consulté le 22 mai 2012).
243. ↑  « BRAZIL - The Museum of Broadcast Corporations »(Archive.org • Wikiwix • Archive.is • Google • Que faire ?), sur museum.tv (consulté le 30 mai 2011).
244. ↑  « Globo and Telefe announce agreement »(Archive.org • Wikiwix • Archive.is • Google • Que faire ?), International Globo, 30 juin 2014.
245. ↑  (en) « Globo attracts almost 2 m visitors online yearly »(Archive.org • Wikiwix • Archive.is • Google • Que faire ?), sur compete.com.
246. ↑  (en) « Globo.com Traffic, Demographics and Competitors - Alexa », sur alexa.com.
247. ↑  « Brésil forces terrestres équipements, véhicules et blindés armée brésilienne »(Archive.org • Wikiwix • Archive.is • Google • Que faire ?), sur armyrecognition.com.
248. ↑  « Uma nova agenda militar »(Archive.org • Wikiwix • Archive.is • Google • Que faire ?), sur revistaepoca.globo.com.
249. ↑  « BRESIL/AMÉRIQUE LATINE – Crainte d’une course aux armements »(Archive.org • Wikiwix • Archive.is • Google • Que faire ?), sur lepetitjournal.com.
250. ↑  « La course aux armements en Amérique du Sud, actualité Défense ouverte »(Archive.org • Wikiwix • Archive.is • Google • Que faire ?), sur lepoint.fr.
251. ↑  « L'Argentine s'équipe en Mirage d'occasion », sur lalettrea.fr.
252. ↑  « Le Brésil devient la 6e puissance économique mondiale », sur lemonde.fr.
253. ↑  « Accord militaire historique en vue à l´occasion du passage de Nicolas Sarkozy »(Archive.org • Wikiwix • Archive.is • Google • Que faire ?), sur lepetitjournal.com.
254. ↑  Jean-Pierre Langellier, « Le Brésil veut devenir la puissance militaire régionale », sur lemonde.fr, 19 décembre 2008.
255. 1 2  « Le Brésil se mue en puissance militaire à la hauteur de son rôle mondial », sur ladepeche.fr.
256. ↑  « Le Brésil choisit le Gripen aux dépens du Rafale et du F/A-18 », sur rts.ch, 19 décembre 2013.
257. ↑  « Forca Aerea Brasileira (FAB) Brazilian Air Force », sur GlobalSecurity.org.
258. ↑  « Mission des Nations unies pour la stabilisation en Haïti (MINUSTAH) »(Archive.org • Wikiwix • Archive.is • Google • Que faire ?), sur un.org.
259. ↑  Que veulent les militaires brésiliens ?, Raúl Zibechi, février 2019
260. ↑  « Indice mondial de l’innovation 2024 : Quelles sont les économies les plus innovantes en 2024? », sur Organisation mondiale de la propriété intellectuelle, 2024 (consulté le 15 novembre 2024)
261. ↑  Anuário Mineral Brasileiro 2018
262. ↑  Brasil extrai cerca de 2 gramas de ouro por habitante em 5 anos
263. ↑  Votorantim Metais adquire reservas de zinco da Masa
264. ↑  Nióbio: G1 visita em MG complexo industrial do maior produtor do mundo
265. ↑  Algumas Gemas Clássicas
266. ↑  Rio Grande do Sul: o maior exportador de pedras preciosas do Brasil
267. 1 2 3  Julien Dourgnon, « Au Brésil, les vieux habits de l'impérialisme économique », sur Le Monde diplomatique, 9 mars 2021.
268. ↑  A indústria de alimentos e bebidas na sociedade brasileira atual
269. ↑  Faturamento da indústria de alimentos cresceu 6,7% em 2019
270. ↑  https://agenciabrasil.ebc.com.br/economia/noticia/2020-02/industria-de-alimentos-e-bebidas-faturaram-r-6999-bi-em-2019
271. ↑  Produção nacional de celulose cai 6,6% em 2019, aponta Ibá
272. ↑  Sabe qual é o estado brasileiro que mais produz Madeira? Não é São Paulo
273. ↑  São Mateus é o 6º maior produtor de madeira em tora para papel e celulose no país, diz IBGE
274. ↑  Saiba quais são os principais polos calçadistas do Brasil
275. ↑  Industrias calcadistas em Franca SP registram queda de 40% nas vagas de trabalho em 6 anos
276. ↑  Produção de calçados deve crescer 3% em 2019
277. ↑  Abicalçados apresenta Relatório Setorial 2019
278. ↑  Exportação de Calçados: Saiba mais
279. ↑  Minas Gerais produz 32,3% do aço nacional em 2019
280. ↑  O novo mapa das montadoras
281. ↑  Indústria automobilística do Sul do Rio impulsiona superavit na economia
282. ↑  Indústria Química no Brasil
283. ↑  Estudo de 2018
284. ↑  Produção nacional da indústria de químicos cai 5,7% em 2019, diz Abiquim
285. ↑  Industria Textil no Brasil
286. ↑  PIB 2018 Setor terciário
287. ↑  A importância do setor terciário para a economia
288. ↑  Pequenos negócios já representam 30% do Produto Interno Bruto do país
289. ↑  PAC 2017: Pessoal ocupado no comércio cresce 29,9% em dez anos
290. ↑  « Le Brésil risque de subir l’une des plus grandes régressions écologiques et sociales de son histoire », sur Basta! (consulté le 9 avril 2023).
291. ↑  « Brésil : l’autre enjeu majeur d’une victoire de Jair Bolsonaro, l’avenir de la forêt », sur IRIS (consulté le 9 avril 2023).
292. ↑  5,1 % en 2001 selon la Banque mondiale.
293. ↑  Produção de cana deve ser 1,9% menor na safra 2020/2021, aponta Conab
294. 1 2  Brasil deve colher 131 milhões de toneladas de soja na safra 2020/21, aponta USDA
295. 1 2  IBGE prevê safra recorde de grãos em 2020
296. ↑  (br) Produção brasileira de laranja em 2018
297. ↑  (br) Produção brasileira de mamão em 2018
298. ↑  Região Sul é responsável por 98% da produção de tabaco no Brasil
299. ↑  Notícia: Região Sul deverá produzir 760 mil toneladas de fumo em 2008/2009
300. ↑  (br) Produção brasileira de abacaxi em 2018, Embrapa
301. ↑  Abacaxi faz o Pará despontar como o maior produtor nacional do fruto
302. ↑  Segundo maior produtor de algodão do país, Bahia tem previsão de 15% de crescimento da safra.
303. ↑  (br) MT segue como líder isolado na produção de algodão e safra sobe para 65% em 2017/18
304. ↑  (br) Produção brasileira de mandioca em 2018
305. ↑  PRODUÇÃO DE COCO: O NORDESTE É DESTAQUE NACIONAL
306. ↑  Produção brasileira de limão em 2018
307. ↑  (br) Pará retoma liderança na produção brasileira de cacau, com a união de agricultores
308. ↑  Safra de tomate deve vir 12% menor este ano em Goiás
309. ↑  Região Sul é responsável por mais de 90% das uvas produzidas para processamento no Brasil
310. ↑  Safra da maçã deve render 600 mil toneladas em Santa Catarina
311. ↑  Qualidade da fruta marca abertura da colheita da maçã e da uva no RS
312. ↑  (br) Produção brasileira de banana em 2018
313. ↑  Custo de produção de banana no sudeste paraense
314. ↑  Feijão - Análise da Conjuntura Agropecuária
315. ↑  Paraná é líder na produção de feijão no País
316. ↑  Estudo mapeia áreas de produção de amendoim do Brasil para prevenir doença do carvão
317. ↑  Produtores de batata vivem realidades distintas em Minas Gerais
318. ↑  Aumento da demanda elevará a colheita de batata em Minas
319. ↑  CENOURA:Produção, mercado e preços
320. ↑  CAJUCULTURA NORDESTINA EM RECUPERAÇÃO
321. ↑  Produção  brasileira de tangerina em 2018
322. ↑  Caqui – Panorama nacional da produção
323. ↑  (br) Qual o panorama da produção de morango no Brasil?
324. ↑  (br) Incentivos mantêm guaraná na Amazônia
325. ↑  Caminhos do açaí: Pará produz 95% da produção do Brasil, fruto movimenta US$ 1,5 bi e São Paulo é o principal destino no país
326. ↑  Produção comercial de castanhas na Amazônia ajuda na recuperação de florestas e movimenta economia local
327. ↑  Pesquisa aponta queda de 70% na produção de castanha-da-amazônia
328. ↑  Mercado internacional está sedento por erva-mate brasileira
329. ↑  Conheça os 3 países que desafiam o Brasil nas exportações de frango
330. ↑  maiores exportadores de carne de frango entre os anos de 2015 e 2019
331. ↑  IBGE: rebanho de bovinos tinha 218,23 milhões de cabeças em 2016
332. ↑  Brasil é o 3º maior produtor de leite do mundo, superando o padrão Europeu em alguns municípios
333. ↑  principais países produtores de carne suína entre 2017 e a estimativa para 2019
334. ↑  Brasil é sétimo maior produtor mundial de ovos
335. ↑  « Comment des pesticides interdits en Europe se retrouvent dans nos jus, notre café et nos assiettes via le Brésil », sur Basta! (consulté le 9 avril 2023).
336. ↑  (en) Données 2011 sur le Brésil, sur le site IEA consulté le 10 novembre 2013.
337. 1 2 3  (en) [PDF] International Energy Agency (IEA) - Agence internationale de l'énergie Key World Energy Statistics 2013, consulté le 10 octobre 2013.
338. ↑  Production of Crude Oil including Lease Condensate 2019
339. ↑  Produção de petróleo e gás no Brasil ultrapassa 4 milhões de boe/d pela primeira vez
340. ↑  Rio aumenta sua participação na produção nacional de petróleo e gás
341. ↑   Combien de centrales électriques avons-nous au Brésil?
342. ↑  Le Brésil atteint 170 000 mégawatts de capacité installée en 2019
343. ↑  IEMA (Instituto de Energia e Meio Ambiente), 2016.Série THERMO ÉLECTRICITÉ EN FOCUS: Utilisation de l'eau dans les centrales thermoélectriques
344. ↑  Brasil desponta como terceiro maior produtor de eletricidade das Américas
345. ↑  [PDF] (en) « Global Wind Report 2012 - Annual market update », Global Wind Energy Council, avril 2013 (consulté le 10 octobre 2013), p. 26.
346. ↑  Ventos promissores a caminho
347. ↑  Brazilian onshore wind potential could be 880 GW, study indicates
348. ↑  Boletim Mensal de Geração Eólica Julho/2021
349. ↑  L'éolien dépasse les 22 GW en exploitation au Brésil
350. ↑  Brasil é o país com melhor fator de aproveitamento da energia eólica
351. ↑  Boletim Trimestral de Energia Eólica – Junho de 2020
352. 1 2  Quantas usinas geradoras de energia temos no Brasil?
353. ↑  Global Wind Report 2019
354. ↑  Quais as melhores regiões do Brasil para geração de energia fotovoltaica?
355. ↑  Boletim Mensal de Geração Solar Fotovoltaica Julho/2021
356. ↑  Brasil atinge em agosto 17 GW de energia solar, 3ª maior fonte do País
357. ↑  Renaud Lambert, « Cassandre bouge encore ! », Le Monde diplomatique,‎ 1er octobre 2020 (lire en ligne, consulté le 9 avril 2023).
358. ↑  https://www.boursedirect.fr/fr/actualites/categorie/economie/a-rio-des-cadres-grossissent-les-rangs-des-sdf-victimes-de-la-crise-afp-498ccb05163cec5364e311c18879bcd02e22aea6
359. ↑  « Pobreza extrema aumenta 11% no último ano; economistas culpam trabalho informal »(Archive.org • Wikiwix • Archive.is • Google • Que faire ?), sur Brasil de Fato, 12 avril 2018 (consulté le 9 janvier 2020).
360. ↑  AFP, « Deux millions de pauvres en plus au Brésil », Challenges, 5 décembre 2018 (consulté le 9 janvier 2020).
361. ↑  Recife é a terceira capital mais desigual do País - Brasil 247
362. ↑  Marina Rossi, « Seis brasileiros concentram a mesma riqueza que a metade da população mais pobre », sur EL PAÍS, 25 septembre 2017 (consulté le 9 janvier 2020).
363. ↑  (en) « Article 144 of Constitution of Brazil », sur v-brazil.com (consulté le 6 novembre 2014).
364. ↑  « Fonctionnement des forces armées au Brésil et histoire de la police militaire d’Etat », sur latinamericawatch (consulté le 6 novembre 2014).
365. ↑  (pt) « BOPE - site officiel », sur bopeoficial.com (consulté le 6 novembre 2014).
366. ↑  « Le BOPE, le cauchemar des narcotrafiquants de Rio », sur m6.fr (consulté le 6 novembre 2014).
367. ↑  (pt) « Os “Caveirões” da polícia Francesa », sur abordagempolicial.com.
368. ↑  (pt) « O “Caveirão” da PMBA », sur abordagempolicial.com (consulté le 6 novembre 2014).
369. ↑  « Rio : la police déploie six chars à l'entrée d'une favela », sur nouvelobs.com.
370. ↑  « Forces spéciales, blindés, hélicoptères… A deux mois du Mondial de football, les autorités brésiliennes mobilisent des moyens exceptionnels pour sécuriser les favelas », sur LeParisien, 10 avril 2014.
371. 1 2 3  « Criminalité - L'insécurité au Brésil, légende ou réalité ? »(Archive.org • Wikiwix • Archive.is • Google • Que faire ?), sur lepetitjournal.fr, 27 février 2008 (consulté le 24 juillet 2014).
372. 1 2  « http://www.unodc.org/documents/data-and-analysis/statistics/crime/Homicide_statistics2013.xls »(Archive.org • Wikiwix • Archive.is • Google • Que faire ?) (consulté le 19 octobre 2014) Statistiques de l'UNODC
373. ↑  Paulo Antonio Paranagua, « Brésil, le chiffre qui tue : 56 337 homicides par an »(Archive.org • Wikiwix • Archive.is • Google • Que faire ?), sur America Latina (VO), Le Monde, 28 mai 2014 (consulté le 29 mai 2014).
374. ↑  « Dans quels pays y a-t-il le plus de meurtres ? », sur linternaute.com (consulté le 25 juillet 2014).
375. ↑  Laurent Delcourt, « Bal macabre au Brésil : le clan Bolsonaro, l’extrême droite et les milices », sur Basta ! (consulté le 9 janvier 2020).
376. 1 2  « A Rio de Janeiro, la coexistence entre la ville et ses favelas est menacée par la guerre des gangs », Le Monde.fr,‎ 20 mars 2005 (lire en ligne, consulté le 16 mai 2020).
377. 1 2 3 4  « Les favelas prises entre deux feux », Le Monde.fr,‎ 19 mars 2008 (lire en ligne, consulté le 16 mai 2020).
378. 1 2 3 4  « Portrait de 5 villes qui sont parvenues à vaincre une violence endémique : l’exemple de Rio de Janeiro », sur Atlantico.fr, 4 janvier 2014 (consulté le 24 juillet 2014).
379. ↑  Glauber Sezerino, « À Rio, les forces de l’ordre tuent 5 personnes par jour depuis le début de l'année », sur Basta ! (consulté le 9 janvier 2020).
380. ↑  « Brésil: 28 jeunes, en majorité noirs, sont tués chaque jour », sur La Presse, 13 juillet 2015 (consulté le 16 mai 2020).
381. ↑  « Au moins 200 personnes tuées en 2016 pour avoir voulu protéger l'environnement », sur Geo.fr, 13 juillet 2017 (consulté le 9 janvier 2020).
382. ↑  « Au Mexique et au Brésil, les assassinats de défenseurs de l'environnement se poursuivent », sur Basta ! (consulté le 9 janvier 2020).
383. ↑  « Criminalité. Au Brésil, ces groupes paramilitaires qui volent les terres », sur Courrier international, 19 septembre 2019 (consulté le 16 mai 2020).
384. ↑  « Les favelas de Rio "pacifiées" pour de bon ? », sur antonydumas.blogspot.fr.
385. ↑  « La "pacification" des favelas de Rio n'est pas durable », sur lepoint.fr.
386. ↑  « A Rio, la favela Rocinha officiellement pacifiée »(Archive.org • Wikiwix • Archive.is • Google • Que faire ?), sur liberation.fr.
387. ↑  « Brésil : Rio, aux limites du crime », sur france24.com.
388. 1 2  « Avant la Coupe du monde, Rio « pacifie » ses favelas », sur monde-diplomatique.fr.
389. ↑  « Favelas de Rio: "la politique de pacification ne reculera pas" », sur lexpress.fr.
390. ↑  (pt) « População residente, por situação do domicílio e sexo, segundo as Grandes Regiões e as Unidades da Federação », sur ibge.gov.br.
391. ↑  https://www.cia.gov/the-world-factbook/countries/brazil/
392. ↑  « République fédérative du Brésil », sur populationdata.net.
393. ↑  « Brésil : population », sur larousse.fr.
394. ↑  (pt) « Crescimento populacional e estrutura demográfica no Brasil »(Archive.org • Wikiwix • Archive.is • Google • Que faire ?).
395. ↑  (pt) « http://www.ibge.gov.br/home/presidencia/noticias/noticia_visualiza.php?id_noticia=1275&id_pagina=1 », sur ibge.gov.br.
396. ↑  (pt) « Projeção da População do Brasil », sur ibge.gov.br.
397. ↑  « Chine : la politique de l’enfant unique officiellement abolie », sur france24.com, 28 décembre 2013.
398. ↑  « La stérilisation de masse des femmes, « méthode dominante de contraception » en Inde », sur Le Monde, 11 novembre 2014.
399. ↑  RIBEIRO, « Brésil : un pays de métis », sur monde-diplomatique.fr, janvier 1963.
400. ↑  (pt) IBGE, « Tendências Demográficas: Uma análise da população com base nos resultados dos Censos Demográficos 1940 e 2000 », IBGE.gov.br, 2001 (consulté le 5 décembre 2011).
401. ↑  (pt) Antonio Carlos Lacerda, « Censo demográfico revela que o Brasil ficou mais velho e menos branco », Pravda.ru.
402. ↑  (pt) « População que se declara branca diminui, diz IBGE »(Archive.org • Wikiwix • Archive.is • Google • Que faire ?), Fatima News.com.br.
403. ↑  (pt) « Brasil tem 1,653 milhão de indígenas, apontam dados preliminares do Censo 2022 », p. 281.
404. ↑  Lilian De Assis Poiares, Paulo De Sá Osorio, Fábio Alexandre Spanhol, Sidnei César Coltre, Rodrigo Rodenbusch, Leonor Gusmão, Alvaro Largura, Fabiano Sandrini et Cláudia Maria Dornelles Da Silva, « Allele frequencies of 15 STRs in a representative sample of the Brazilian population », Forensic Science International: Genetics, vol. 4, no 2,‎ 2010, e61 (DOI 10.1016/j.fsigen.2009.05.006, lire en ligne [archive du 8 avril 2011] [PDF]).
405. ↑  Brazilian DNA is nearly 80% European, indicates study.
406. ↑  NMO Godinho O impacto das migrações na constituição genética de populações latino-americanas. thèse de doctorat, université de Brasilia, 2008.
407. 1 2  Sérgio D. J. Pena, Giuliano Di Pietro, Mateus Fuchshuber-Moraes, Julia Pasqualini Genro, Mara H. Hutz, Fernanda de Souza Gomes Kehdy Fde, Fabiana Kohlrausch, Luiz Alexandre Viana Magno, Raquel Carvalho Montenegro, MO Moraes, ME De Moraes, MR De Moraes, EB Ojopi, JA Perini, C Racciopi, AK Ribeiro-Dos-Santos, F Rios-Santos, MA Romano-Silva, VA Sortica et G Suarez-Kurtz, « The Genomic Ancestry of Individuals from Different Geographical Regions of Brazil Is More Uniform Than Expected », PLoS ONE, vol. 6, no 2,‎ 2011, e17063 (PMID 21359226, PMCID 3040205, DOI 10.1371/journal.pone.0017063).
408. ↑  Les Nippo-Brésiliens, nouvelle cible des injures du président Jair Bolsonaro, Le Monde, 6 février 2020
409. ↑  « Revisiting the Genetic Ancestry of Brazilians Using Autosomal AIM-Indels », sur plosone.org.
410. ↑  DOI 10.1002/ajhb.20976.
411. ↑  « PLOS ONE: The Genomic Ancestry of Individuals from Different Geographical Regions of Brazil Is More Uniform Than Expected », sur plosone.org.
412. ↑  [PDF] Forensic Science International: Genetics. Allele frequencies of 15 STRs in a representative sample of the Brazilian population basandos en estudios del IBGE de 2008. Se presentaron muestras de 12.886 individuos de distintas etnias, por regiones, provenían en un 8,26 % del Norte, 23,86 % del Nordeste, 4,79 % del Centro-Oeste, 10,32 % del Sudeste y 52,77 % del Sur.
413. ↑  (pt) « O impacto das migracoes na constituicao genetica de populacoes latino-americanas », sur bdtd.bce.unb.br/.
414. ↑  (en) « PLOS ONE: Revisiting the Genetic Ancestry of Brazilians Using Autosomal AIM-Indels », sur plosone.org.
415. ↑  (en) « Genomic ancestry of a sample population from the state of São Paulo, Brazil - Ferreira - 2006 - American Journal of Human Biology », sur onlinelibrary.wiley.com.
416. ↑  (en) « Genetic composition of Brazilian population samples based on a set of twenty-eight ancestry informative SNPs », sur American Journal Of Human Biology.
417. ↑  L'Histoire - Spécial Brésil, no 366, juillet-août 2011, p. 41.
418. ↑  Frédéric Mauro, Histoire du Brésil, Editions Chandeigne, 1994 (présentation en ligne).
419. 1 2  (pt) Darcy Ribeiro, O Povo Brasileiro, Companhia de Bolso, 2003, 435–.
420. ↑  (pt) « Influencia Africana no portugues do Brasil », sur funag.gov.br.
421. ↑  « http://www.educacao.salvador.ba.gov.br/documentos/linguas-africanas.pdf »(Archive.org • Wikiwix • Archive.is • Google • Que faire ?) (consulté le 11 janvier 2015).
422. ↑  (pt) « Influencia Africana no portugues do Brasil », sur funag.gov.br.
423. ↑  (pt) « IBGE - Brasil: 500 anos de povoamento - território brasileiro e povoamento - portugueses », sur brasil500anos.ibge.gov.br.
424. 1 2 3  Vainfas 2002, p. 351.
425. ↑  (pt) « Imigração total - Períodos anuais »(Archive.org • Wikiwix • Archive.is • Google • Que faire ?), Institut brésilien de géographie et de statistiques (IBGE) (consulté le 29 avril 2011).
426. ↑  (pt) « Imigração por nacionalidade (1884/1933) »(Archive.org • Wikiwix • Archive.is • Google • Que faire ?), Institut brésilien de géographie et de statistiques (IBGE) (consulté le 29 avril 2011).
427. ↑  « Persée : Portail de revues en sciences humaines et sociales », sur persee.fr.
428. ↑  Vainfas 2002, p. 353.
429. ↑  Ramos 2003, p. 82.
430. ↑  « Caracteristicas da População e dos Domicílios do Censo Demográfico 2010 — Cor ou raça » [PDF] (consulté le 7 avril 2012).
431. ↑  « Le Brésil, terre d’accueil »(Archive.org • Wikiwix • Archive.is • Google • Que faire ?), sur stephanieabeloos.owni.fr.
432. ↑  (pt) Rivista digitale Oriundi, « Personalidades da comunidade italiana recebem o troféu “Loba Romana” [pt] »(Archive.org • Wikiwix • Archive.is • Google • Que faire ?), Oriundi (consulté le 10 juin 2008).
433. ↑  IBGE. IBGE: Características Étnico-Raciais da População.
434. ↑  IBGE. IBGE: Origem e destino dos imigrantes.
435. ↑  « Michel Temer, d’origine libanaise, vice-président du Brésil »(Archive.org • Wikiwix • Archive.is • Google • Que faire ?) [PDF], sur rjliban.com.
436. ↑  (pt) « Demografia - Imigrações: 4. A imigração alemã - Passeiweb »(Archive.org • Wikiwix • Archive.is • Google • Que faire ?), sur Deutsche Welle, 5 mai 2010 (consulté le 7 octobre 2012) : « Os alemães representaram aproximadamente 5% dos imigrantes que buscaram uma nova pátria no Brasil. Ao longo de mais de cem anos, chegaram ao Brasil aproximadamente 250 mil alemães. Atualmente, calcula-se em cinco milhões o número de seus descendentes em solo brasileiro. ».
437. ↑  « Blumenau, une petite Allemagne au pays de la samba »(Archive.org • Wikiwix • Archive.is • Google • Que faire ?), sur lepetitjournal.com.
438. ↑  « Les Allemands du Brésil ont le cœur « auriverde » », sur La Dépêche, juin 2002.
439. ↑  « A Blumenau, l'accent est allemand mais le cœur brésilien », sur rds.ca.
440. ↑  (en) « Eike Batista », sur Forbes.com (consulté en avril 2013).
441. ↑  Rogers, Simon. (11 mars 2010) Forbes rich list: ten years of top tens: as a spreadsheet | News | guardian.co.uk. Guardian. Consulté le 14 juillet 2013.
442. ↑  « American Jewish Committee Archives »(Archive.org • Wikiwix • Archive.is • Google • Que faire ?) (consulté le 24 octobre 2014) [PDF].
443. ↑  Akemi Nakamura, « Japan, Brazil mark a century of settlement, family ties »(Archive.org • Wikiwix • Archive.is • Google • Que faire ?), Brazil emigration centennial in Japan, The Japan Times, 15 janvier 2008 (consulté le 10 juin 2008).
444. ↑  « La France et le Brésil en chiffres », sur ambafrance-br.org : « Descendants estimés de Français au Brésil: 1 million. ».
445. ↑  (pt) População residente, por grandes grupos de religião, segundo a situação do domicílio e os grupos de idade
446. ↑  (en) Religion in Latin America : Widespread Change in a Historically Catholic Region, Pew Research Center, 13 novembre 2014, 14, 162, 164, PDF (lire en ligne).
447. ↑  « Brasil: Estado laico e a inconstitucionalidade da existência de símbolos religiosos em prédios públicos »(Archive.org • Wikiwix • Archive.is • Google • Que faire ?) (consulté le 11 février 2022).
448. ↑  « Resultados do Censo 2000 » [PDF], sur ibge.gov.br, IBGE (consulté le 21 septembre 2013).
449. ↑  « Resultados do Censo 2010 - Tabela 1.4.1 – População residente, por situação do domicílio e sexo, segundo os grupos de religião » [PDF], IBGE, 2010 (consulté le 21 septembre 2013).
450. ↑  « Pela primeira vez, número de católicos cai »(Archive.org • Wikiwix • Archive.is • Google • Que faire ?), sur secom.gov.br, 30 juin 2012 (consulté le 21 septembre 2013).
451. ↑  « Brésil : le succès des églises évangéliques face à l'église catholique », sur tf1.fr, 20 juillet 2013 (consulté le 19 octobre 2014).
452. ↑  « L'expansion des Évangéliques », sur lefigaro.fr, 23 décembre 2011 (consulté le 19 octobre 2014).
453. ↑  « Censo 2010 - Número de católicos cai e aumenta o de evangélicos, espíritas e sem religião », sur ibge.gov.br, IBGE (consulté le 21 septembre 2013).
454. ↑  « Censo » [PDF], sur ibge.gov.br, IBGE, 2010 (consulté le 21 septembre 2013).
455. ↑  (en) Global Christianity
456. ↑  (en) Robert E. Johnson, A Global Introduction to Baptist Churches, Cambridge University Press, 2010, p. 289
457. ↑  Baptist World Alliance, Statistics, bwanet.org, États-Unis, consulté le 23 juillet 2018
458. ↑  (en) R. Andrew Chesnut, Born Again in Brazil, Rutgers University Press, 1997, p. 30
459. ↑  GP, Statistics, gospelprime.com.br, Brésil, 25 novembre 2013
460. ↑  « Períodos históricos », História, sur brasil.gov.br, Página oficial do Governo brasileiro (consulté le 8 juin 2008).
461. ↑  « Les périodes migratoires du peuplement au Brésil, de la ﬁn du XIXe siècle à nos jours », sur archives-ouvertes.fr (consulté le 27 octobre 2014).
462. ↑  (en) « Afro-Brazilian History, Beats and Culture », sur huffingtonpost, 4 décembre 2010 (consulté le 27 octobre 2014).
463. ↑  « Les origines de la capoeira », sur routard.com (consulté le 27 octobre 2014).
464. ↑  « Nominations : les Oscars », sur filmdeculte.com (consulté le 27 octobre 2014).
465. ↑  « Les 100 meilleurs films de l'histoire selon Time », L'Obs, 3 juin 2005 (consulté le 27 octobre 2014).
466. ↑  (en) CAS Progress Report, Banque mondiale, 8 mai 2006, [PDF].
467. ↑  Amérique latine. Des jeunes complètement désœuvrés? Courrier international, 12 décembre 2018
468. ↑  « People of Brazil », sur The World Factbook.
469. ↑  « IBGE - Agência de Notícias », sur agenciadenoticias.ibge.gov.br.
470. ↑  (pt) « UMA POLÍTICA PATRIMONIAL E DE REGISTRO PARA AS LÍNGUAS BRASILEIRAS »(Archive.org • Wikiwix • Archive.is • Google • Que faire ?), sur letras.ufscar.br.
471. ↑  (pt) « LEI Nº 14.951 »(Archive.org • Wikiwix • Archive.is • Google • Que faire ?) (consulté le 21 août 2011).
472. ↑  (pt) « Rotary apresenta ações na Câmara. FEIBEMO divulga cultura italiana » (consulté le 21 août 2011).
473. ↑  (pt) « Fóruns sobre o Talian - Eventos comemoram os 134 anos da imigração italiana »(Archive.org • Wikiwix • Archive.is • Google • Que faire ?) (consulté le 21 août 2011).
474. ↑  (en) « Second Languages Around the World », sur movehub.com.
475. ↑  (en) « Langues du Brésil »(Archive.org • Wikiwix • Archive.is • Google • Que faire ?), sur ethnologue.com.
476. ↑  « Languages of Brazil »(Archive.org • Wikiwix • Archive.is • Google • Que faire ?), Ethnologue (consulté le 9 juin 2008).
477. ↑  « Language », sur countrystudies.us.
478. ↑  Uruguay a récemment adopté le portugais dans son système éducatif comme matière obligatoire http://noticias.uol.com.br/ultnot/lusa/2007/11/05/ult611u75523.jhtm
479. ↑  (pt) Paulo Maurício Pizzolatti, « Pomerode institui língua alemã como cooficial no Município » [archive du 30 mai 2012], Leis Municipais.com.br, 1er septembre 2011 (consulté le 5 décembre 2011).
480. ↑  Pomerode institui língua alemã como co-oficial no Município « Copie archivée » (version du 30 mai 2012 sur Internet Archive) 5 septembre 2010
481. ↑  Legislação estadual, Santa Catarina, PGE, 11 novembre 2009 (lire en ligne), « Lei nº 14.951 ».
482. ↑  (pt) « Aprovado projeto que declara o Talian como patrimônio do RS »(Archive.org • Wikiwix • Archive.is • Google • Que faire ?), sur Ipol, BR (consulté le 21 août 2011).
483. ↑  (pt) « Plenário aprova em segundo turno a PEC do patrimônio »(Archive.org • Wikiwix • Archive.is • Google • Que faire ?), BR, ROG.
484. ↑  Jost Gippert, « Deutsche Dialekte », sur Université Johann Wolfgang Goethe de Francfort-sur-le-Main (consulté le 14 juillet 2017).
485. ↑  Roma Szczocarz, « Pommern in Brasilien »(Archive.org • Wikiwix • Archive.is • Google • Que faire ?), sur LernCafe (consulté le 14 juillet 2017).
486. ↑  « LEI 14.061 - DECLARA INTEGRANTE DO PATRIMÔNIO HISTÓRICO E CULTURAL DO ESTADO DO RIO GRANDE DO SUL A “LÍNGUA HUNSRIK”, DE ORIGEM GERMÂNICA », sur al.rs.gov.br.
487. ↑  (pt) « O alemão lusitano do Sul do Brasil », sur dw-world.de.
488. ↑  (pt) unicamp.br, « Talian (VÊNETO BRASILEIRO) ».
489. ↑  « Association internationale des Maires francophones - Le réseau mondial des élus locaux francophones », sur aimf.asso.fr.
490. ↑  « Quelle est la situation de la langue française au Brésil ? », sur TV5 Monde.
491. ↑  « Le français, "une langue de travail" au Brésil (ministre française) », sur nouvelobs.com.
492. ↑  (pt) « Futebol, o esporte mais popular do Brasil, é destaque no Via Legal :: Notícias », sur Jusbrasil.com.br (consulté le 16 avril 2011).
493. ↑  (en) « Football in Brazil », Goal Programme, sur International Federation of Association Football, 15 avril 2008 (consulté le 6 juin 2008).
494. ↑  « Coupe du Monde de la FIFA - les chiffres »(Archive.org • Wikiwix • Archive.is • Google • Que faire ?), sur fifa.com.
495. ↑  https://agenciabrasil.ebc.com.br/rio-2016/noticia/2016-08/maioria-da-imprensa-internacional-elogia-abertura-da-rio-2016
496. ↑  Copas no Brasil
497. ↑  CBB Conquistas
498. ↑  No esporte e nas pesquisas, Brasil é destaque mundial no judô
499. ↑  « VIDEOS. Les grands moments de la carrière du «Roi Pelé» », sur leparisien.fr.
500. ↑  « http://www.sudouest.fr/2014/06/12/football-les-10-joueurs-mythiques-du-bresil-1582349-6016.php », sur sudouest.fr.
501. ↑  « Lionel Messi a battu Gerd Müller, mais pas Zico! », sur 7sur7.be.
502. ↑  « David Luiz : pro, zen et religieux », sur lequipe.fr, 7 août 2014 (consulté le 7 novembre 2014).
503. ↑  « Mercato : Top 5 des meilleurs défenseurs de la planète actuellement », sur le10sport.com, 13 juillet 2014 (consulté le 7 novembre 2014).
504. ↑  « Voici les 100 meilleurs joueurs de foot de 2013, décortiqués par le Guardian », sur slate.fr, 24 décembre 2013.
505. ↑  « Cristiano Ronaldo, Messi, Neymar… Qui est actuellement le meilleur joueur du monde ? », sur le10sport.com.
506. ↑  « Espagne: première convocation pour Diego Costa, né au Brésil », sur eurosport.fr, 7 novembre 2013 (consulté le 7 novembre 2014).
507. ↑  « Ligue mondiale, semaine 5 : les géants brésiliens et russes sous pression », sur fivb.org.
508. ↑  « Le Brésil veut écrire l’histoire en Coupe des Grands Champions féminine », sur fivb.org.
509. ↑  « International Brazilian Jiu-Jitsu Federation » [archive], Fédération internationale de jiu-jitsu brésilien, 20 avril 2008 (consulté le 6 juin 2008).
510. ↑  « The art of capoeira », BBC, 20 septembre 2006 (consulté le 6 juin 2008).
511. ↑  « Brazilian Vale Tudo », I.V.C (consulté le 6 juin 2008).
512. ↑  Gerald Donaldson, « Emerson Fittipaldi », Hall of Fame, The Official Formula 1 Website (consulté le 6 juin 2008).
513. ↑  Gerald Donaldson, « Nelson Piquet », Hall of Fame, The Official Formula 1 Website (consulté le 6 juin 2008).
514. ↑  Gerald Donaldson, « Ayrton Senna », Hall of Fame, The Official Formula 1 Website (consulté le 6 juin 2008).
515. ↑  « La légende Ayrton Senna », sur linternaute.com.
516. ↑  « Le pays du futebol », sur routard.com.
517. ↑  « Coupe du monde de football : le palmarès depuis 1930 », sur linternaute.com.
518. ↑  « Les pays ayant gagné le plus de coupe du monde », sur coupemonde.fr.
519. ↑  « La Coupe Jules Rimet », sur eancora.free.fr.
520. ↑  « Joueurs de légende »(Archive.org • Wikiwix • Archive.is • Google • Que faire ?), sur fifa.com.
521. ↑  « Pelé, meilleur footballeur de l'histoire »(Archive.org • Wikiwix • Archive.is • Google • Que faire ?), sur linternaute.com.
522. ↑  « Pourquoi Pelé est le plus grand footballeur de tous les temps », sur metronews.fr.
523. ↑  « Pelé : "Difficile d'énumérer les cracks" »(Archive.org • Wikiwix • Archive.is • Google • Que faire ?), sur fifa.com, 1er juin 2014 (consulté le 6 novembre 2014).
524. ↑  « Palmarès de Pelé », sur lequipe.fr.
525. ↑  « "Le Roi Pelé" : la jeunesse du génial footballeur en tournage au Brésil », sur francetvinfo.fr, 25 novembre 2013 (consulté le 7 novembre 2014).
526. ↑  « Pelé reçoit le Prix d'Honneur »(Archive.org • Wikiwix • Archive.is • Google • Que faire ?), sur fifa.com, 13 janvier 2014 (consulté le 7 novembre 2014).
527. ↑  « COUPE DU MONDE 1950 BRÉSIL », sur coupedumonde2014.net.
528. ↑  « Coupe du Monde de la FIFA, Brésil 2014 »(Archive.org • Wikiwix • Archive.is • Google • Que faire ?), sur fifa.com.
529. ↑  « Le Brésil organisera la Coupe du monde de football en 2014 », sur lemonde.fr, 30 octobre 2007 (consulté le 7 novembre 2014)..
530. ↑  « Rétro 1950 : et l'Uruguay terrassa le Brésil », sur eurosport.fr, 26 juin 2014 (consulté le 7 novembre 2014).
531. ↑  Jean-François Fournel, « Drame national au Brésil après la déroute contre l’Allemagne », sur la-croix.com, 9 juillet 2014 (consulté le 7 novembre 2014).
532. ↑  « LES LÉGENDES DU FOOTBALL BRÉSILIEN », sur bfmtv.com.
533. ↑  « La naissance de la capoeira »(Archive.org • Wikiwix • Archive.is • Google • Que faire ?), sur capoeiratarn.jimdo.com.
534. ↑  « Histoire - Genèse de la capoeira »(Archive.org • Wikiwix • Archive.is • Google • Que faire ?), sur capoeira-caledonia.com.
535. ↑  « HISTOIRE DE LA CAPOEIRA »(Archive.org • Wikiwix • Archive.is • Google • Que faire ?), sur artedabahia.sitew.com.
536. ↑  (pt) « O Quilombo dos Palmares », sur suapesquisa.com.
537. ↑  « Zumbi dos Palmares », sur macacocapoeira.free.fr.
538. ↑  « La capoeira, une philosophie du corps », sur revue-silene.com.
539. ↑  « Brésil : un jeu populaire », sur miztral.com (consulté le 9 janvier 2020).
540. ↑  « Classement Mondial FIVB - Hommes », sur les-sports.info (consulté le 1er décembre 14).
541. ↑  « Brésil : Titres, trophées et places d'honneur », sur les-sports.info (consulté le 1er décembre 2014).
542. ↑  « Classement Mondial FIVB - Femmes », sur les-sports.info (consulté le 1er décembre 2014).
543. ↑  « Brésil : Titres, trophées et places d'honneur », sur les-sports.info (consulté le 1er décembre 2014).
544. ↑  « Volleyball - Championnats du monde U20 Femmes : présentation et palmarès », sur les-sports.info (consulté le 1er décembre 2014).
545. ↑  « Volleyball - Championnats du monde U21 Hommes : présentation et palmarès », sur les-sports.info (consulté le 1er décembre 2014).
546. ↑  « Au Brésil, beach volley rime avec futebol »(Archive.org • Wikiwix • Archive.is • Google • Que faire ?), sur voxstadium.fr.
547. ↑  « WEC SAO PAULO – EMERSON FITTIPALDI, RETOUR EN PISTE ! »(Archive.org • Wikiwix • Archive.is • Google • Que faire ?), sur 24h-lemans.com.
548. ↑  « Les 5 pilotes Brésilien qui ont marqué l'histoire de la F1 »(Archive.org • Wikiwix • Archive.is • Google • Que faire ?), sur tf1.fr.
549. ↑  Jean-Luc Douin, « Senna : un thriller sur Ayrton Senna », sur lemonde.fr, 24 mai 2011.
550. ↑  « Statistiques F1 - Ayrton Senna da Silva », sur statsf1.com.
551. ↑  « Statistiques F1 - Nelson Piquet Souto Maior », sur statsf1.com.
552. ↑  « Statistiques F1 - Emerson Fittipaldi », sur statsf1.com.
553. ↑  « Statistiques F1 - Felipe Massa », sur statsf1.com.
554. ↑  « Statistiques F1 - Rubens Gonçalves Barrichello », sur statsf1.com.
555. ↑  « Statistiques F1 - José Carlos Pace », sur statsf1.com.
556. ↑  « La mort de Senna, le drame en direct », sur histoiredusport.fr.
557. ↑  « Ayrton Senna, 20 ans après sa mort la légende reste intacte », sur france24.com, 2 mai 2014 (consulté le 1er décembre 2014).
558. ↑  « Jacarepagua, mort d'un circuit », sur espnf1.com, 30 octobre 2012 (consulté le 1er décembre 2014).
559. ↑  « compétition automobile - Les Grands Prix courus depuis la création du championnat », sur larousse.fr.
560. ↑  « statsf1.com - Emerson Fittipaldi », sur statsf1.com.
561. ↑  « 500 Miles d'Indianapolis 2014 : Hunter Reay vainqueur au finish, Bourdais 7e, Pagenaud 12e »(Archive.org • Wikiwix • Archive.is • Google • Que faire ?), sur tf1.fr, 25 mai 2014 (consulté le 1er décembre 2014).
562. ↑  « Ferran gagne les 500 miles d'Indianapolis », sur nouvelobs.com, 28 mai 2003 (consulté le 1er décembre 2014).
563. ↑  « Statistiques F1 - Raul de Mesquita Boesel », sur statsf1.com.
564. ↑  « Les temps des essais et le classement des 24H du Mans 1991 », sur les24heures.fr.
565. ↑  « Ricardo ZONTA - fiche », sur lequipe.fr.
566. ↑  « Les tops de la saison 2008 », sur lefigaro.fr, 28 octobre 2008 (consulté le 1er décembre 2014).
567. ↑  « Alex BARROS - fiche », sur lequipe.fr.

#### Ouvrages utilisés pour la rédaction de l'article
- (en) Javier Abellán et José Antonio Alonso, The role of Brazil as a new donor of development aid in Africa, Bologne, Université de Bologna, 2017 (lire en ligne)
- (pt) Charles R. Boxer, O império marítimo português 1415–1825, Sao Paulo, Companhia das Letras, 2002, 442 p. (ISBN 85-359-0292-9)
- (pt) Thomas E. Skidmore, Uma História do Brasil, Sao Paulo, Paz e Terra, 2003, 4e éd., 356 p. (ISBN 85-219-0313-8)
- (pt) Eduardo Bueno, Brasil : uma História, Sao Paulo, Ática, 2003, 447 p. (ISBN 85-08-08213-4)
- (pt) Otávio Tarquínio de Sousa, A vida de D. Pedro I, vol. 1, Rio de Janeiro, José Olympio, 1972
- (pt) Otávio Tarquínio de Sousa, A vida de D. Pedro I, vol. 2, Rio de Janeiro, José Olympio, 1972
- (pt) Otávio Tarquínio de Sousa, A vida de D. Pedro I, vol. 3, Rio de Janeiro, José Olympio, 1972
- (en) Roderick J. Barman, Brazil : The Forging of a Nation, 1798–1852, Stanford, Californie, Stanford University Press, 1988, 334 p. (ISBN 978-0-8047-1437-2)
- (en) Roderick J. Barman, Citizen Emperor: Pedro II and the Making of Brazil, 1825–1891, Stanford, Stanford University Press, 1999, 548 p. (ISBN 0-8047-3510-7)
- (pt) Isabel Lustosa, D. Pedro I : um herói sem nenhum caráter, Sao Paulo, Companhia das Letras, 2006, 340 p. (ISBN 978-85-359-0807-7)
- (en) Neill Macaulay, Dom Pedro : The Struggle for Liberty in Brazil and Portugal, 1798–1834, Durham, Caroline-du-Nord, Duke University Press, 1986, 361 p. (ISBN 978-0-8223-0681-8, présentation en ligne)
- (pt) Heitor Lyra, História de Dom Pedro II (1825–1891): Ascenção (1825–1870), vol. 1, Belo Horizonte, Itatiaia, 1977
- (pt) Heitor Lyra, História de Dom Pedro II (1825–1891): Fastígio (1870–1880), vol. 2, Belo Horizonte, Itatiaia, 1977
- (pt) Heitor Lyra, História de Dom Pedro II (1825–1891): Declínio (1880–1891), vol. 3, Belo Horizonte, Itatiaia, 1977
- (pt) Pedro Calmon, O Rei Cavaleiro, Sao Paulo, Edição Saraiva, 1950
- (pt) Pedro Calmon, História de D. Pedro II, vol. 5, Rio de Janeiro, J. Olympio, 1975
- (pt) Pedro Calmon, História da Civilização Brasileira, Brasília, Senado Federal, 2002 (OCLC 685131818)
- (pt) Lilia Moritz Schwarcz, As barbas do Imperador: D. Pedro II, um monarca nos trópicos, Sao Paulo, Companhia das Letras, 1998, 2e éd., 623 p. (ISBN 85-7164-837-9)
- (pt) José Murilo de Carvalho, D. Pedro II: ser ou não ser, Sao Paulo, Companhia das Letras, 2007, 276 p. (ISBN 978-85-359-0969-2)
- (en) Robert M Levine, The History of Brazil, Westport, Greenwood Press, 1999, 208 p. (ISBN 978-0-313-30390-6, présentation en ligne)
- (pt) Nelson Werneck Sodré, Panorama do Segundo Império, Rio de Janeiro, Graphia, 2004, 2e éd., 350 p. (ISBN 85-85277-21-1)
- (pt) Boris Fausto et Fernando J. Devoto (trad. de l'espagnol), Brasil e Argentina : Um ensaio de história comparada (1850–2002), Sao Paulo, Editoria 34, 2005, 2e éd., 574 p. (ISBN 85-7326-308-3)
- (pt) Carlos Fausto, Os Índios antes do Brasil, Jorge Zahar Ed., 2000, 94 p. (ISBN 85-7110-543-X)
- (pt) Pedro Karp Vasquez, Nos trilhos do progresso : A ferrovia no Brasil imperial vista pela fotografia, Sao Paulo, Metalivros, 2007, 287 p. (ISBN 978-85-85371-70-8)
- (pt) Hélio Vianna, História do Brasil : período colonial, monarquia e república, Sao Paulo, Melhoramentos, 1994, 15e éd., 723 p. (ISBN 85-06-01999-0)
- (pt) Roger Parkinson, The Late Victorian Navy : The Pre-dreadnought Era and the Origins of the First World War, Woodbridge, Suffolk, The Boydell Press, 2008, 323 p. (ISBN 978-1-84383-372-7, présentation en ligne)
- (pt) Lídia Besouchet, Pedro II e o Século XIX, Rio de Janeiro, Nova Fronteira, 1993, 2e éd., 683 p. (ISBN 85-209-0494-7)
- (pt) Antonio Carlos Olivieri, Dom Pedro II, Imperador do Brasil, Sao Paulo, Callis, 1999, 55 p. (ISBN 85-86797-19-7)
- Alain Rouquié, Le Brésil au XXIe siècle, naissance d'un nouveau grand, Paris, Fayard, 2006, 409 p. (ISBN 978-2-213-62863-9)

#### Pour aller plus loin
- (pt) Arthur Ramos, A mestiçagem no Brasil, Maceió, EDUFAL, 2003, 184 p. (ISBN 85-7177-181-2, lire en ligne)
- (pt) Hélio Vianna, Vultos do Império, Sao Paulo, Companhia Editora Nacional, 1968
- Adolphe d'Assier, Le Brésil contemporain. Races. Mœurs. Institutions. Paysage, Paris, Durand et Lauriel, 1867 (lire en ligne)
- (pt) Ronaldo Vainfas, Dicionário do Brasil Imperial : 1822-1889, Rio de Janeiro, Objetiva, 2002, 749 p. (ISBN 85-7302-441-0)
- Bartolomé Bennassar et Marin Richard, Histoire Du Brésil (1500-2000), Paris, Fayard, 2000, 600 p.
- Jean-Louis Blanc, Les Grands Fleuves du monde, Aux sources de la vie, Paris, Jacques Glénat, 2003, 194 p.206 photos, 21 cartes. Géographie du Brésil. Le troisième tome est écrit par un spécialiste des problèmes de l'eau dans le monde.
- Michel Braudeau, Le Rêve amazonien, Paris, Gallimard, 2003, 77 p.Essai composé à partir d'articles parus dans Le Monde.
- Ivan Frias, Soigner et penser au Brésil, Paris, L'Harmattan, coll. « Questions contemporaines », 2009, 164 p. (ISBN 978-2-296-08559-6, lire en ligne).
- Mylène Gaulard, L'Économie du Brésil, Éditions Bréal, 2011, 127 p.
- Hervé Théry, Le Brésil, Paris, Armand Colin, coll. « Géographie », 2000, 5e éd., 286 p.
- Paul Van de Weyer, Le Brésil relève le défi de l'an 2000, Bruxelles, Écho de la Bourse, novembre 1971.
- (de) Manfred Wöhlcke, Brasilien. Anatomie eines Riesen
- Olivier Compagnon et Martine Droulers (dir.), « Le Brésil et la France au XXe siècle », Cahiers des Amériques latines, Paris, vol. 1-2, nos 48-49,‎ 2005, p. 17-106